# Château de Saint-Cloud
Pour les articles homonymes, voir Saint-Cloud (homonymie).
Ne doit pas être confondu avec Château de la Celle.
Le château de Saint-Cloud est un ancien château royal situé à Saint-Cloud (Hauts-de-Seine) dans un site surplombant la Seine. Il est bombardé et incendié pendant la guerre franco-allemande de 1870, et il ne subsiste aujourd'hui que le parc de 460 hectares, dénommé officiellement « domaine national de Saint-Cloud ».

## Histoire

### Vers 1577-1655: Saint-Cloud, château des Gondi
Les Gondi sont une famille de financiers florentins arrivés en France en 1543 à la suite de Catherine de Médicis.

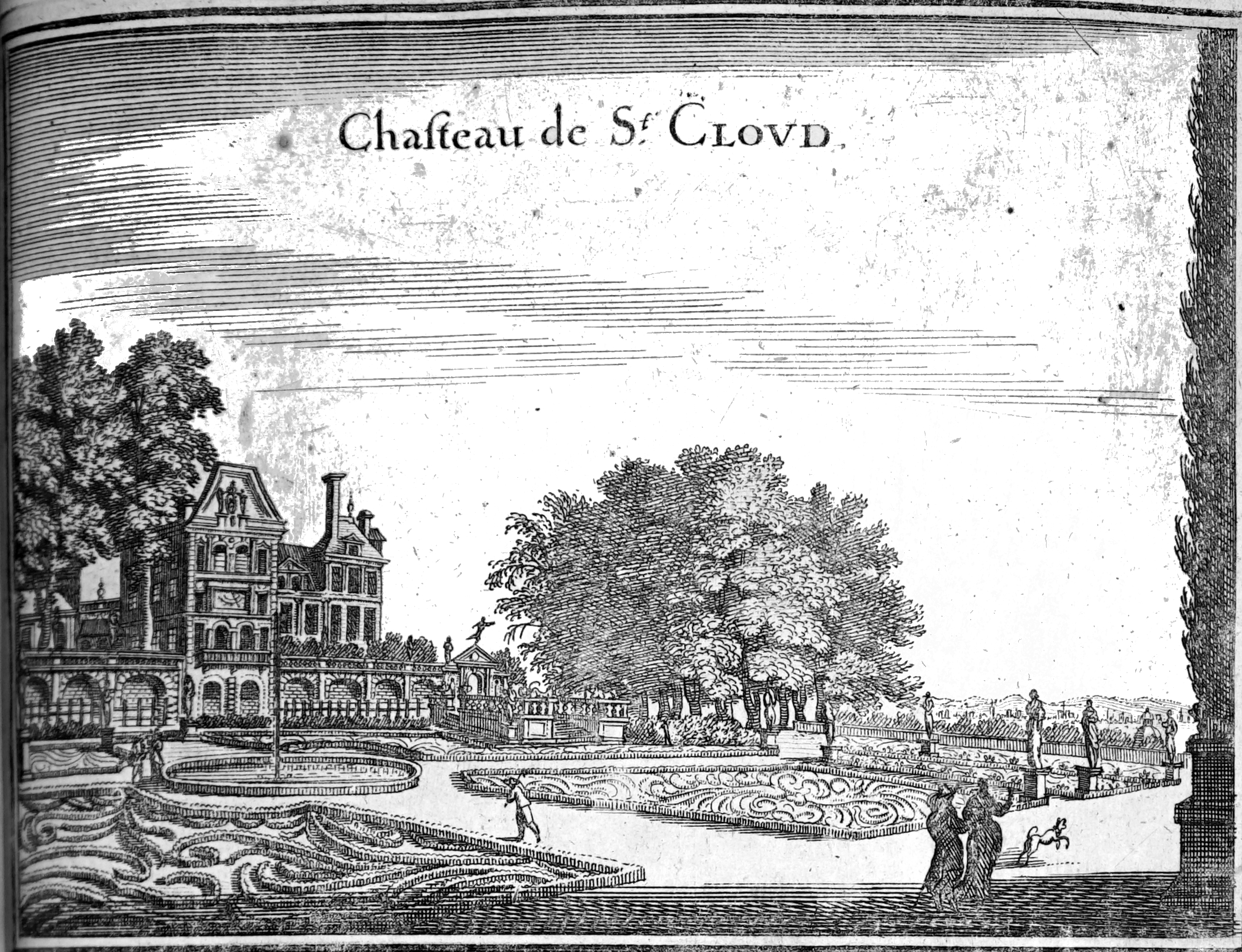
Château de Saint-Cloud.

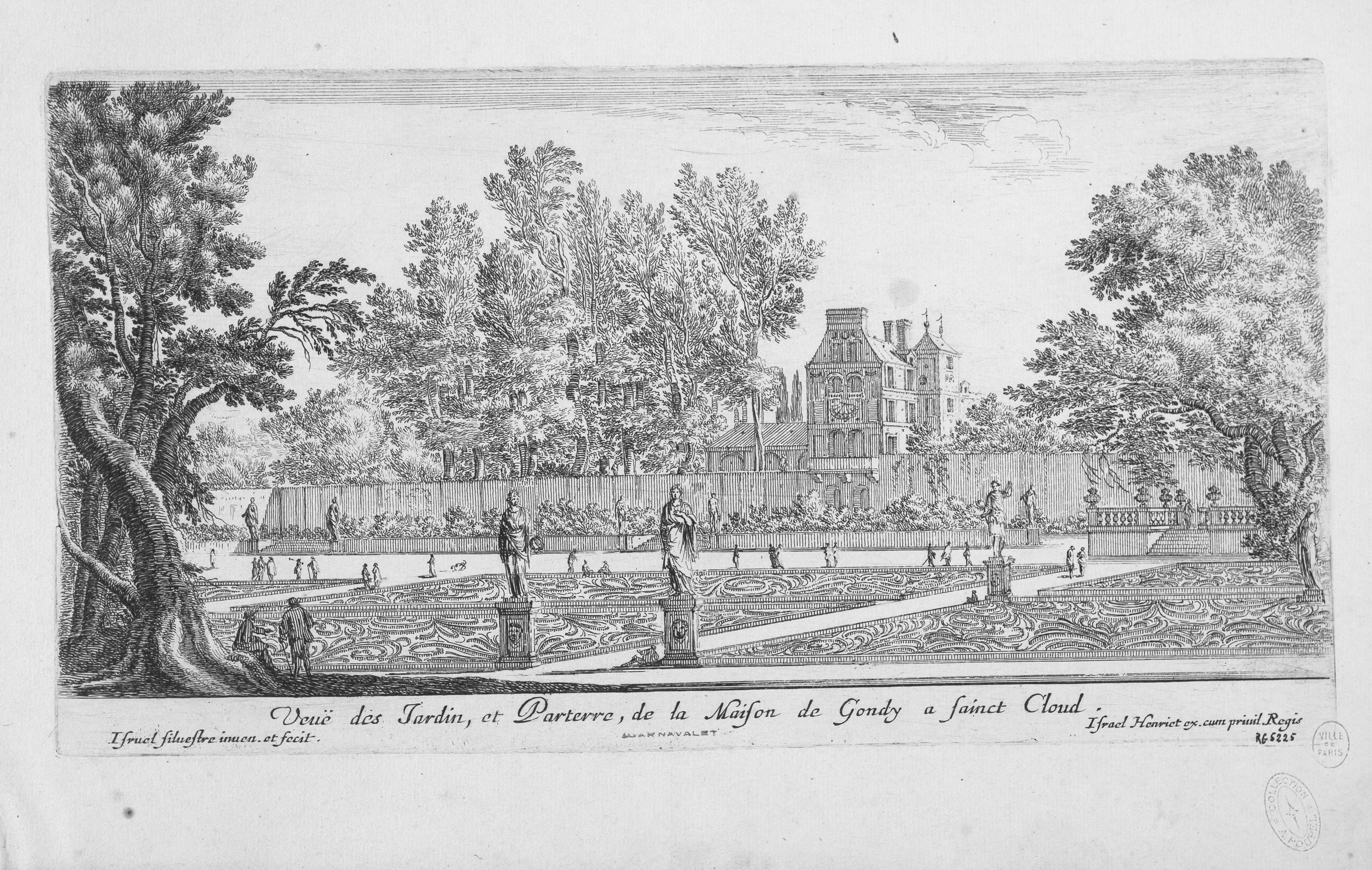
Vue des jardins, et parterre, de la maison de Gondy a Saint-Cloud.

Dans les années 1570 – sans doute en 1577 – celle-ci offre à Jérôme de Gondi une maison à Saint-Cloud dénommée « hôtel d'Aulnay ». Autour de cette maison, Jérôme de Gondi fait bâtir un château de plan en « L » bordant une terrasse. La principale façade regarde le sud, et l'aile s'achève par un pavillon d'où l'on embrasse une vue sur la Seine.
C'est dans ce château qu'Henri III s'installe pour conduire le siège de Paris, tenu par les Ligueurs. C'est là que, le 1er août 1589, il est assassiné par le moine Jacques Clément et qu'Henri IV y est reconnu roi.
Après la mort de Jérôme de Gondi en 1604, le château est vendu en 1618 par son fils Jean-Baptiste II à Jean de Bueil[Lequel ?], comte de Sancerre. Mais ce dernier meurt peu après, en 1625, et Jean-François de Gondi, archevêque de Paris, rachète le domaine et y fait faire des embellissements, notamment par Thomas Francine, qui travaille dans les jardins.
À la mort de Jean-François de Gondi en 1654, Philippe-Emmanuel de Gondi en devient propriétaire, puis son neveu Henri de Gondi, duc de Retz.

### 1655-1658: Barthélémy Hervart

Israël Silvestre, Saint-Cloud.

Henri de Gondi vend la propriété en 1655 à Barthélemy Hervart, financier d'origine allemande, intendant puis surintendant des Finances. Celui-ci agrandit le parc jusqu'à 12 hectares, et fait faire à Saint-Cloud des travaux considérables dont on ignore à peu près tout. On sait seulement qu'il fait construire dans le parc une grande cascade, souvent confondue avec celle qui a été conservée, plus tardive.

### Le château de Monsieur (1658-1701)

#### L'acquisition de 1658

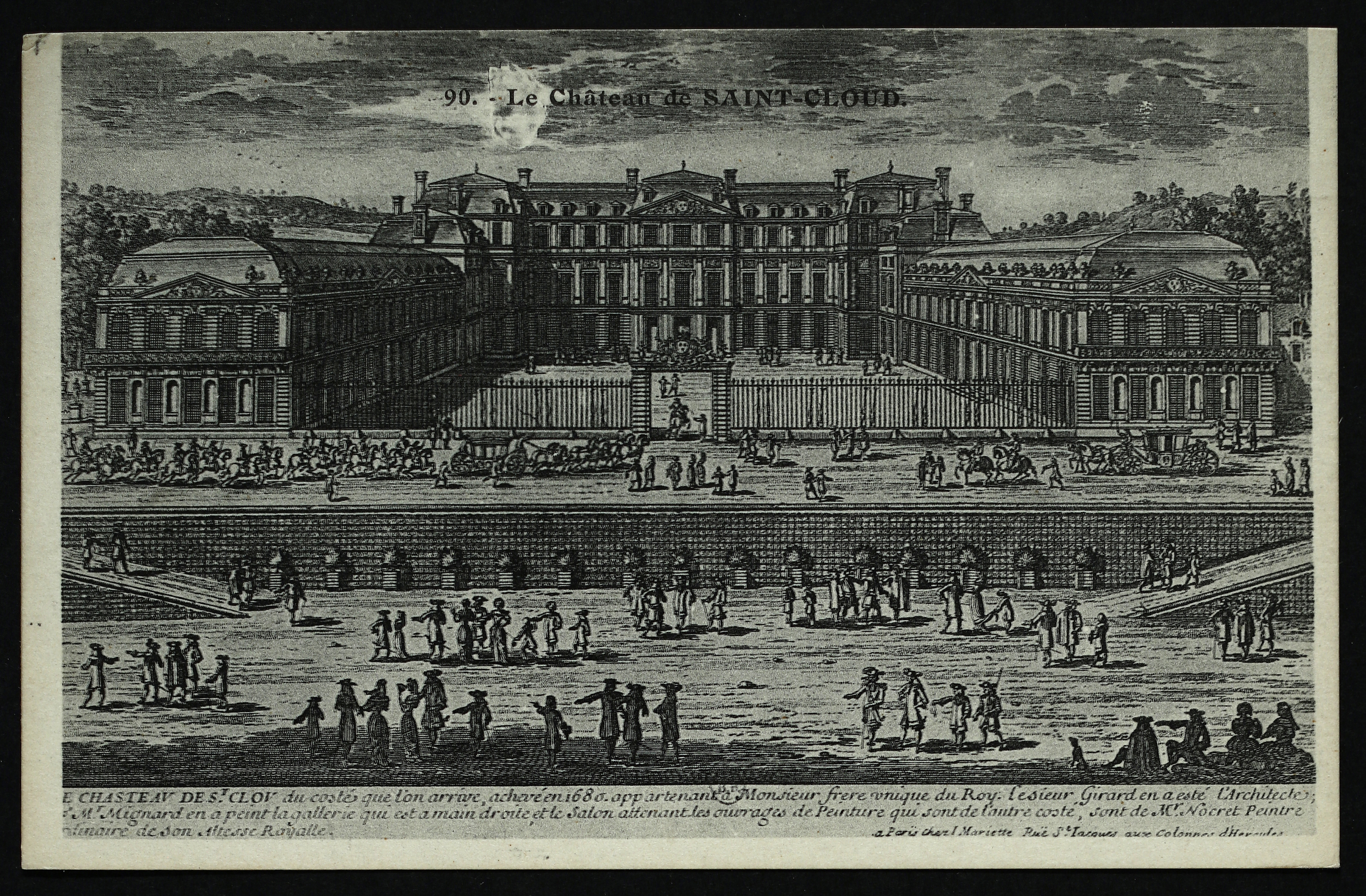
Le Chasteau de St Clou du costés que l'on arrive, vers 1690.

On sait que c'est en 1658 que le domaine fut acheté par le roi Louis XIV (en fait par Mazarin) pour que Monsieur, duc d'Anjou et futur duc d'Orléans, frère du roi, dispose d'une belle résidence « de campagne », mais aucun document ne permet de reconstituer les conditions et les étapes de la vente de la propriété d'Hervart à la Maison de France. L'information souvent reproduite[réf. nécessaire] selon laquelle c'est le 25 octobre 1658 que Monsieur achète le domaine de Saint-Cloud pour 240 000 livres, quelques semaines après que Hervart y aurait organisé une fête somptueuse en l'honneur de Louis XIV, de Monsieur, de leur mère Anne d'Autriche et du cardinal Mazarin, est contredite par les gazettes du temps. On lit en effet dans La Gazette du 12 octobre 1658 :

« Le 6, le roi, avec lequel était Monsieur et Son Éminence, alla prendre le divertissement de la promenade à Saint-Cloud, dans la belle maison du sieur Dervar [sic], l’un des contrôleurs généraux des finances, qui les traita à dîner, et les principaux de la cour, avec tant de magnificence qu’il en reçut tous les témoignages possibles de satisfaction de Sa Majesté ; qui voulut ensuite revoir pour la seconde fois, à Chaillot, la baleine qu’on y a conduite des côtes de Fontarabie […] »

Puis dans celle du 19 octobre :

« Le 12 du courant, la reine [Anne d’Autriche], accompagnée de Mademoiselle, alla voir à Saint-Cloud la belle maison de Monsieur, qui appartenait ci-devant au sieur Dervart [sic] ; et le roi s’y étant aussi rendu, ce prince y donna à toute la compagnie une collation des plus splendides. »

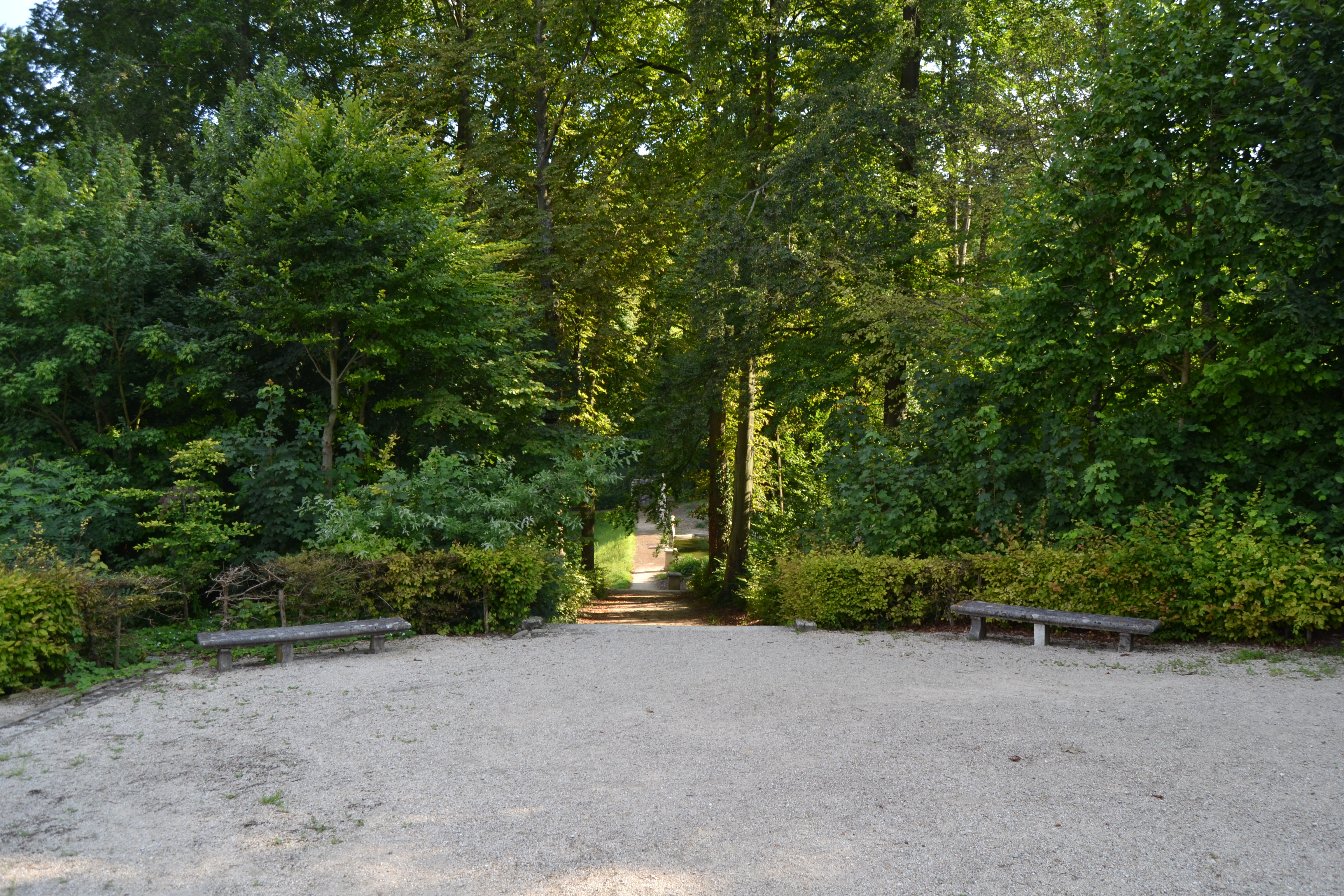
Le parc de Saint-Cloud.

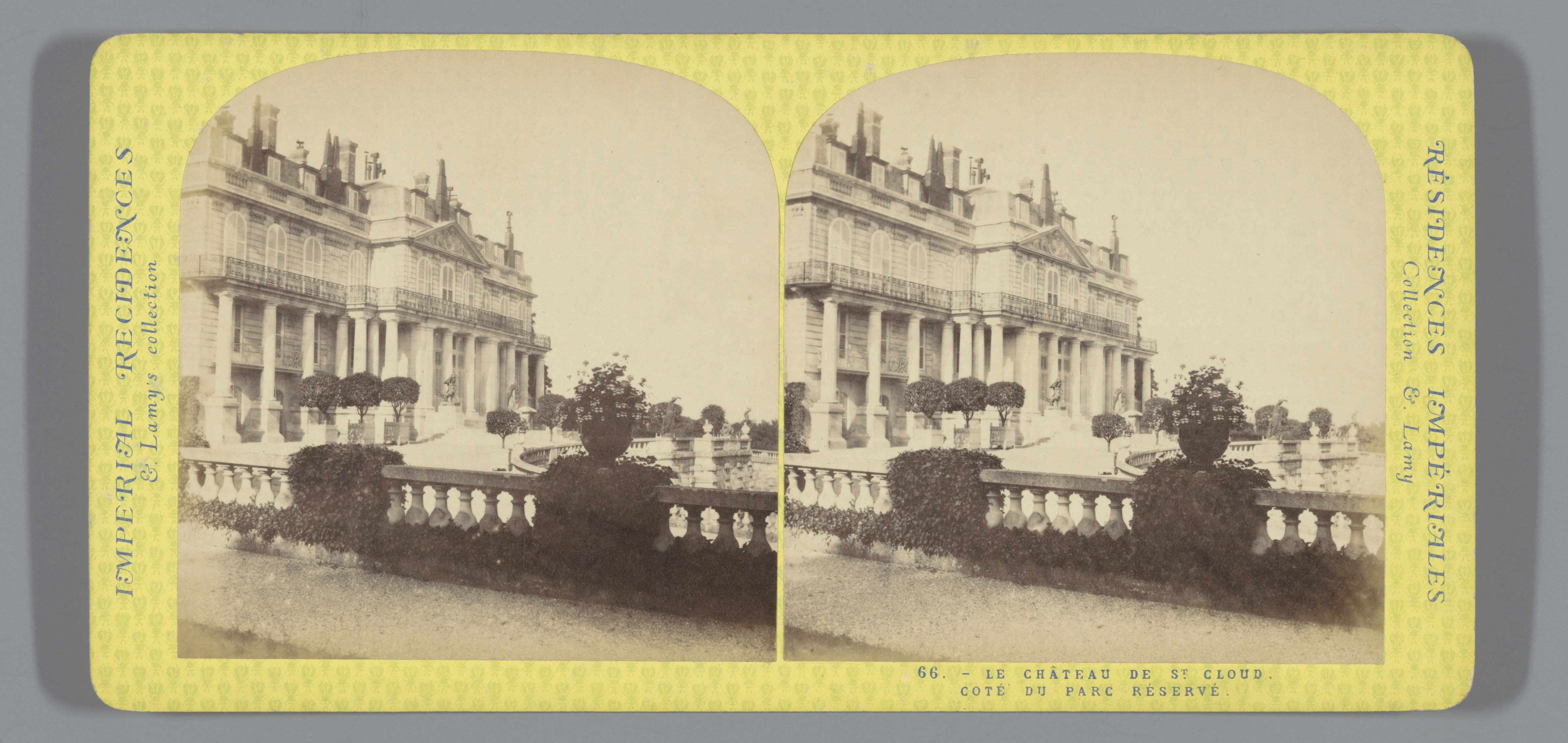
Le château de Saint-Cloud, façade sud.

La transaction avait donc dû avoir lieu avant — et même sans doute bien avant cette date du 12 octobre — et que tout avait déjà été probablement décidé lors du dîner offert par d'Hervart le 6. Les raisons exactes de cette acquisition restent inconnues. Mazarin entreprenait-il une politique de constitution d'un réseau de châteaux royaux dans l'Ouest parisien ? Ou bien s'agissait-il de pourvoir le « petit Monsieur », qui venait d'avoir dix-huit ans, d'un train de vie digne du frère de celui qu'on commençait déjà à appeler « le plus grand Roi du Monde » (sans attendre la disparition de celui qui était encore le « Monsieur » en titre, Gaston d'Orléans, frère du défunt roi Louis XIII) ? On constate en effet que c'est en ce même mois d'octobre 1658 que Philippe se voit gratifier d'un autre attribut princier, une troupe de théâtre, en l'occurrence celle de Molière.

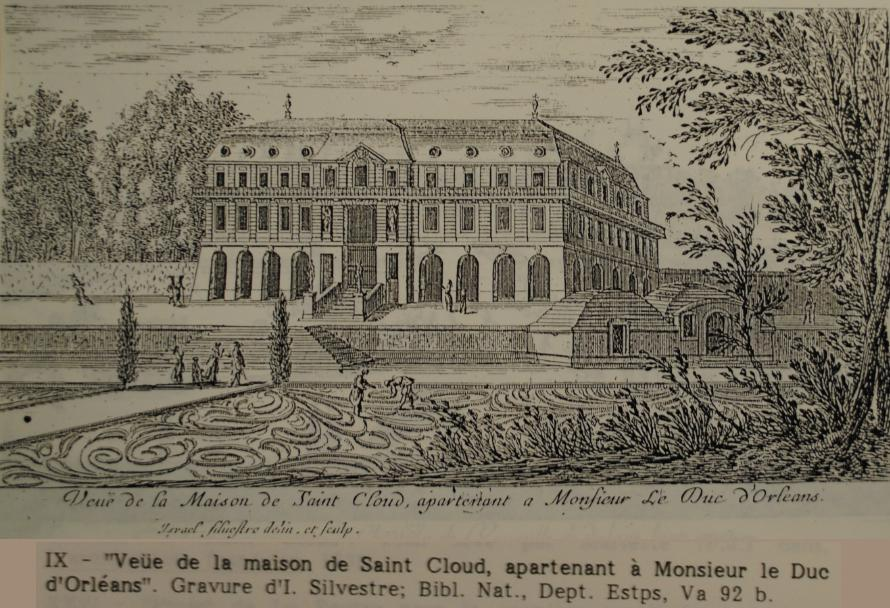
Vue de la maison de Saint-Cloud, appartenant au duc d'Orléans.
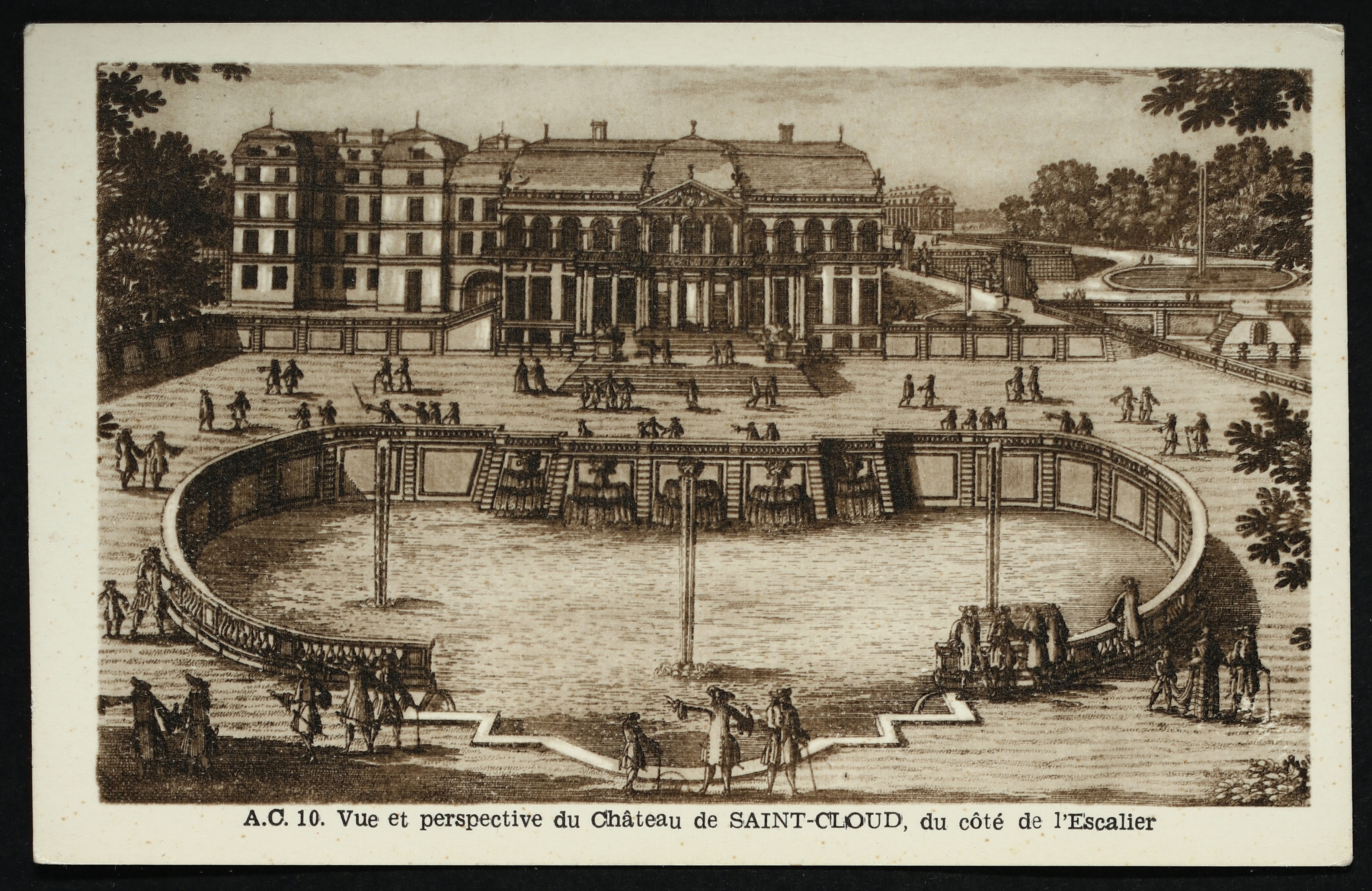
Carte postale - Saint-Cloud - Château de Saint-Cloud. Reproduction d'une estampe de la fin du XVIIe siècle.
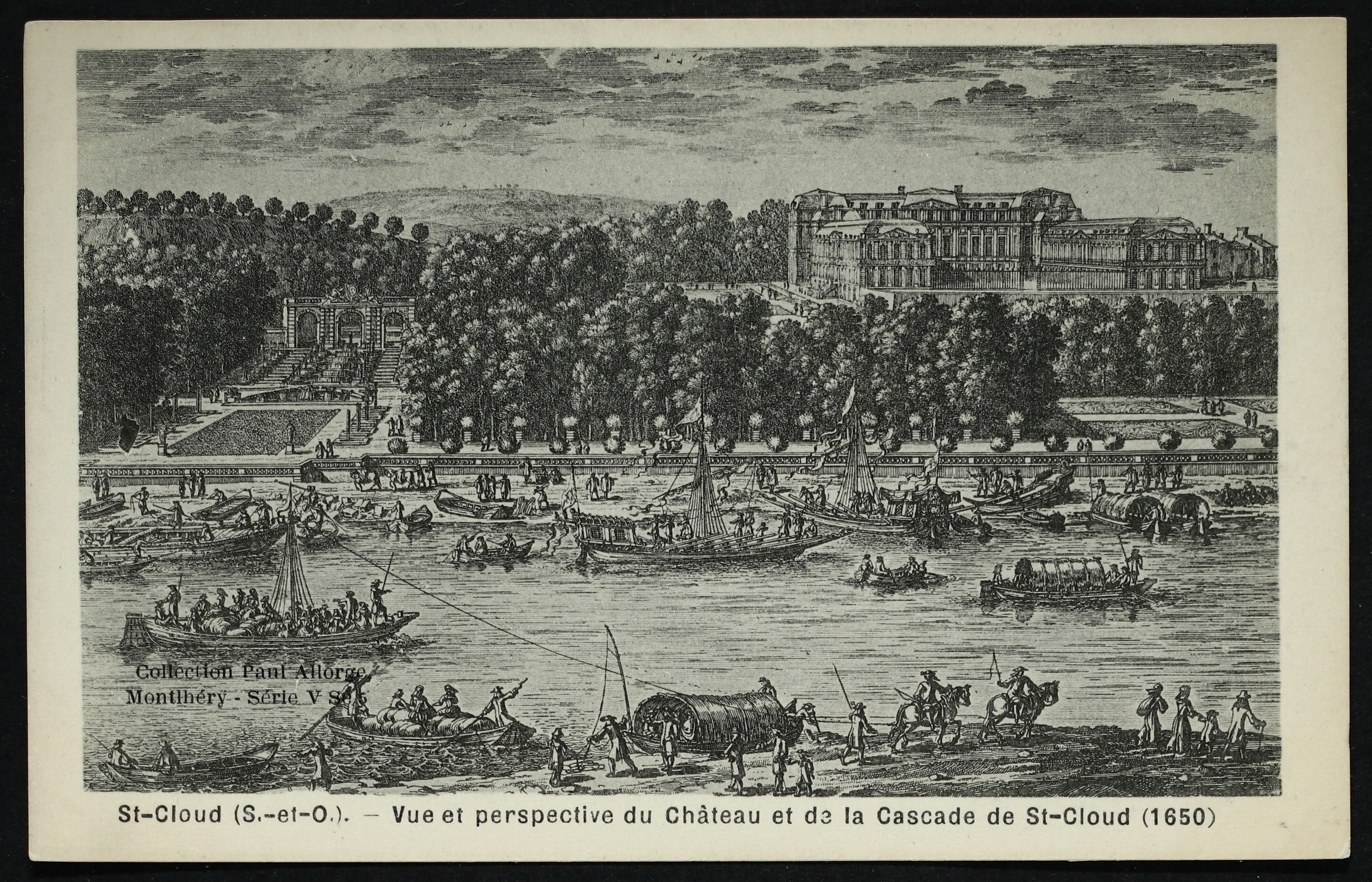
Carte postale - Saint-Cloud - Vue et perspective du château et de la cascade (1650).

#### Des travaux d'embellissements sans discontinuité

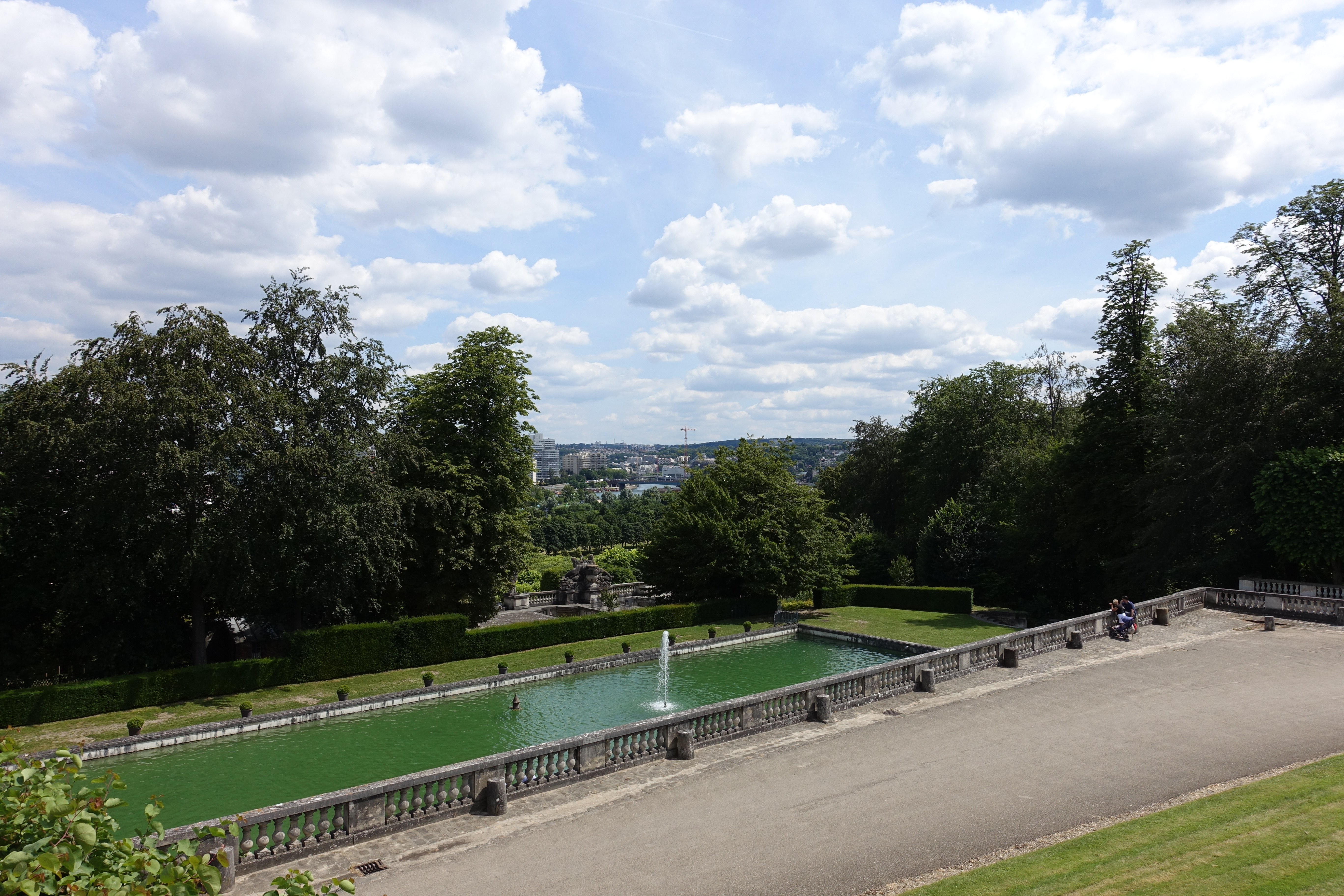
Domaine national de Saint-Cloud.

Depuis l'acquisition du domaine jusqu'à sa mort en 1701, Monsieur entreprend des travaux d'agrandissement du château. Ceux-ci sont dirigés par son architecte, Antoine Le Pautre, jusqu'à la mort de ce dernier en 1679, puis par son successeur, Jean Girard, et peut-être Thomas Gobert. Jules Hardouin-Mansart intervient à la fin du siècle. Le décor intérieur est confié aux peintres Jean Nocret et Pierre Mignard. Le jardin est redessiné par André Le Nôtre et le parc est considérablement agrandi entre 1659 et 1695, passant de 12 à 590 hectares, soit quasiment la superficie de l'emprise actuelle. Le montant des achats ainsi réalisés atteint 156 000 livres.

#### Evènements, spectacles et fêtes
C'est au château de Saint-Cloud que meurt en 1670 la première femme de Monsieur, Henriette d'Angleterre, dont Bossuet a prononcé la très célèbre oraison funèbre (« Madame se meurt, Madame est morte. »).
Des milliers de collations eurent lieu dans le château et les jardins au temps de Monsieur. En outre, de grandes fêtes marquèrent plus particulièrement le domaine. Le 28 août 1671, fête pour le roi ; le 21 novembre 1671, fête pour le nouveau mariage de Monsieur, qui épouse en secondes noces Élisabeth-Charlotte de Bavière.
Le 2 juin 1673, grande fête offerte par Monsieur au roi, pour la naissance à Saint-Cloud du duc de Valois, et le 14 septembre 1676, fêtes pour le baptême du duc de Chartres, né à Saint-Cloud le 2 août 1674, et la naissance de Mademoiselle de Chartres, sa sœur, née à Saint-Cloud le 13 septembre 1676.
En 1677, grande fête offerte au roi par Monsieur à l'occasion de l'inauguration de la galerie d'Apollon. Elle dura du 10 au 15 octobre 1677 (ou 1678?). 
En 1679, fêtes pour célébrer la paix de Nimègue.
En 1680, c'est pour le Dauphin qui vient à Saint-Cloud pour la première fois en tant qu'invité d'honneur.
En 1681, le roi et la reine y passent huit jours.

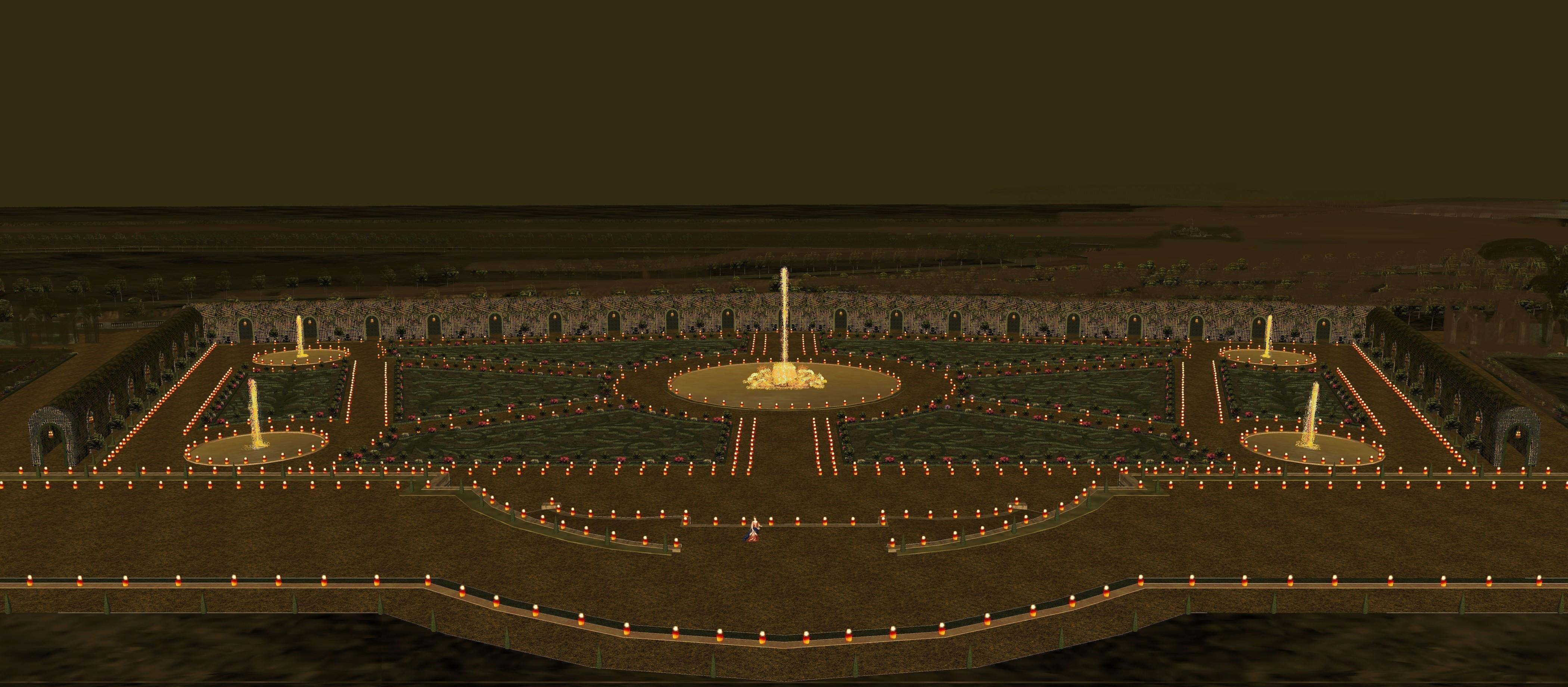
Restitution d'une illumination type du parterre de Vénus du Trianon du château de Saint-Cloud vers 1685-1700.

En 1682, fêtes pour l'ambassadeur de Maroc. C'est lui qui s'arrêta pour contempler le pont avec ses quatorze arches. On lui raconte que l'architecte, ne pouvant le finir, promit au diable de lui donner l'âme de celui qui le franchirait le premier. Le pont achevé, l'architecte fit passer un chat que le diable emporta, furieux d'avoir été trompé.
L'ambassadeur répondit en souriant : « On ne doit pas espérer de gagner quelque chose avec les Français, non plus que de surprendre ceux qui savent tromper le diable. »
En 1683, Louis XIV s'y retire pour pleurer la mort de Marie-Thérèse.
En 1686, fête pour célébrer le succès de l'opération faite sur la personne du roi par Félix, chirurgien. Un poète contemporain dit : « Que Félix, trop heureux! fit en perfection La fatale opération ! et il ajoute que les diamants et les rubis font si grand effet au bal, que leurs éclats Fixent cent fois de plus grands lustres Que toute la clarté des lustres ! ».
Plus tard, les ambassadeurs de la Grande-Bretagne, de Portugal, d'Alger, de Siam, sont tour à tour reçus à Saint-Cloud.
L'ambassadeur de Venise y vient en 1689 et voit tirer une loterie fameuse par la richesse des lots.
En 1688, baptême de Mademoiselle de Chartres.
En 1695, une manufacture de poterie blanche, compacte, translucide, porcelaine blanche, était fondée ; habilement dirigée par un sieur Morin, son-propriétaire, elle devint dans la suite la manufacture de Sèvres.
Le 9 juin 1701, Monsieur, de retour de Marly, expire à Saint-Cloud, frappé d'apoplexie, le lendemain d'une dispute avec le roi au sujet du mariage de leurs enfants d'après Saint-Simon.
Saint-Simon décrit l'ambiance de fête à Saint-Cloud au temps de Monsieur :
Le gros de la cour perdit en Monsieur : c’était lui qui y jetoit les amusements, l’âme, les plaisirs, et quand il la quittoit tout y sembloit sans vie et sans action.  […] A Saint-Cloud où toute sa nombreuse maison se rassembloit, il avoit beaucoup de dames qui à la vérité n’auroient guère été reçues ailleurs, mais beaucoup de celles-là du haut parage, et force joueurs. Les plaisirs de toutes sortes de jeux, de la beauté singulière du lieu que mille calèches rendoient aisé aux plus paresseuses pour les promenades ; des musiques, de la bonne chère, en faisoient une maison de délices, avec beaucoup de grandeur et de magnificence […]. (XXI) 

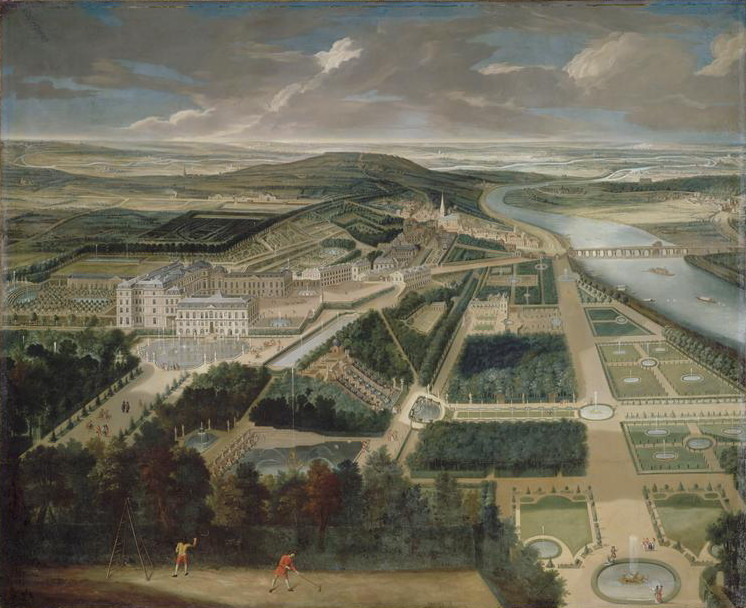
Vue du domaine de Saint-Cloud par Étienne Allegrain.
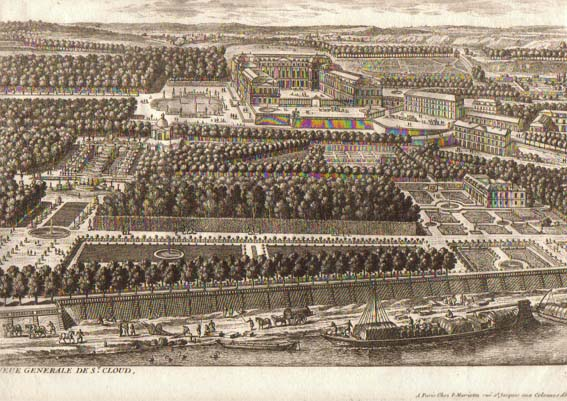
Vue générale du domaine de Saint-Cloud, gravure d'Adam Pérelle.
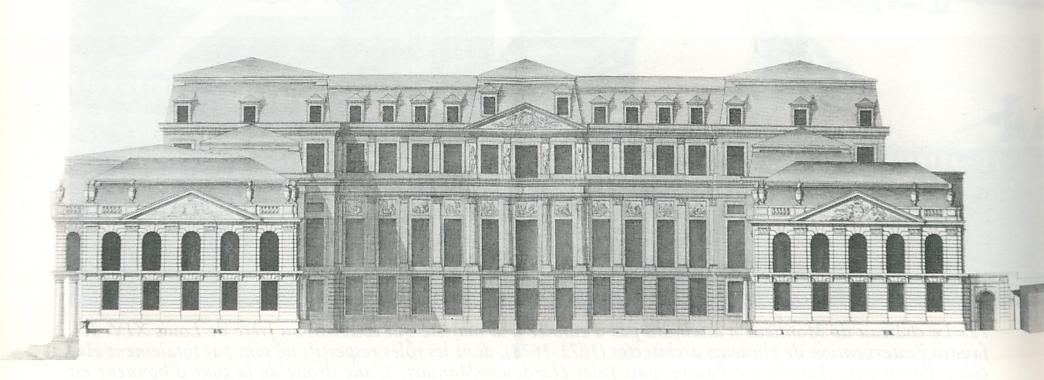
Façade du château.

### Saint-Cloud auXVIIIesiècle

#### 1701-1723: Le Régent

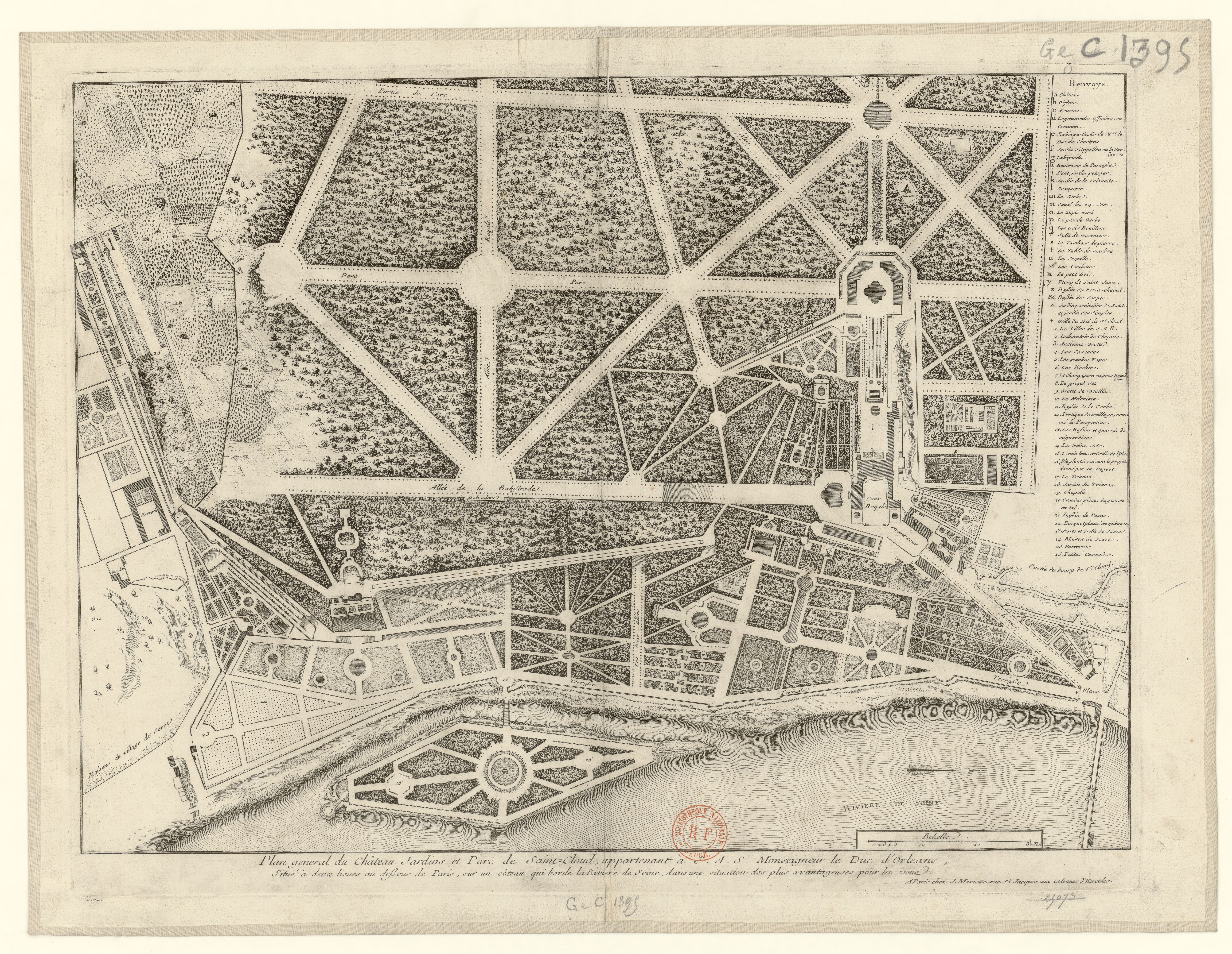
Plan du château de Saint-Cloud au temps du Régent.

Après la mort de Monsieur, frère de Louis XIV, Saint Cloud passe à son fils Philippe d'Orléans, qui exerce la fonction de régent du jeune Louis XV, après la mort de Louis XIV en 1715. En 1717, le régent reçoit à Saint Cloud le tsar Pierre Ier de Russie, lors de sa visite en France.
Saint-Cloud devient le repaire de Saint-Simon et de John Law, les conseillers proches du Régent. Saint-Simon décrit à foison des scènes de discussions avec le Régent et son entourage au château.
Le Régent installe un cabinet de chimie dans les jardins bas, près de l'ancienne maison du Tillet qu'il fait démolir auparavant. Il envisage la construction d'un pavillon luxueux, sur les plans d'Oppenord, pour cette partie des jardins bas et fait modifier le parterre en conséquence. Son goût de la connaissance en est à l'origine, lui qui aime aussi peindre et composer de la musique (on connaît son opéra Penthée). Mais ce cabinet de chimie de Saint-Cloud sera à l'origine des plus folles rumeurs, le peuple liant ce genre d'activité avec des activités proches de la sorcellerie.

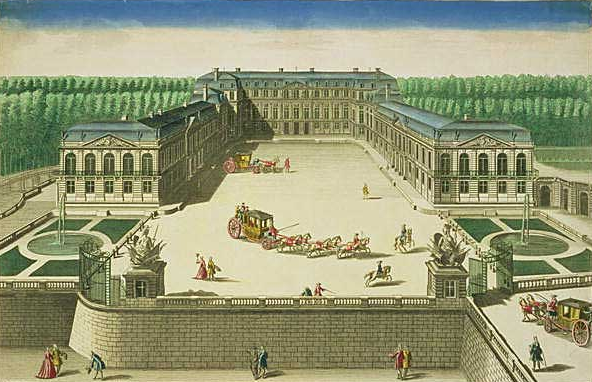
Vue du château de de Saint-Cloud par Antoine Aveline (1691-1743).
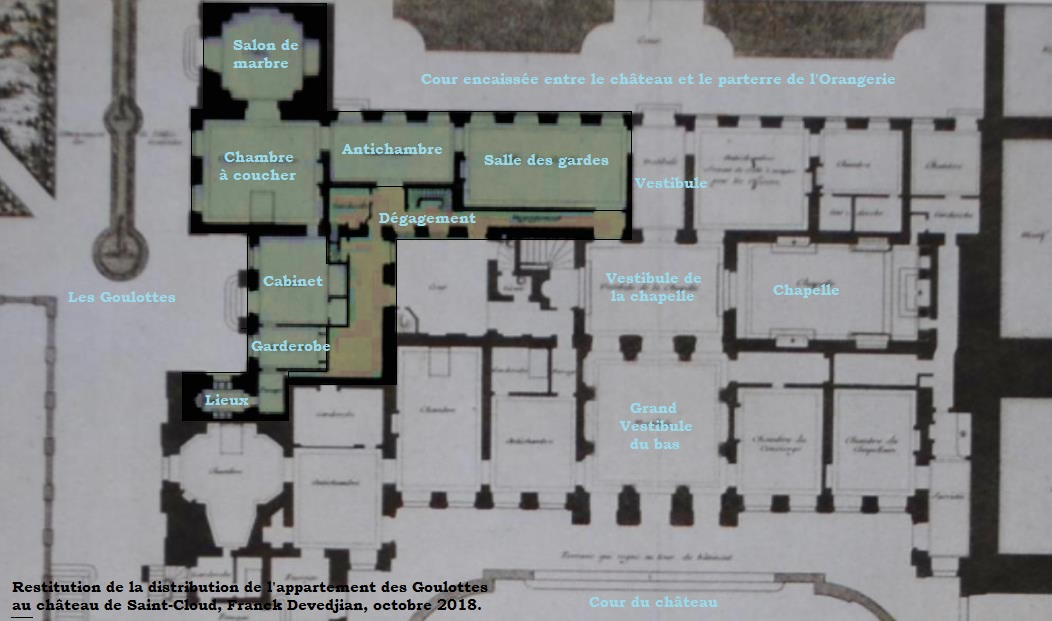
Appartement des goulottes de la duchesse d'Orléans, épouse du Régent. Sans doute son appartement frais d'été.
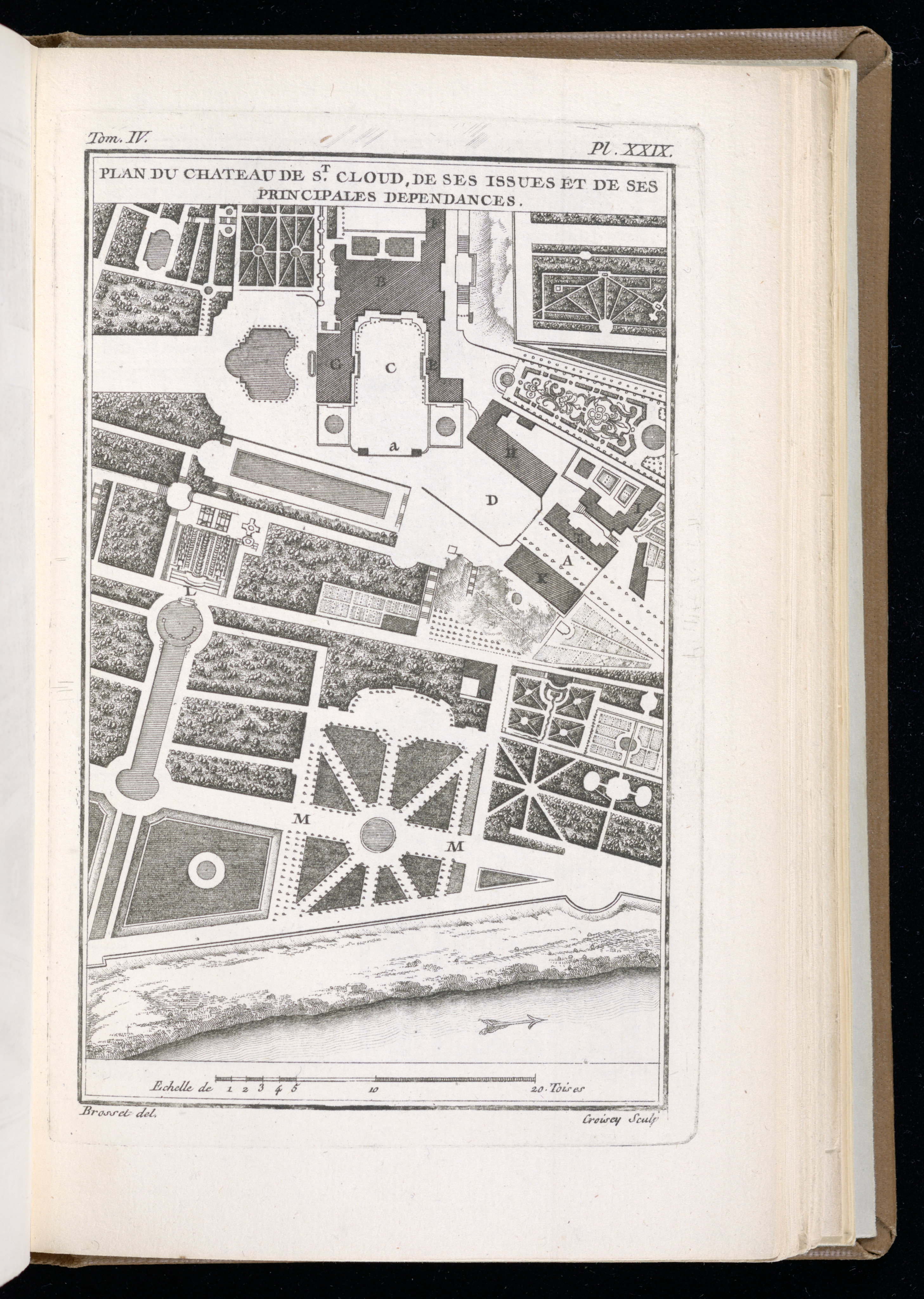
Plan des abords.

#### 1723-1752: Louis d'Orléans
À sa mort, en 1723, le domaine passe à son fils, Louis d'Orléans, dont le mariage avec Auguste de Bade-Bade, en 1724, donne lieu à une grande fête à Saint Cloud. Les deux époux y résident principalement, mais la princesse meurt prématurément en 1726. Louis d'Orléans ne se remarie pas et se réfugie dans la religion. En 1735, il donne à Saint-Cloud une fête en l'honneur de la reine Marie Leszczynska, puis en 1743, une autre à l'occasion du mariage de son fils, Louis-Philippe d'Orléans, avec la princesse Louise-Henriette de Bourbon Conti.

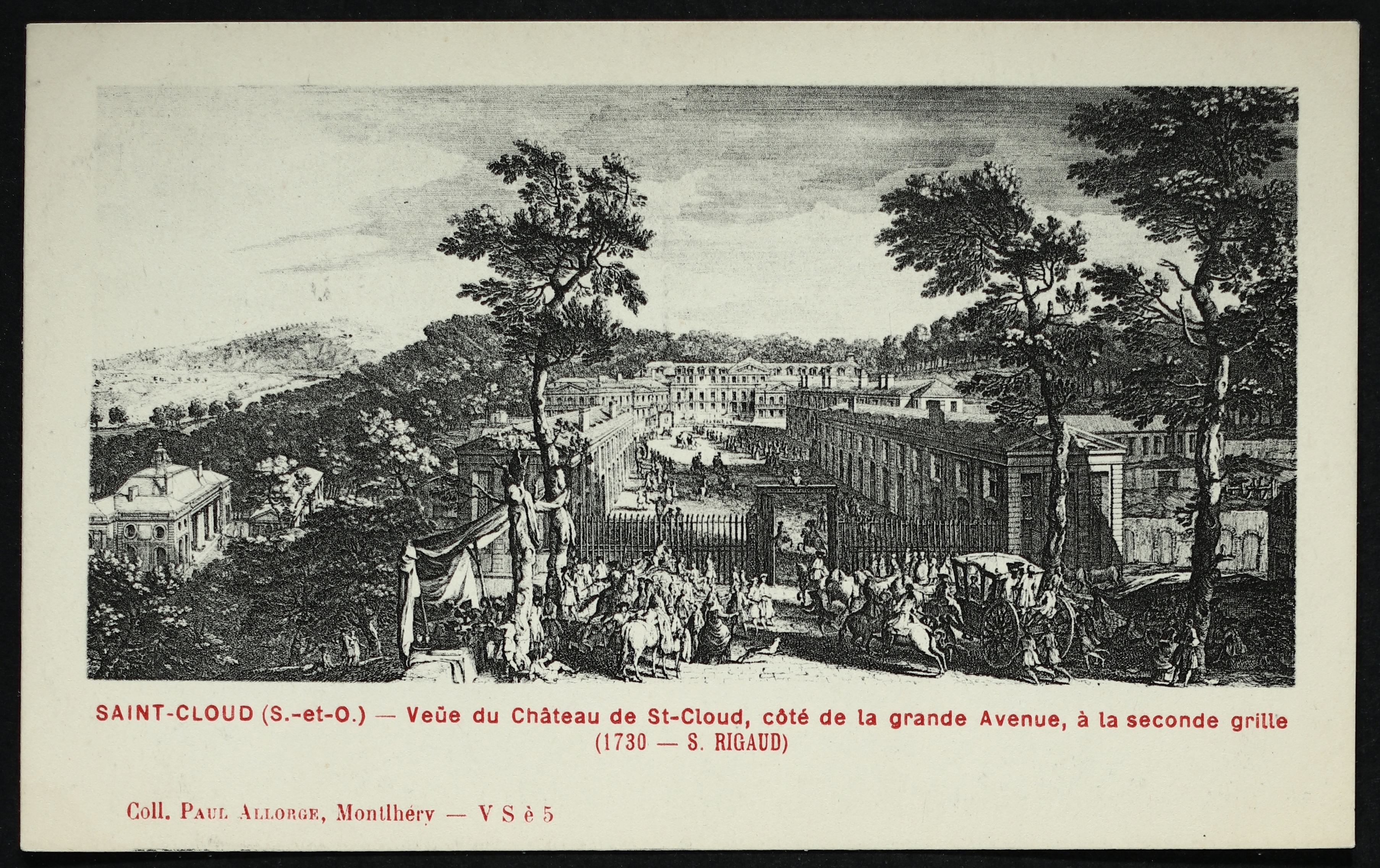
Carte postale - Saint-Cloud - Vue du château, côté de la grande Avenue, à la seconde grille (1730 - S. Rigaud).
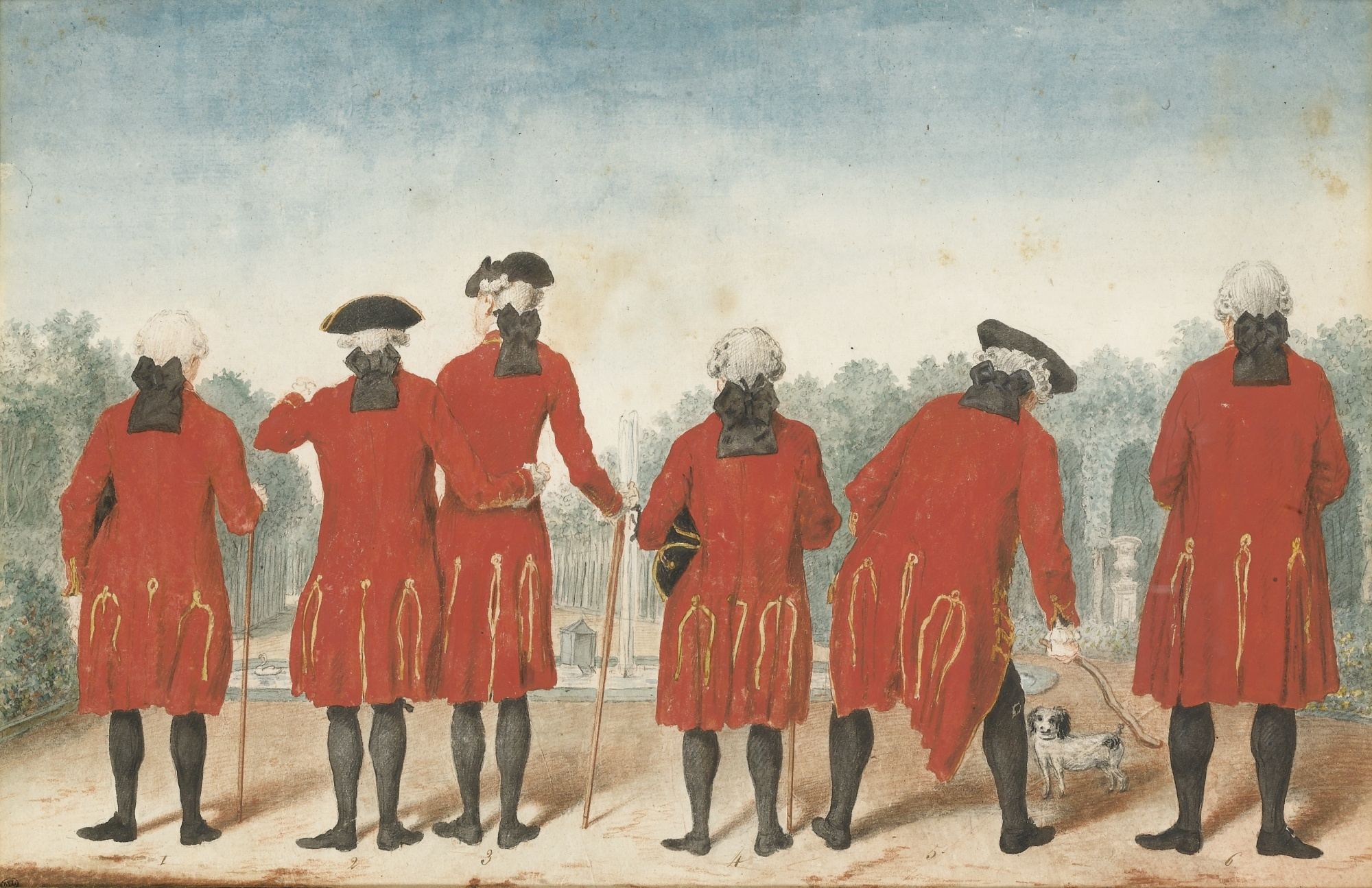
Les gentilhommes du duc d’Orléans.

#### 1752-1784: Louis-Philippe d'Orléans et son fils Philippe-Egalité
Quelques mois après la mort de son père, en 1752, Louis-Philippe d'Orléans donne à Saint-Cloud une fête ouverte au public, en l'honneur de la guérison du dauphin.
Après la mort de son épouse, en 1759, il se lie avec la marquise de Montesson, qu'il finit par épouser morganatiquement en 1773. Il laisse Saint-Cloud à son fils, le futur Philippe-Égalité, qui y séjourne régulièrement avec ses enfants.

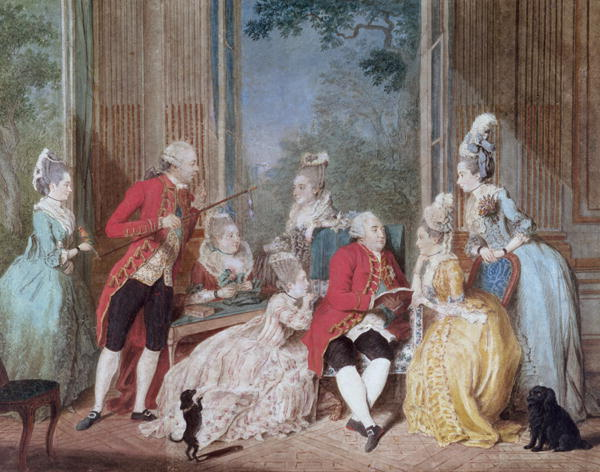
Salon du duc d'Orléans, Carmontelle.
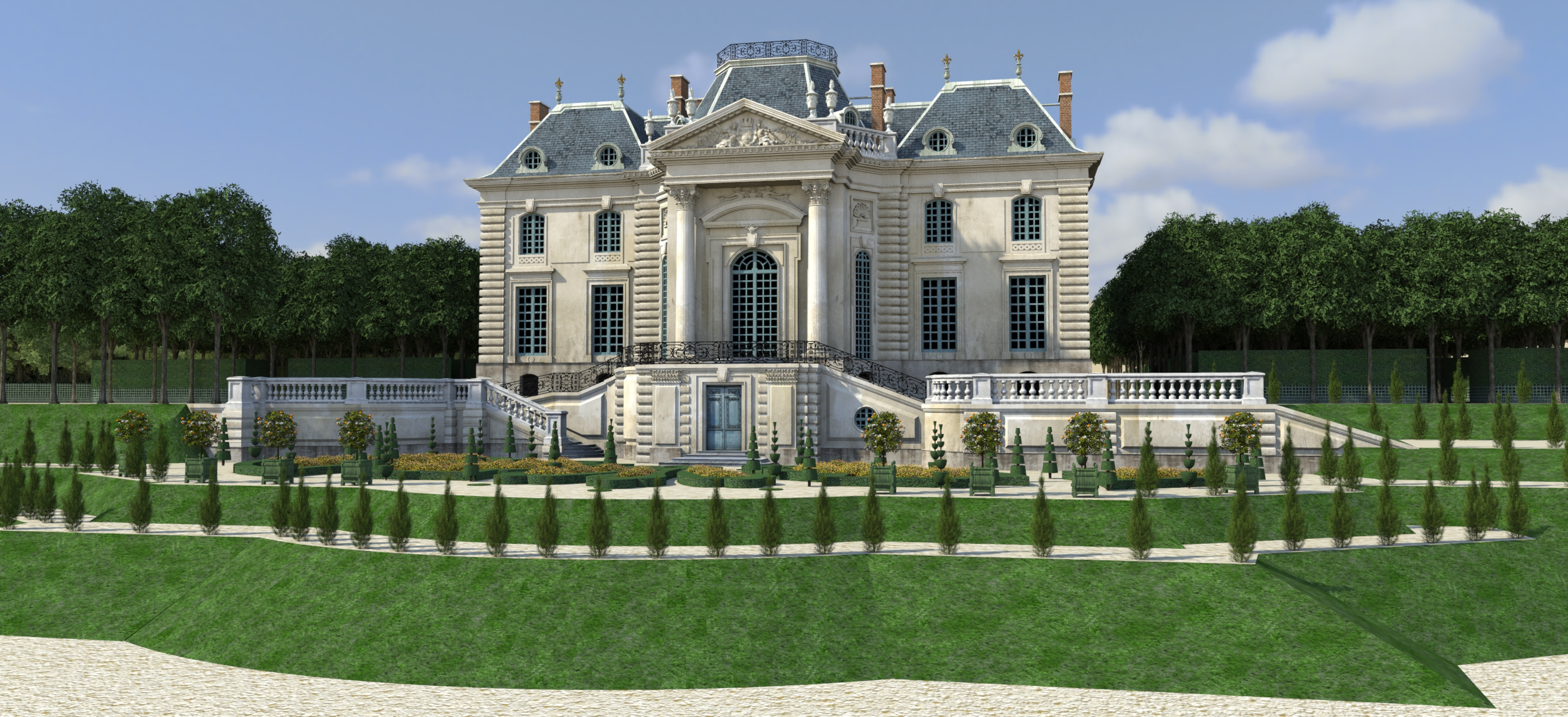
Pavillon de la Brosse construit par Contant D'Ivry au fond du parc de Saint-Cloud. Reconstitution 3D.

#### 1784-1792: Louis XVI et Marie-Antoinette

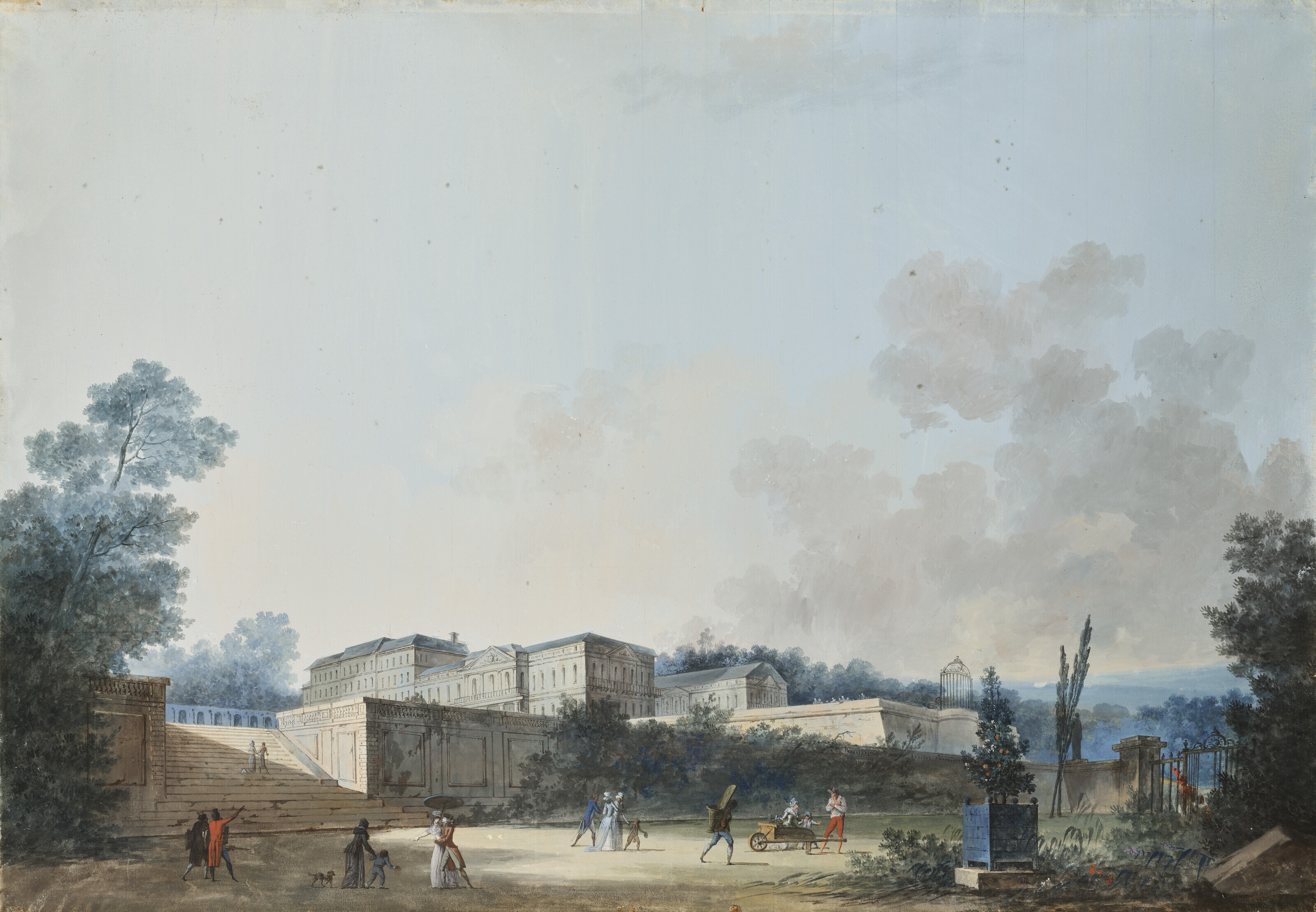
Antoine-Pierre Mongin, le château de Saint-Cloud et ses jardins, fin du XVIIIe siècle).

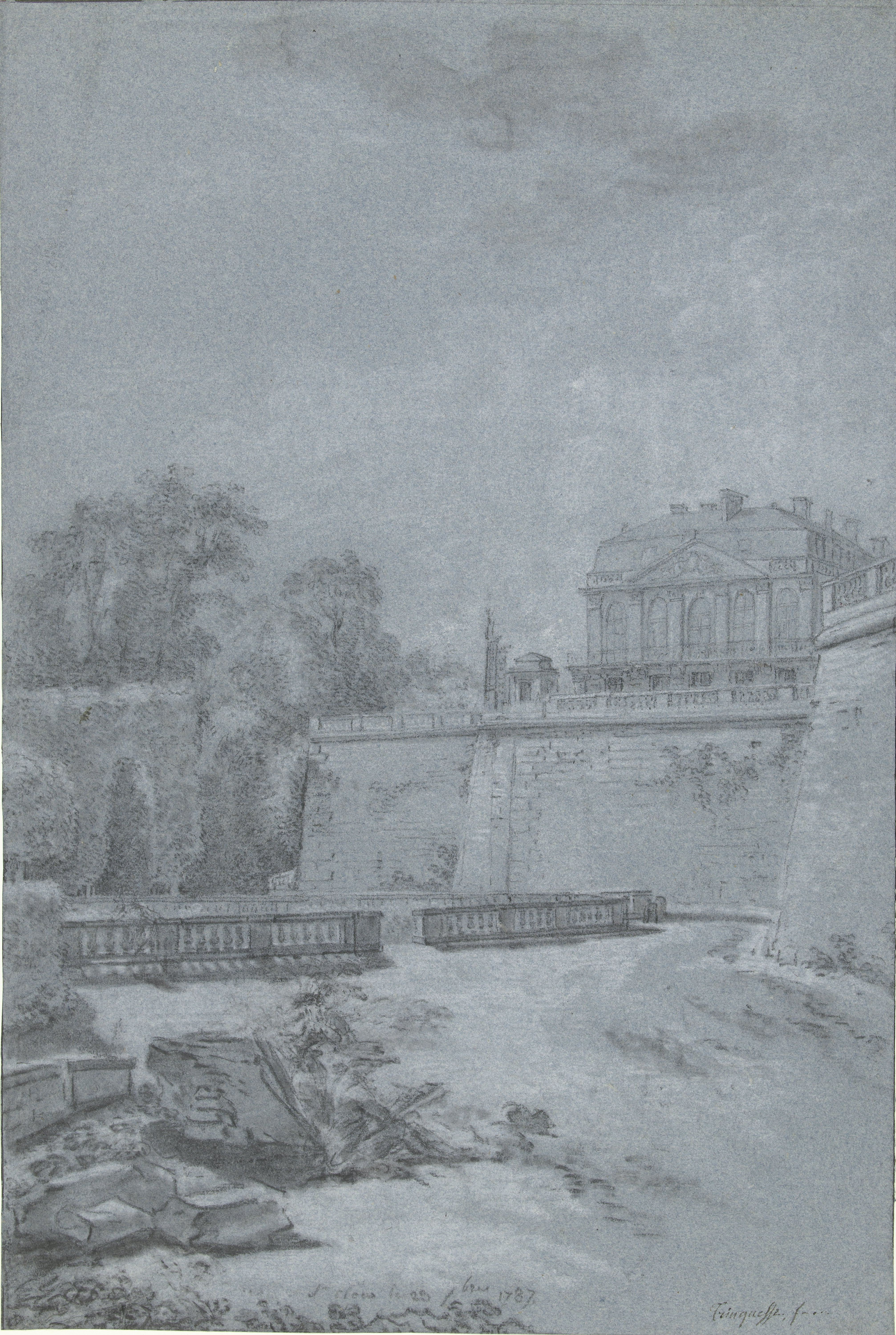
Saint-Cloud en 1787.

Le 24 octobre 1784, le château de Saint-Cloud est acquis par Louis XVI pour la reine Marie-Antoinette. Louis XVI avait pour visée d'y établir la famille royale et la Cour dans la perspective de travaux d'envergure à venir au château de Versailles à partir de 1790. Dans une visée d'économies, Saint-Cloud est mis au nom de la reine, ce qui permet d'éviter les charges des gouverneurs. Peu avant sa mort, le duc d'Orléans, Louis-Philippe « le Gros », qui ne va plus à Saint-Cloud depuis son mariage morganatique avec Madame de Montesson, est contraint de céder le domaine au roi pour 6 millions de livres.
Marie-Antoinette fait transformer le château en 1787-1788 par son architecte attitré, Richard Mique. La façade du côté du parterre de l'Orangerie est reconstruite et légèrement décalée. C'est aussi de ce temps que date la création de la chapelle néoclassique, parallèle à la galerie d'Apollon. 
Assignée à résidence aux Tuileries à partir du mois d'octobre 1789, la famille royale est autorisée à séjourner à Saint-Cloud pendant la belle saison. Conçu comme une résidence privée, le château de Saint-Cloud est apprêté au printemps 1790 pour recevoir la Cour, qui y suit la famille royale dans son séjour, de juin à novembre 1790.
En juillet 1790, Saint-Cloud est le cadre d'une entrevue célèbre entre Marie-Antoinette et Mirabeau.
En avril 1791, la famille royale est empêchée par des émeutiers de venir à Saint-Cloud, ce qui, pour une part, déterminera la fuite de Varennes, deux mois plus tard.

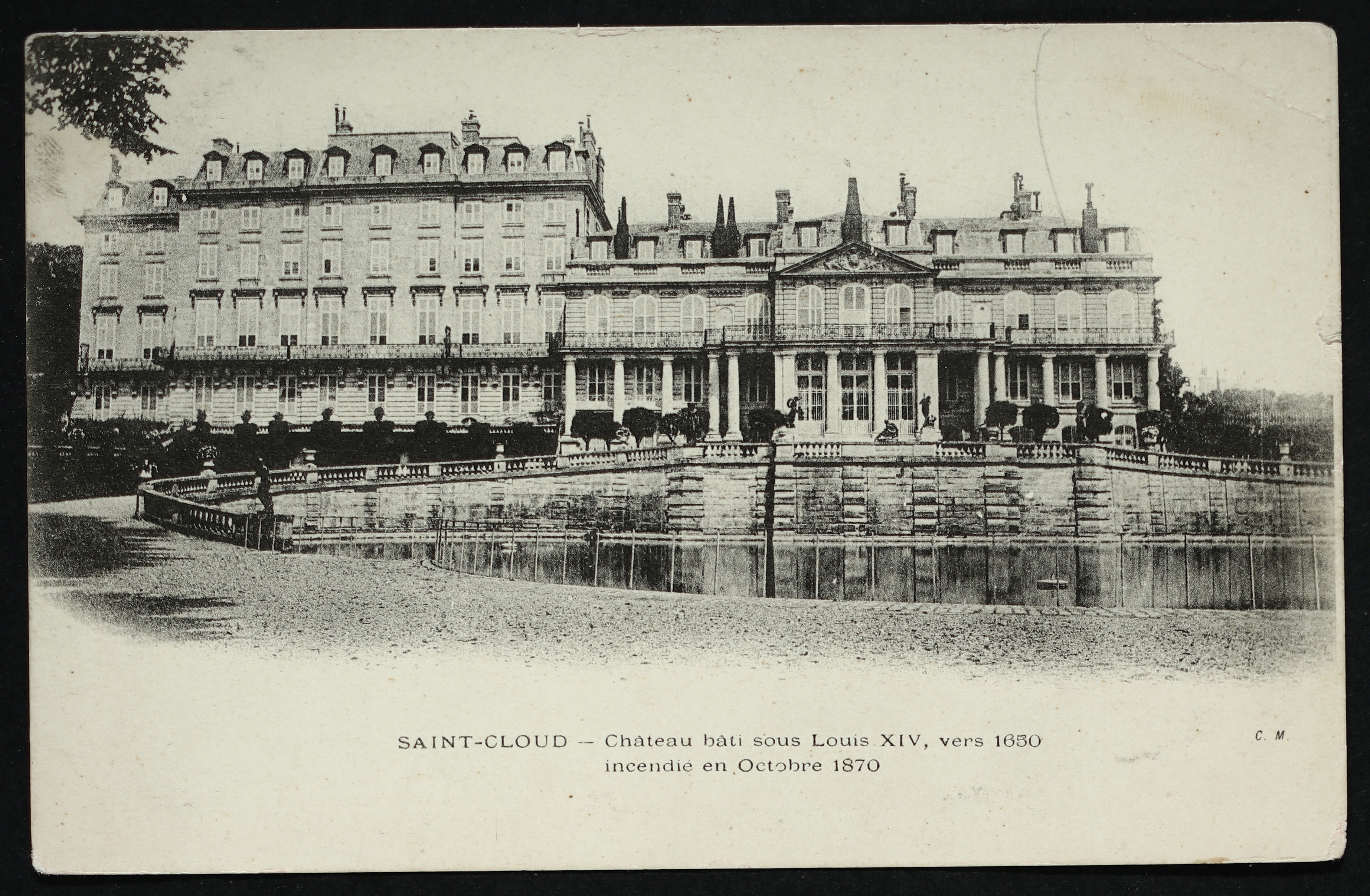
Carte postale - Saint-Cloud.
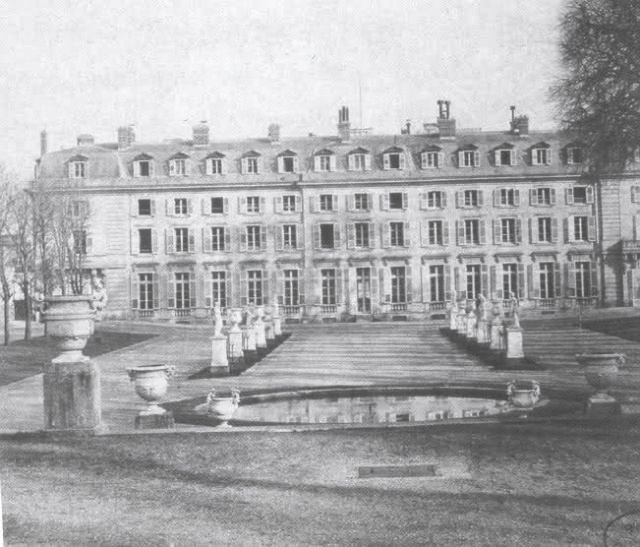
Saint-Cloud, jardin de l'orangerie.
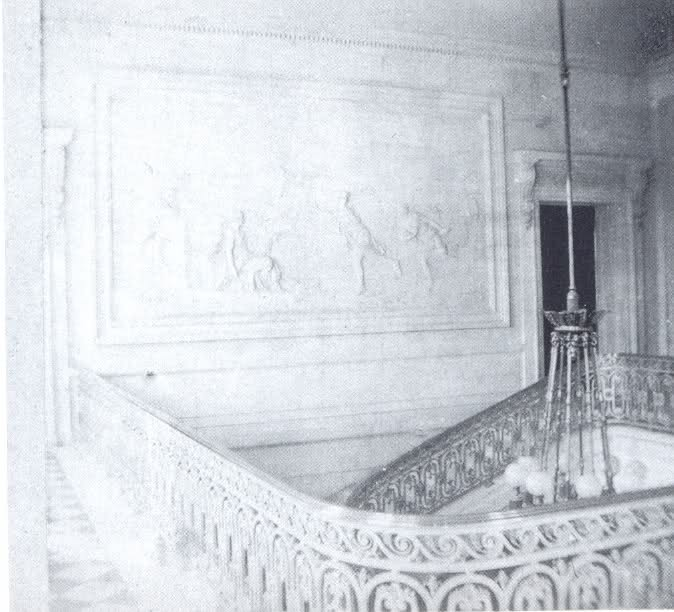
Escalier de la Reine.
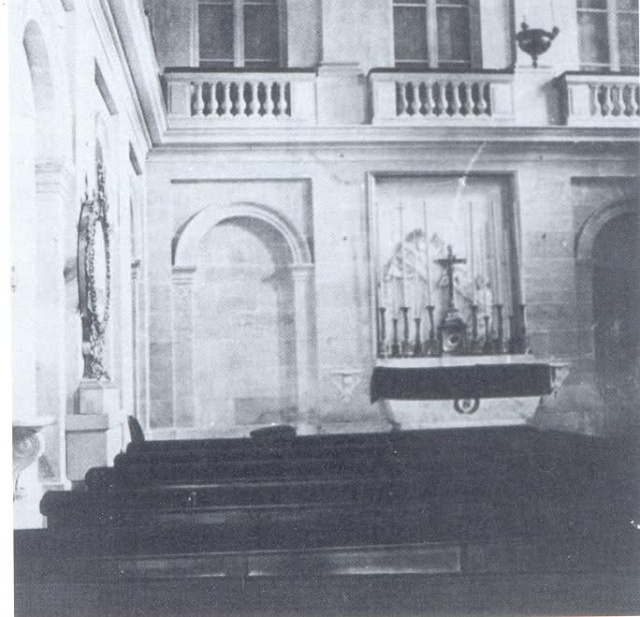
Chapelle du château de Saint-Cloud.
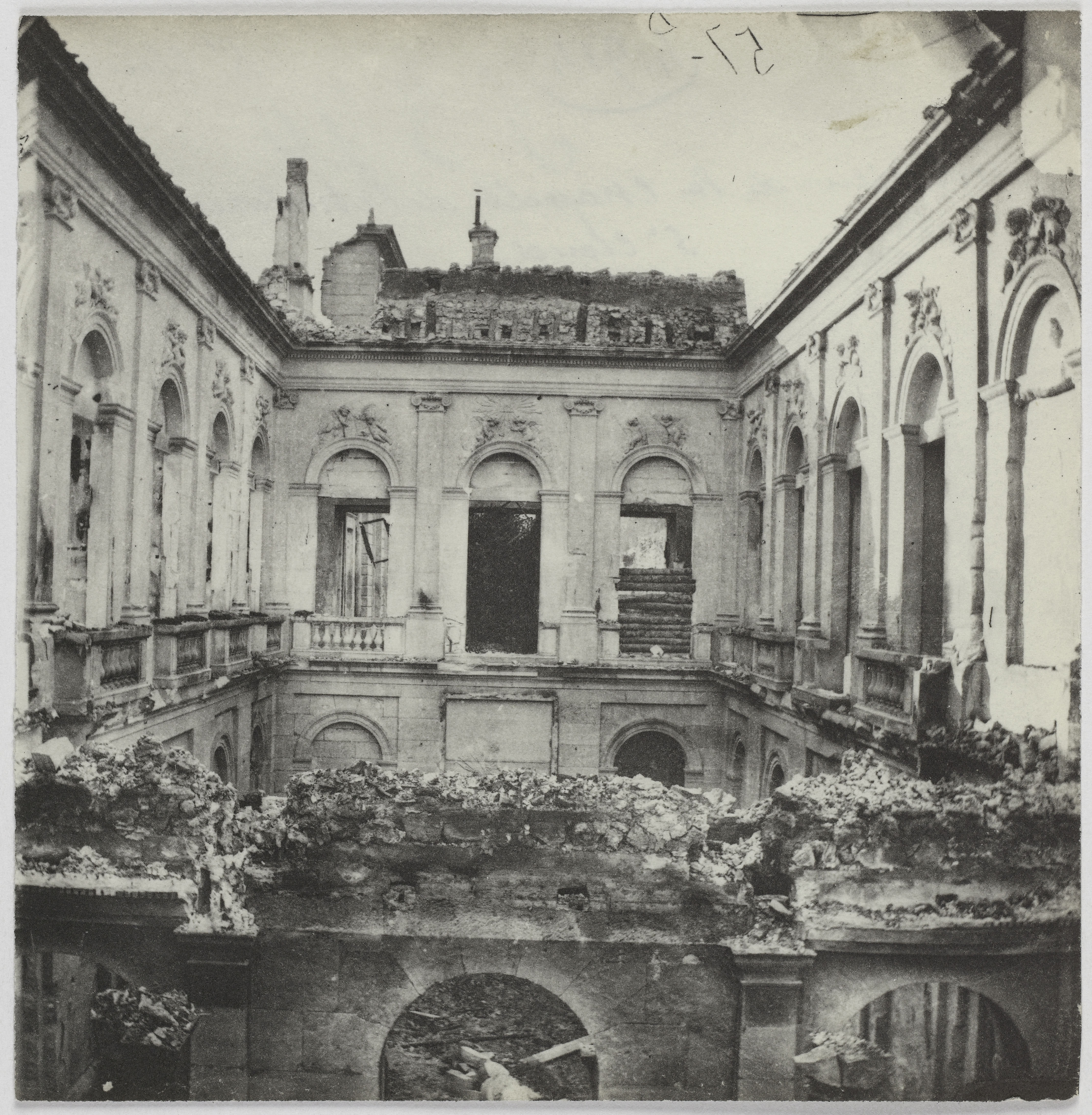
Intérieur de la chapelle du château de Saint-Cloud.

#### A la Révolution: le coup d'Etat du 18 brumaire

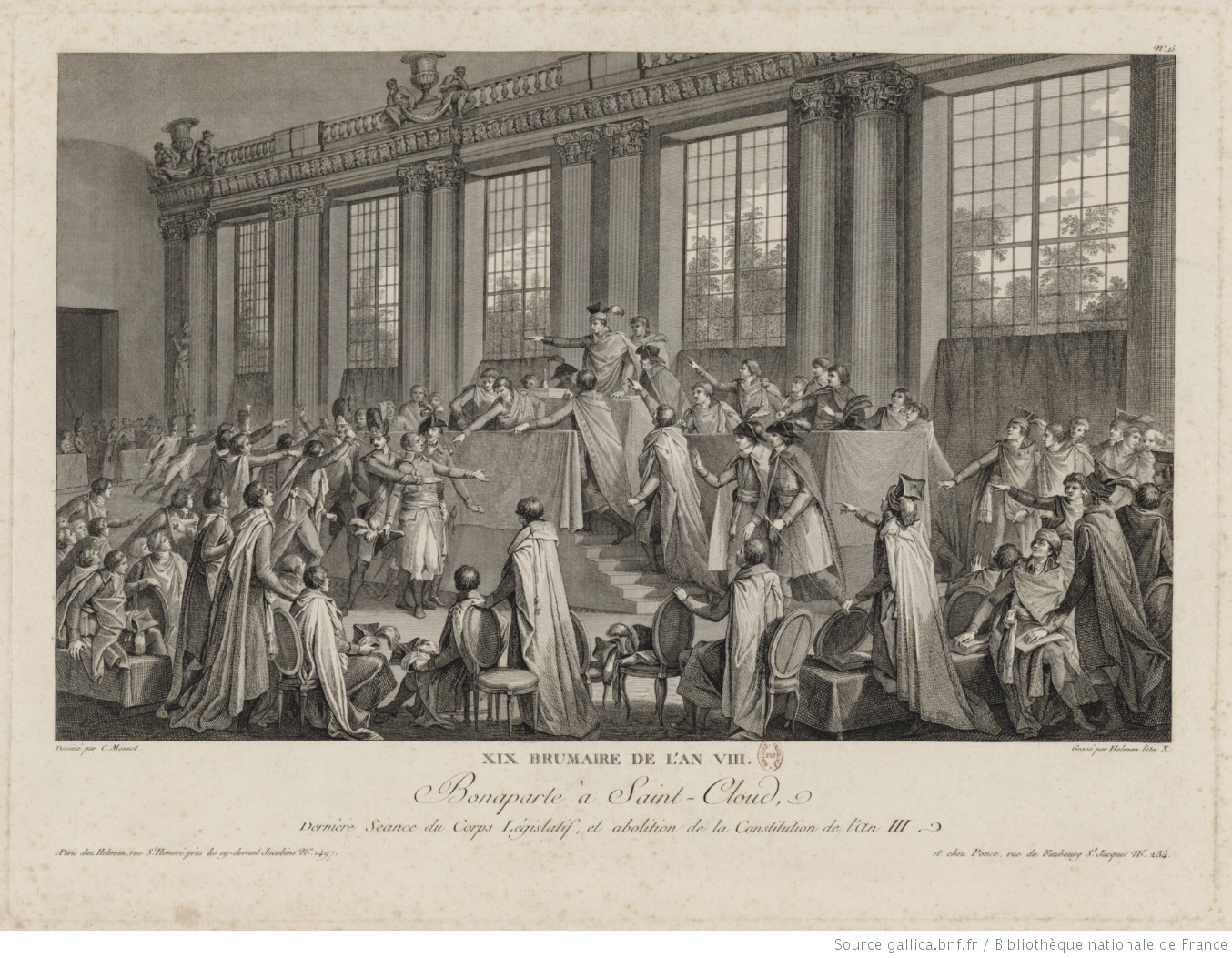
Journée de Saint-Cloud le 18 brumaire - Helman Isidore-Stanislas

Sous la Révolution, le château, devenu bien national, n'est plus habité et ses meubles sont vendus, alors que le parc est ouvert au public.
C'est dans l'orangerie du château que se déroule le coup d'État du 18 brumaire qui abolit, le 10 novembre 1799, le Directoire au profit du Consulat.

### Saint-Cloud auXIXesiècle

#### Le palais impérial de Napoléon

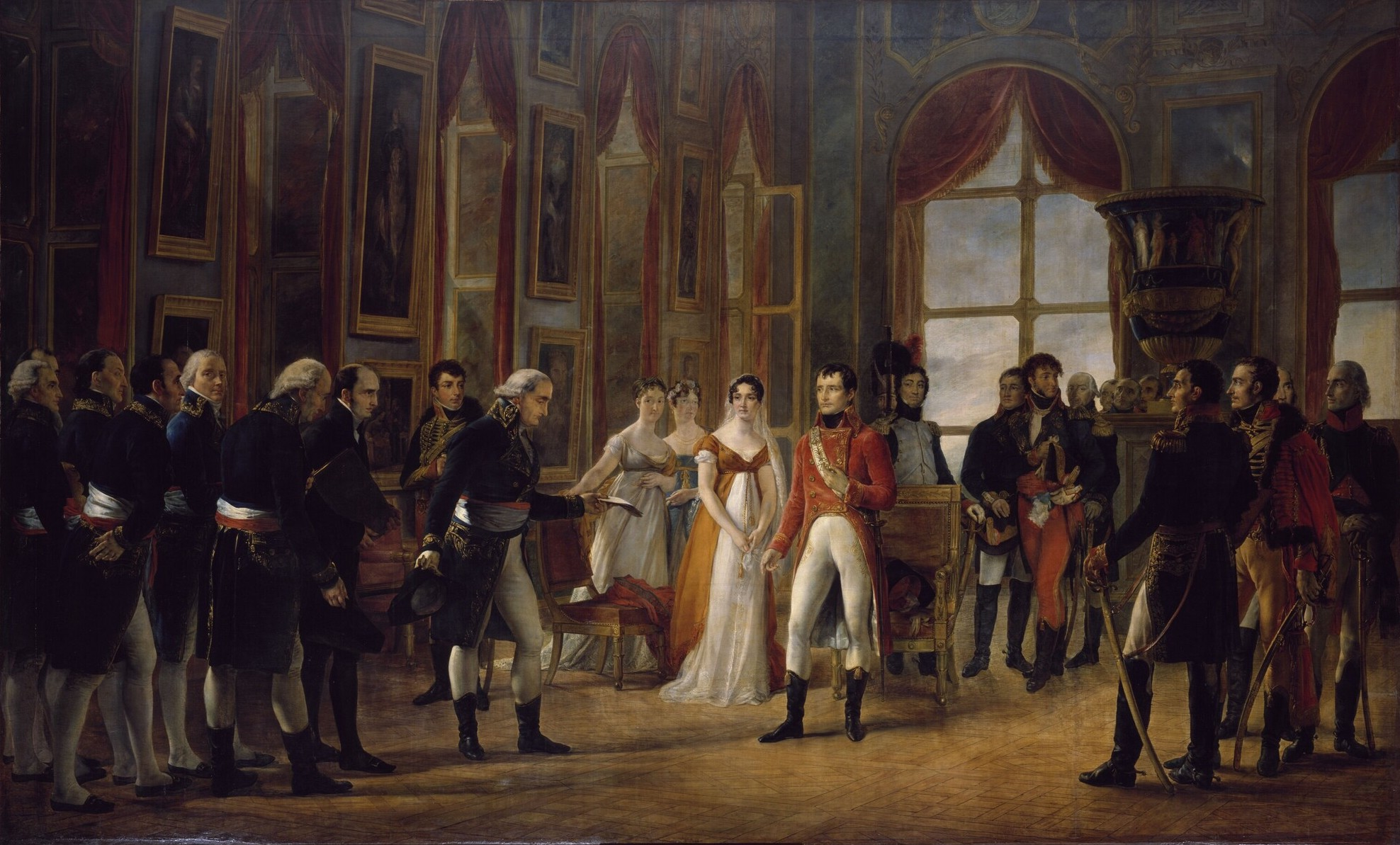
Napoléon Ier reçoit à Saint-Cloud le senatus-consulte qui le proclame empereur des Français.

Le 18 mai 1804, la proclamation de Napoléon Ier comme empereur des Français se déroule au château de Saint-Cloud. Napoléon le fait remettre en état et en fait sa deuxième résidence, après le palais des Tuileries.
Le 1er avril 1810, le mariage civil de Napoléon avec l'archiduchesse Marie-Louise d'Autriche a lieu dans la galerie d'Apollon du château de Saint-Cloud, suivi le lendemain par une cérémonie religieuse au palais du Louvre.
Le 23 juin 1811, d'importantes festivités ouvertes au public sont données dans le parc de Saint-Cloud à l'occasion de la naissance, le 20 mars 1811, de leur fils, le futur Napoléon II. L'Empereur et l'impératrice parcourent le parc en calèche, acclamés par quelque trois cent mille personnes qui peuvent jouer à des jeux alors que des buffets, puis un feu d'artifice, leur sont offerts.
À l'issue des Cent-jours, le château de Saint-Cloud est occupé par le maréchal Blücher, dont les troupes cantonnent dans le parc, y occasionnant des déprédations. Le 3 juillet 1815, Blücher reçoit au château de Saint-Cloud la capitulation des troupes impériales, après leurs derniers combats, à l'ouest de Paris.

Le château de Saint-Cloud au XIXe siècle
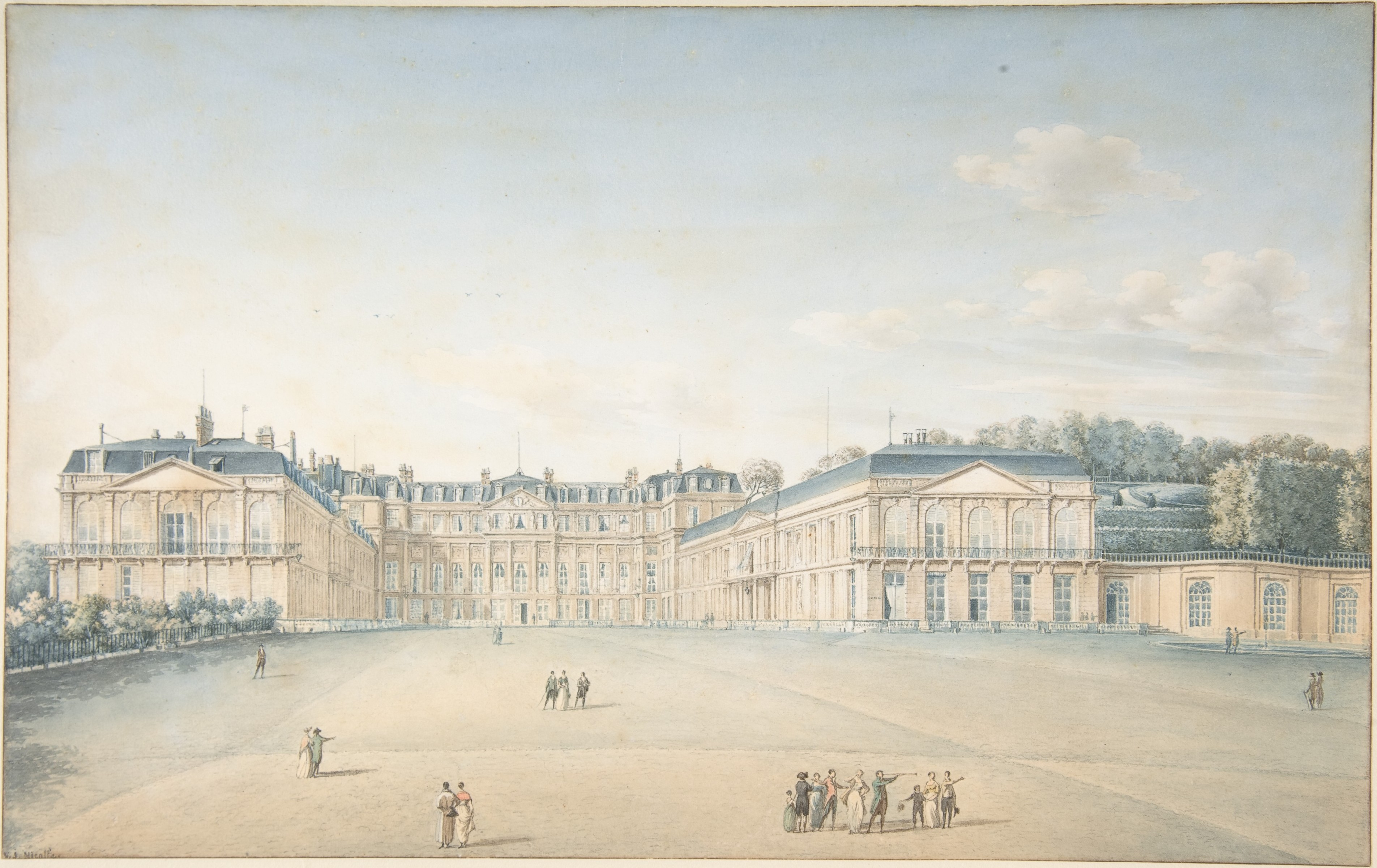
Cour du Château.
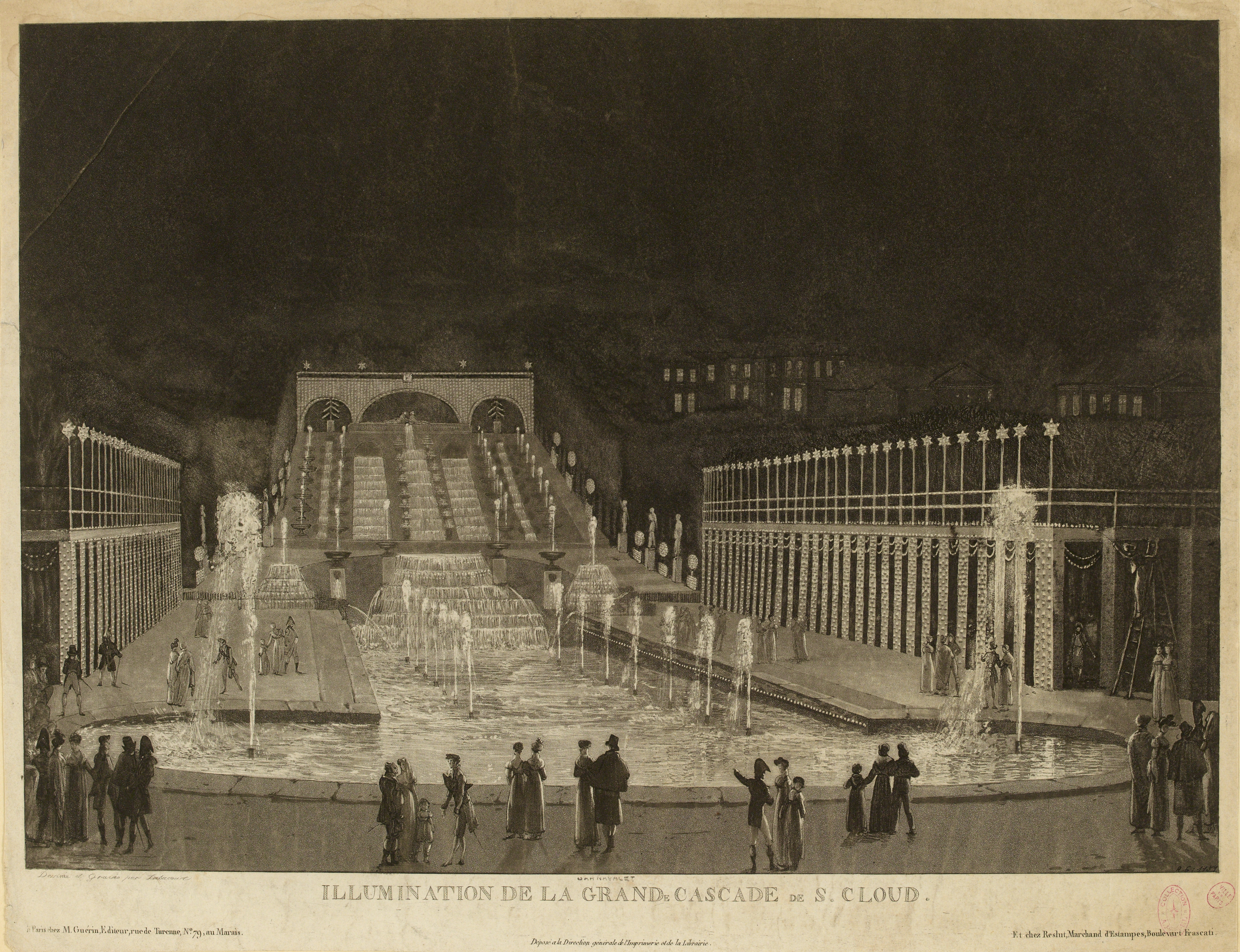
Illumination de la grande cascade de Saint-Cloud.
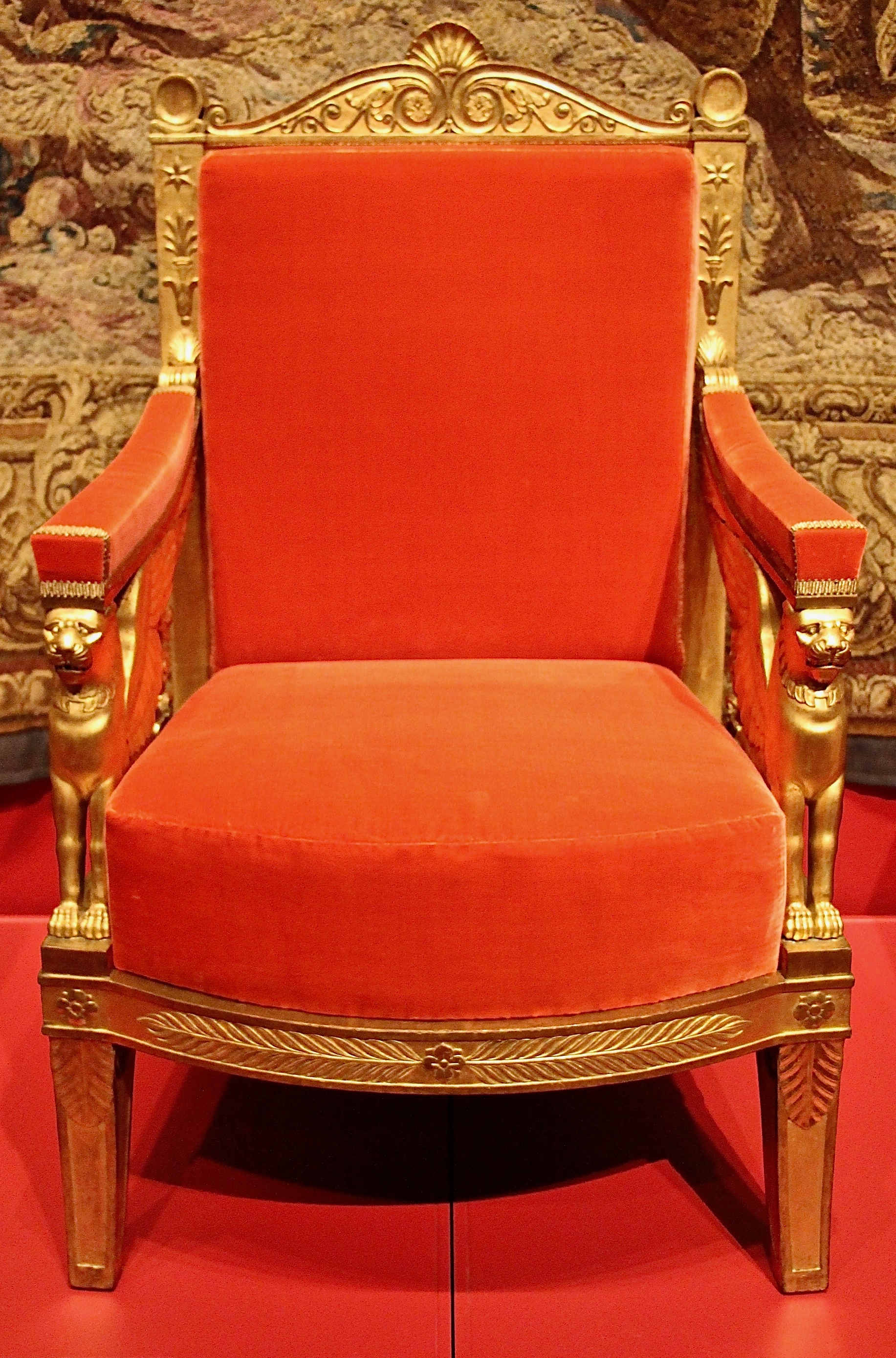
Jacob-Desmalter, fauteuil de la salle du Trône de Saint-Cloud (1804).
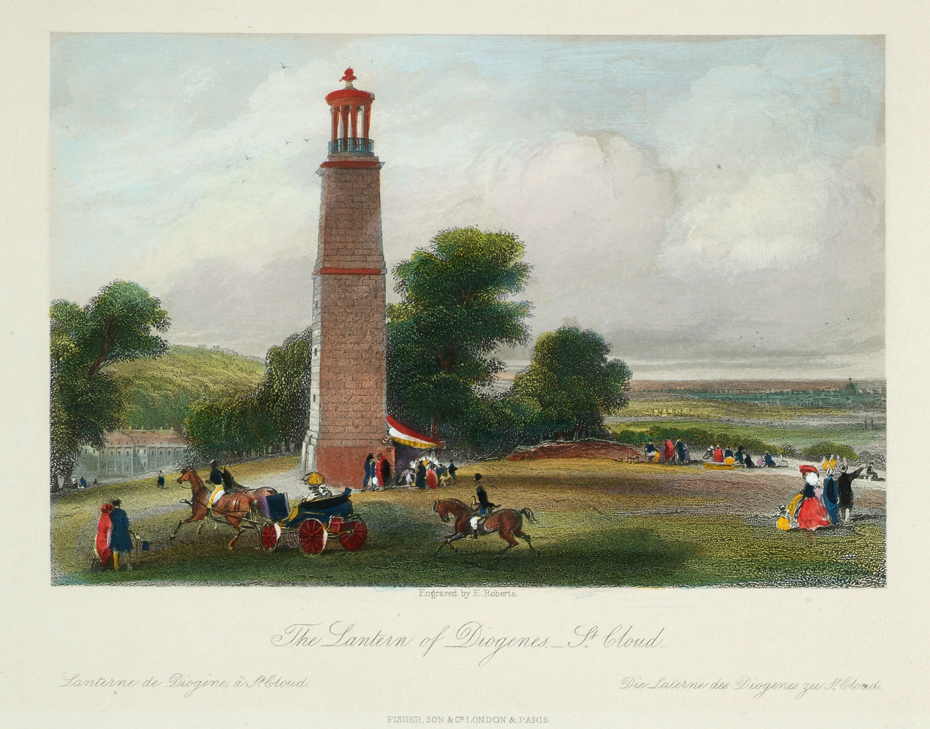
Lanterne de Démosthène à Saint-Cloud.

#### 1815-1830: La Restauration, Louis XVIII et Charles X

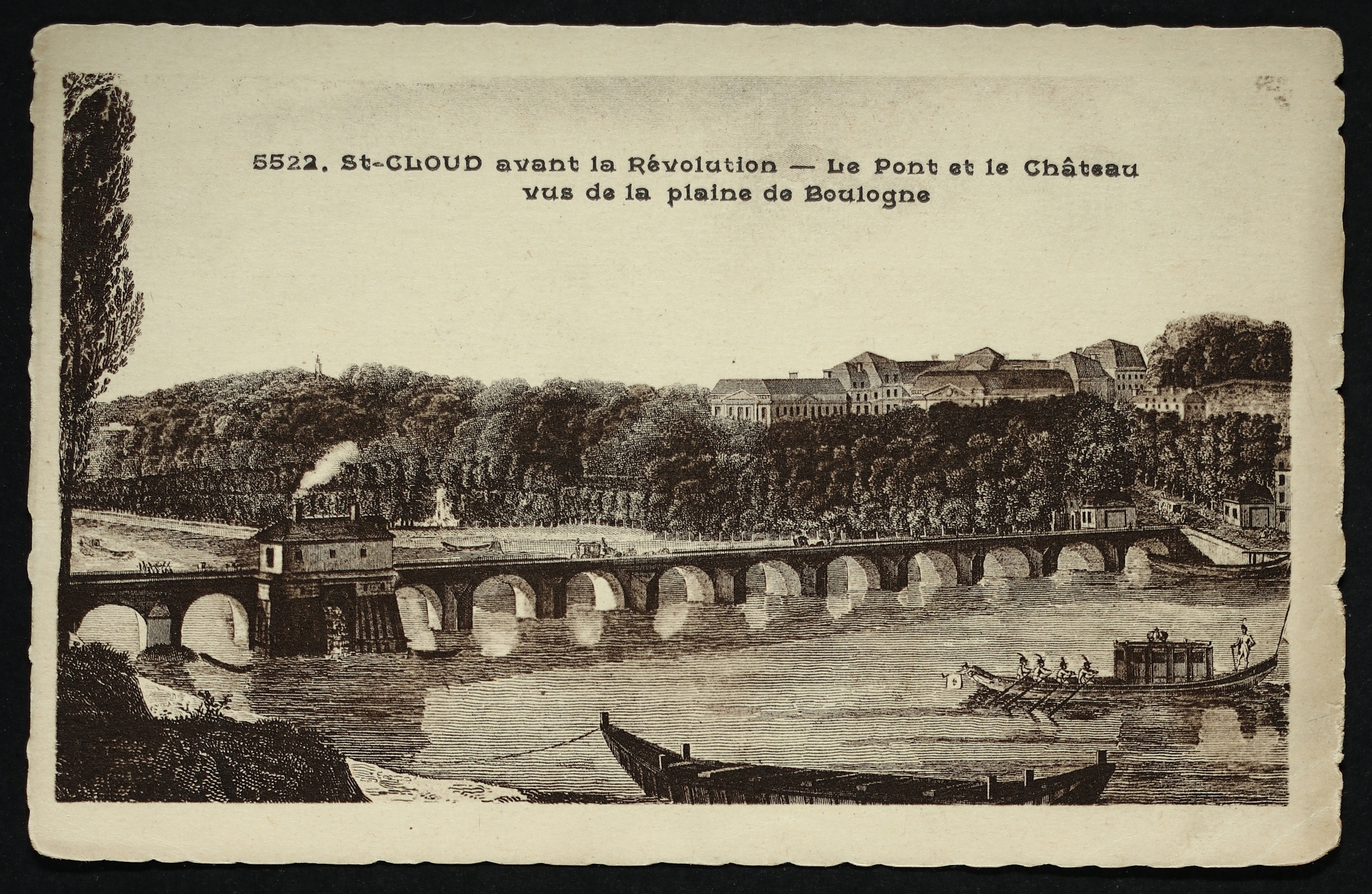
Le pont et le château vus de la plaine de Boulogne.

À la Restauration, Louis XVIII, qui se déplace difficilement, vient peu à Saint-Cloud mais y fait faire des aménagements, en particulier le jardin du Trocadéro, sur le coteau de Montretout, derrière l'aile droite du château, pour les enfants du Duc de Berry, ainsi nommé en souvenir d'une bataille remportée pendant l'expédition d'Espagne, en 1823.
Charles X apprécie Saint Cloud, où il fait de longs séjours à la belle saison durant son règne, avec sa famille, tout en continuant à diriger le gouvernement de la France. Sa nièce, la duchesse d'Angoulême, réside alors non loin de là, au château de Villeneuve l’Étang.
Le 25 juillet 1830, le roi Charles X signe au château de Saint-Cloud les ordonnances de Saint-Cloud, qui vont amener la révolution de 1830.

#### 1830-1848: Louis-Philippe

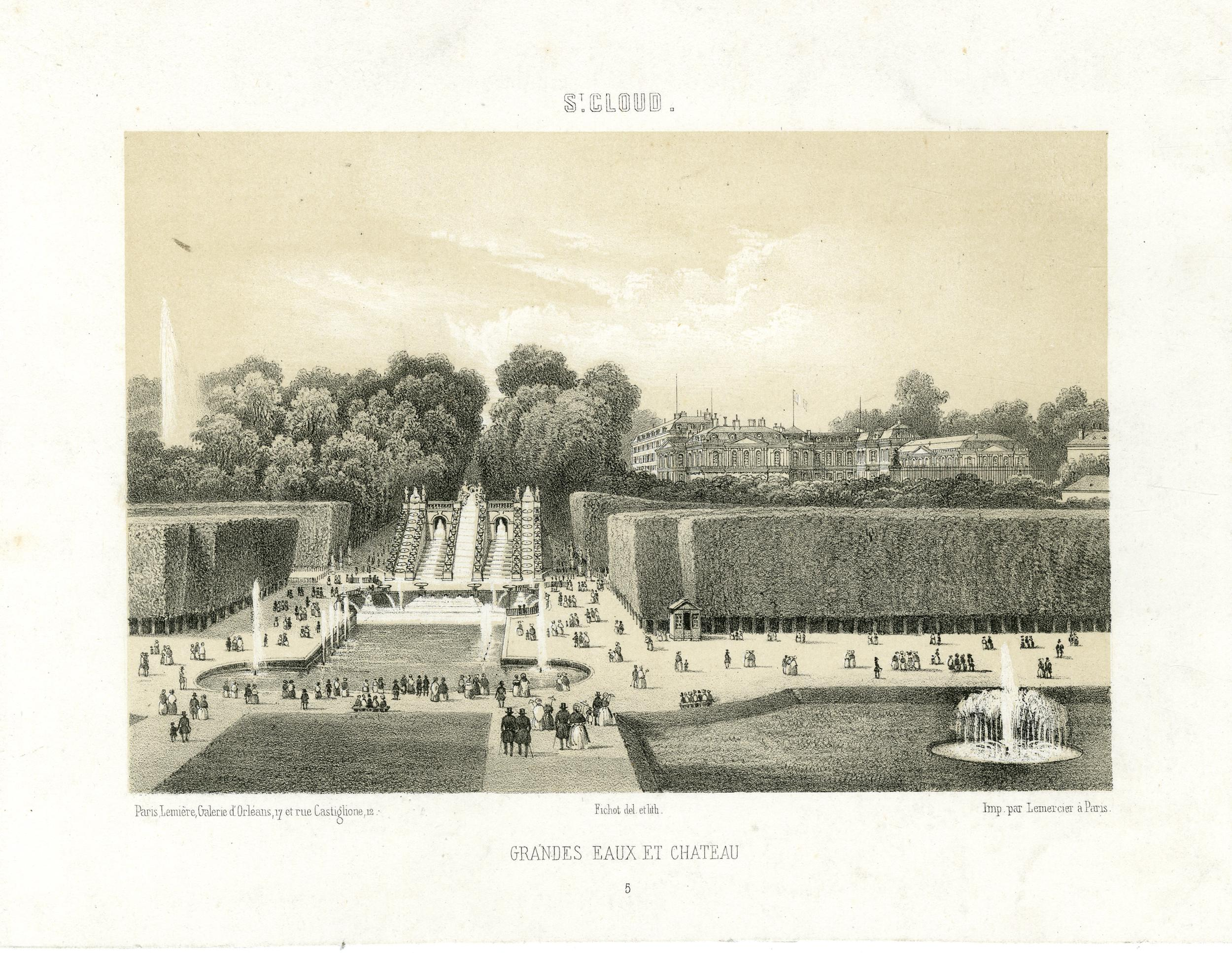
Grandes eaux et château.

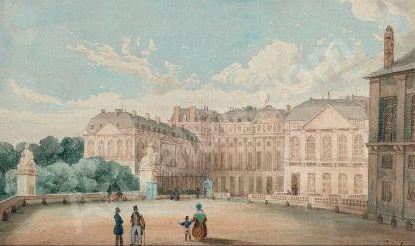
Vue animée du château de Saint-Cloud par Frederick Nash (1782-1856).

Arrivé au pouvoir en août 1830, Louis-Philippe ne se reconnaît pas vraiment dans la demeure construite pour son aïeul, Monsieur, frère de Louis XIV, mais la fait aménager pour le séjour de sa nombreuse famille, sa sœur, Madame Adélaïde, son épouse, la reine Marie-Amélie, et leurs huit enfants.
Le 24 mars 1840, le mariage du prince Louis d'Orléans est célébré au château de Saint-Cloud avec la princesse Victoire de Saxe-Cobourg-Gotha, civilement dans la galerie d'Apollon, religieusement dans la chapelle.
Le 20 avril 1843, le mariage de la princesse Clémentine d'Orléans avec le prince Auguste de Saxe-Cobourg-Gotha y est célébré à son tour, de la même manière.

#### 1852-1870: le palais impérial de Napoléon III

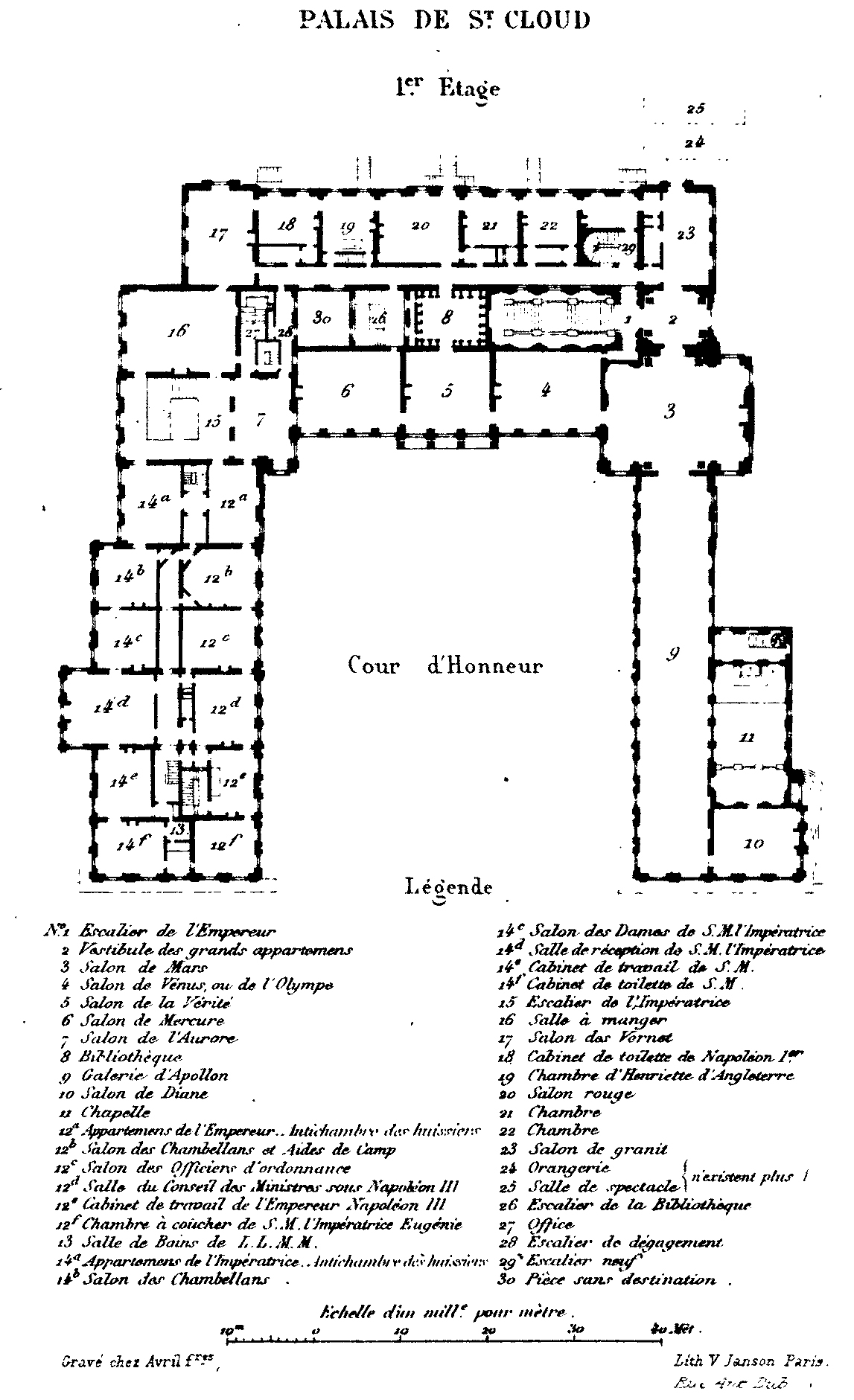
Plan du palais de Saint Cloud en 1864.

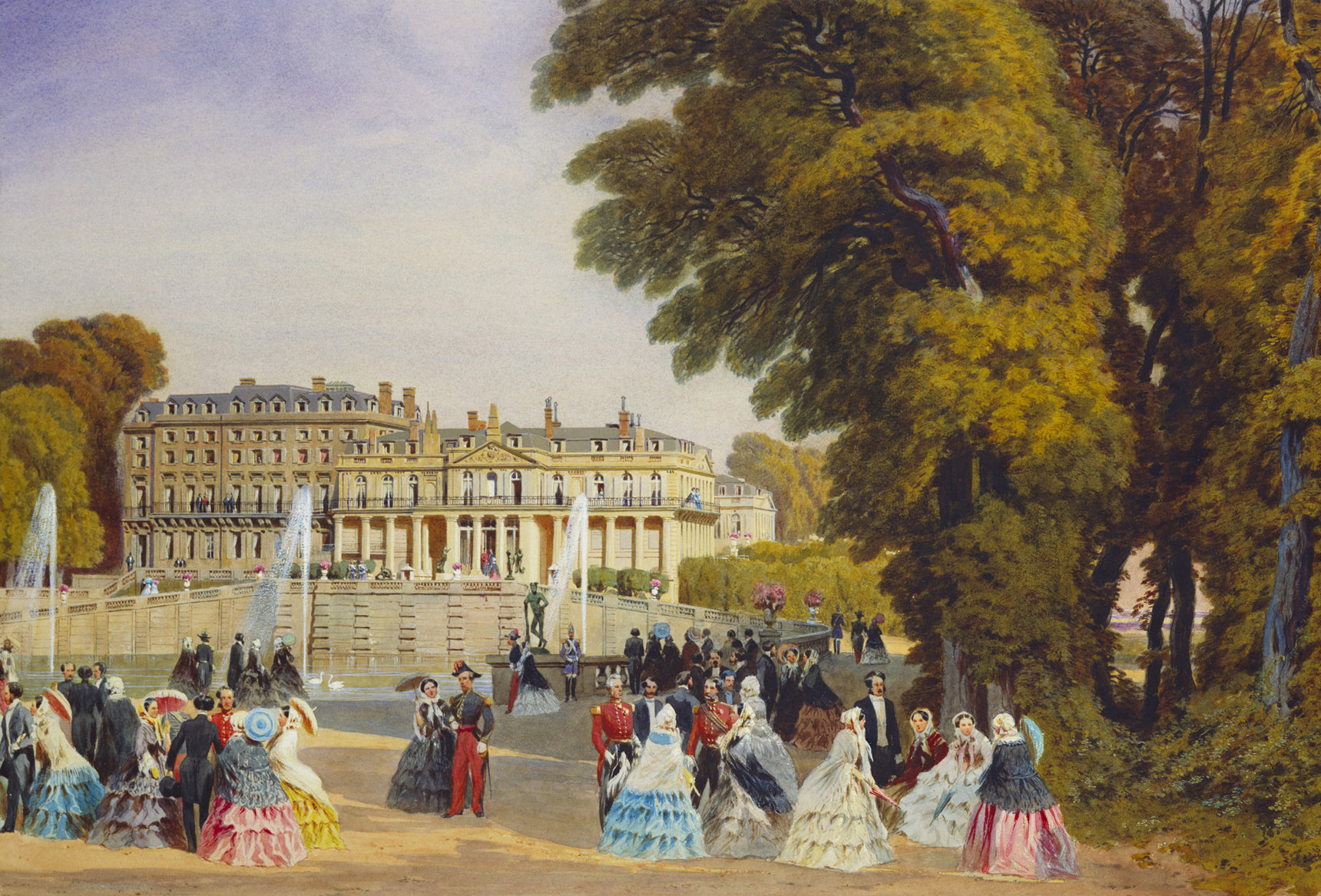
Le château de Saint-Cloud depuis les jardins.

Le 1er décembre 1852, c'est à Saint-Cloud, dans la galerie d'Apollon, que Napoléon III, rééditant le geste de son oncle, se fait investir par les grands corps de l'État à la dignité impériale. Chaque année, au printemps et à l'automne, Napoléon III et Eugénie, qui éprouve une admiration pour Marie-Antoinette, ancienne propriétaire des lieux, établissent leur cour au château.
Napoléon III fait construire pour le Prince impérial un réseau de chemin de fer de jardin dans le parc. Le château sera régulièrement utilisé pour accueillir des personnalités de haut rang, notamment des membres de familles royales européennes. La reine Victoria ainsi que son mari le prince Albert y séjournent lors de leur visite en France en 1855, à l'occasion de l'Exposition universelle de Paris.
Sous Napoléon III, le bureau du Roi Louis XV est conservé au château de Saint-Cloud, dans le cabinet de travail de l'impératrice.
C'est de Saint-Cloud, où il a déclaré la guerre à la Prusse lors d'un conseil des ministres le 18 juillet 1870, que le 28 juillet 1870 Napoléon III part pour l'armée.
Dans les semaines suivantes, les plus belles œuvres d'art du château sont transférées au Mobilier national et au palais du Louvre.

Le château de Saint-Cloud au XIXe siècle
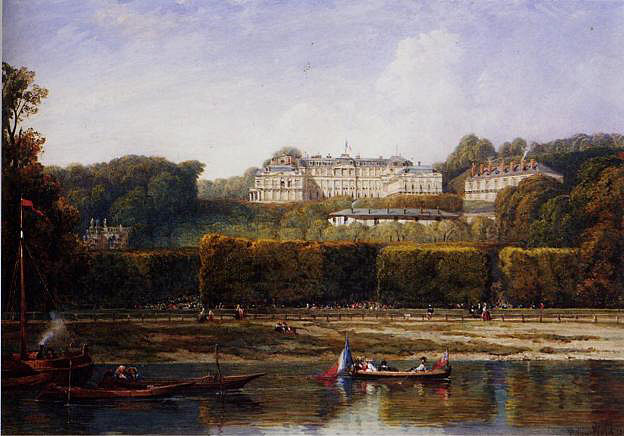
Le château de Saint-Cloud par Wyld, en 1855.
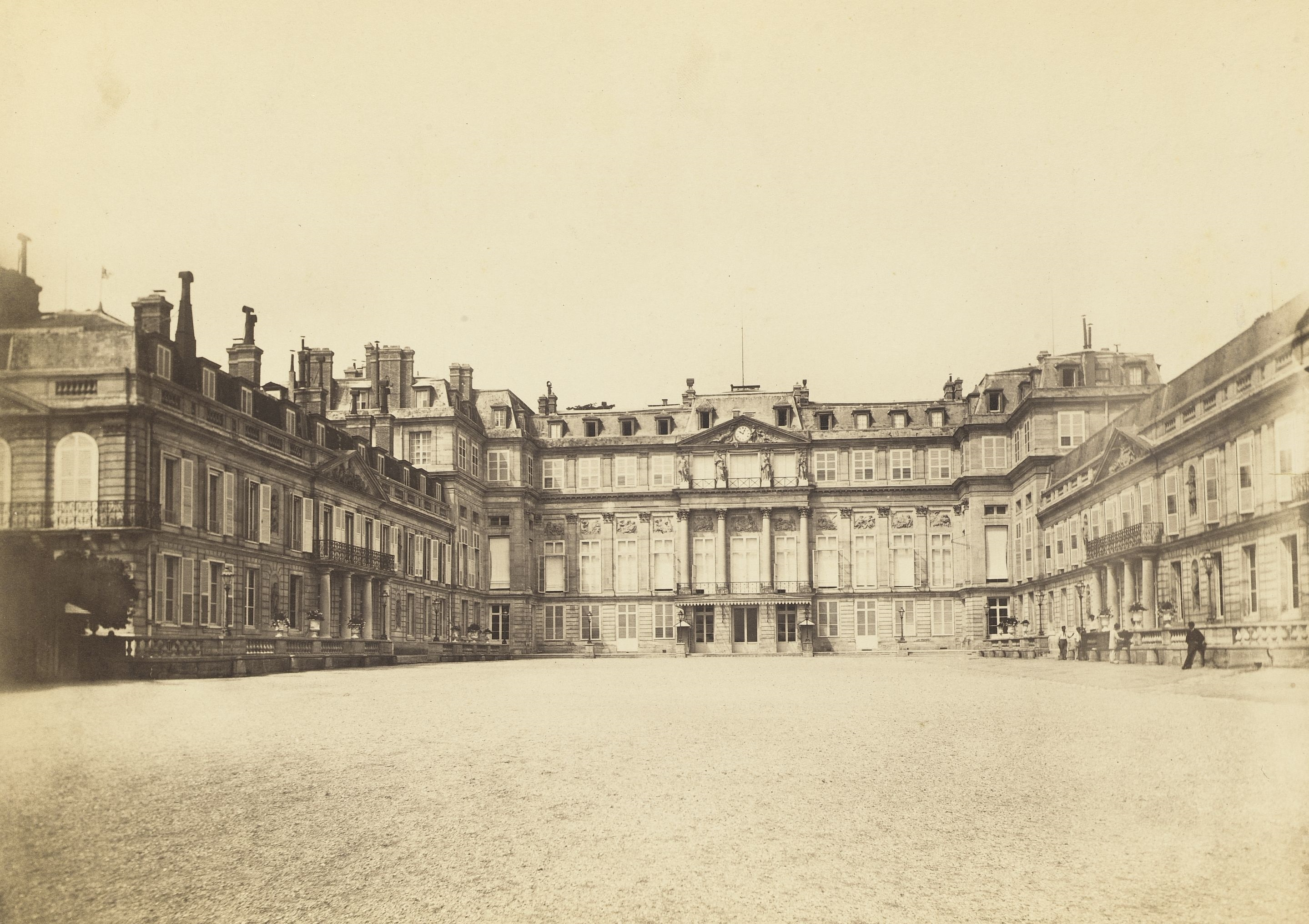
Cour d'honneur.
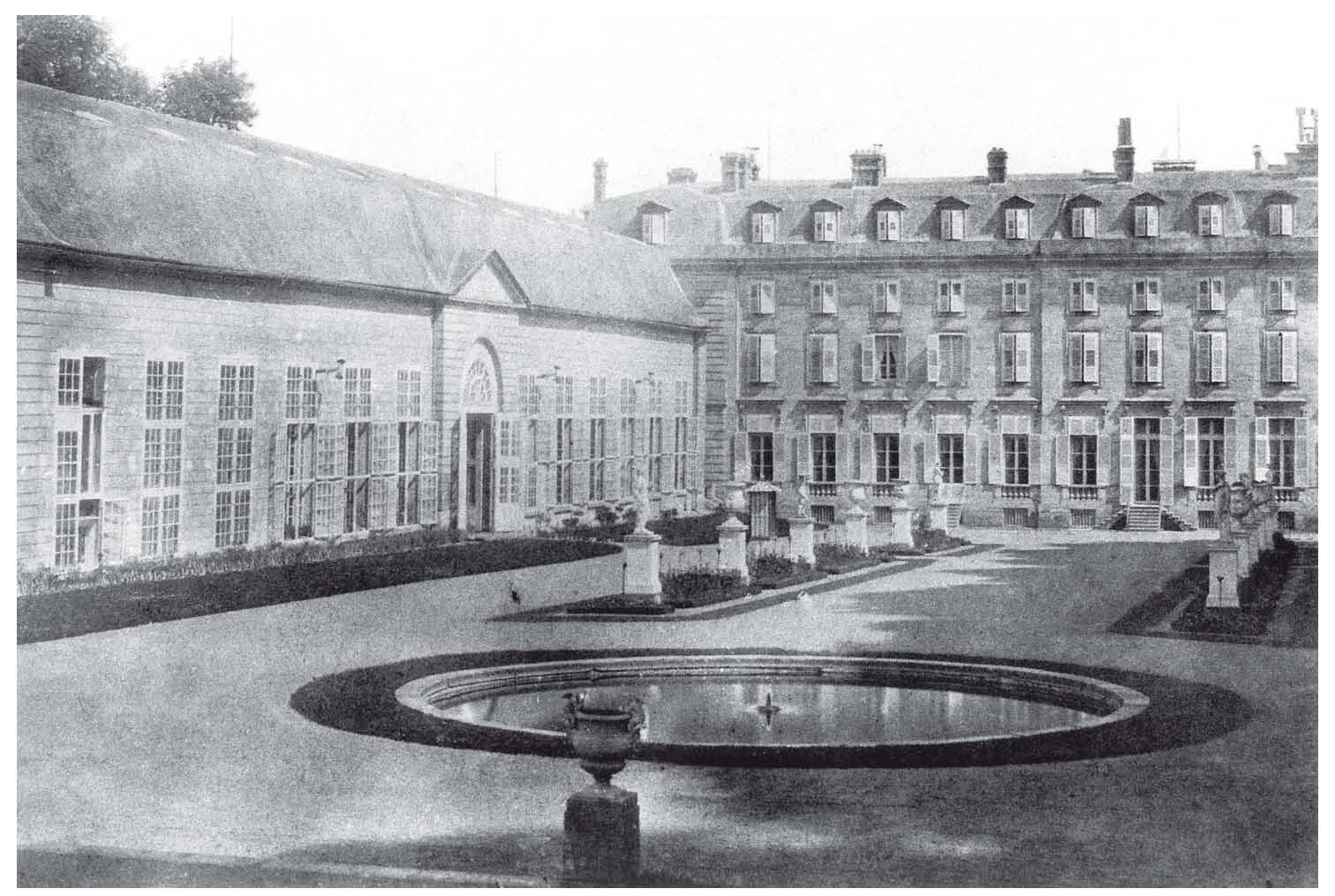
Château de Saint-Cloud - Orangerie, Second Empire.

Le château de Saint-Cloud au XIXe siècle
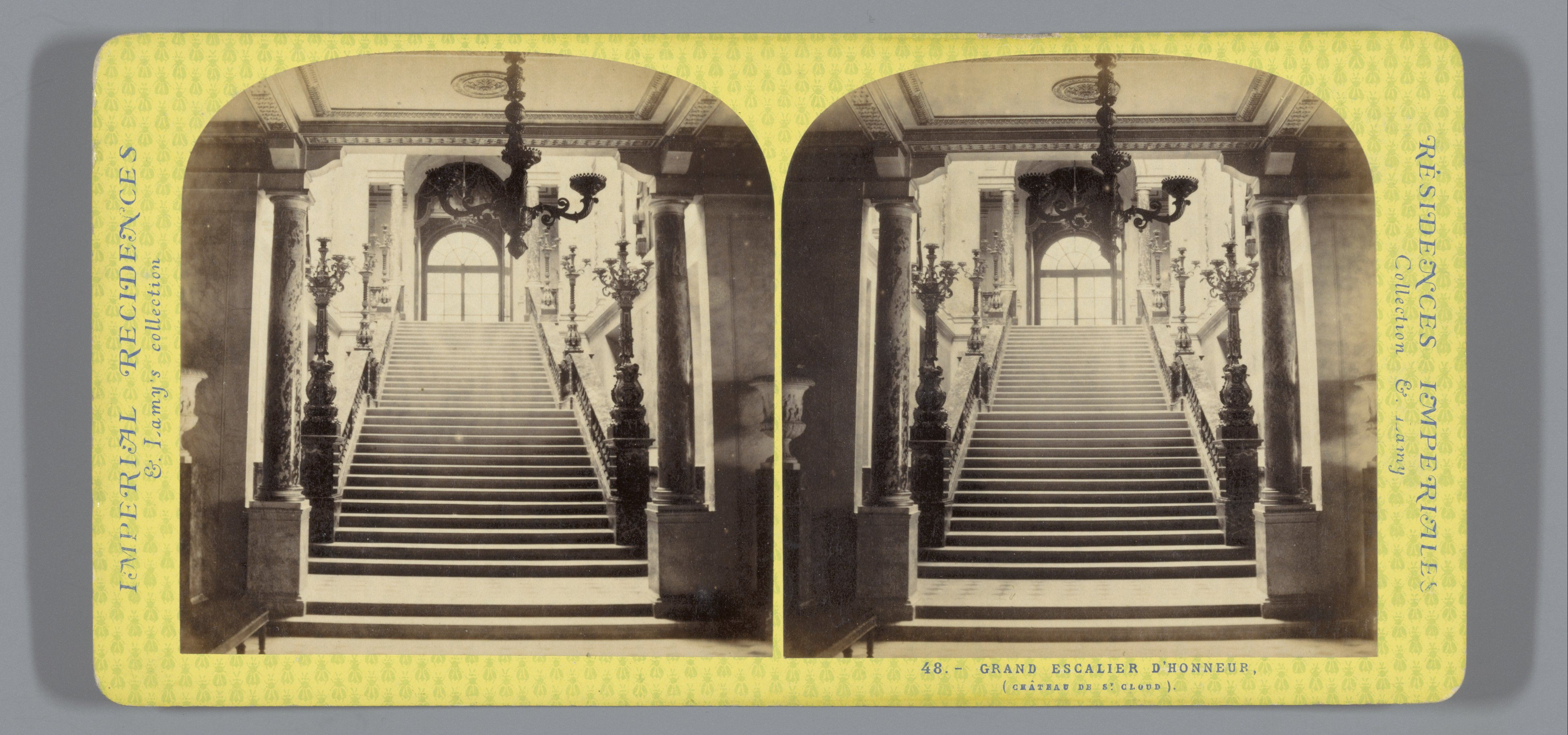
Saint-Cloud, grand escalier d'honneur.
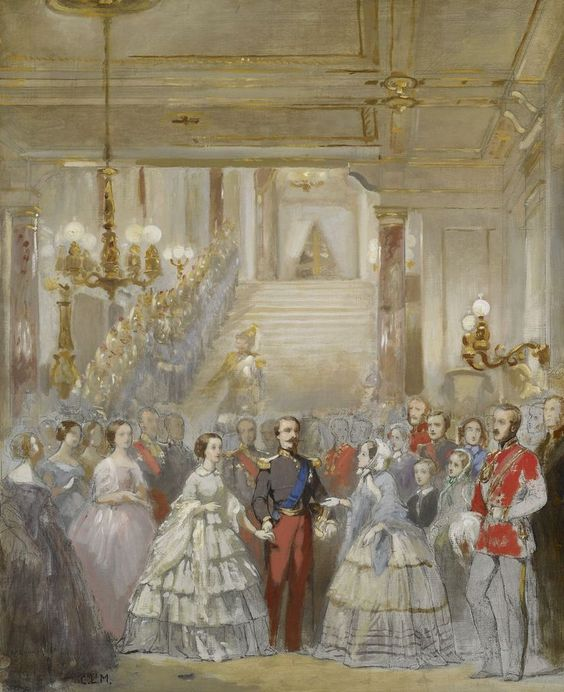
Réception officielle de la reine Victoria par Napoléon III au château de Saint-Cloud en 1855.

#### 1870: guerre franco-prussienne et incendie

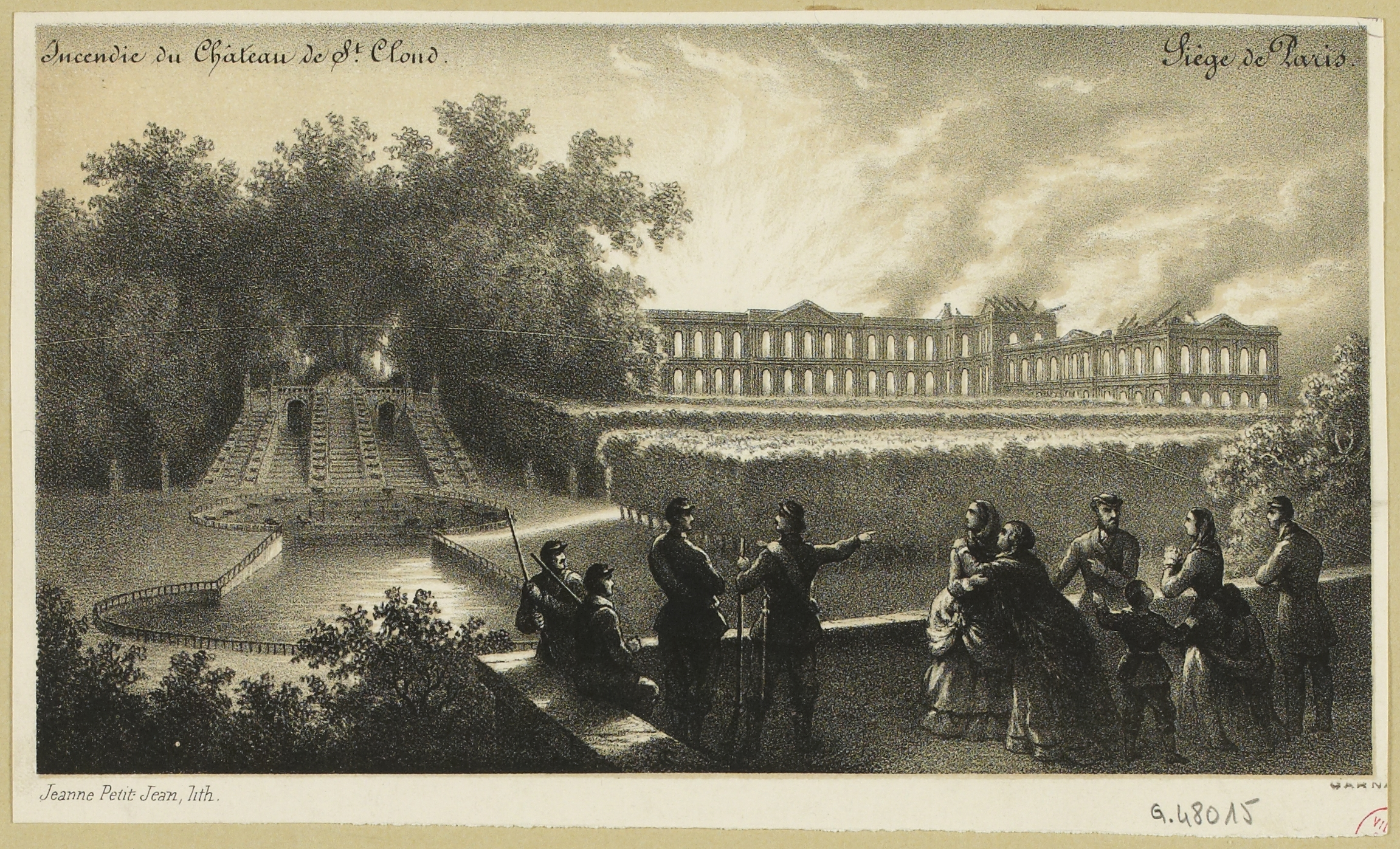
Incendie du château de Saint-Cloud. Siège de Paris.

Le 21 septembre 1870, le château est investi par les troupes prussiennes qui, le 1er octobre, en chassent le régisseur du domaine et son personnel.
Devenu quartier-général de l'armée allemande, le château est incendié le 13 octobre 1870, alors qu'il est la cible de canons français postés au fort du Mont-Valérien pendant le siège de Paris.

#### 1871-1892: les ruines de l'Histoire
Après la guerre, Saint-Cloud reste à l'état de ruines pendant plus de vingt ans, jusqu'à ce qu'elles soient rasées en 1892.

Le château de Saint-Cloud au XIXe siècle
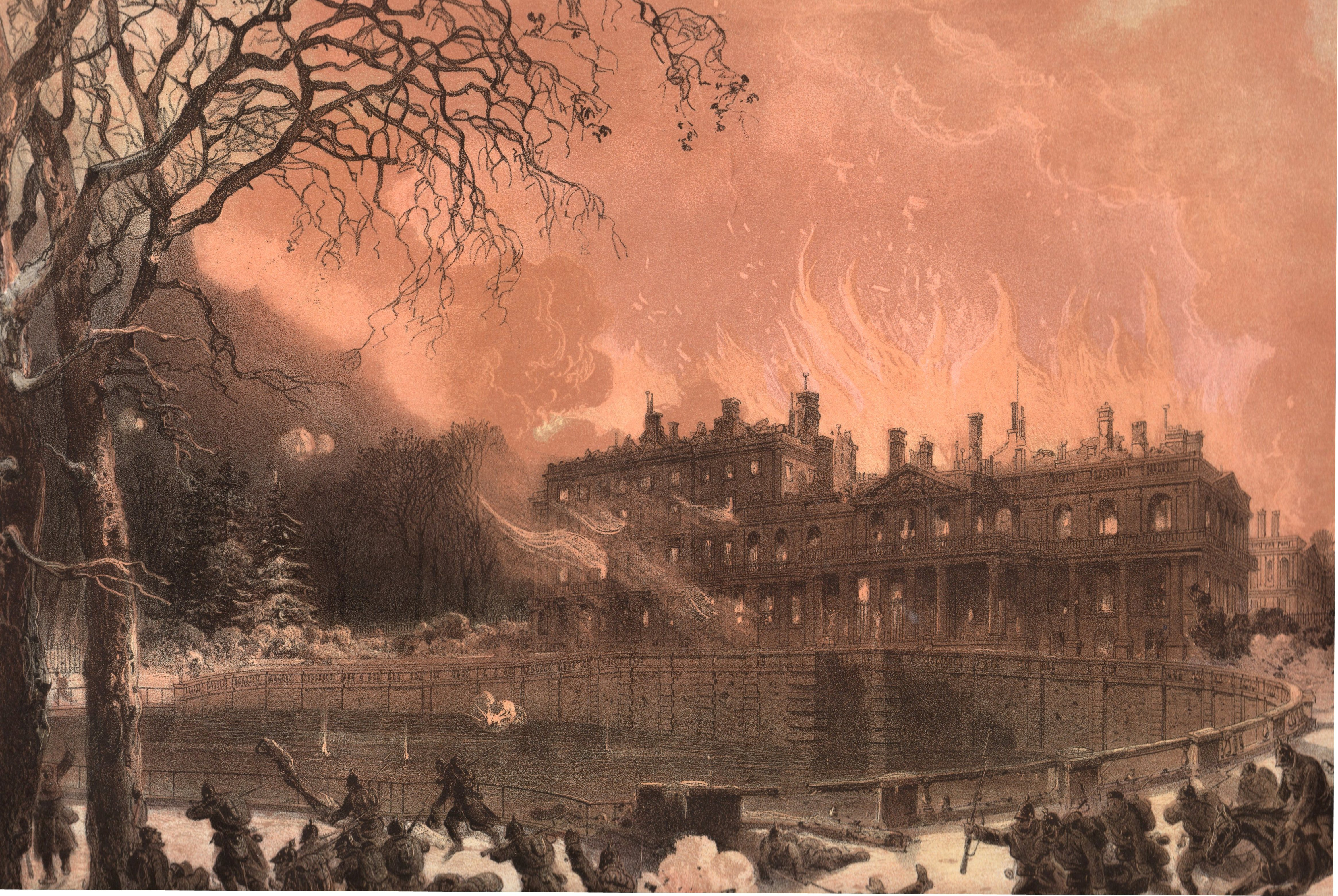
Le château de Saint-Cloud en flammes.
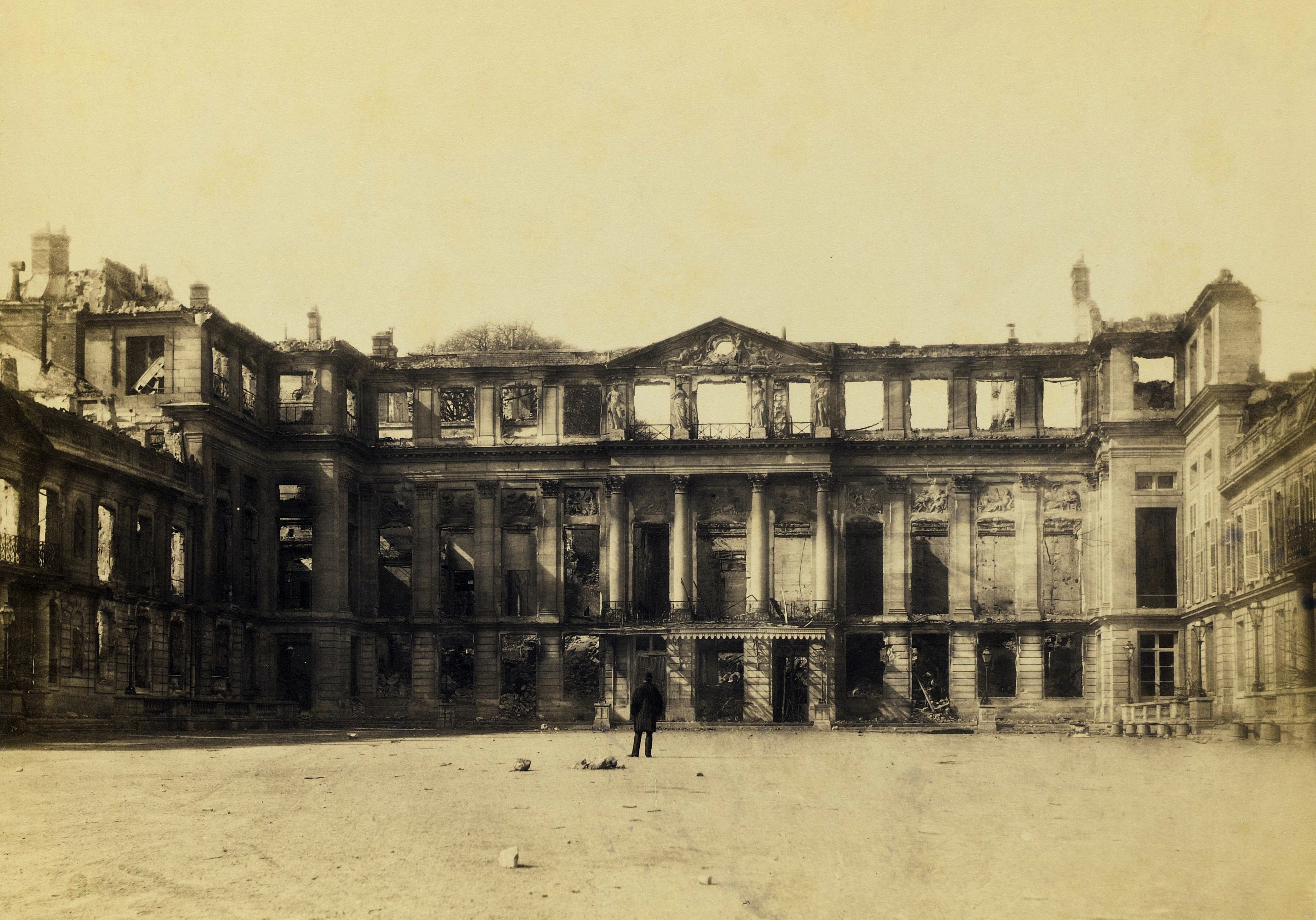
Le château en ruine après 1870, photographie de Charles Soulier.
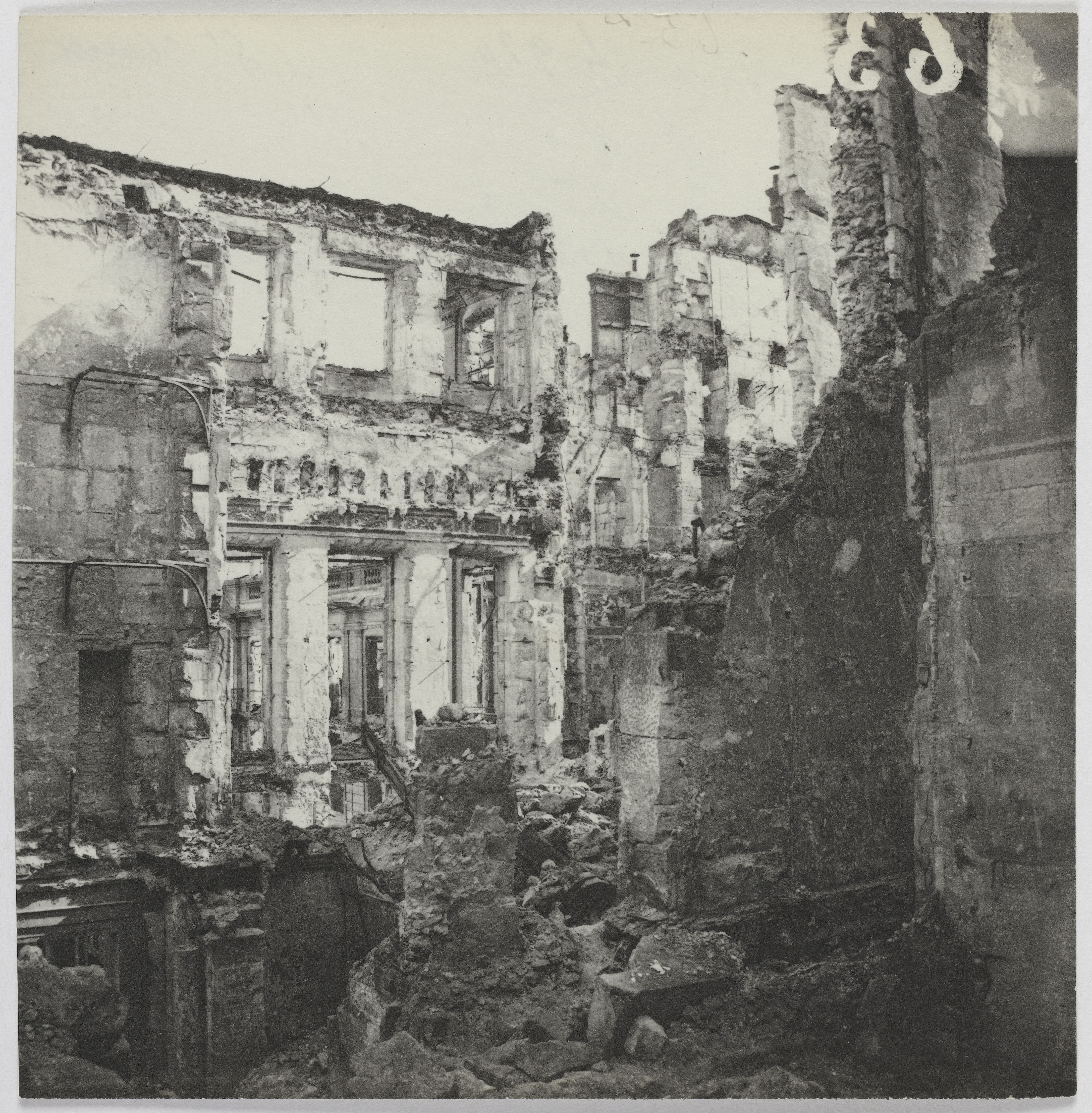
Vue de l'intérieur du château de Saint-Cloud en ruine (on voit les baies et la corniche ruinée du Salon de Mercure).
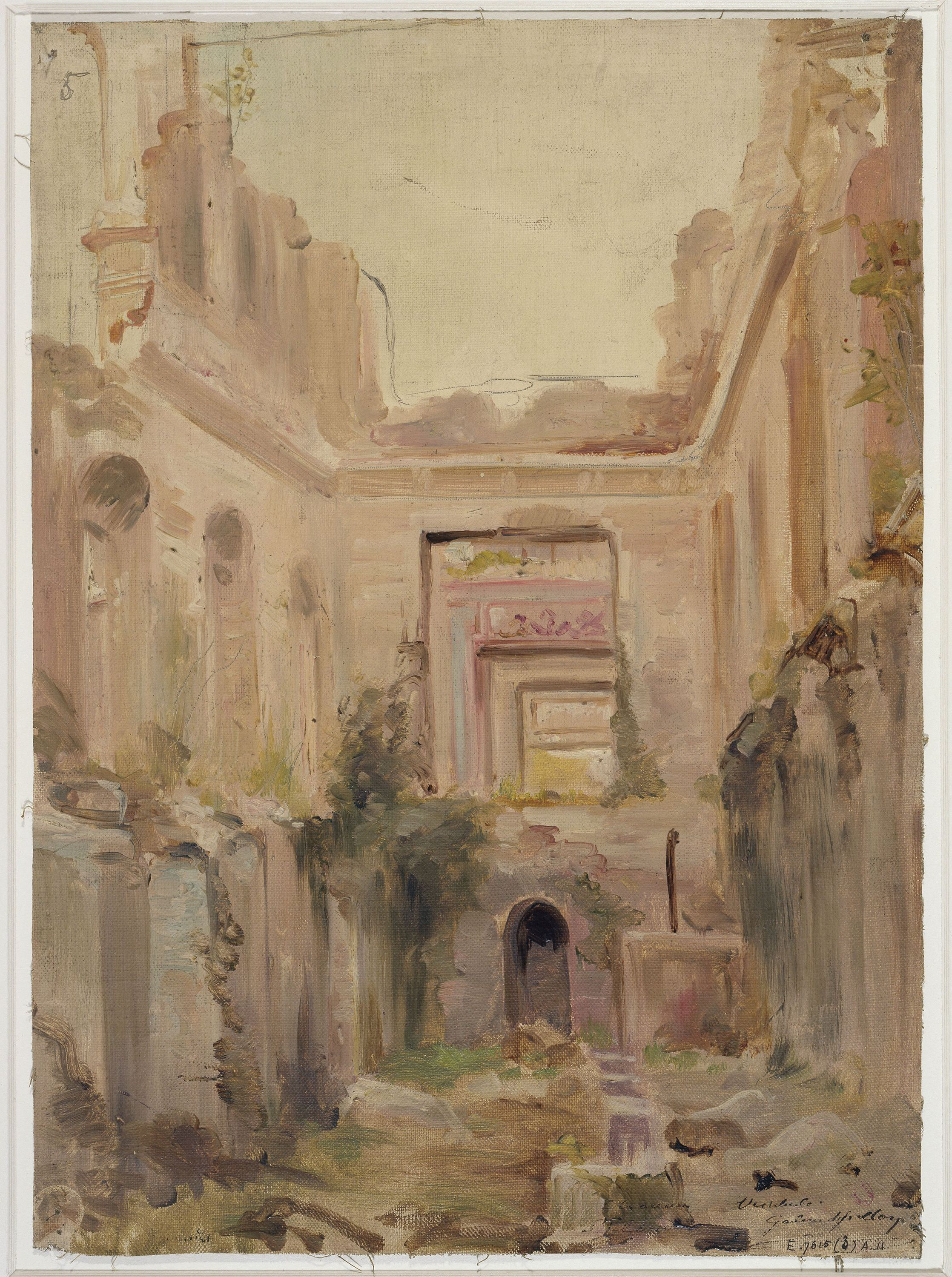
Edmond Allouard - Ruines du château de Saint-Cloud, le vestibule - Musée Carnavalet.
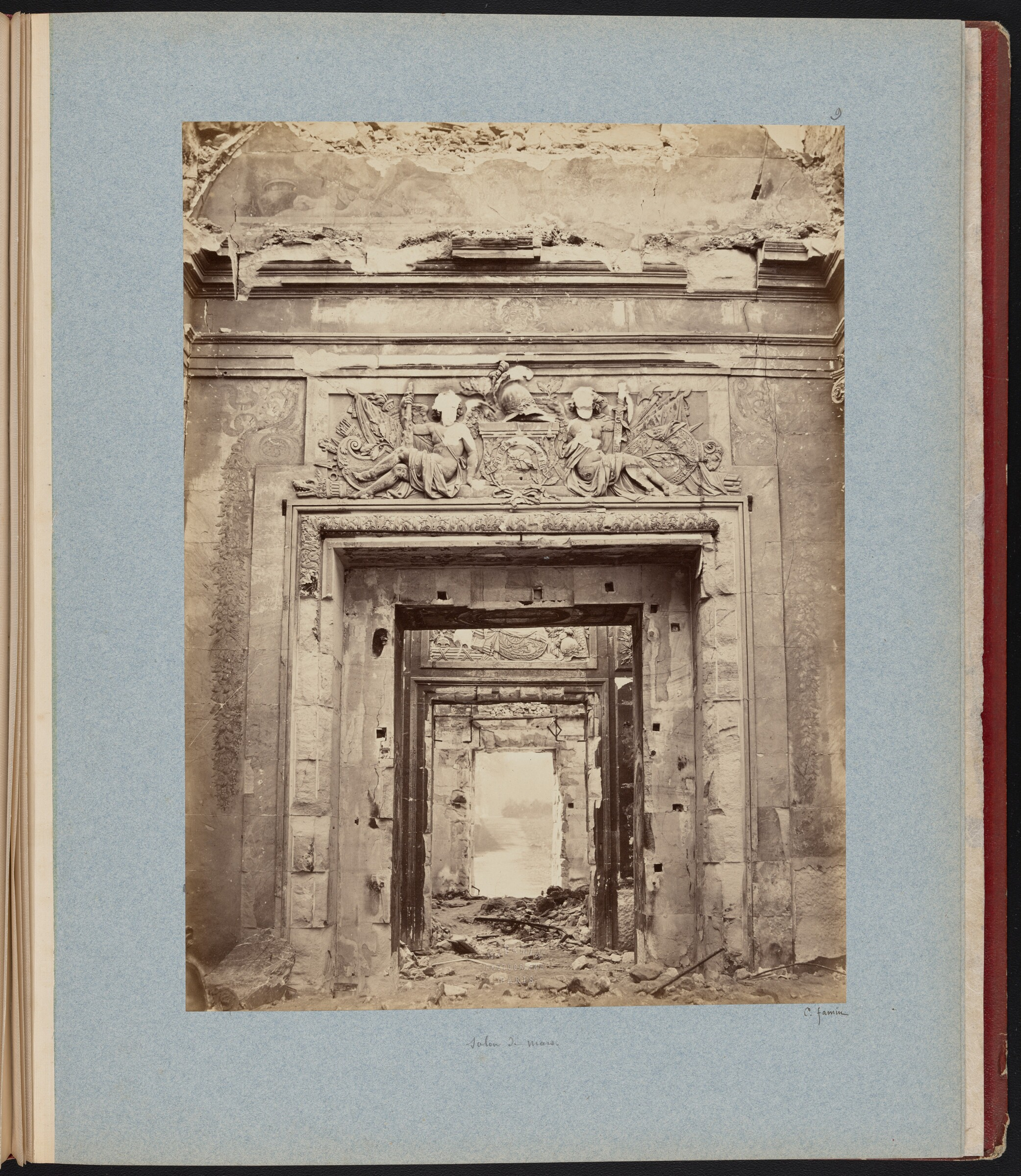
Palais de Saint-Cloud et parc de Constant Famin, 1879-1871.

## Architecture et décors intérieurs

### Le château des Gondi

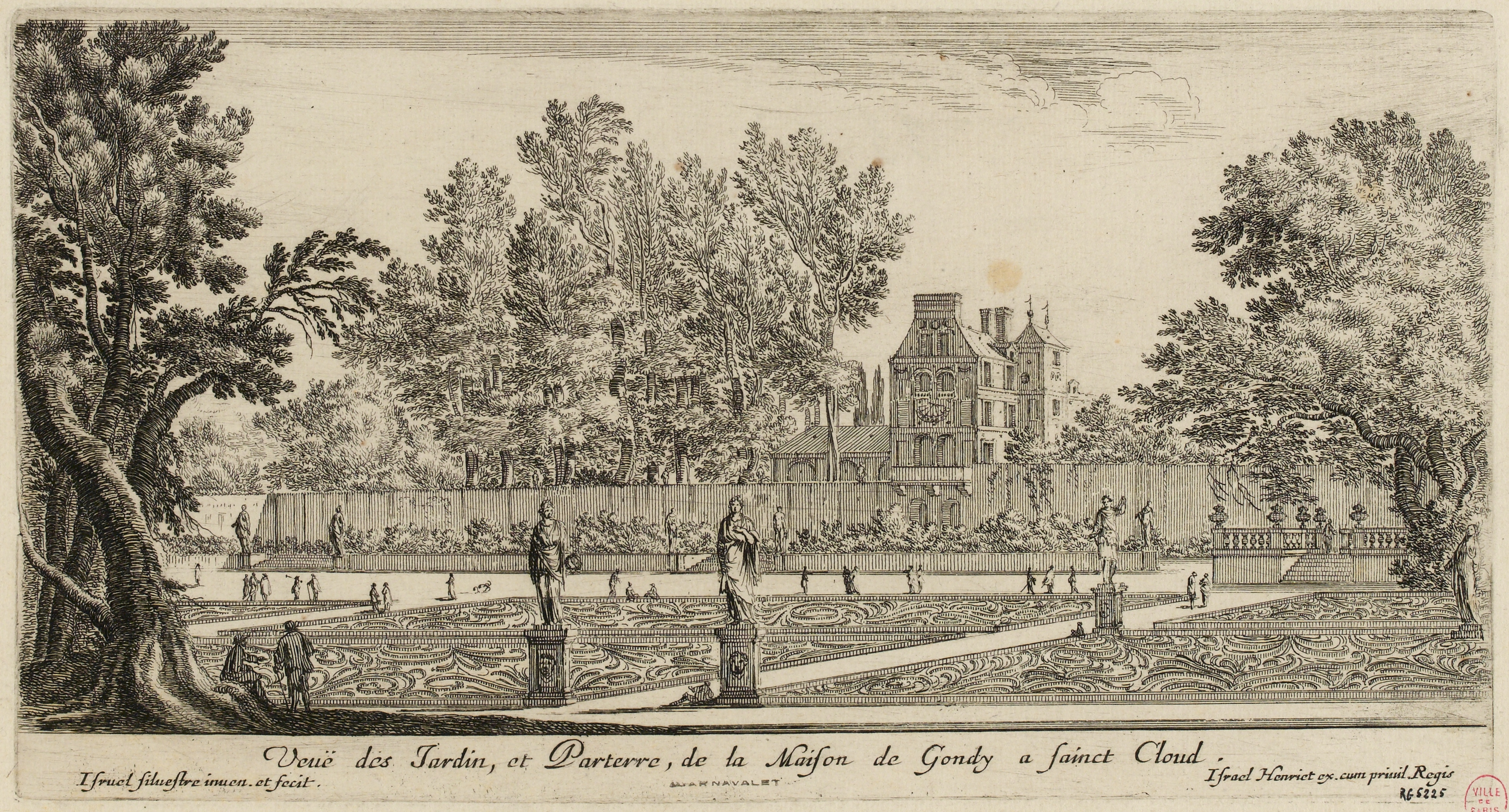
Vue des jardins, et parterre, de la maison de Gondy à Saint-Cloud.

Au XVIIe siècle, la maison de Jean-François de Gondi est une juxtaposition hétéroclite de pavillons et corps de bâtiments sans recherche de symétrie. Elle s’ouvre à l’est sur une cour, bordée par une galerie à arcades. La belle façade regarde le sud et s’ouvre sur une terrasse décorée de parterres de broderies. Elle s'orne des portraits sculptés des quatre souverains qui se sont succédé depuis 1560 (Charles IX, Henri III, Henri IV et Louis XIII). À son extrémité s’élève un haut pavillon à quatre niveaux dominant la Seine. La propriété est entourée de 12 arpents (5 hectares) de terrain.
Ce château a été gravé par Israël Silvestre et Adam Pérelle. Selon les témoignages contemporains (mais cela n'apparaît guère sur les gravures), il était à l'italienne — c'est-à-dire couvert d'un toit plat — et les façades en étaient peintes à fresque. Les jardins, qui descendaient en terrasses jusqu'à la Seine, étaient dotés de toutes les attractions alors à la mode en Italie : cascades, grottes, fontaines, etc. En subsiste le grand jet, dans le bas du parc.

### L'apogée de Saint-Cloud au temps de Monsieur (1658-1701)

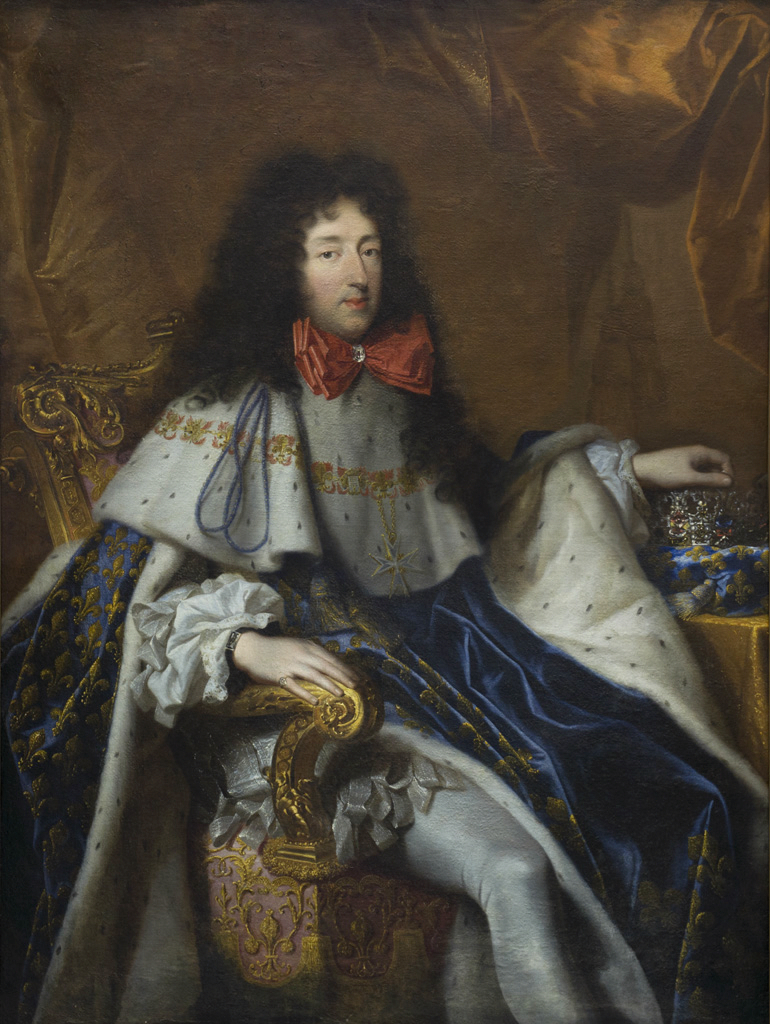
Portrait de Philippe de France, dit Monsieur (Pierre Mignard, musée des Beaux-Arts de Bordeaux).

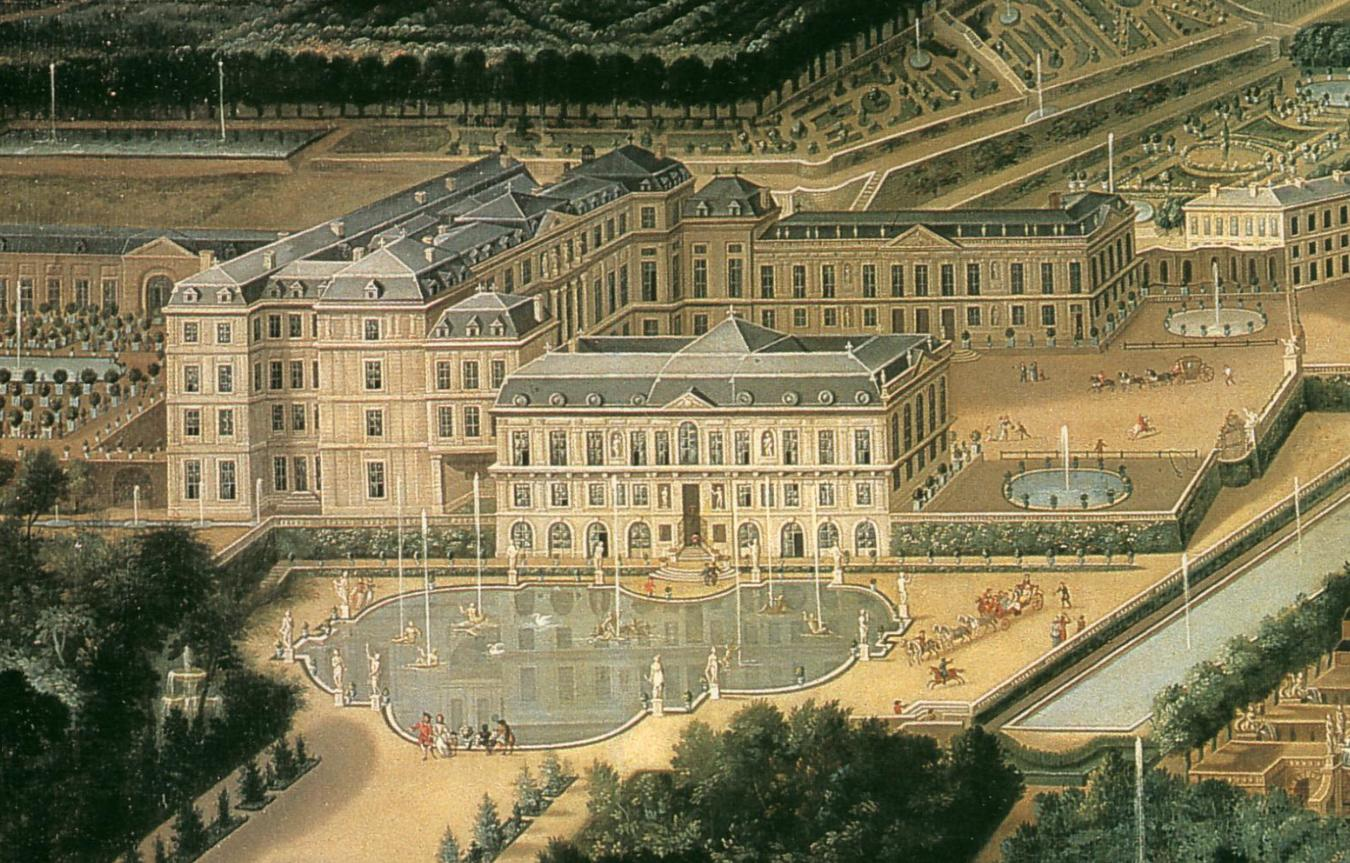
Le château de Saint-Cloud au XVIIe siècle, détail d'un tableau d'Étienne Allegrain (vers 1685 ?).

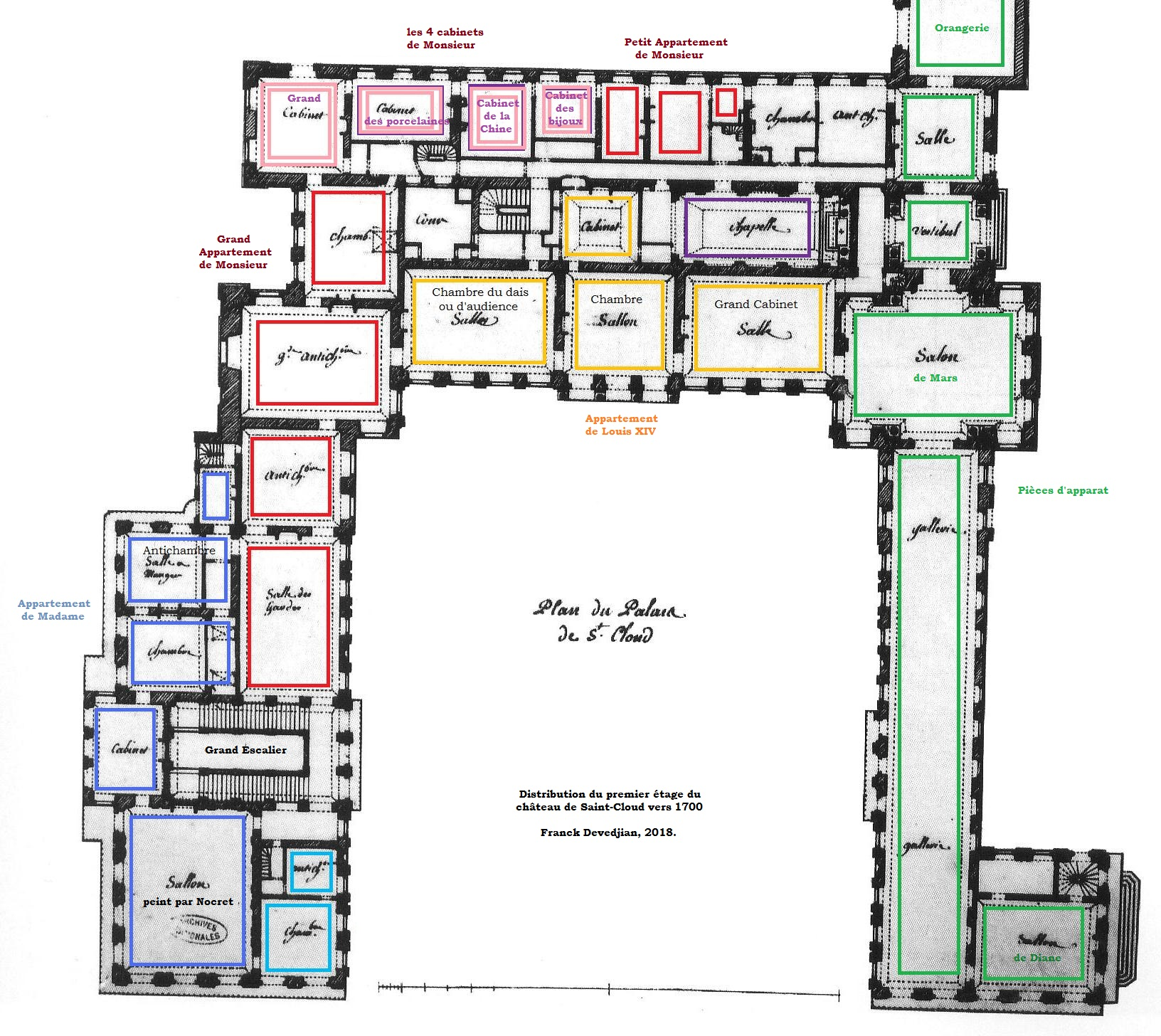
Distribution du premier étage du château de Saint-Cloud vers 1700.

Le château construit par Monsieur affecte la forme d'un U ouvert vers l'est, face à la Seine. Le château des Gondi est intégré dans l'aile gauche. Sur l'arrière, une longue orangerie forme aile dans le prolongement de l'aile droite sur cour. L'avenue d'entrée, bordée par les communs et les dépendances (conservés), part en biais en direction du pont. Hardouin-Mansart construit dans l'aile gauche un grand escalier dans le style de l'escalier des Ambassadeurs de Versailles (détruit en 1752).
L'intérieur se signale notamment par le décor exécuté en 1660 par Jean Nocret dans l'appartement de l'aile gauche (appartement de Madame) et par la galerie d'Apollon, longue de 45 mètres, située dans l'aile droite, entièrement décorée par Pierre Mignard (1677-1680). La galerie doit son nom aux peintures du plafond, consacrées au mythe d'Apollon. La magnificence de cet ensemble vaudra au peintre de supplanter à Versailles son rival Charles Le Brun, auteur, quelques années auparavant, d'un travail similaire pour la galerie d'Apollon du palais du Louvre.
L'orangerie, quant à elle, est décorée de fresques par Jacques Rousseau.
Nommé architecte en chef de Monsieur en 1660, Antoine Le Pautre est le principal auteur du château de Saint-Cloud. Jules Hardouin-Mansart réalisera également de grands embellissements du château et des jardins. 

#### Le Salon du premier château, peint par Nocret

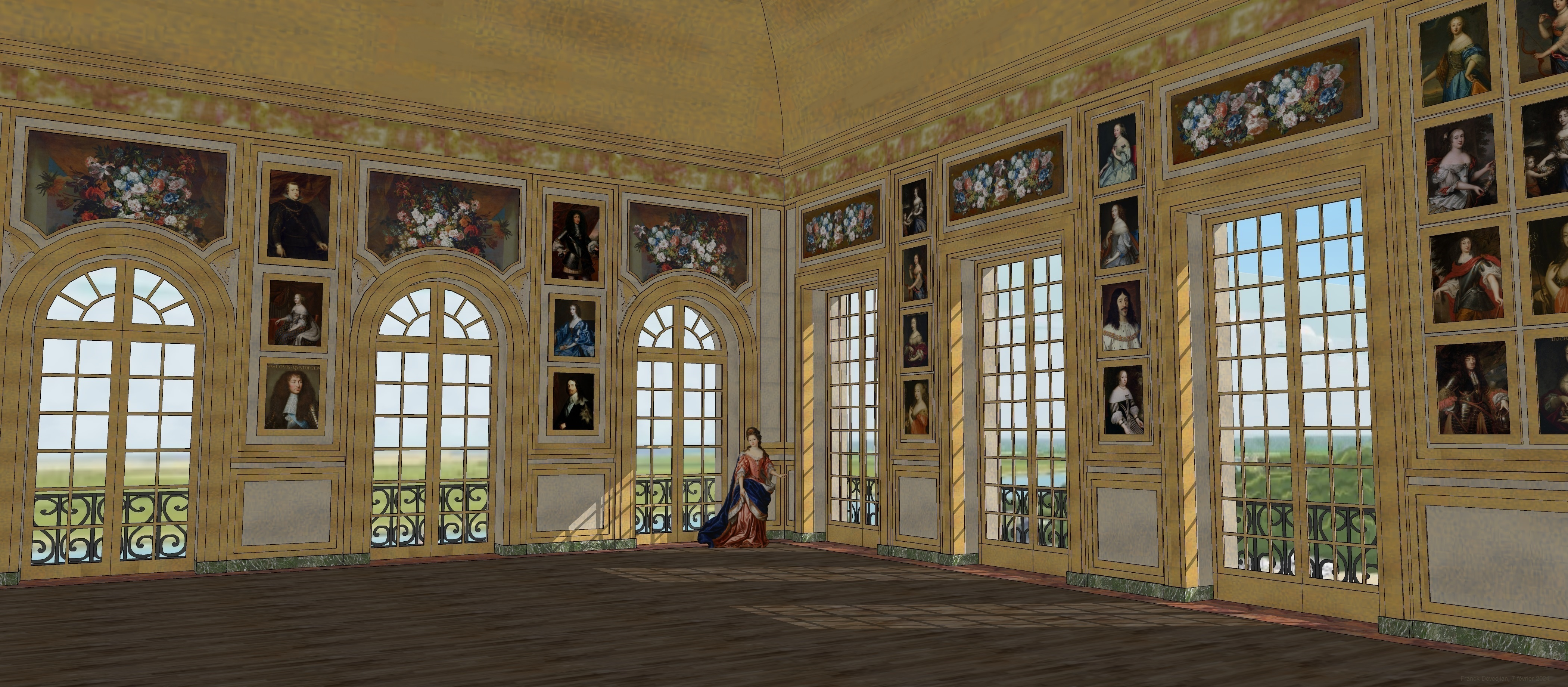
Restitution du grand salon du château de Saint-Cloud, vers 1670, dont le plafond a été peint par Jean Nocret.

La plus belle pièce du premier château reconstruit par Monsieur était le grand salon d'angle, dont trois porte-fenêtres cintrées en hauteur donnaient sur l'est avec la vue sur Paris, et quatre porte-fenêtres rectangles du côté sud. La pièce était fort lumineuse, elle disposait du meilleur emplacement de tout le château, et un balcon en faisait le tour. De nombreux miroirs disposés sur la paroi nord, en symétrie des quatre fenêtres du sud, reflétaient la vue sur la Seine, Paris et la campagne environnante, cette vue qui faisait tout le charme de Saint-Cloud. C'est Mademoiselle de Scudéry qui décrit ainsi ce salon en détail en 1665. 
Le salon était entièrement doré, orné de portraits de princes et princesses de l'Europe sur les parois, et sans doute de compositions florales au-dessus des baies, comme dans la galerie d'Apollon. Surtout dans la voûte, prenait place un grand décor peint réalisé par Jean Nocret, dont c'était là le chef-d'oeuvre. Il représentait l'alliance de la France et de l'Angleterre, en hommage au mariage de Monsieur avec Madame, mais on ne connaît pas de représentations de ce plafond.
Quand Jules Hardouin-Mansart a repris la façade sud du château, il a ouvert le haut des 4 baies du sud, pour les transformer en baies cintrées, comme les trois autres du salon côté Seine.

#### Le Grand Escalier de Jules Hardouin-Mansart

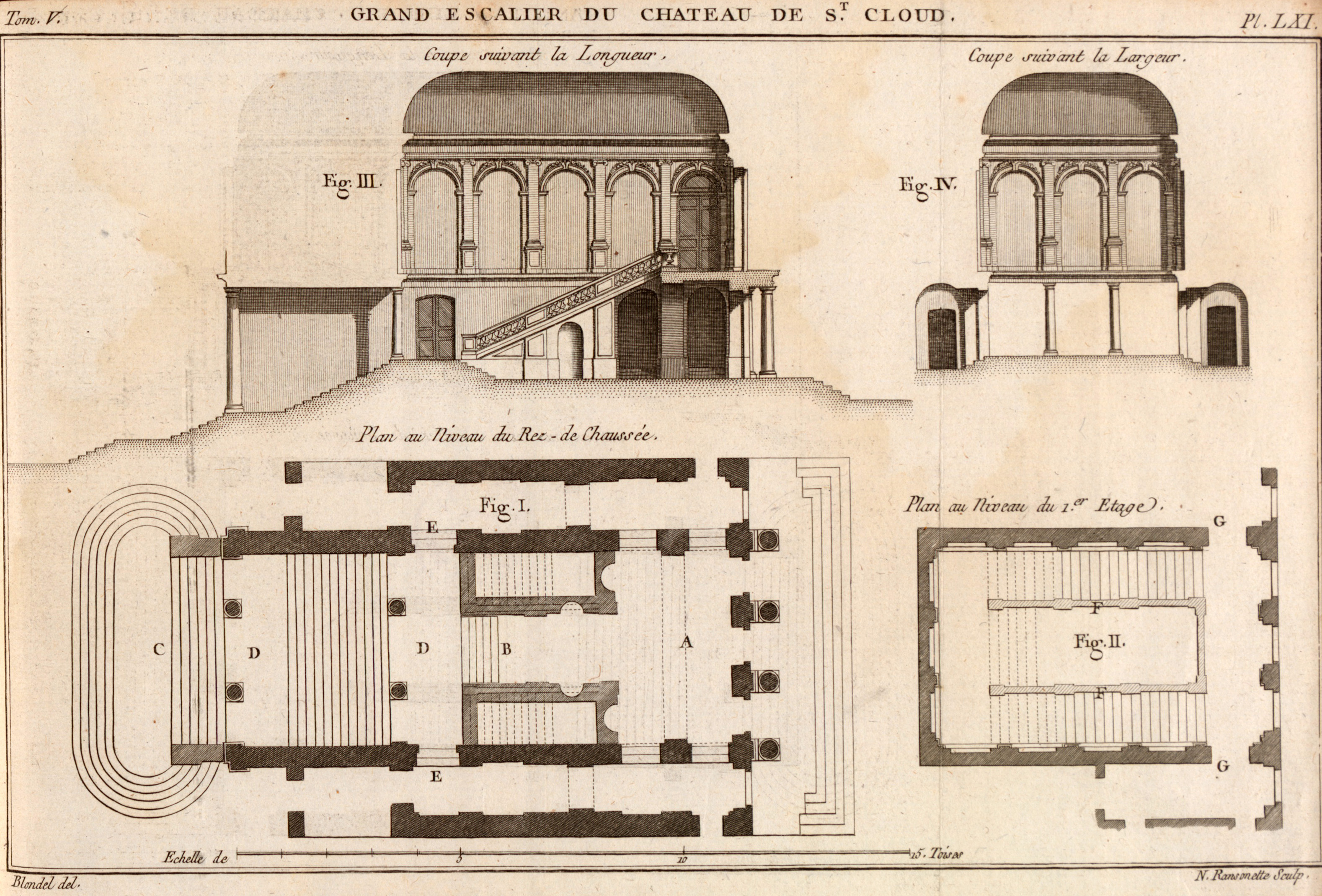
Pierre Nicolas Ransonnette - Blondel - Grand escalier du château de Saint Cloud.

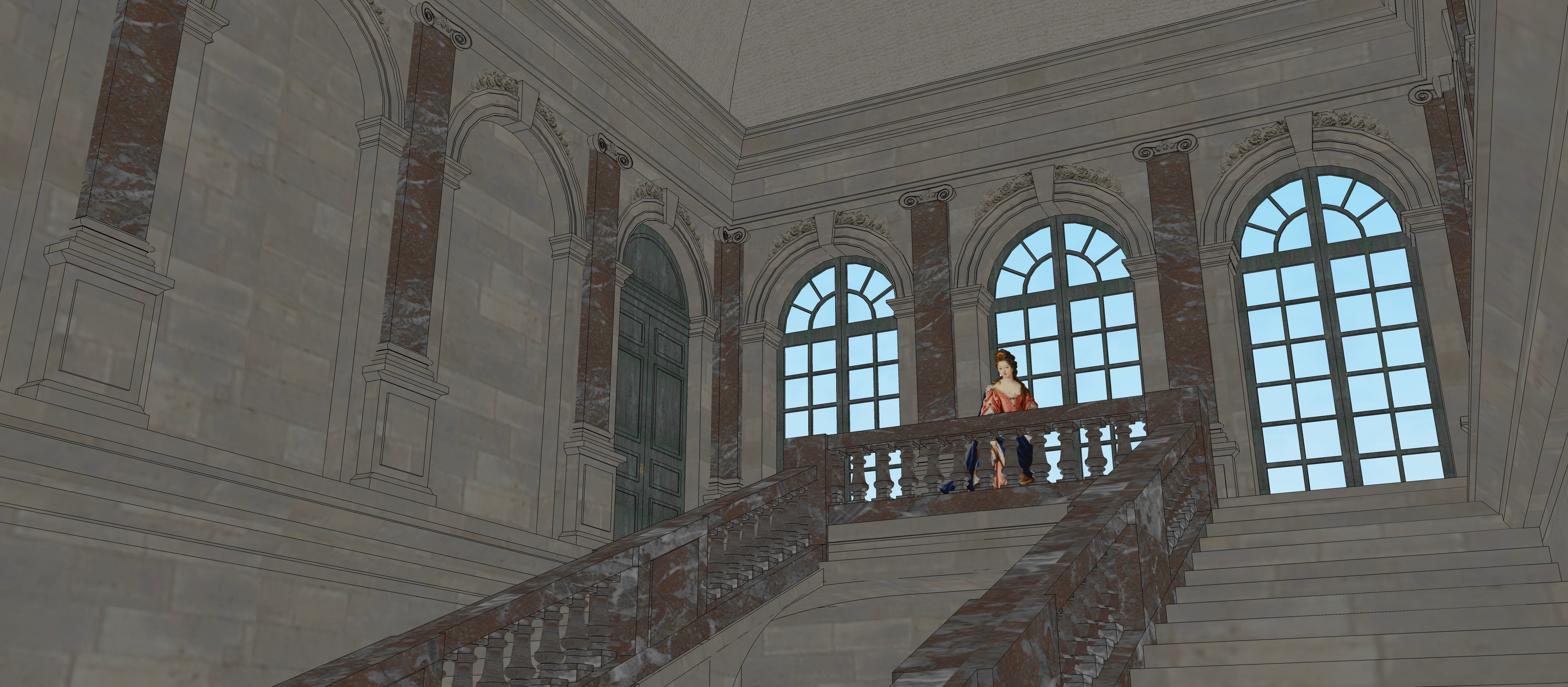
Restitution du grand escalier du château de Saint-Cloud, début du XVIIIe siècle.

Jules Hardouin-Mansart édifia vers 1687-1688 un nouvel escalier, en lieu et place de celui de l'ancien château. Ce lieu nous est connue par une gravure du XVIIIe siècle. Elle en présente tout le détail architectural. De grands pilastres scandent la pièce. L'escalier était original, en ce qu'il faisait se rejoindre plusieurs niveaux, celui de la cour d'honneur, celui donnant sur le jardin, ainsi que les niveaux de l'intérieur du château. On l'utilisait pour emprunter les pièces de l'appartement de Monsieur et celui de Madame son épouse.
« En entrant par l’avant-corps de l’aile gauche, on accède à l’escalier principal, sous lequel on passe pour aller dans le grand jardin. Mais il est étonnant que cet unique escalier soit censé desservir le palais entier, alors qu’il est très éloigné des appartements principaux. […] Au demeurant, l’escalier principal est assez bien disposé et peut être compté parmi les plus beaux qui soient à Paris et dans les environs. Il est pourvu en bas de colonnes toscanes, d’un beau marbre, en haut de pilastres ioniques, également de marbre, et couvert d’un plafond voûté qui n’était pas encore décoré mais qui promettait d’être d’une belle apparence. » (Sturm, p. 126)

#### L'appartement de Madame

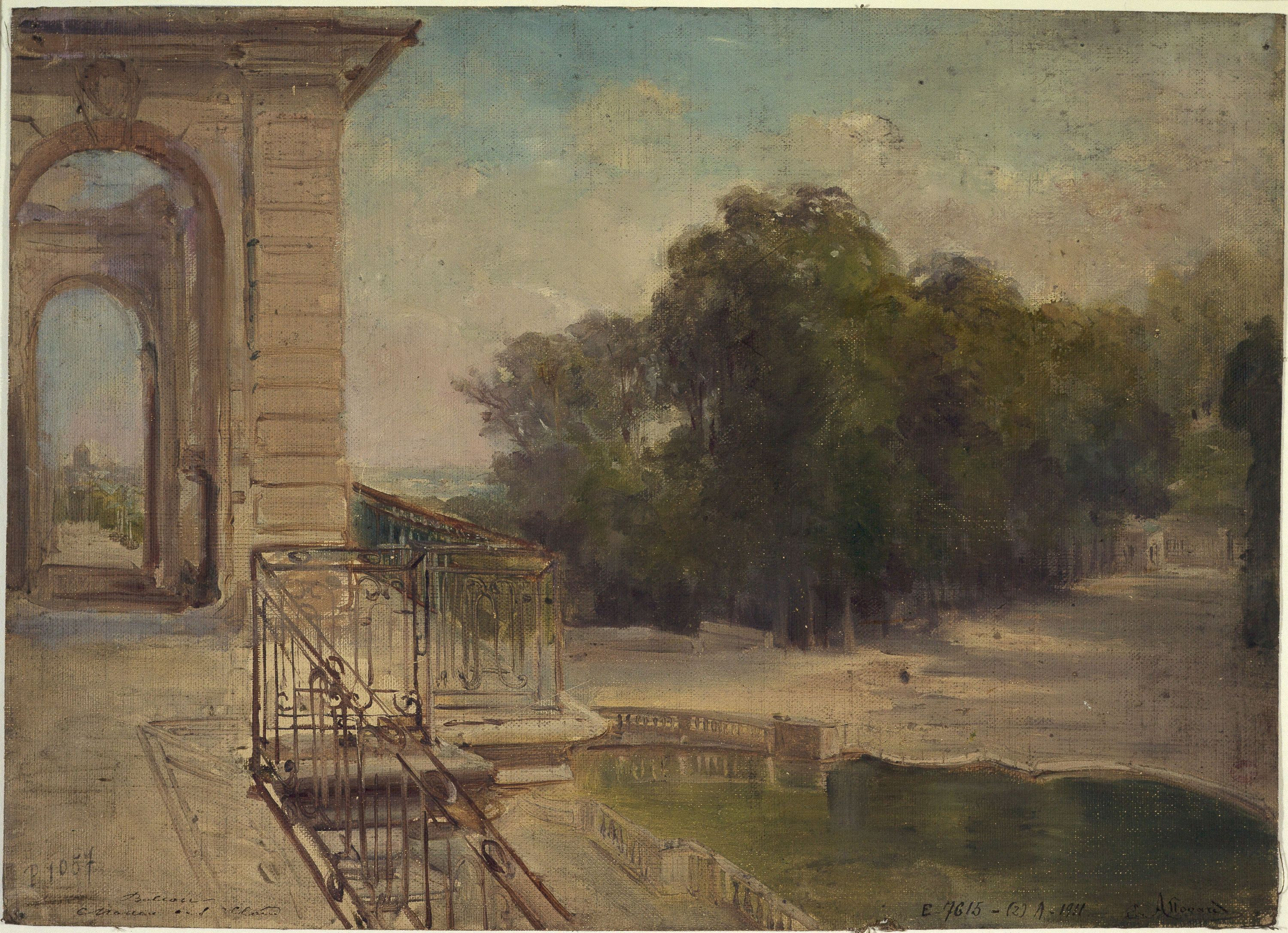
Edmond Allouard - Ruines du château de Saint-Cloud, depuis l'ancien appartement de Madame, musée Carnavalet.

Madame s'installa dans le château historique, dans trois belles pièces donnant sur la perspective sud. On trouvait d'abord une antichambre ayant vue sur le bassin des cygnes mais aussi sur les petites goulottes à l'ouest. Ensuite venait la chambre de la princesse, mère du Régent. Puis au centre du premier château rebâti par Monsieur, dans cette aile sud, Madame s'adonnait, dans son cabinet fort lumineux, à l'écriture de milliers de lettres, dont des centaines nous sont conservées. Ce cabinet était voisin du grand salon de Nocret décrit ci-dessus, d'où Madame pouvait à loisir admirer la vue sur Paris.

#### Le vestibule du côté nord et la perspective peinte de la colonnade du temple de Flore

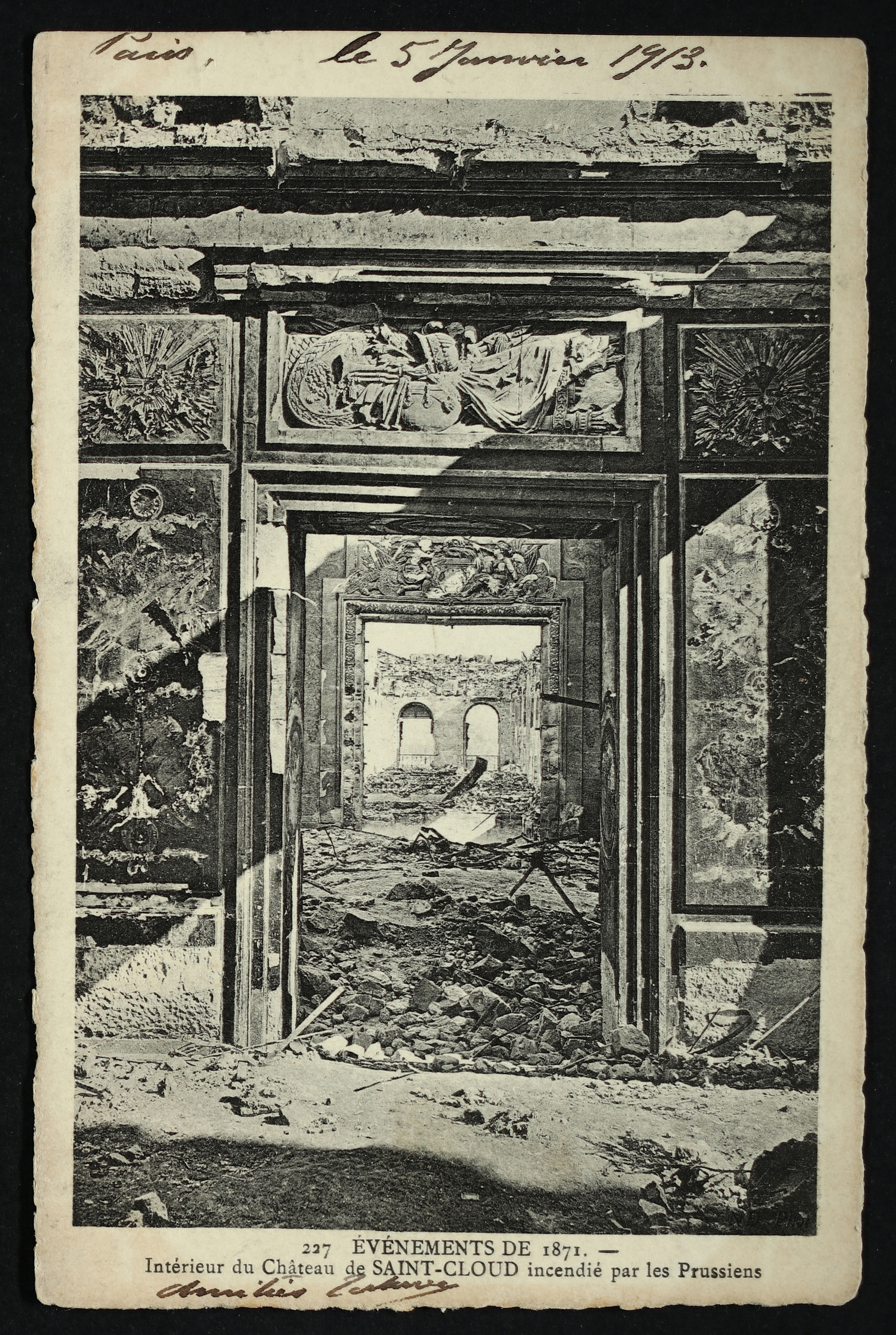
Vue de l'ancien vestibule nord, après l'incendie.

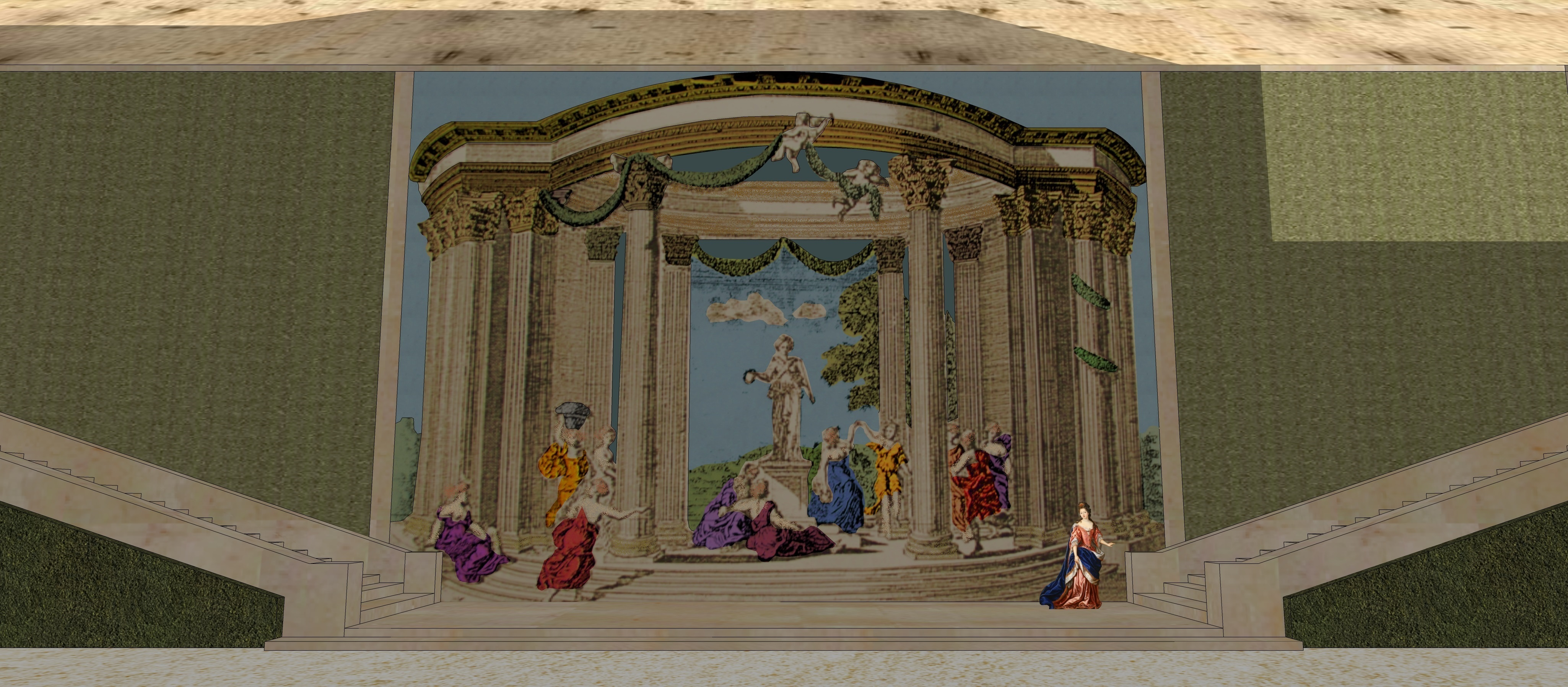
Restitution à la bonne échelle de la perspective de Jacques Rousseau et Bon Boullogne, en sortant du vestibule nord du château de Saint-Cloud, vers 1685.

Le vestibule nord, dit « salle de marbre », situé au bel étage, permettait d'accéder directement de plain-pied au bel étage du château depuis le nord du bâtiment. Quatre colonnes l'embellissaient et offraient une entrée majestueuse digne de l'occupant des lieux. Cette entrée était située face à un grand mur de soutènement au nord. Cet endroit sinistre au départ, trouva un embellissement spectaculaire : Monsieur fit réaliser par Jacques Rousseau, le peintre de la colonnade feinte de l'Orangerie, et par Bon Boullogne pour les figures, un temple dédiée à Flore. La perspective peinte ouvrait l'espace, ce qui était particulièrement nécessaire dans ce lieu. On remarque sur la gravure de cette perspective des départs de marche de part et d'autre en bas, c'est parce qu'elle était bien située à cet endroit, et l'on constate sur les plans de l'époque qu'il y avait deux rampes d'escalier de part et d'autre, ce qui correspond aux petites marches visibles sur la gravure de la perspective peinte de manière illusionniste. Cette perspective, qui mesurait 10 mètres de hauteur sur 14 mètres de large, soit une superficie peinte de 140 m², rappelle celle du château de Marly, avec le pavillon de la Perspective. Ce qui est particulièrement réussi ici à Saint-Cloud, c'est l'idée d'un volume d'un temple circulaire, alors que dans la réalité, tout était peint de manière illusionniste, et le grand mur était totalement plat. De plus l'emplacement de cette peinture fragile était néanmoins protégé, puisque ce mur n'était pas souvent au soleil, du fait de l'ombre de la masse du château de Saint-Cloud. Néanmoins, cette perspective dût s'altérer bien vite et seule la gravure a témoigné de son existence. Cette perspective était également visible de biais depuis le salon de Mars.

#### Le salon de Mars, peint par Pierre Mignard
Le Salon de Mars était un grand salon de plan rectangle. Il desservait la galerie, les salons du côté de la cour, et le petit vestibule haut. Il mesurait 17 mètres de longueur sur 13 mètres de largeur, ses dimensions exceptionnelles en font l'une des pièces les pus vastes du château. Au plafond, on retrouve les décors peints par Pierre Mignard à la demande de Monsieur au XVIIe siècle, représentant des scènes de la légende du dieu Mars, divinité de la guerre. Les murs sont scandés par seize pilastres et quatre colonnes de marbre Campan à chapiteaux de bronze doré, rivalisant avec les salons versaillais.

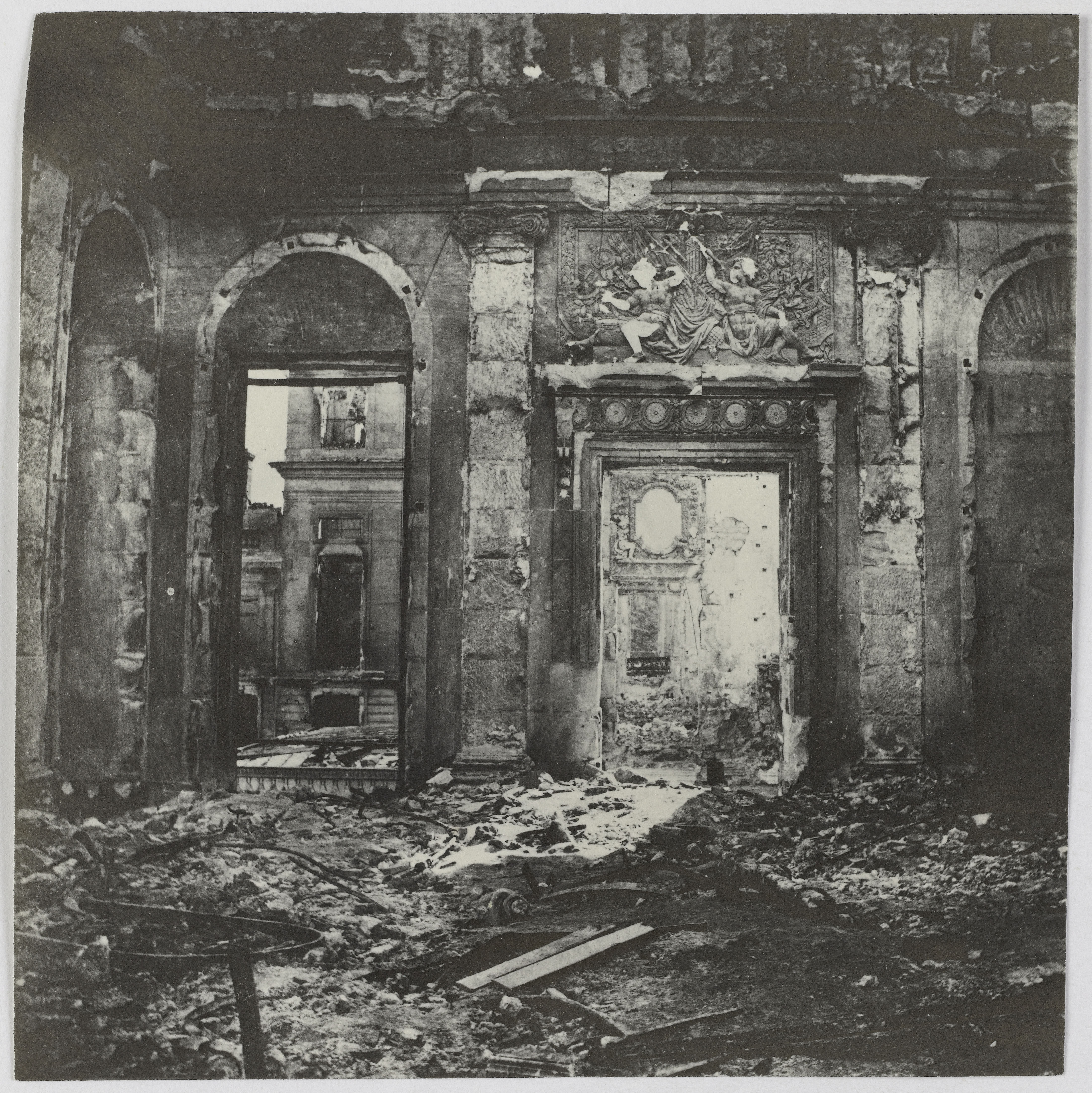
Vue intérieure du grand Salon de Mars au château de Saint-Cloud.
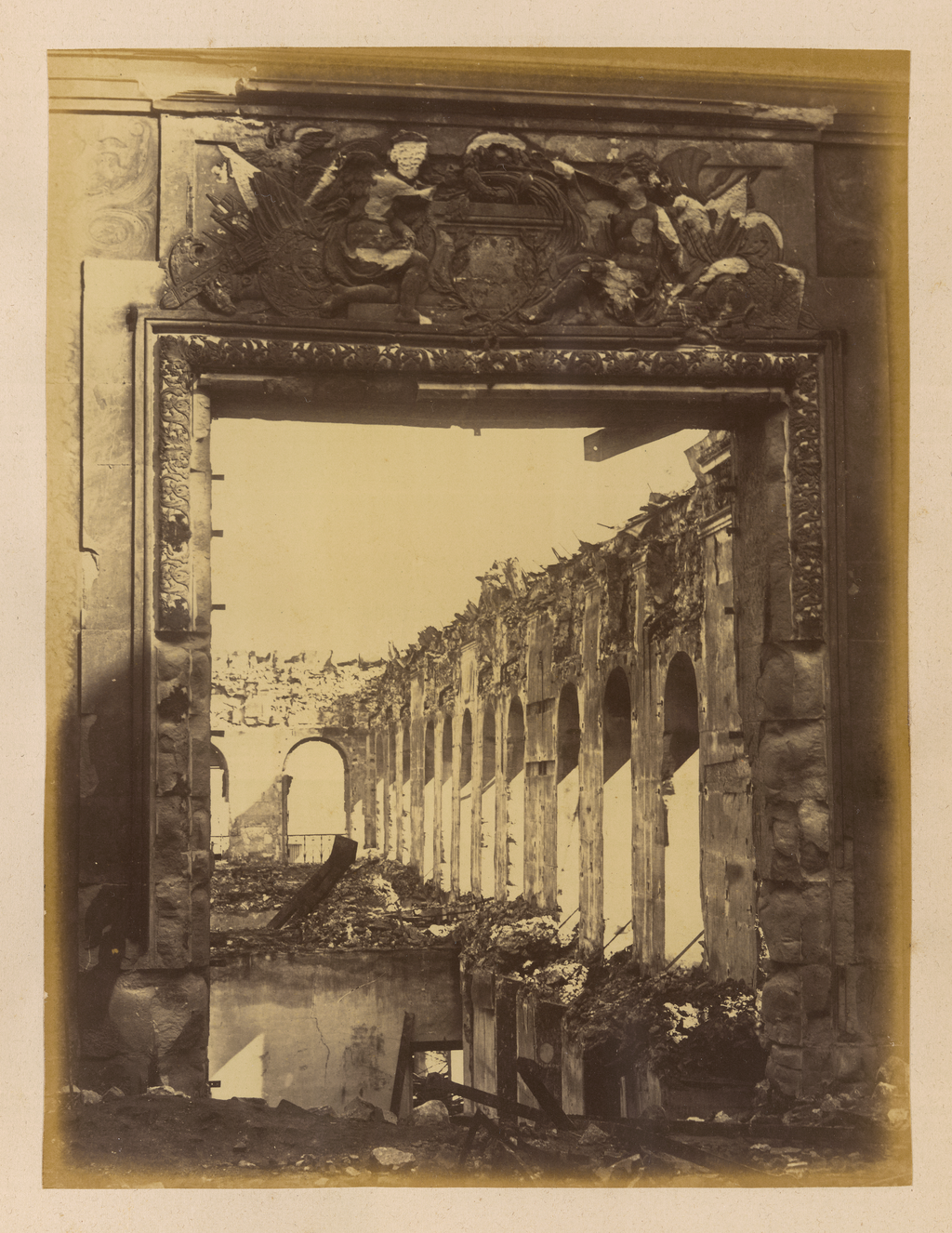
Château de Saint-Cloud.
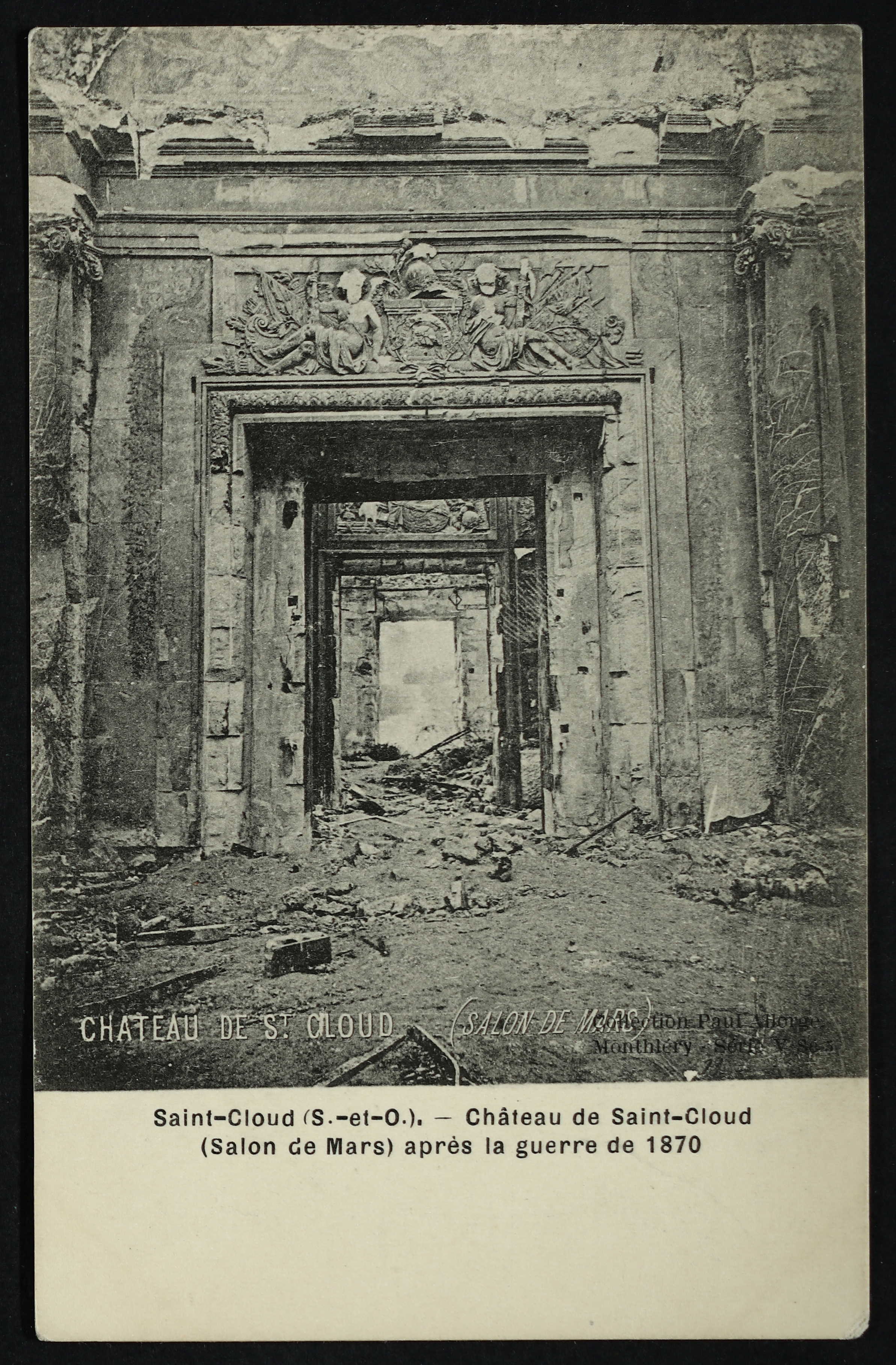
Le salon de Mars après 1870.
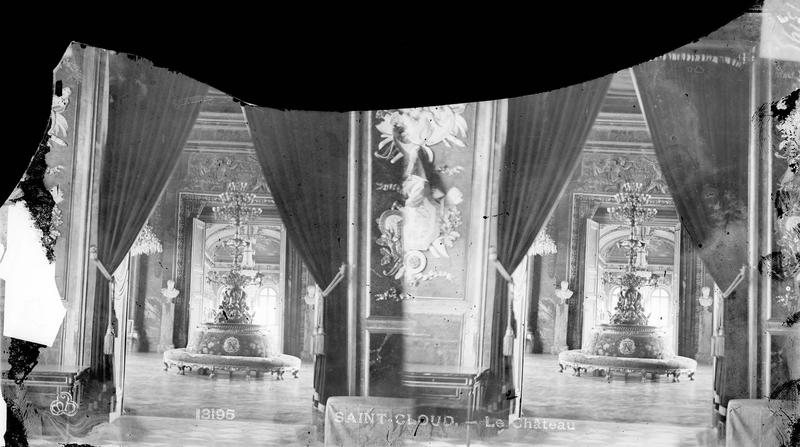
Domaine national, château - vue du château et du parc - Saint-Cloud.

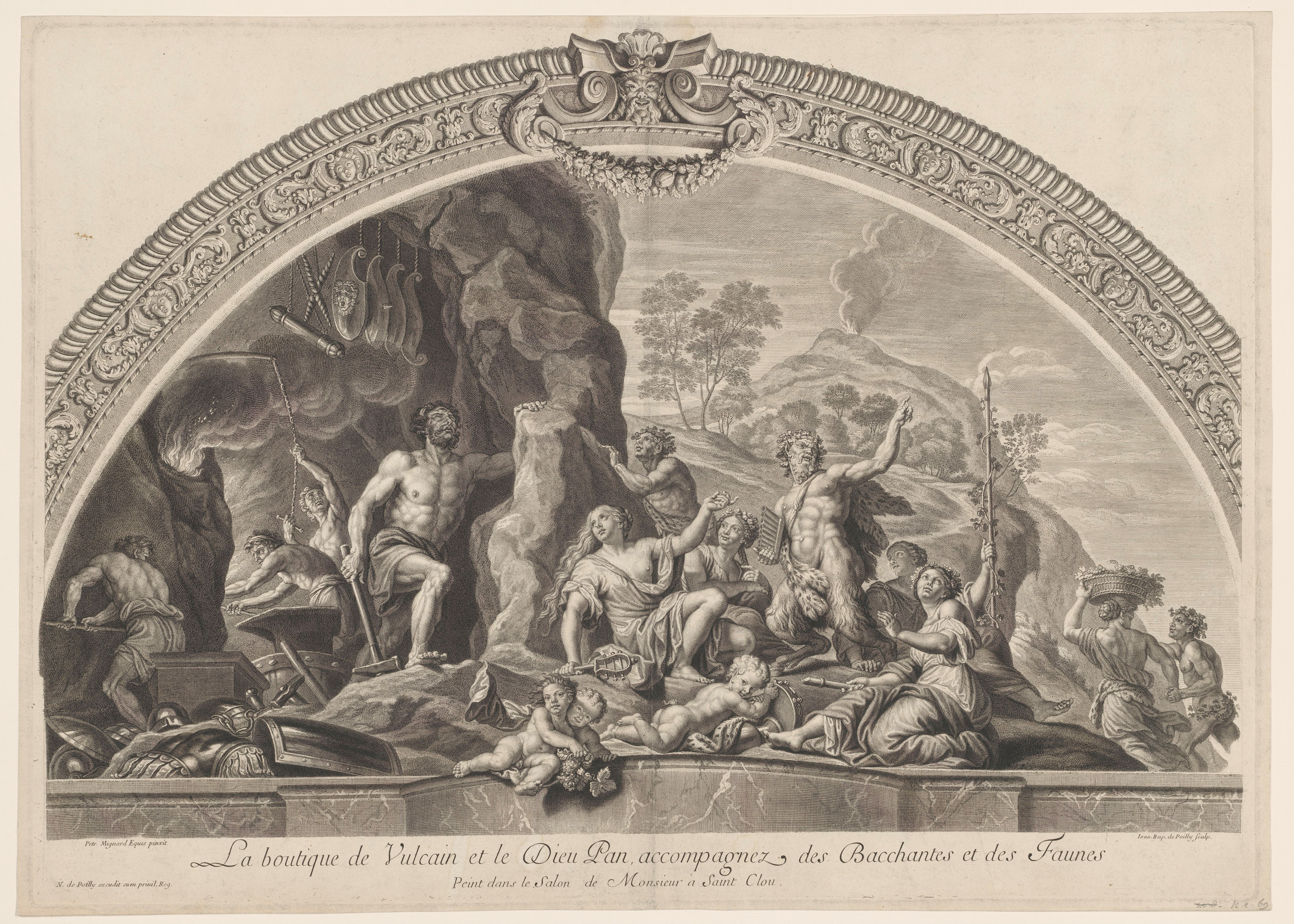
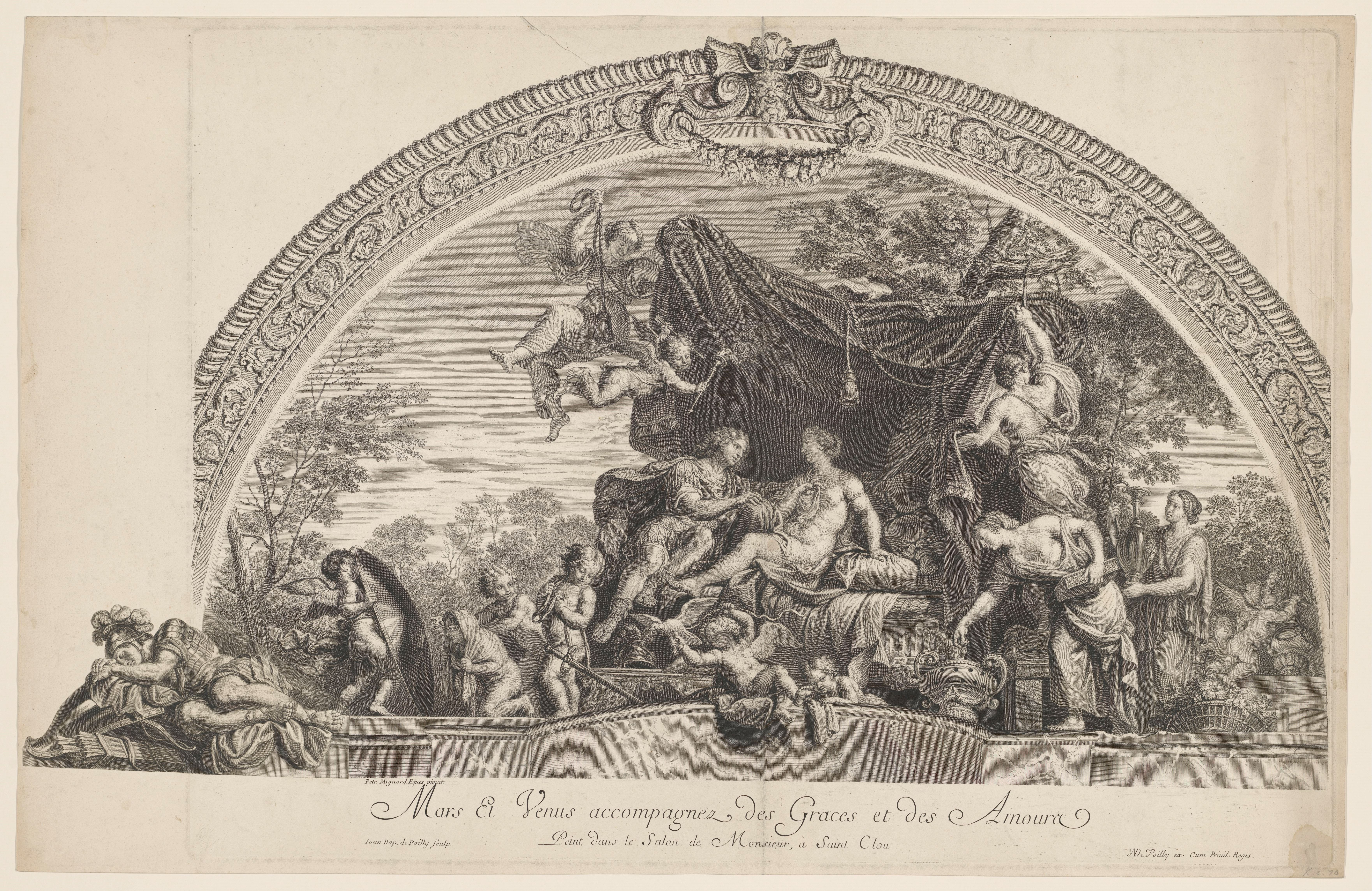
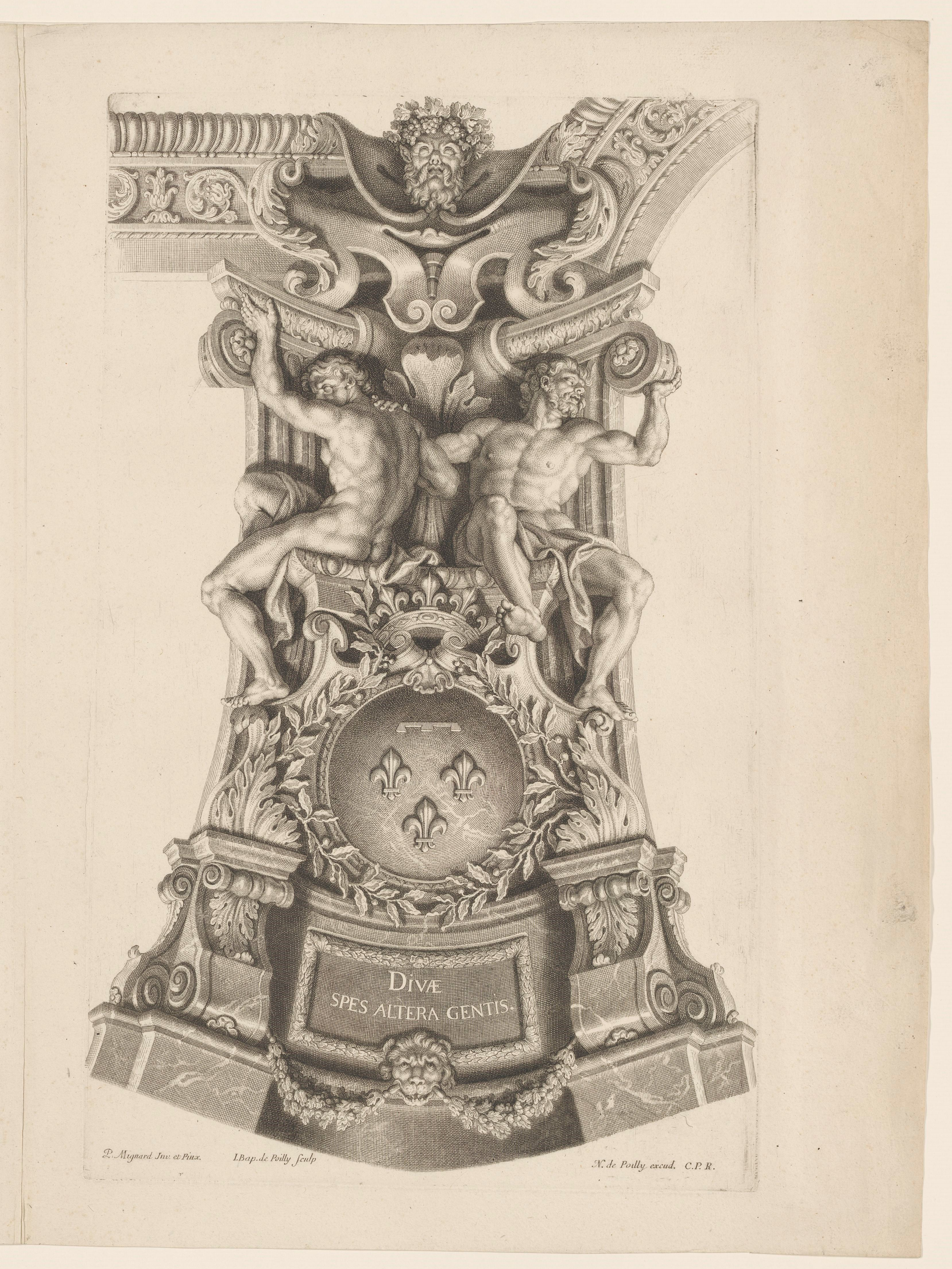
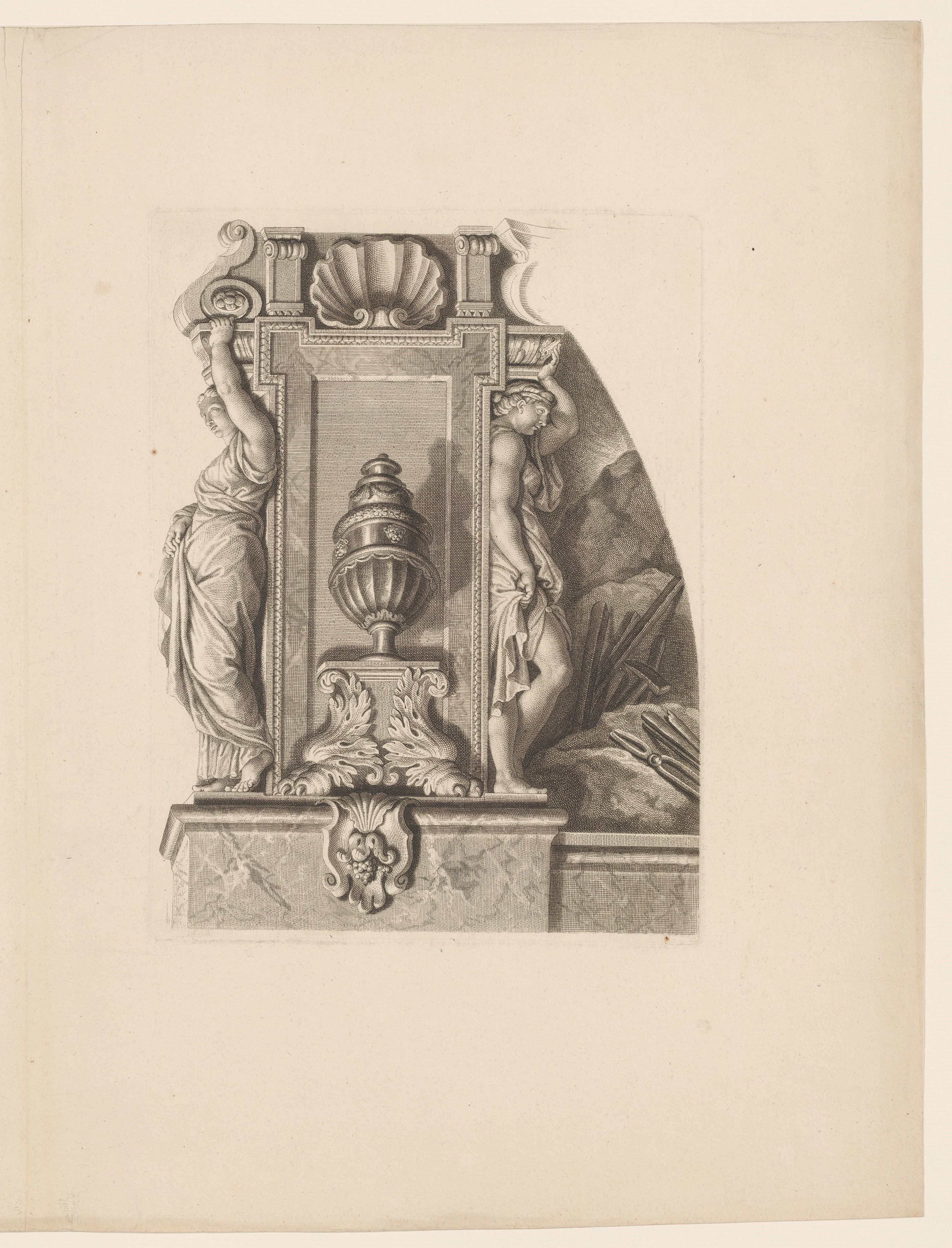

##### La galerie d'Apollon, peinte par Pierre Mignard

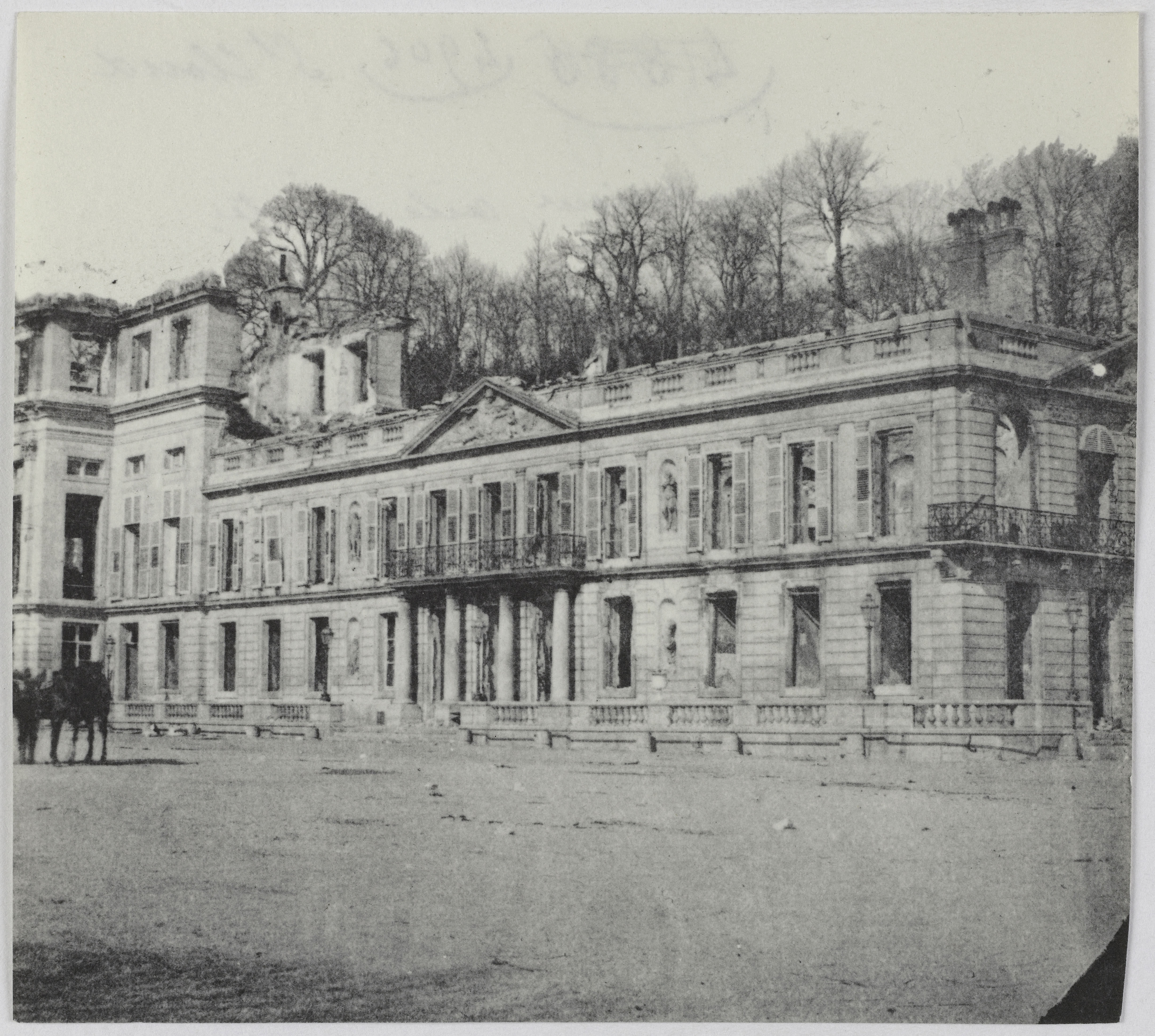
Extérieur du château de Saint-Cloud, aile droite, dans laquelle prenait place la galerie d'Apollon au premier étage.

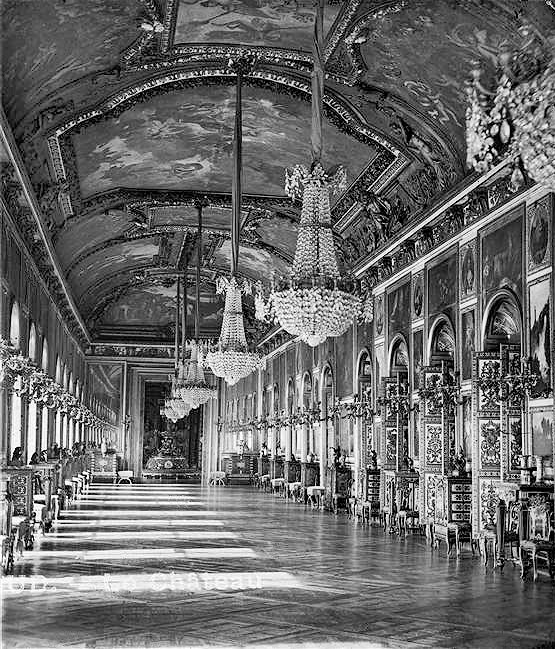
La galerie d’Apollon photographiée avant son incendie

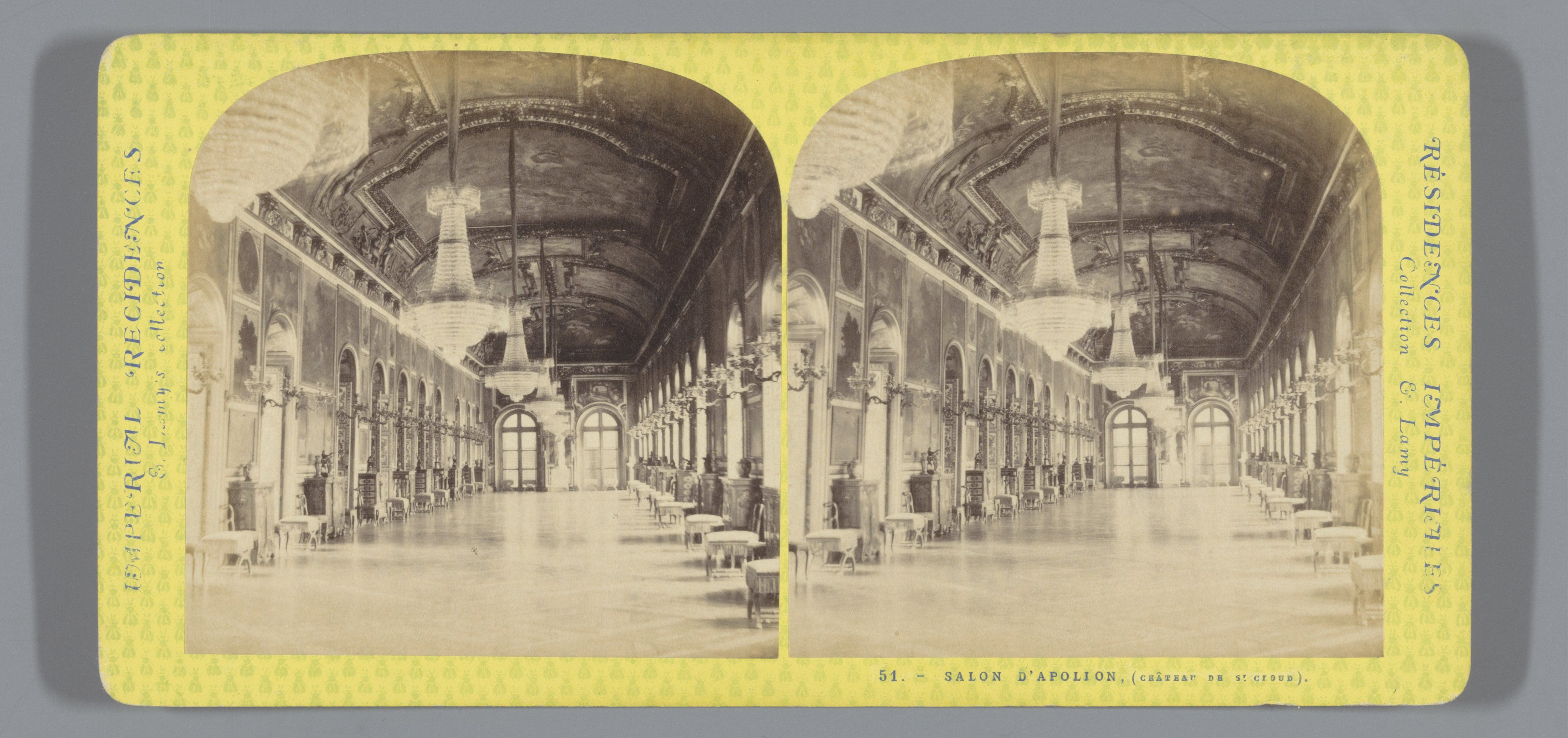
La galerie d'Apollon vue depuis son entrée.

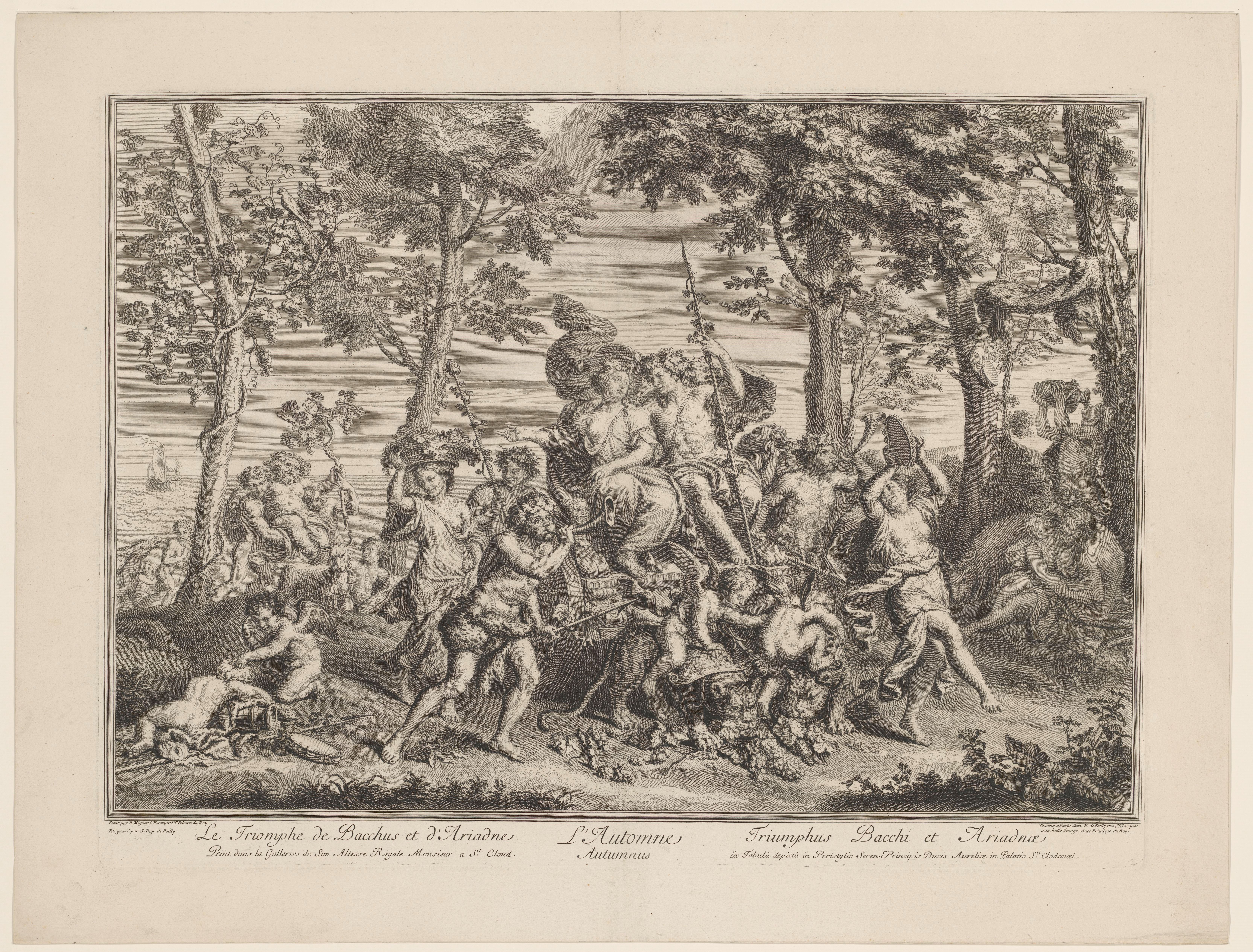
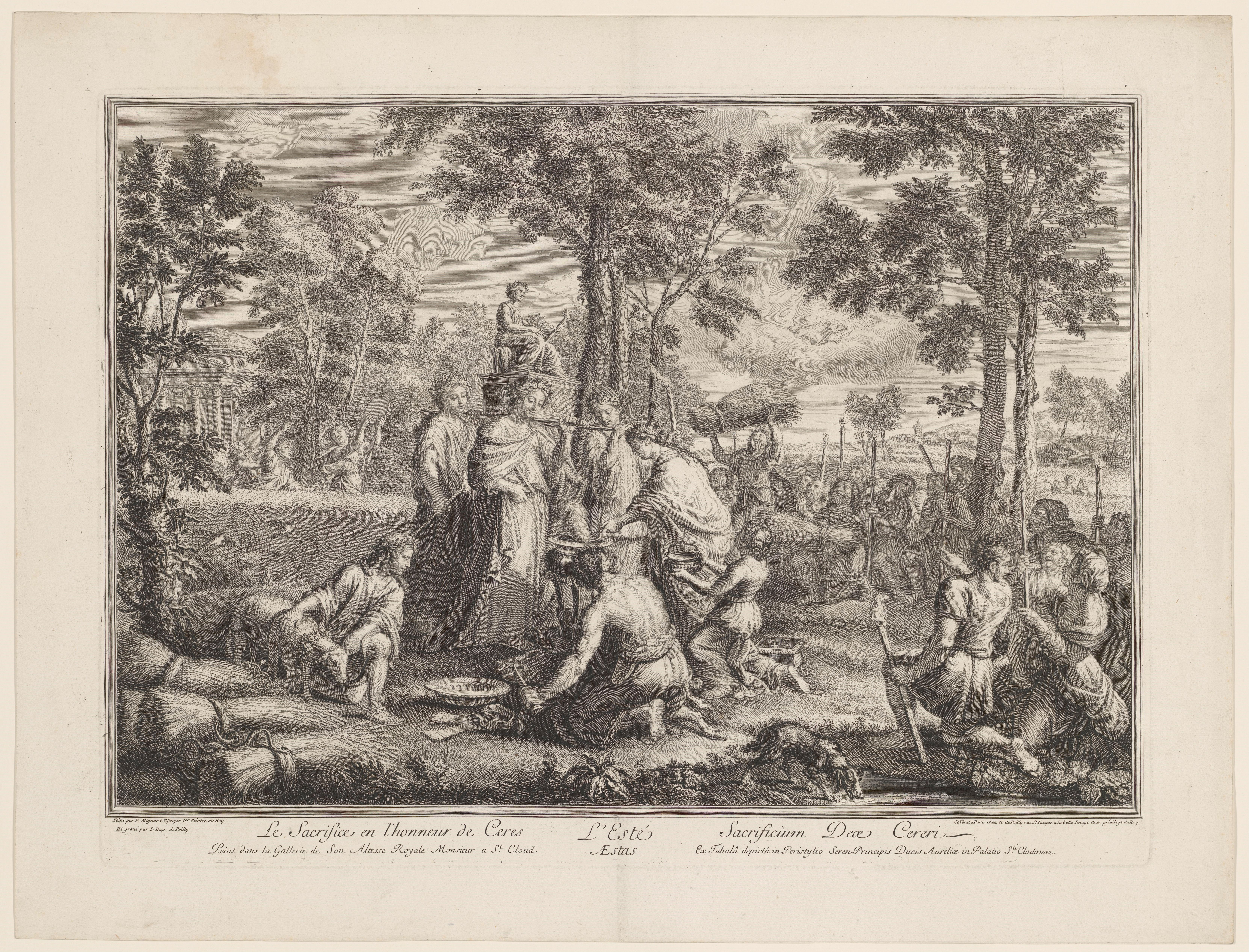
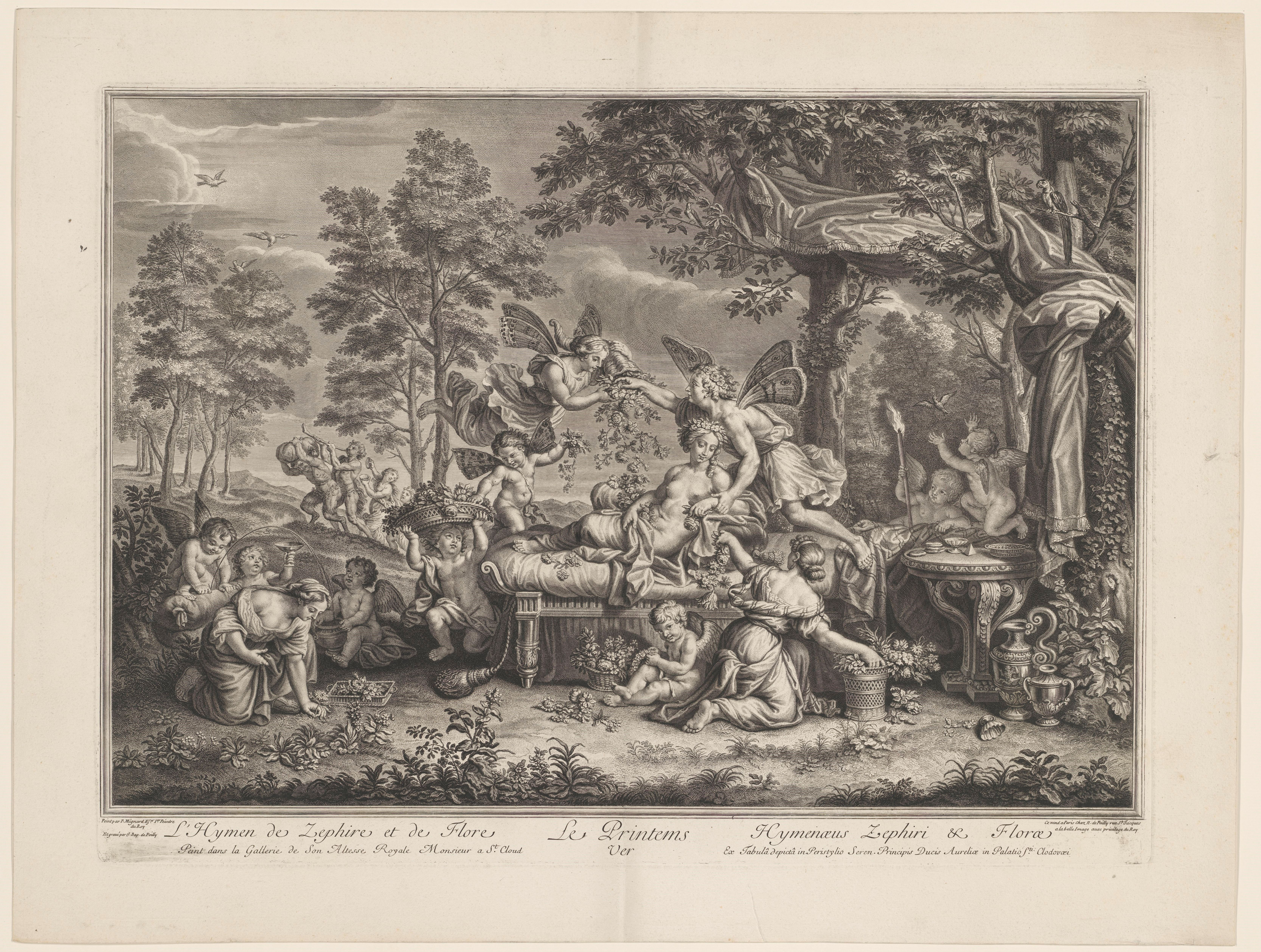
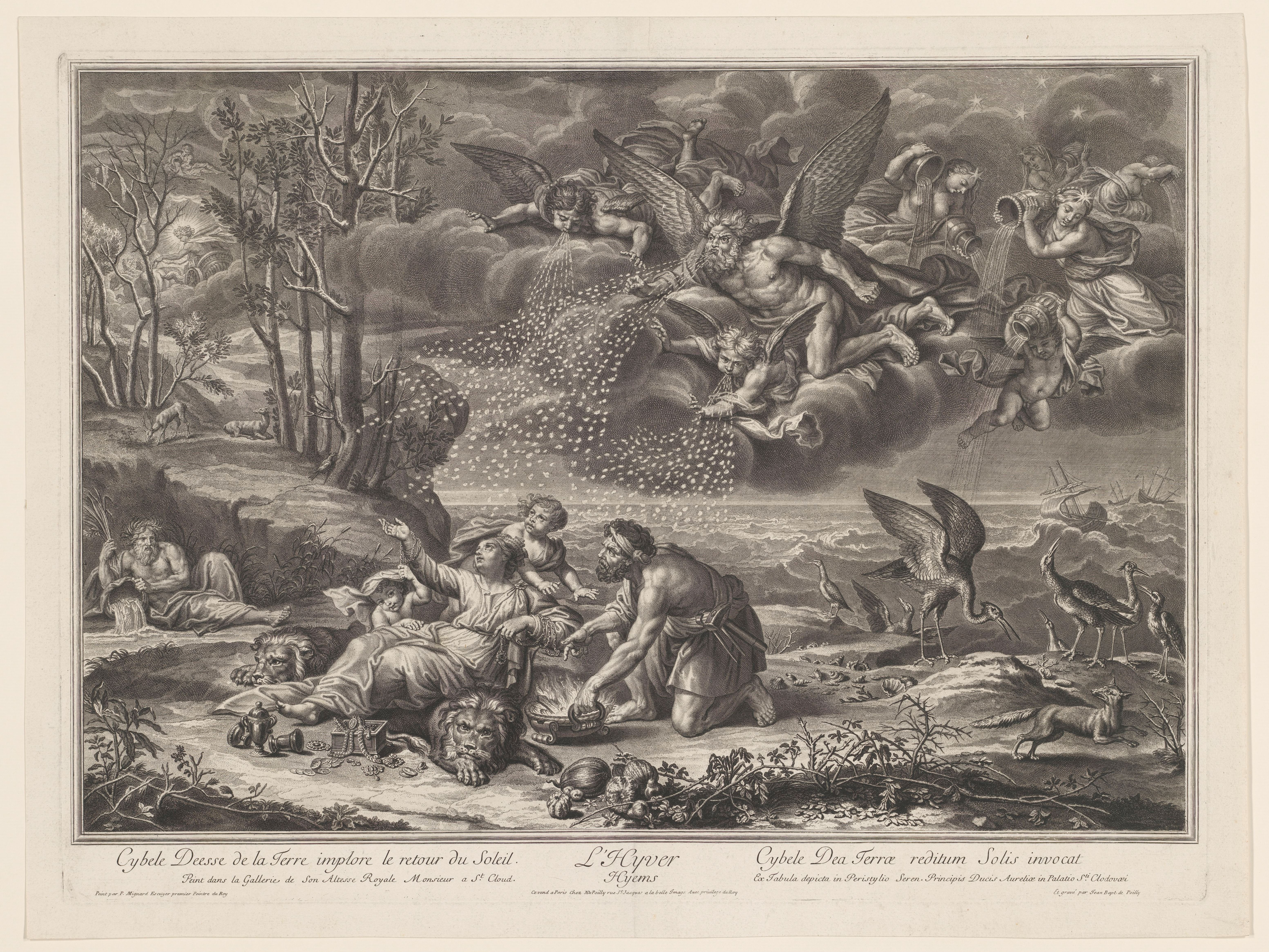

La galerie de Saint-Cloud était l'une des pièces les plus spectaculaires du château. Vers 1677, Monsieur confie le décor du plafond à son peintre Pierre Mignard, dont c'est le plus grand morceau. Mignard possède un goût un peu mièvre, mais enchanteur, de nature à évoquer un imaginaire évocateur, qui enchantait Monsieur. Sur les parois avaient été peints des paysages, et au-dessus, juste sous la corniche, des natures mortes de fleurs, vases et autres ornements précieux. 
Il ne faut pas confondre cette galerie d'Apollon avec celle du même nom, exécutée quelques années auparavant au Palais du Louvre par Charles Le Brun pour Louis XIV et toujours existante.

Placée en enfilade du salon de Mars, la galerie d’Apollon déploie ses 48 mètres sur toute la longueur de l’aile nord et à toujours été considérée comme la merveille du château. Son nom provient du décor peint sur la voûte par Pierre Mignard, qui met en valeur Apollon, dieu des arts et les saisons. Achevée en 1678, elle suscita l’admiration générale, contribuant à la notoriété de Mignard, et Louis XIV souhaita fort que les peintures de sa galerie des glaces de Versailles « répondent à la beauté de celle-ci ». 
« La galerie et le salon qui la précède sont superbes et ce dernier est entièrement revêtu de marbre. La disposition ressemble beaucoup à celle de Versailles, à ceci près qu’il n’y a qu’un salon, et des fenêtres des deux côtés. Le salon est orné d’une Assemblée des dieux, dans un cercle. […] Toutes ces œuvres [les peintures de la galerie d’Apollon] sont de Mignard, et dépassent presque en magnificence la Galerie de Versailles. » (Knesebeck, fol. 60v) 

##### Le cabinet de Diane, au bout de la galerie
Dans le cabinet de Diane, achevé en 1680, Mignard a représenté aux voussures des peintures mettant en scène la déesse. La pièce était éclairée de trois grandes baies cintrées du côté de Paris, avec un balcon en fer forgé qui permettait d'admirer la vue. La cheminée était placée au nord.

#### Le Salon dit de Vénus, antichambre de l'appartement de Louis XIV

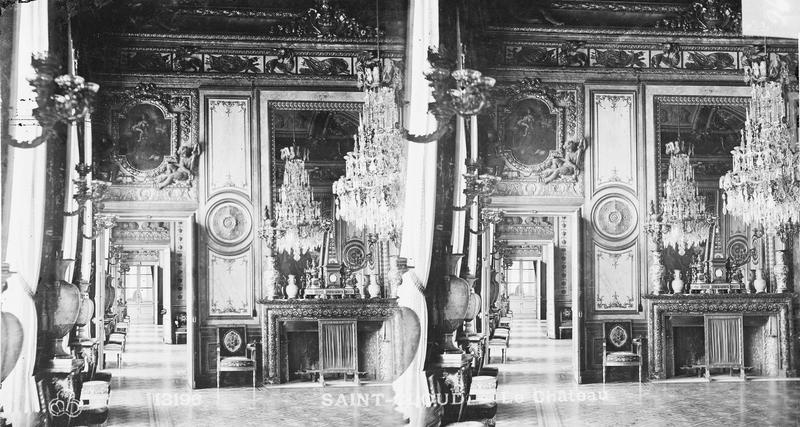
Photographie de l'ancienne antichambre de Louis XIV à Saint-Cloud, voisine du salon de Mars.

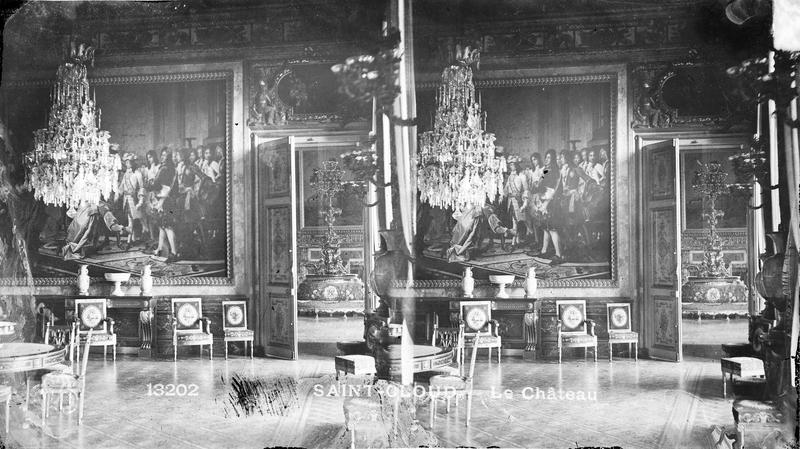
Photographie du salon de Vénus, antichambre de Louis XIV à Saint-Cloud.

Ce salon, voisin du salon de Mars, sert d'Antichambre au roi quand il venait coucher à Saint-Cloud. Il est cité comme « Salle » ou « Grand Cabinet » au temps de Monsieur et sert de salon de jeux avec les pièces voisines. Vers 1685-1687, un visiteur note que :
« L’appartement du roi est très beau et richement décoré, toutes les tables et chaises sont en argent. » (Pitzler, p. 157).
Le salon de Vénus est l'ancienne salle du trône de Napoléon Ier, transformé en salon du billard à la Restauration, fonction qu'il conserve jusqu'en 1855. Le décor a été entièrement créé en 1838 avec de grands panneaux de style Louis XV réalisés par Huber frère en carton pierre et disposés dans les trois salons. Louis-Philippe y fait disposer, comme dans les deux salons suivants, des tapisseries d'après l'histoire de Marie de Médicis. Également installée par Louis-Philippe, au plafond, une toile du peintre François Lemoyne représentant Junon emportant la ceinture de Vénus. Sur le mur opposé à la cheminée, une tapisserie de très grand format intitulée Le Duc d'Anjou déclaré Roi d'Espagne, d'après le tableau du peintre François Gérard. Sur la cheminée figure une grande pendule de Robin livrée pour Louis XVI à Versailles, et qui a été emportée en Prusse en 1870.

#### La chambre de Louis XIV à Saint-Cloud, dit plus tard le salon de la Vérité

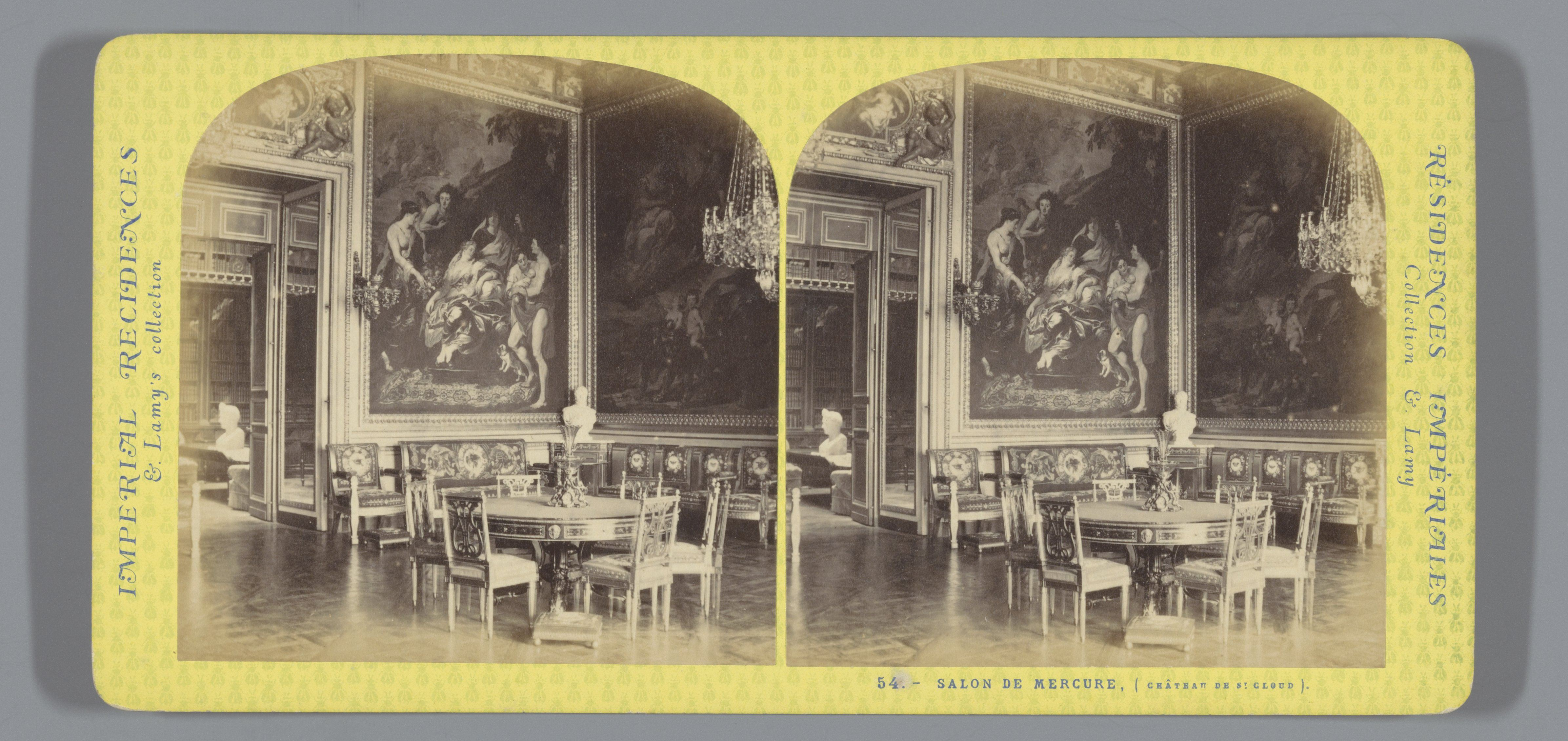
L'ancienne chambre de Louis XIV à Saint-Cloud, pièce centrale du château, vers 1869-1870.

Au centre du nouveau château se place la chambre de Louis XIV. C'est le pendant à celle de Versailles, également placée au centre du bâtiment.

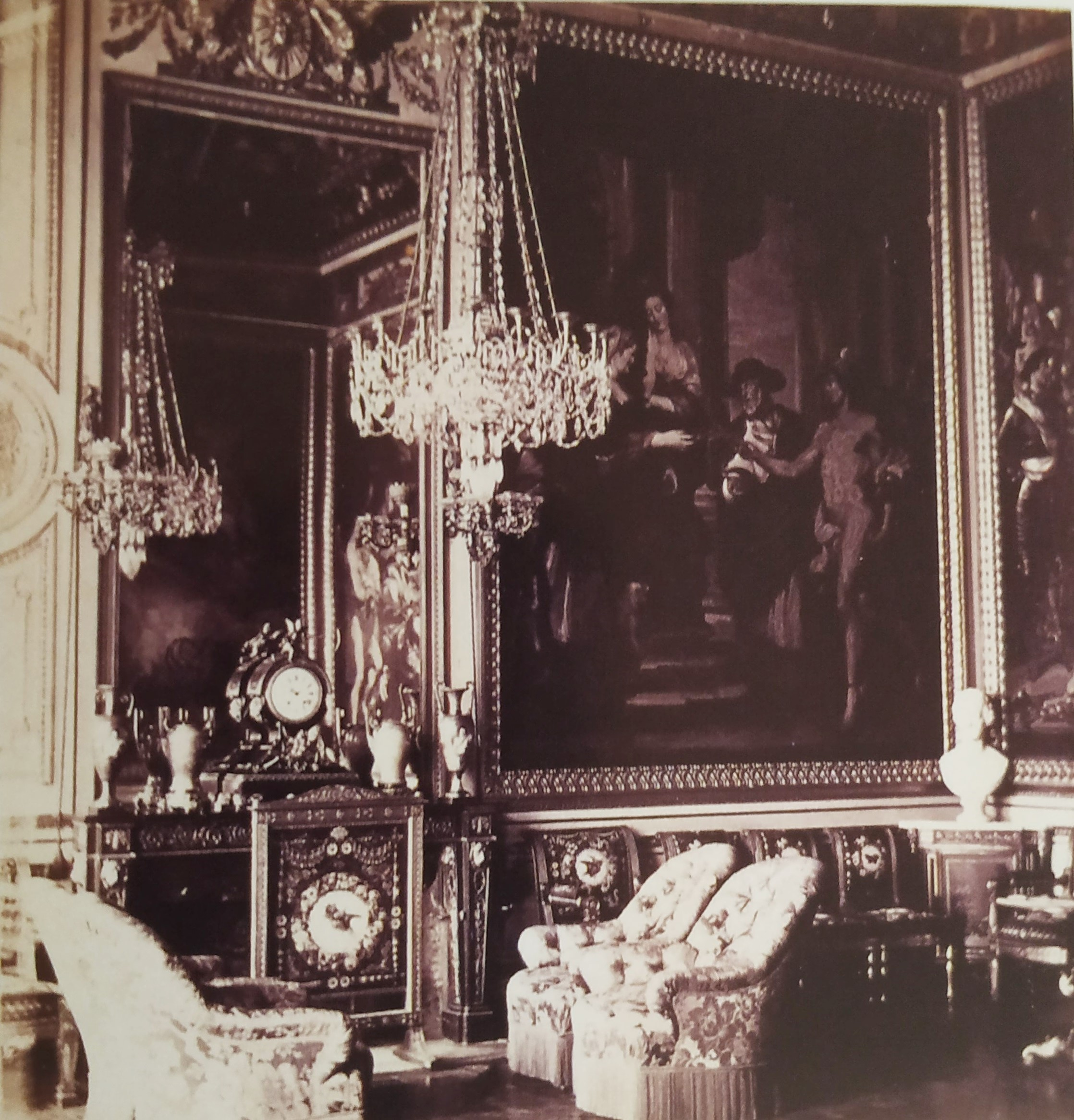
Photographie du salon de la Vérité du château de Saint-Cloud, vers 1870. Ancienne chambre de Louis XIV.

Cette pièce située entre les salons de Vénus et de Mercure était un salon où l’on se réunissait en société. La salle doit son nom au décor peint par Antoine Coypel, « Le triomphe de la Vérité », que Louis-Philippe avait fait installer sur le plafond de la pièce. On y trouve des dessus de porte ayant pour thèmes la justice, la gloire, ainsi que trois muses : Calliope, Clio et Euterpe, peints par Jean Nocret à l'époque de Monsieur.
Plus tard, le décor sera le suivant : la suite des tapisseries de Marie de Médicis se prolonge dans ce salon. Le mobilier est assez conséquent. On y trouve ainsi deux canapés situés de chaque côté de la porte ouvrant sur la bibliothèque, une série de chaises et de fauteuils, deux tabourets de pied, ainsi qu’un écran de cheminée, le tout datant du Premier Empire et recouverts de tapisserie de Beauvais.Quatre fauteuils couverts en damas cramoisi ton sur ton sont installés devant la cheminée en 1855. Une extraordinaire console-jardinière en porcelaine de Sèvres est placé en face de celle-ci. Le buste du Roi de Rome, fils de Napoléon Ier, placé dans l'angle du côté de la cheminée, a été emporté par un officier prussien en 1870 parce qu'il trouvait qu'il lui ressemblait.

#### La salle du Dais ou des ambassadeurs, dit le Salon de Mercure

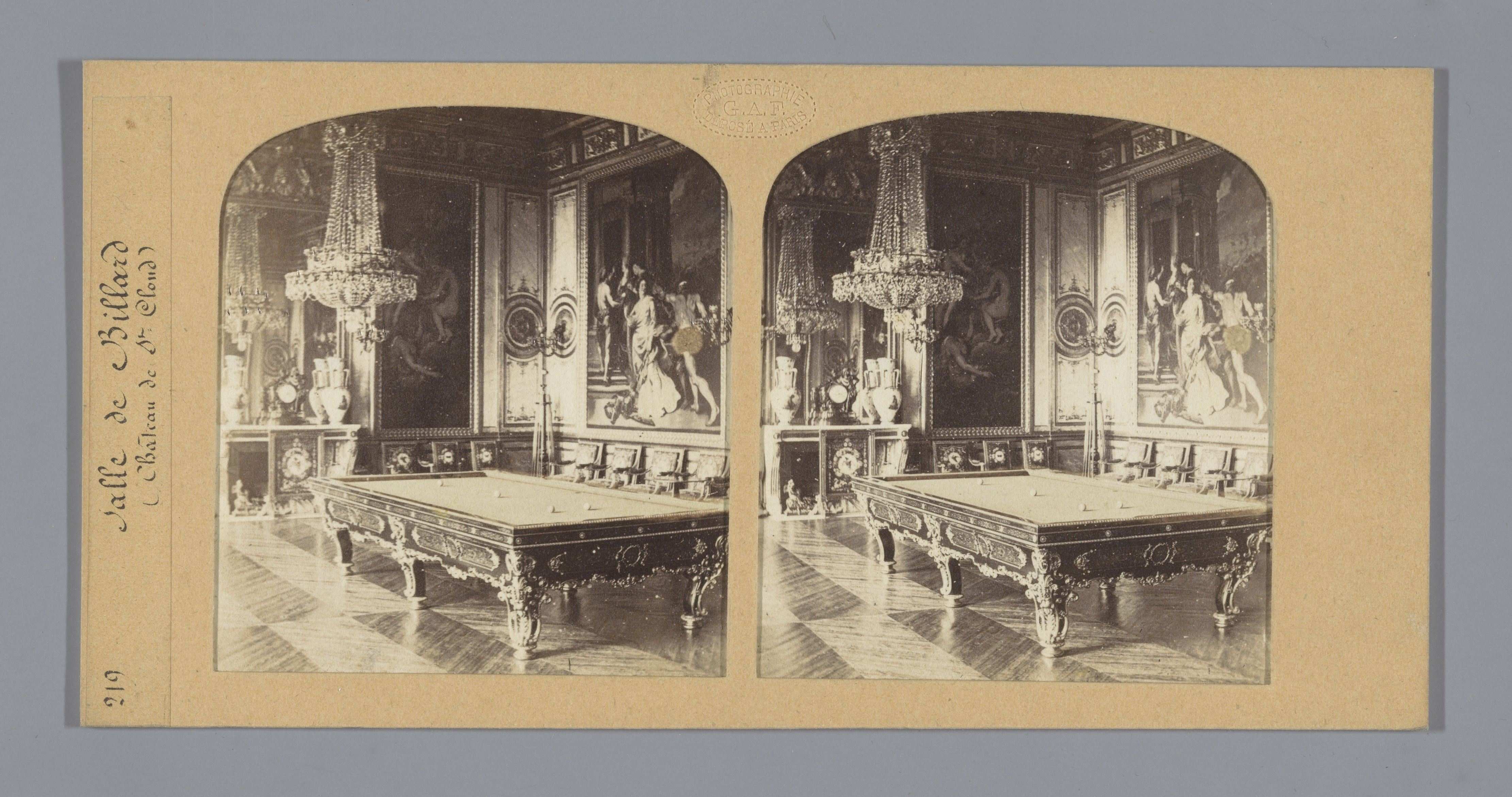
Ancienne salle d'audience de Monsieur.

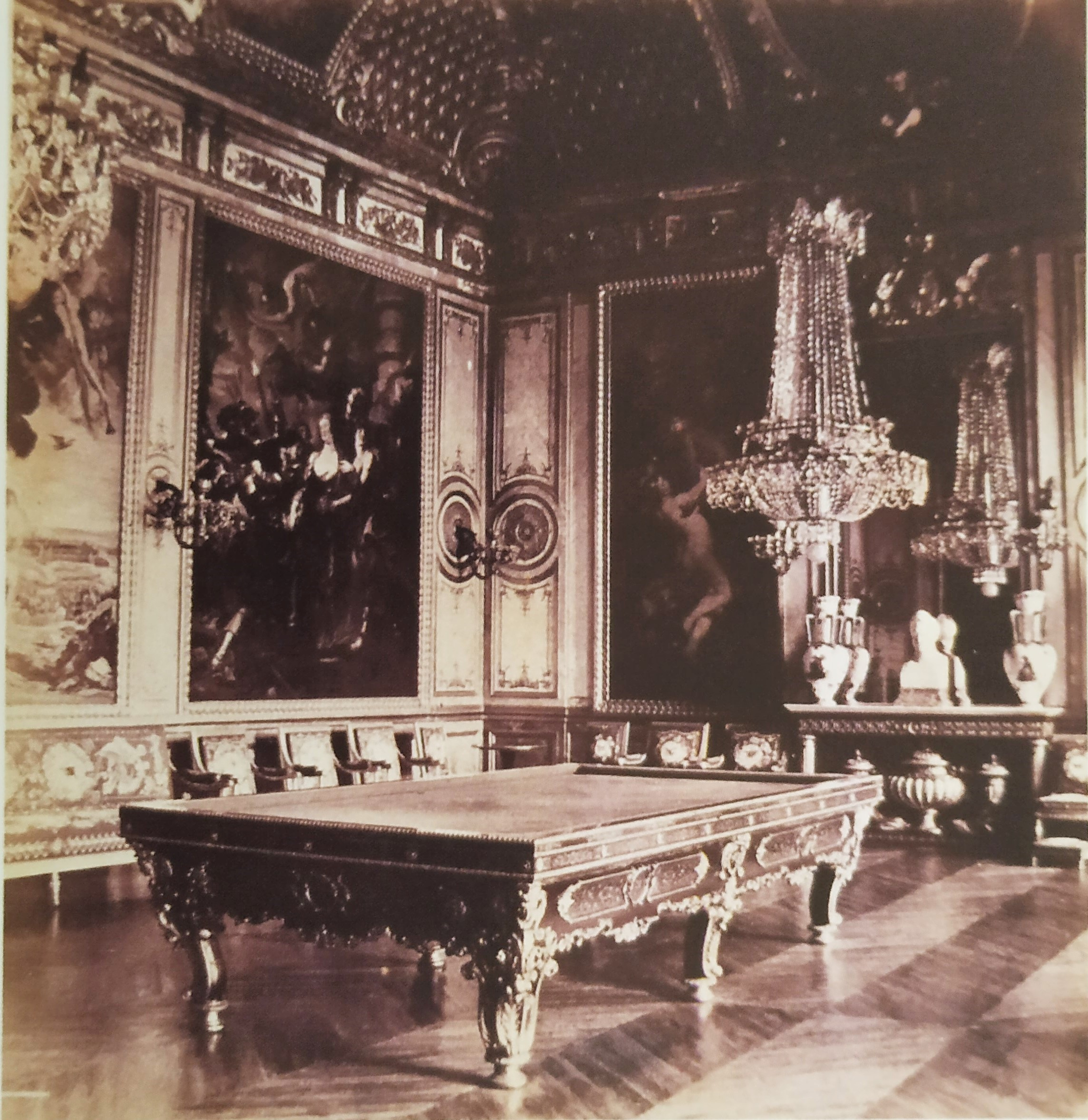
Photographie du salon d'audience du château de Saint-Cloud, ou du Dais, dit de Mercure, vers 1869-1870.

Cette pièce servait à Monsieur à recevoir les ambassadeurs. On l'appelait la salle du Dais, une salle d'audience similaire à celle qui existait au Palais-Royal à Paris.
« Après ce salon [le salon de Madame], il y en a encore un pareil, toujours avec ces tapisseries, des porcelaines et des lambris, ainsi qu’un baldaquin à l’ancienne, en tapisserie, sous lequel Monsieur reçoit en audience. » (Harrach, p. 476)
Dans la chambre du Dais, ornée d’un mobilier éblouissant qui allie marbre, ébène et bronze, Monsieur reçoit les ambassadeurs sur un trône surmonté d’un dais luxueux, sur lequel sont disposés de grands miroirs de Venise.
Dernier des trois salons de l'enfilade du grand corps de logis donnant sur la Cour d'honneur, le salon de Mercure est très similaire dans son décor au salon de Vénus, où l'on retrouve les tapisseries d'après l'histoire de Marie de Médicis. Ce salon a servi de cabinet à Napoléon Ier, qui y recevait ses ambassadeurs et de hauts dignitaires. Sous le règne de Louis-Philippe, cette pièce portait le nom de salon de Pandore, du fait de la toile qui ornait le plafond intitulée Pandore descendant sur Terre encadrée par des Génies portant les attributs de Mercure par Jean Alaux, dit le Romain. Sous le Second Empire, le salon de Mercure servait de salle de billard. C'était en effet le seul endroit où les hommes étaient autorisés à fumer, l'impératrice Eugénie ne supportant pas l'odeur du tabac.

#### Le Grand Appartement de Monsieur

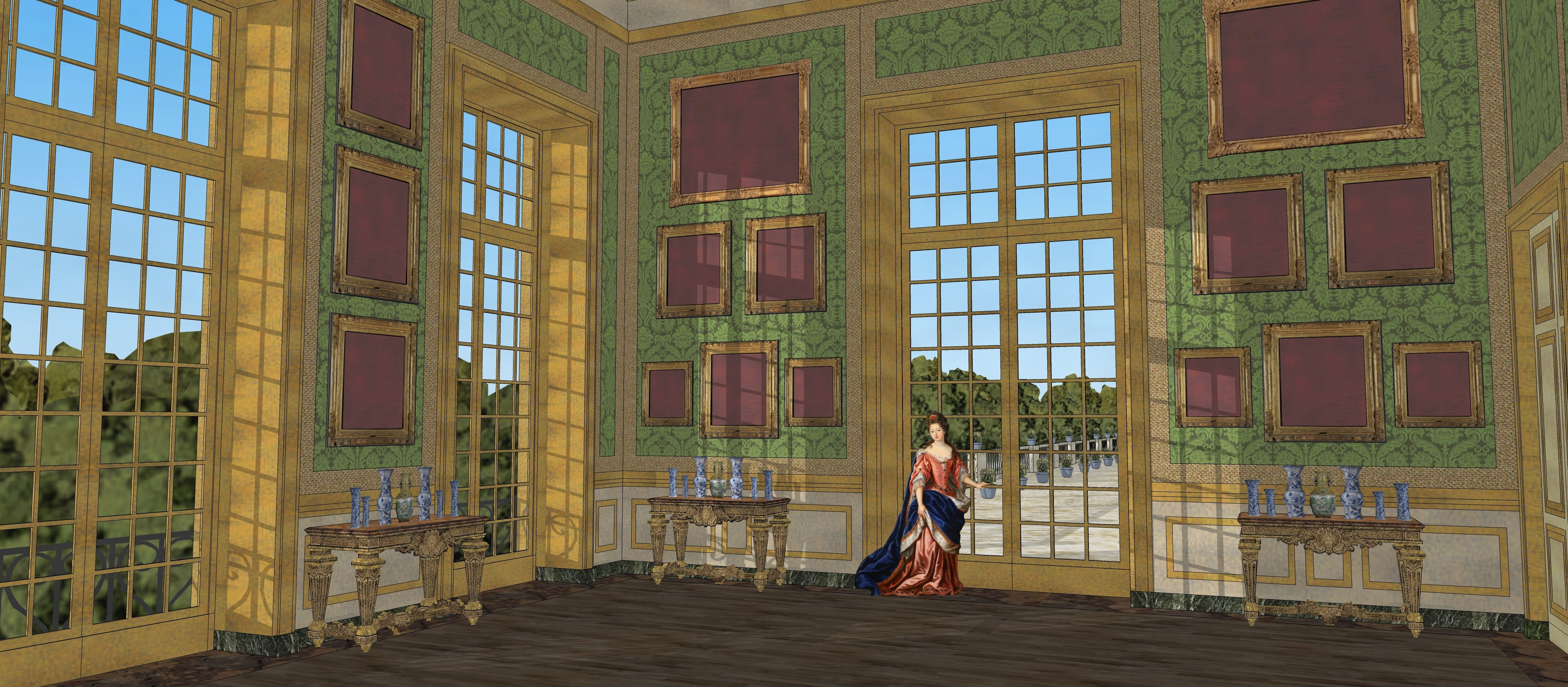
Restitution du Grand Cabinet d'angle de Monsieur au château de Saint-Cloud, vers 1701.

Monsieur accédait à son Grand Appartement par le Grand Escalier de Jules Hardouin-Mansart, du côté sud, et ensuite passait par une grande salle des gardes. On trouvait ensuite une première antichambre de plan carré, puis une grande seconde antichambre qui faisait fonction de salle à manger. Elle communiquait avec la salle du Dais. Ensuite prenait place la chambre de Monsieur, avec ses trois fenêtres donnant sur le sud. Enfin un grand cabinet d'angle, qui servait de cabinet des tableaux, prenait place au sud-ouest du château et permettait de rejoindre par un petit pont le parterre de l'Orangerie.

#### Les Petits cabinets de curiosité de Monsieur, et son petit appartement

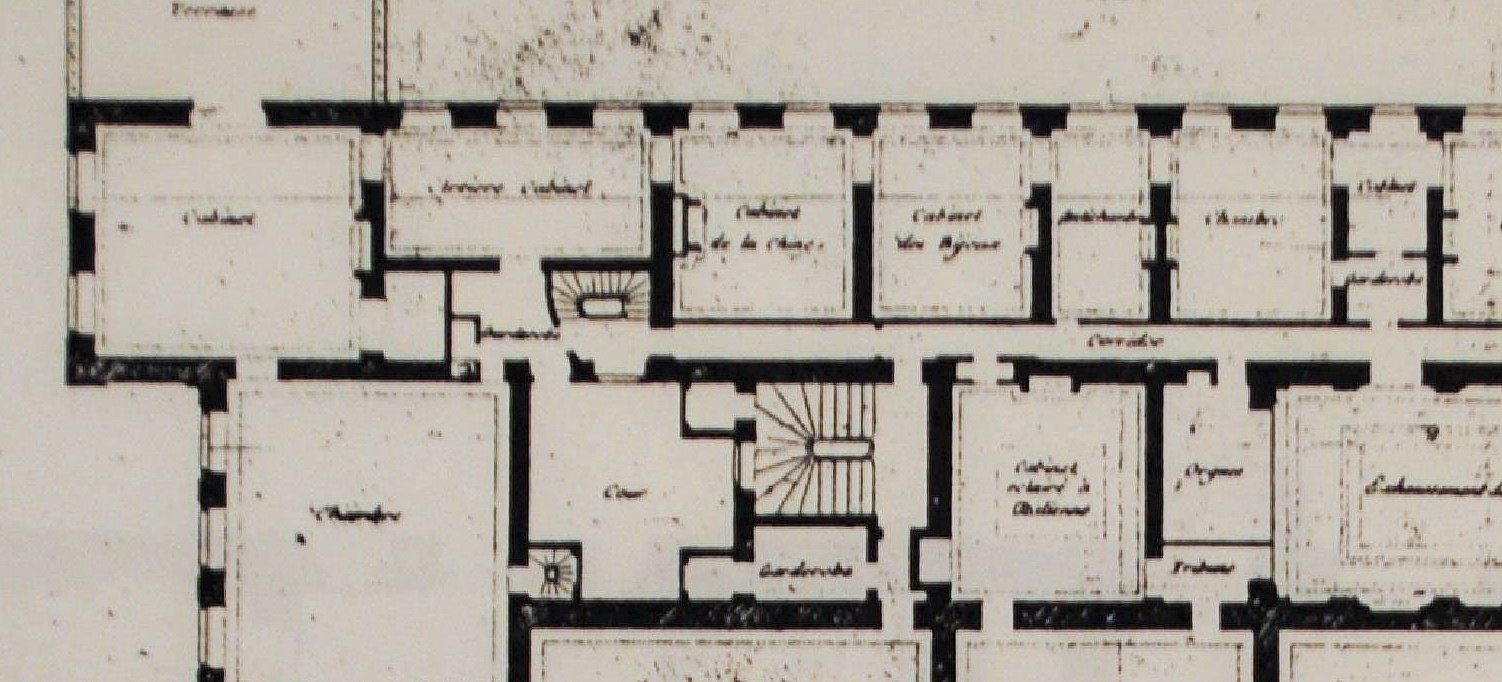
Plan des cabinets de curiosités de Monsieur au château de Saint-Cloud, début du XVIIIe siècle.

L'endroit le plus précieux de Saint-Cloud était sans conteste les petits cabinets de Monsieur, où il entassait ses trésors, en qualité de grand collectionneur. On trouvait un cabinet des porcelaines, un puis un cabinet de la Chine, ainsi qu'un cabinet des bijoux. 

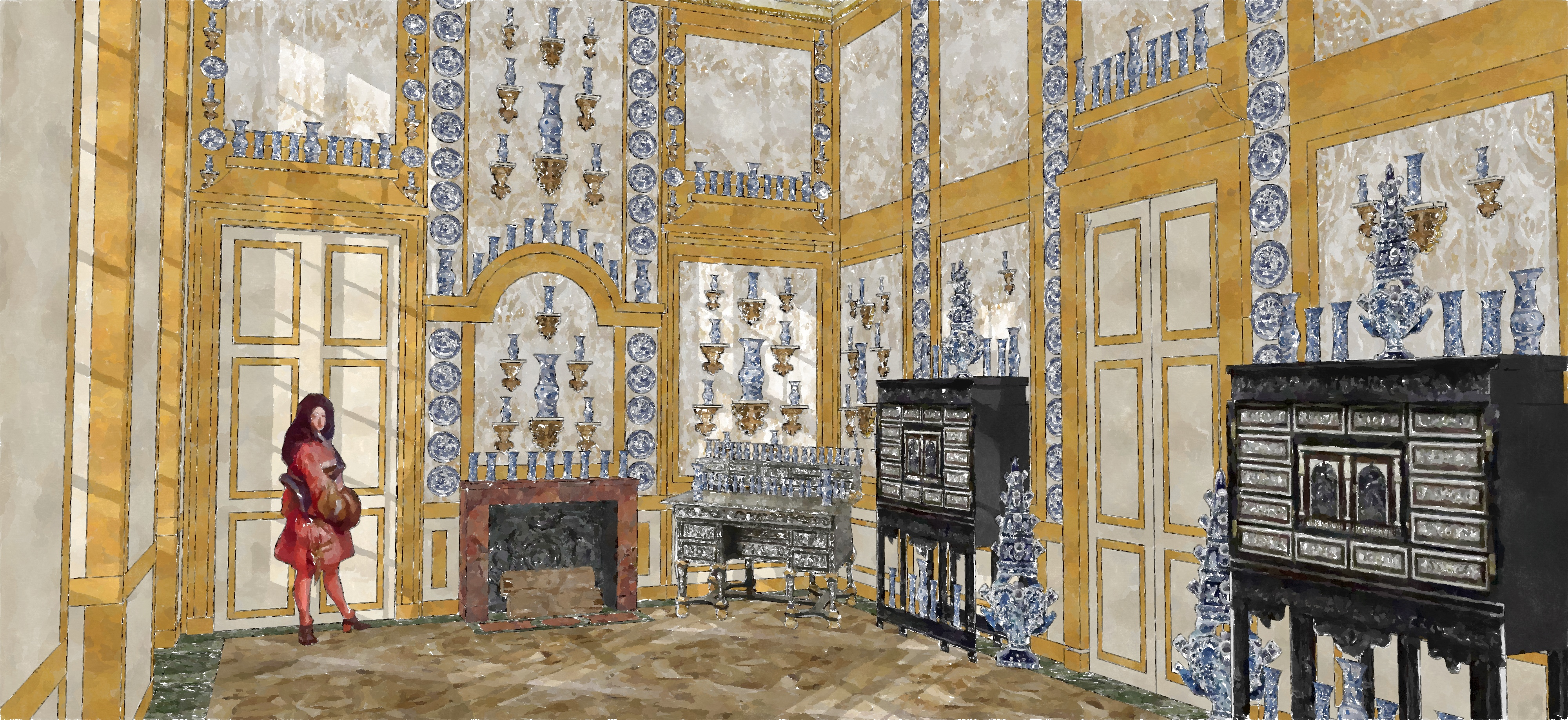
Évocation du Cabinet des porcelaines de Monsieur, vers 1685.

Le cabinet des Porcelaines, ou « arrière cabinet », situé juste après le « Grand Cabinet », sert de lieu d’exposition à la collection de porcelaines de Monsieur, riche d’environ trois cents pièces. Certaines sortent de la manufacture de Saint-Cloud, institution fondée en 1666 et dont Monsieur est mécène. Dans les années 1690, la manufacture met au point une nouvelle pâte de porcelaine, translucide, qui permet des réalisations fines et délicates, capables de rivaliser avec les porcelaines de Chine.
« Deux cabinets où se trouvent plusieurs beaux tableaux [de Jean II Cotelle ?]; le premier est tendu de velours bordé de fleurs multicolores, [avec] quantité de porcelaines, dont certaines sont fabriquées à Saint-Cloud et qu’on distingue à peine de celles qui viennent des Indes. » (Harrach, p. 477)

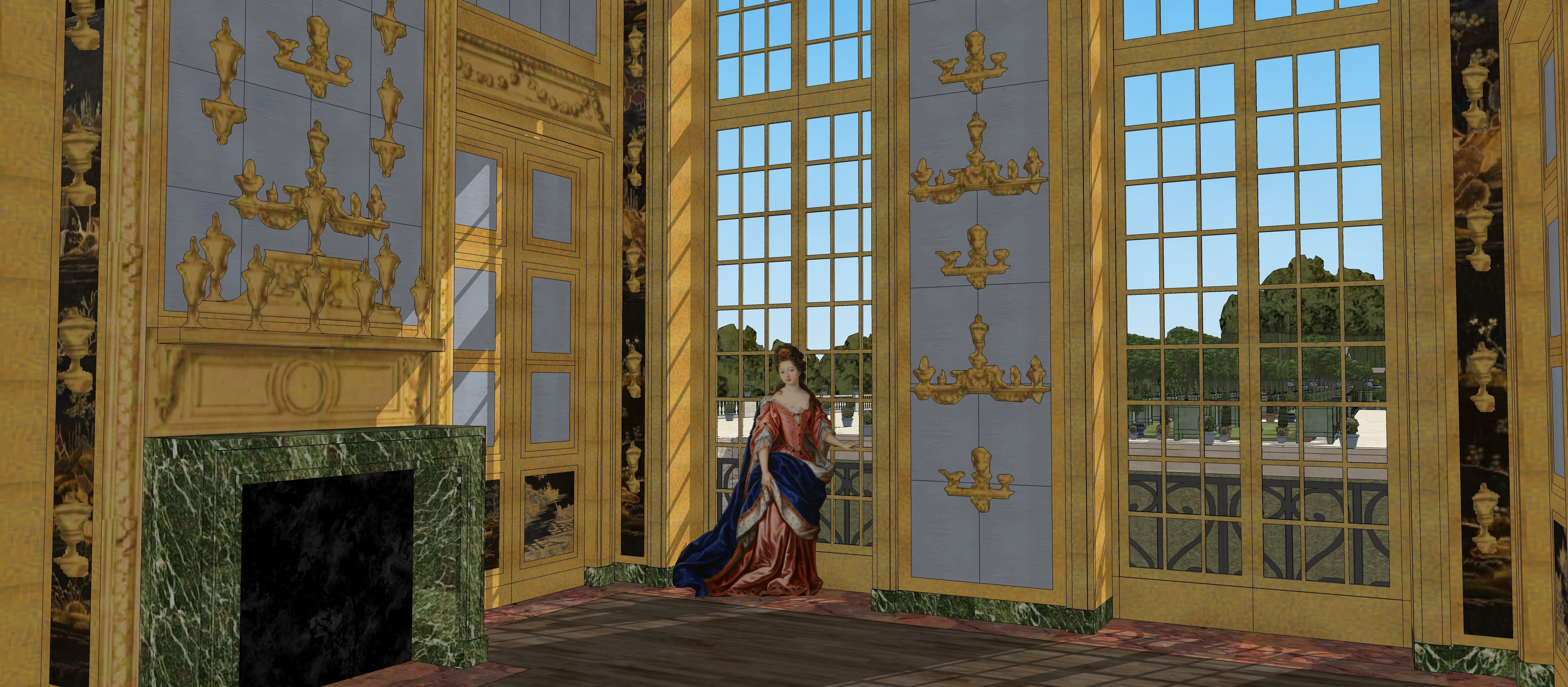
Évocation du cabinet de la Chine du château de Saint-Cloud, créé par Monsieur, vers 1690.

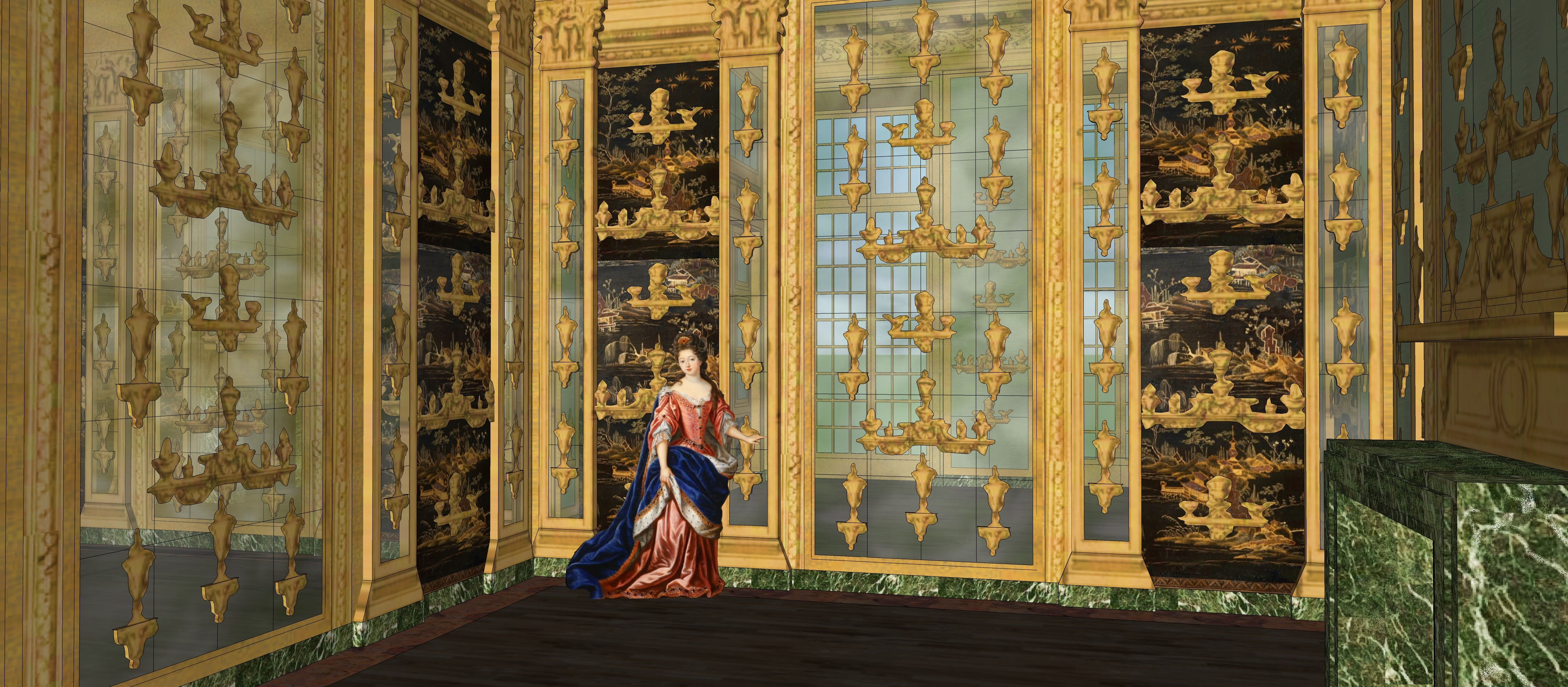
Proposition de restitution des parois du Cabinet de la Chine de Monsieur au château de Saint-Cloud, vers 1690.

Aménagé en 1689-1690, le cabinet de la Chine est le plus novateur. Il s'agissait d'un véritable cabinet des miroirs. Le projet d'aménagement de miroirs et consoles des parois de la Petite Galerie dont le plafond a été peint par Pierre Mignard au château de Versailles devait être similaire au décor effectivement réalisé à Saint-Cloud, et permet d'évoquer l'aspect de cette pièce. Huit pilastres de glace alternent avec d’exceptionnels panneaux de laque. Des pièces d’une préciosité extrême sont disposées sur des consoles fixées aux murs. On y voit notamment des vases d’agate ou de cristal de roche travaillé et des coquilles montées en argent. Il faut aussi songer que le parterre de l'Orangerie, avec ses centaines de caisses, se reflétait dans les miroirs, ce qui ajoutait à la profusion et l'effet d'accumulation. 
« Le second cabinet est orné de panneaux de laques indiennes du Japon de même largeur qu’un velours, et toujours à côté de rangées de miroirs de même largeur, à la manière dont sont disposées d’habitude les tapisseries de velours et de feuilles de stuc doré, ce qui va très bien ensemble et, posés sur de petits supports et piédestaux, on trouve différents joyaux en or, en cristal ce qui, comme ensemble, est d’un très bel effet. » (Harrach, p. 477)
Dans le cabinet des bijoux, Jean II Cotelle - peintre préféré de Monsieur avec Pierre Mignard, Jean Nocret, et Bon Boullogne, tous possédant un style proche de l'Albane - avait décoré cette pièce avec de nombreux  tableaux mythologiques sur le thème d'Enée et de sa mère Vénus. De nombreuses peintures (9 ou 33 ?) de Cotelle pour ce décor ont été gravées. On y trouvait également plusieurs centaines d'objets précieux et bijoux, posés sur des petites consoles et tablettes. Les tableaux de Cotelle sont dits « encadrés par des miroirs », et les lambris étaient enrichis de « laque de Coromandel ». La cheminée était placée contre la paroi nord et deux fenêtres donnaient sur le vide de la cour précédant le parterre de l'Orangerie. 
À côté de ces petits cabinets, il semble qu'un petit appartement était dédié à Monsieur. Il était le parallèle du Petit Appartement de Monsieur au Palais-Royal, voisin immédiat du théâtre du Palais-Royal. On peut donc supposer que c'est dans ce petit appartement caché, dont une pièce était axée parfaitement avec le parterre de l'Orangerie, que Monsieur goûtait à tous les plaisirs en compagnie du chevalier de Lorraine et de ses autres mignons. Ce petit appartement de Monsieur possédait 36 tableaux dont on ignore les auteurs, mais sans doute devait-il s'agir de tableaux des peintres préférés de Monsieur, donc de Jean II Cotelle, Mignard, Nocret, Boullogne, etc.

#### La chapelle

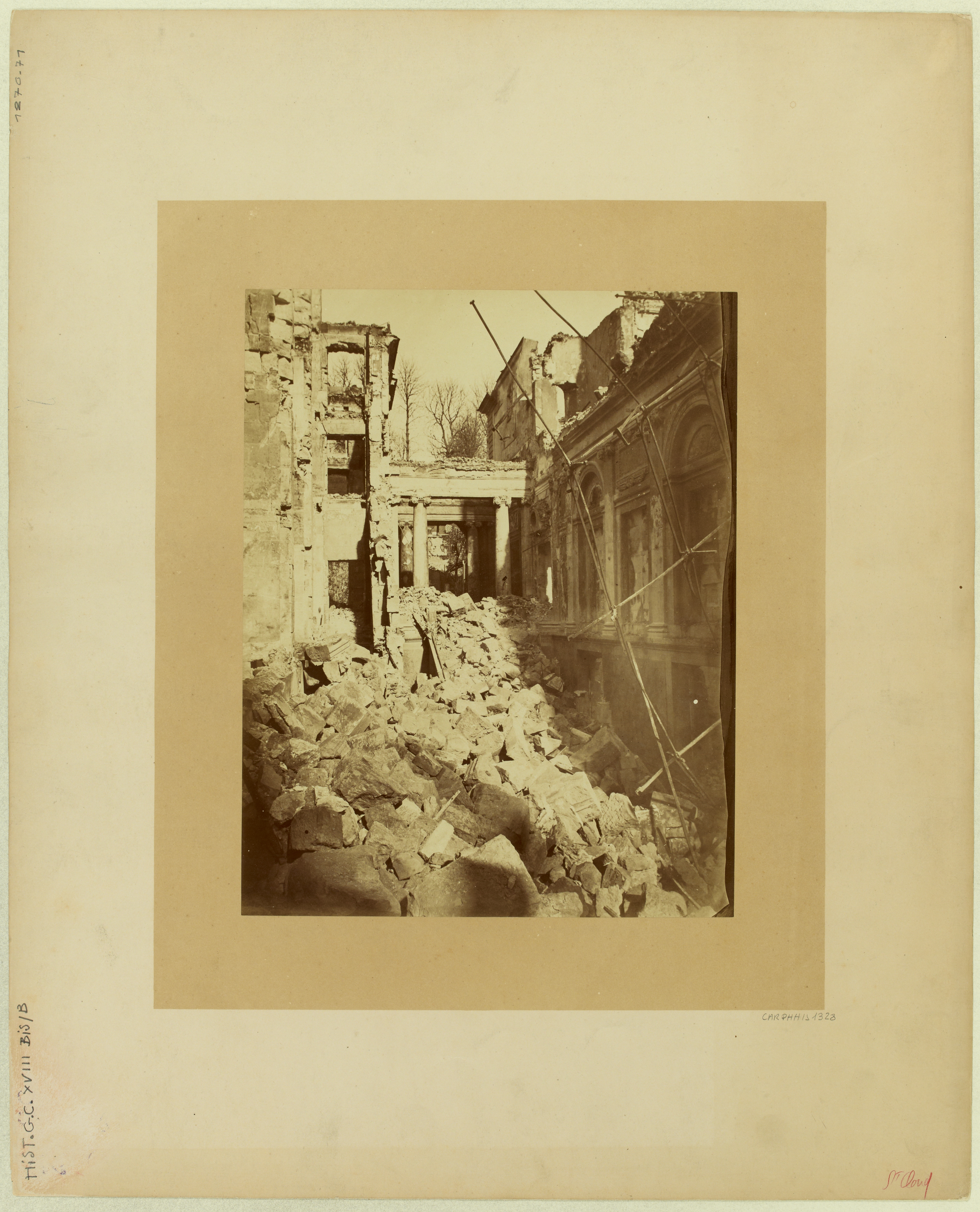
Ruines de l'escalier, ancien emplacement de la chapelle de Monsieur.

La chapelle, qui occupait tout la hauteur du rez-de-chaussée et du premier étage, reçut un tableau de Pierre Mignard comme décor au-dessus de l'autel. Elle fut transformée en 1787 en escalier d'honneur desservant le rez-de-chaussée avec le premier étage. Peut-être que le décor de pilastres visible sur la photographie des ruines de l'escalier était-il pour partie celui de l'ancienne chapelle de Monsieur ?  On connaît heureusement le dessin de l'autel de la chapelle de Saint-Cloud, encadré de colonnes. On voit sur la photographie des ruines de l'escalier qui remplacera la chapelle les 4 colonnes ioniques du XVIIe siècle du vestibule d'entrée au nord.

#### L'intérieur de l'Orangerie

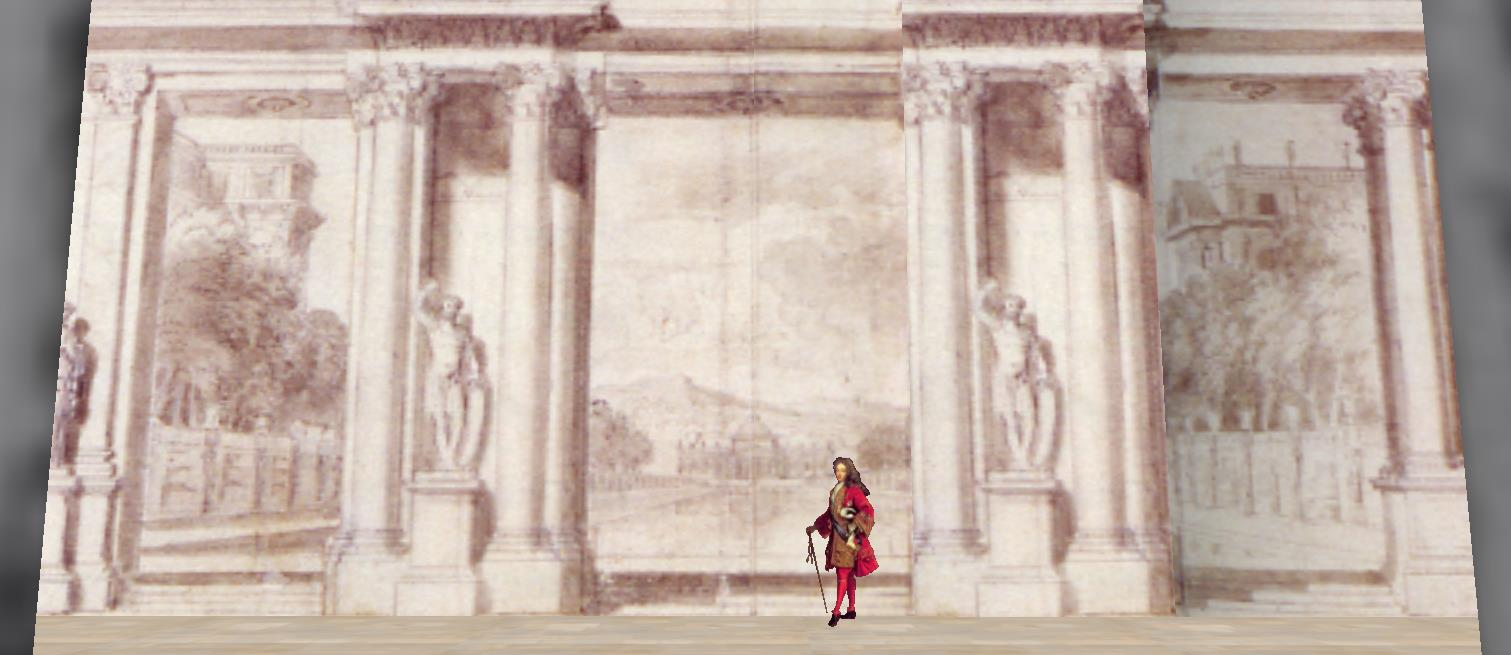
Schéma depuis l'entrée du milieu de l'Orangerie de Saint-Cloud, en arrivant du parterre du même nom.

Bâtie dans le prolongement de l'aile nord du château, l'Orangerie de Saint-Cloud était à l'origine, sous Monsieur, accessible du premier étage du château.
Comme son nom l'indique, cette longue galerie couverte et équipée de hautes fenêtres côté sud permettait d'entreposer les caisses d'agrumes en hiver, dont les orangers, qui étaient disposés en été sur la terrasse qui longe la dite galerie. À la belle saison, l'orangerie, libérée de ses orangers, était destinée aux fêtes estivales.
Pour rendre les lieux plus agréables, Monsieur commande au peintre Jacques Rousseau un décor peint en trompe l'œil tout le long du mur nord alors aveugle. Le décor représente une colonnade surmontée d'une balustrade avec des personnages encadrant des vases et des perspectives de palais à l'italienne. Au centre de la galerie, face à la grande porte d'accès au parterre, Rousseau avait représenté une perspective égayée d'un grand canal entouré de cascades. 
C'est dans cette orangerie que le 9 novembre 1799 (le 18 Brumaire de l'an VIII) Napoléon Bonaparte organise son coup d'État qui fera tomber le Directoire pour le remplacer par le Consulat avant l'avènement du Premier Empire 4 ans plus tard.

### Les transformations desXVIIIeetXIXesiècles
La dernière campagne de travaux importante est celle menée par Richard Mique pour Marie-Antoinette en 1787-1788. Il élargit le corps de logis et la moitié adjacente de l'aile gauche et refait les façades côté jardin de ces parties. Dans l'aile du fer à cheval (aile gauche du château), il fait démonter l'escalier construit par Hardouin-Mansart et construit un nouvel escalier en pierre avec rampe en fer forgé. La cage de cet escalier est ornée, au niveau du premier étage, par deux bas-reliefs de Joseph Deschamps : La course d'Hippomène et d'Atalante et Le triomphe de Flore. Des éléments de l'escalier supprimé sont remontés dans l'ancienne chapelle, pour y créer, dans le corps de logis central du château, un escalier d'honneur donnant directement accès aux grands appartements. La chapelle est transférée sur le côté et à l'extrémité de l'aile droite. Sa tribune est accessible par le fond de la galerie d'Apollon.

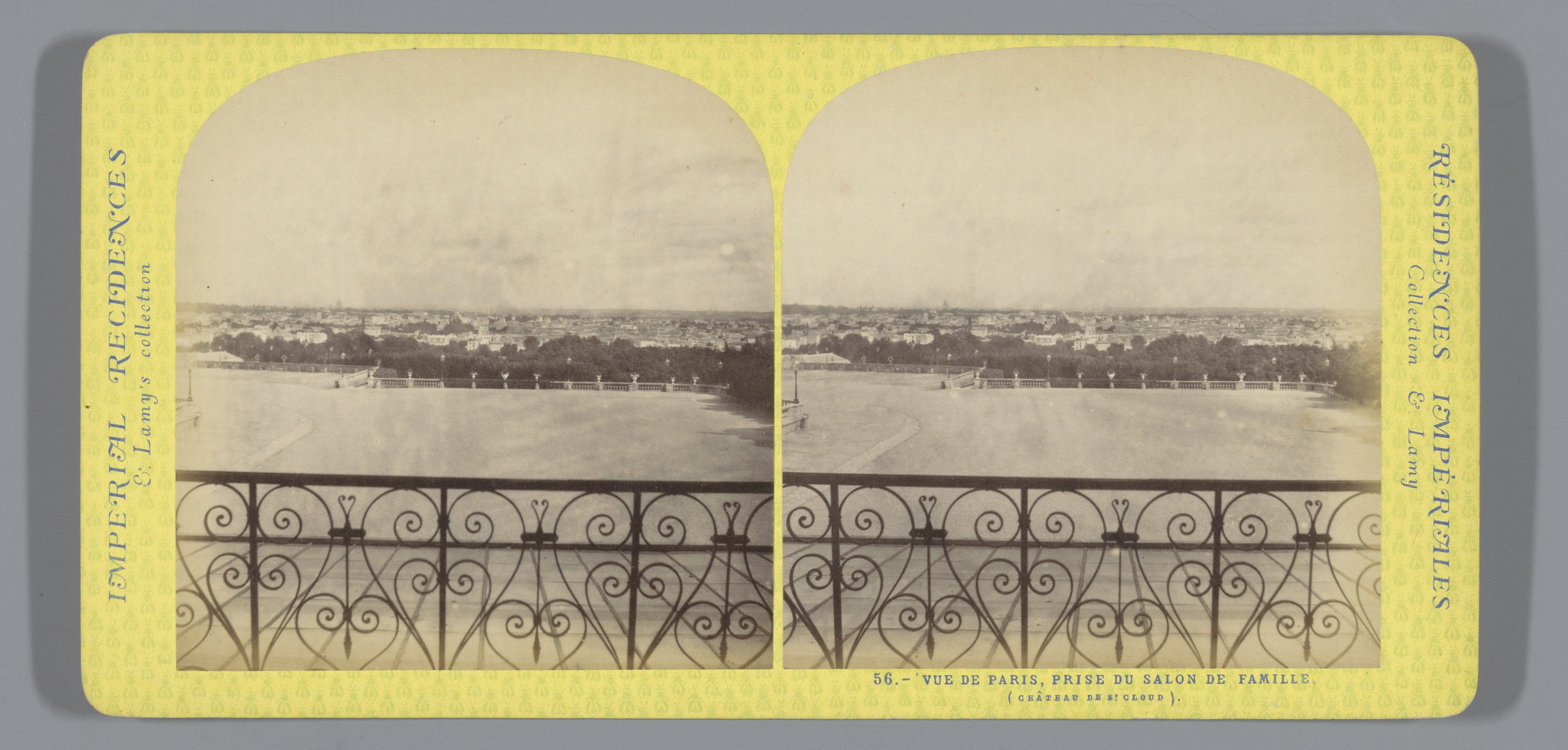

En revanche, les occupants ultérieurs de Saint-Cloud, Napoléon Ier, Louis XVIII, Charles X, Louis-Philippe Ier et Napoléon III, n'y font réaliser que des aménagements limités, essentiellement des travaux de décoration intérieure, ou d'aménagement des pièces, en fonction de leur destination.
Napoléon Ier fait transformer en salle du trône, le salon de Vénus, décoré par Lemoyne et Nocret.
Louis-Philippe fait créer la bibliothèque, en forme de cathédrale, sur trois niveaux, dont deux desservis par des galeries. Cette bibliothèque est installée au centre du corps de logis central du château, contre l'escalier d'honneur, et éclairée par un puits de lumière, percé dans le toit.

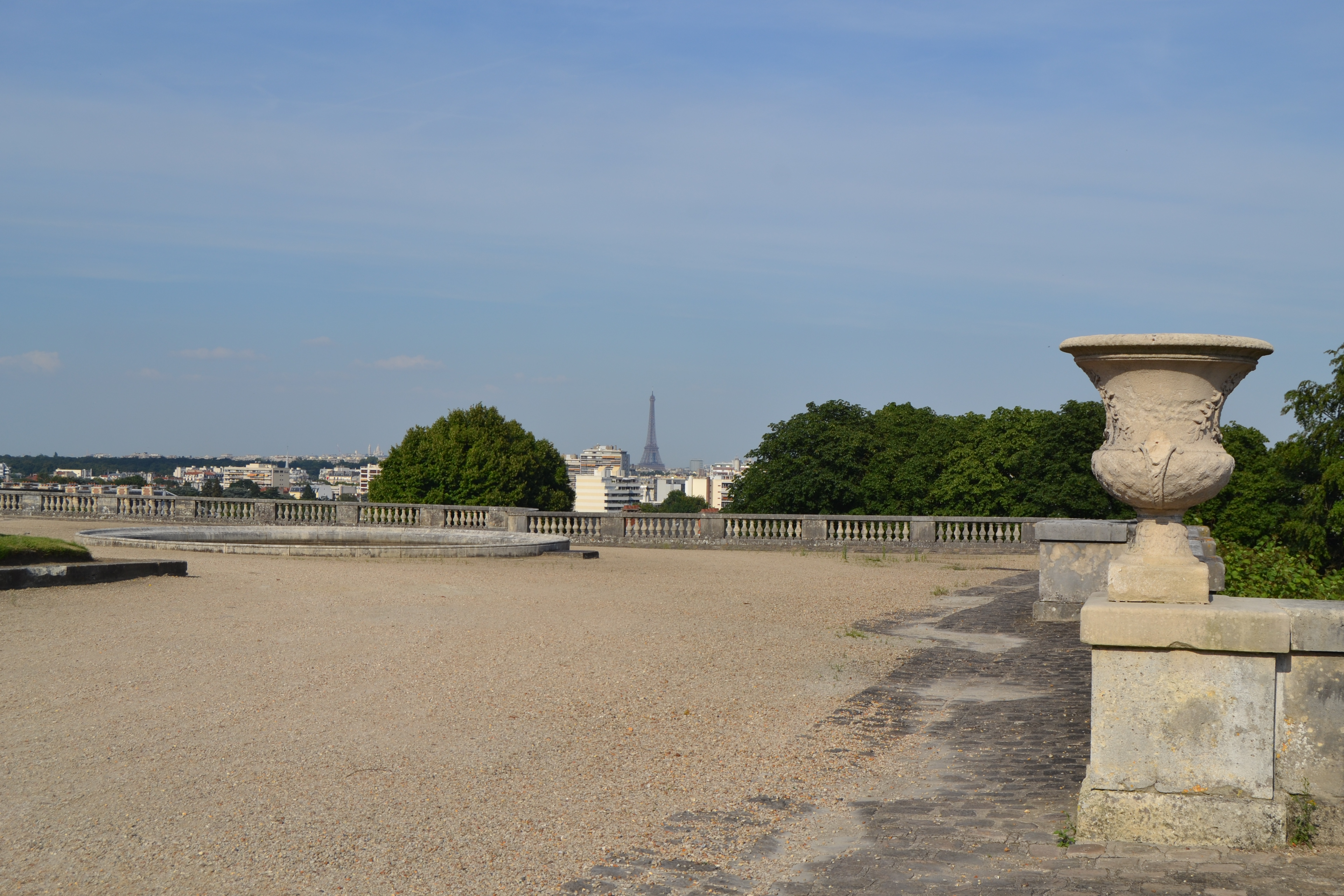
Le parc de Saint-Cloud.

Napoléon III fait démolir l'Orangerie et la salle de Théâtre en 1862. L'impératrice fait transformer en un salon de style Louis XVI l'ancienne chambre d'Henriette d'Angleterre.
Michel-Victor Cruchet a réalisé en 1856 la décoration du petit salon de l'empereur à l'orangerie. Auteur des ornements en carton-pierre du plafond, des boiseries sculptés sur bois de tilleul et du chambranle de cheminée en marbre dans le style néo-Louis XVI.
En 1864 le château, ses dépendances et son parc sont décrits ainsi : « le parc contient 392 hectares ; le château et ses dépendances renferment en outre les appartements de l'Empereur et de l'Impératrice, 45 appartements de maître, 600 logements de suite, des écuries pour 232 chevaux, remise pour 20 voitures, corps de garde pour 180 hommes d'infanterie et 34 de cavalerie, non compris la caserne des gardes du corps qui contient 1 500 hommes d'infanterie et 150 de cavalerie »[réf. nécessaire].
Vers 1868, le photographe parisien Pierre-Ambroise Richebourg réalise un album de 99 photographies représentant les intérieurs et l'extérieur du château ainsi que son parc.
À la même époque, l'intendant du domaine, Armand Schneider, constitue aussi un album de photographies sur le château et son parc.

## Les jardins de Saint-Cloud
- Si vous ne connaissez pas le sujet, laissez ce bandeau (vous pouvez alors contacter les auteurs).
- Si vous supprimez le contenu mis en cause (vous pouvez préalablement contacter les auteurs),

argumentez précisément cette suppression dans la page de discussion
(un manque de référence n'est pas un argument ; une recherche réelle de référence doit avoir été effectuée, être formellement documentée).

### Les jardins au temps de Monsieur (1658-1701)

Plan du parc et du château de Saint-Cloud, au temps de Monsieur, vers 1700.

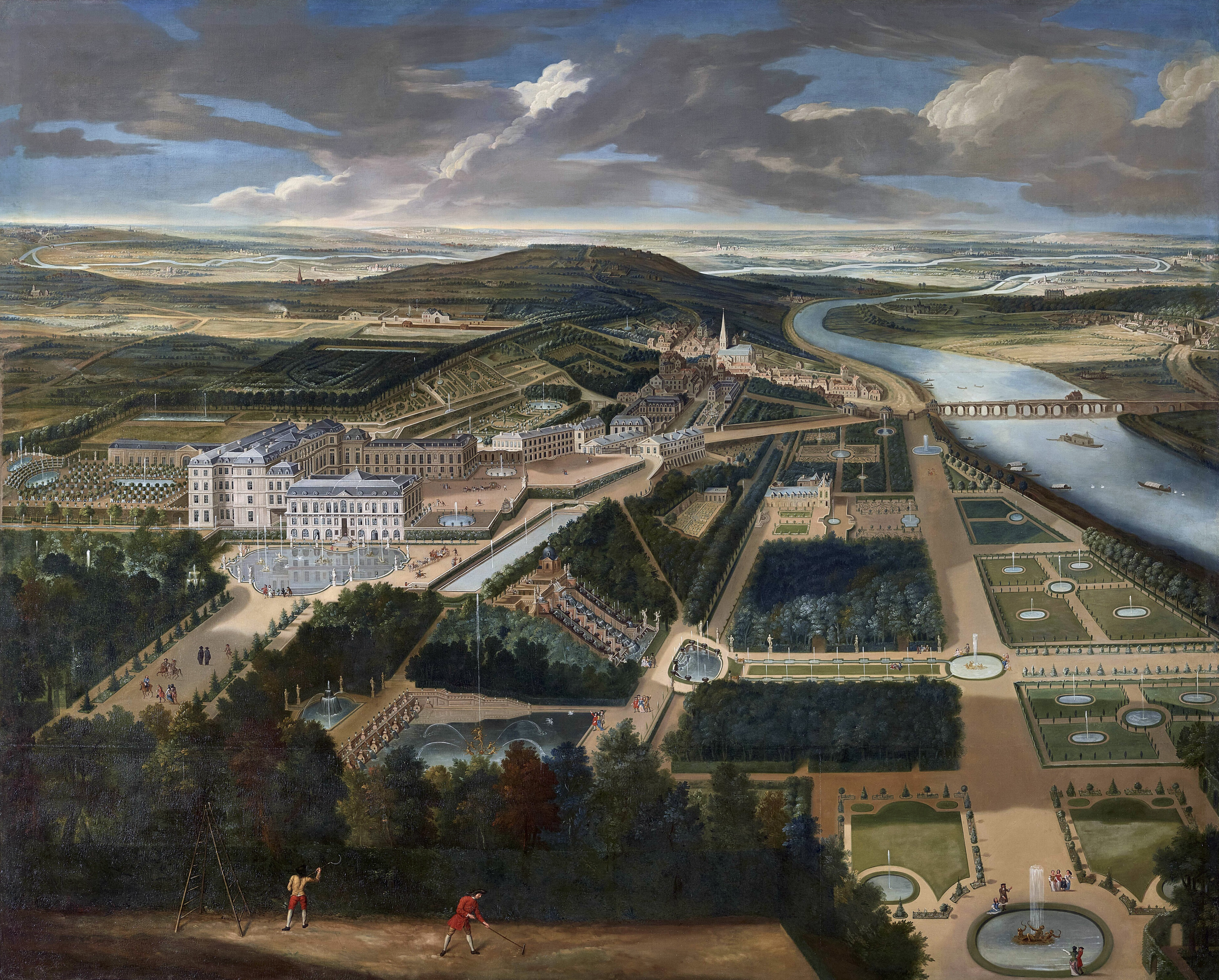
Saint-Cloud, attribué à Allegrain, vers 1685-1687.

Dessiné par André Le Nôtre, le parc de Saint-Cloud affecte le dessin habituel du célèbre paysagiste, ordonné selon deux axes perpendiculaires dont l'un est parallèle à la Seine. La manière dont Le Nôtre a tiré parti d'un relief accidenté et d'une situation complexe — le château se trouvant implanté à mi-colline et non sur la hauteur — est extrêmement remarquable, tout comme la sophistication du plan. La Grande Cascade, construite en 1664-1665 par Antoine Le Pautre et qui a été conservée, en est l'un des éléments les plus notables. Le bassin et le canal du bas ont été ajoutés par Hardouin-Mansart en 1698-1698.

#### Le parterre de l'Orangerie et le théâtre de fleurs
En sortant du château vers l'ouest, se découvrait le parterre de l'Orangerie. L'Orangerie était un grand bâtiment qui était disposé au nord du parterre. Au sud, il n'y avait pas d'arbres initialement tout le long de l'allée du Grand Cabinet, ceci afin que le parterre soit éclairé le plus possible et chauffé par le soleil.
Avant la création du grand escalier au bout du parterre de l'Orangerie, un « théâtre de fleurs » avait été aménagé dans le fond. Il est visible sur le tableau d'Allegrain. Dezallier d'Argenville parle de cette catégorie de jardin de « théâtre de fleurs », aménagement rare et luxueux qui théâtralise l'installation de pots à fleurs en demi- amphithéâtre. Celui de Saint-Cloud était certainement l'un des plus luxueux jamais réalisés au XVIIe siècle. Ce théâtre de fleurs fait penser à la salle de bal des jardins de Versailles.
Depuis le petit appartement de Monsieur se découvrait une belle perspective sur un bassin et le théâtre de fleurs dans le fond, qui est ainsi mis en valeur. Tandis que sur les deux côtés prenaient place des centaines de grands et petits pots d'orangers et autres essences. Il existait un grand vide entre le château et le parterre de l'Orangerie, une cour intérieure. Un plan datant du Régent nomme cette cour la « Colonnade ». On peut donc supposer qu'une colonnade peinte aurait pu être réalisée tout le long du mur faisant face à la grande façade du château, à l'imitation de l'intérieur de l'Orangerie et des fresques de Jacques Rousseau. En effet, le mur encaissé du parterre de l'Orangerie faisait directement face aux petits cabinets de Monsieur, les pièces les plus précieuses du prince, là où il entassait ses collections de porcelaines et de bijoux : ce mur triste face à son petit appartement dût donc recevoir un décor fort soigné, mais actuellement celui-ci est inconnu. Il ne doit pas s'agir de la colonnade d'un temple circulaire peinte par Bon Boullogne et Rousseau, car celle-ci paraît localisée ailleurs.

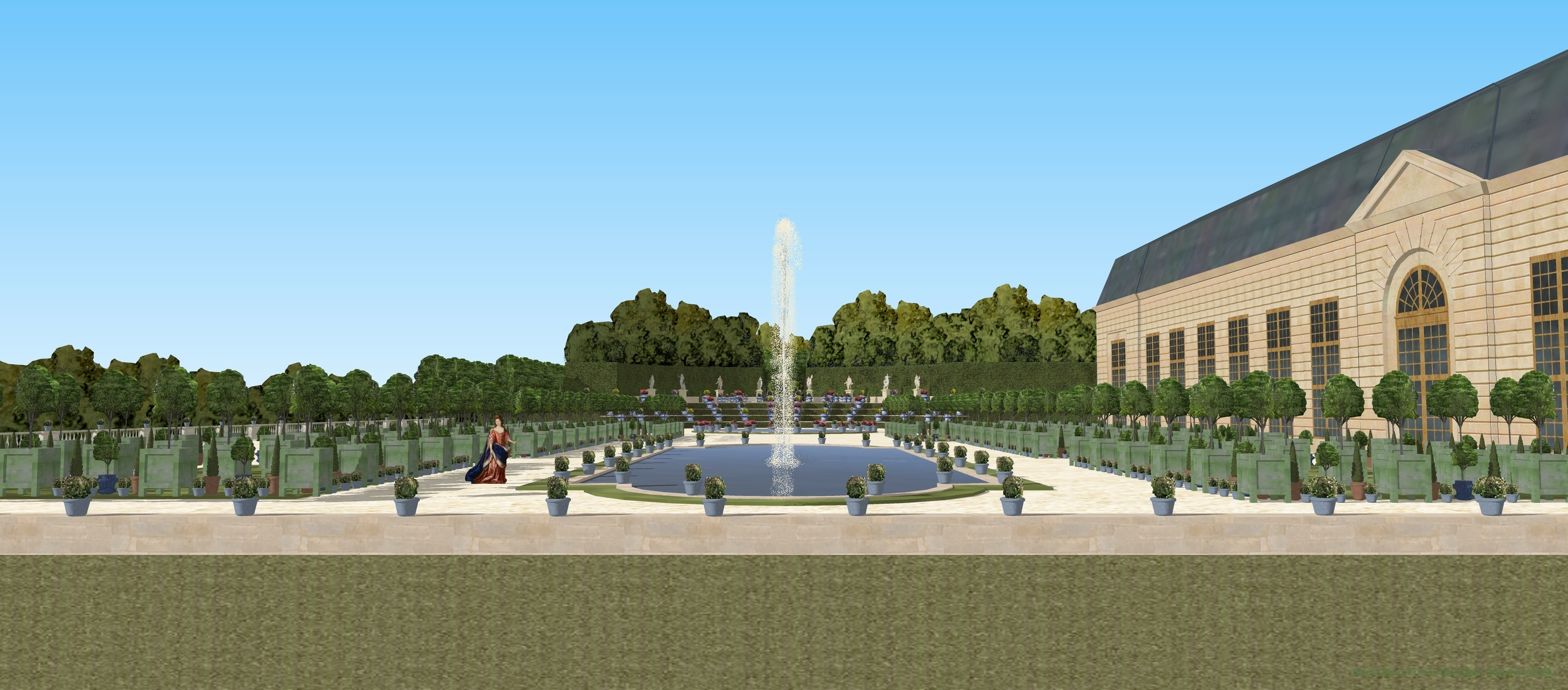
Restitution de la vue sur le parterre de l'Orangerie du château de Saint-Cloud depuis le petit appartement de Monsieur, XVIIe siècle.
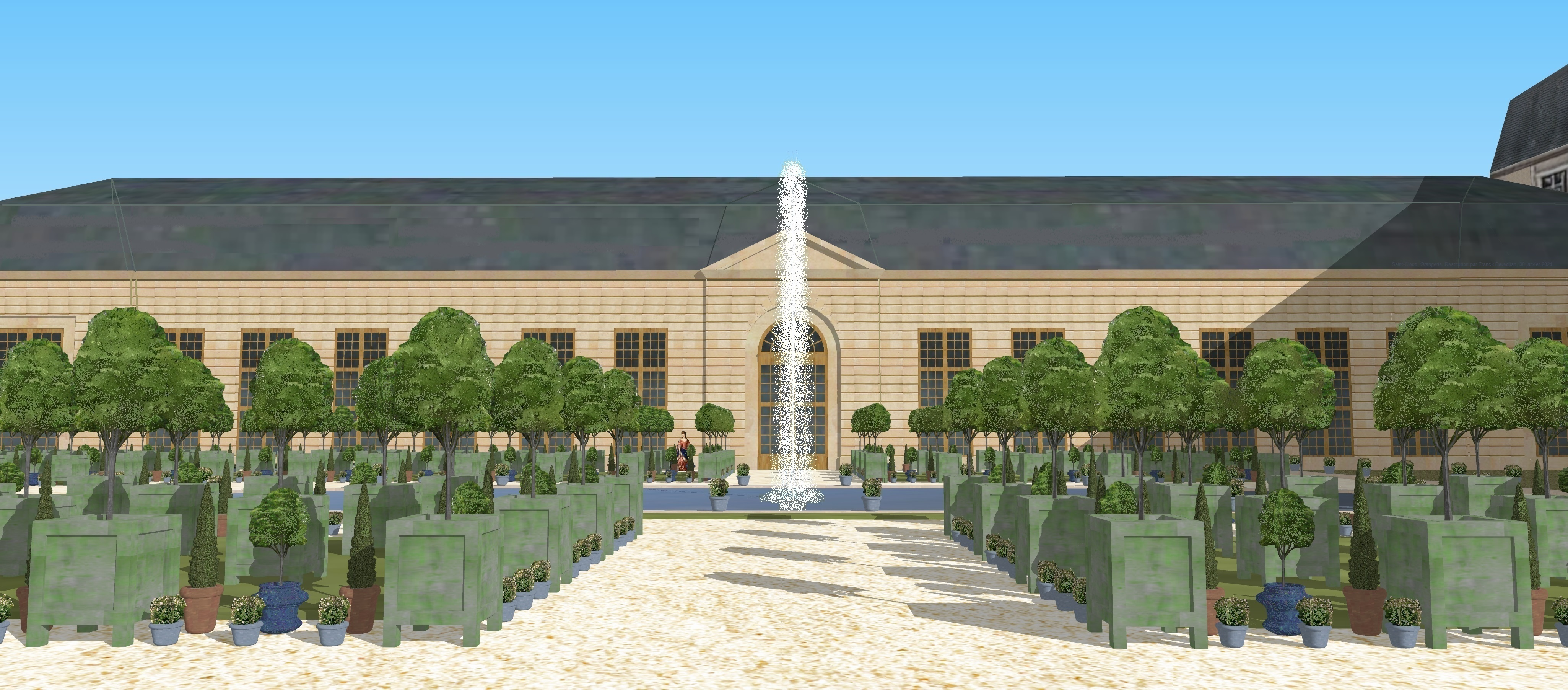
Restitution du parterre de l'Orangerie du château de Saint-Cloud, dans son premier état, XVIIe siècle.
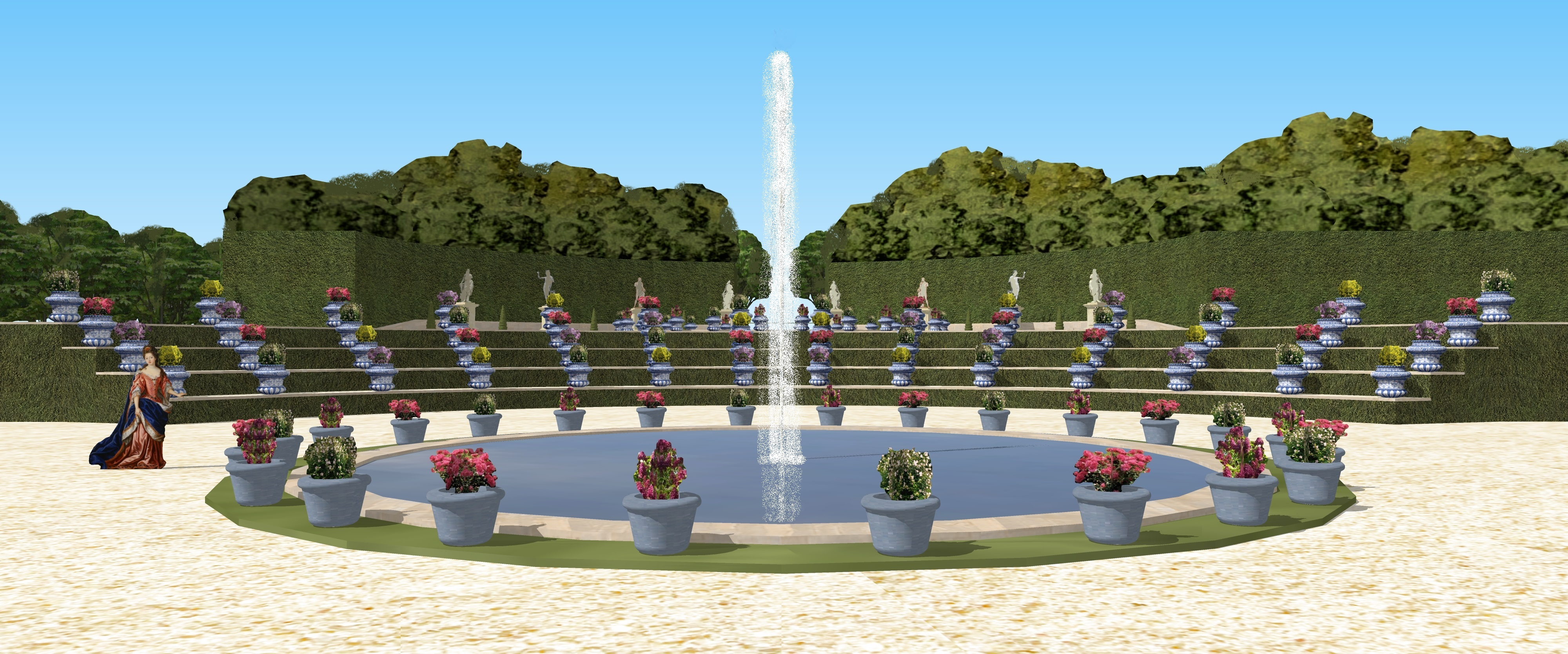
Restitution du « Théâtre de fleurs » de Monsieur à Saint-Cloud, au bout du parterre de l'Orangerie.

#### La grande perspective haute et le bassin des 24 jets

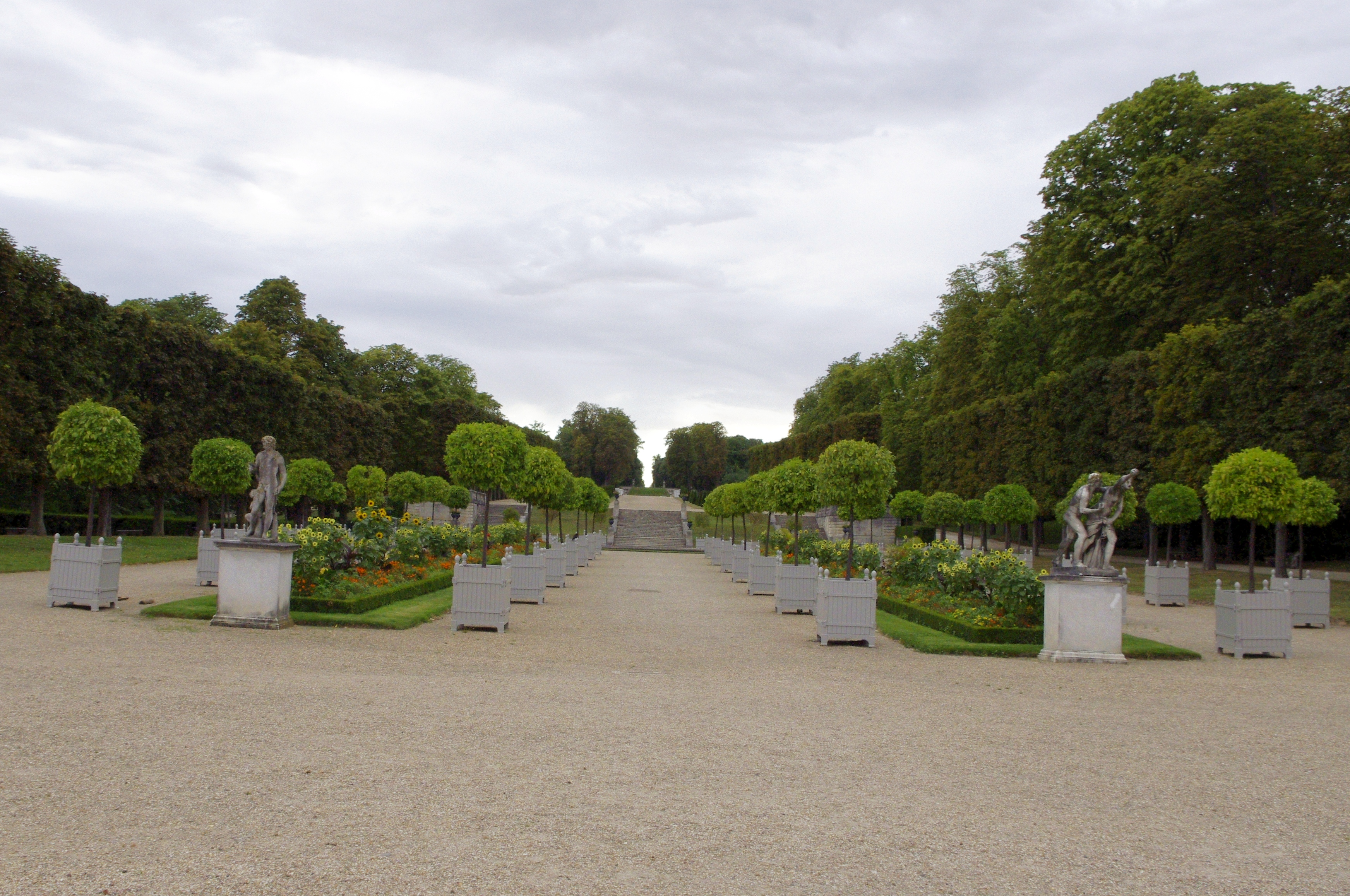
Le parterre de l'Orangerie de nos jours.

André Le Nostre proposa à Monsieur de modifier et d'agrandir la perspective haute. On supprima le théâtre de fleurs, pour créer un grand escalier à la place. Au-delà, le site fut totalement remanié : il n'y avait rien auparavant. On créa une grande allée, juste au-dessus du nouvel escalier (qui existe toujours). Cette allée commençait par deux petits bassins hexagonaux, sur le modèle de ceux situés au-dessus de la Grotte du château du Val de Ruel. Il est probable qu'initialement, l'allée du milieu de la perspective haute ait été aménagée avec une pelouse centrale et de petits jets sur les côtés, comme Le Nôtre le fit pour les jardins de Chaville. Mais par souci d'économie d'entretien, ces petits bassins furent rapidement supprimés, remplacés par quatre grandes lignes de plantations.
C'est au bout de cette allée du milieu que le spectacle était offert : l'espace enfin s'agrandissait pour faire découvrir le spectaculaire bassin des 24 jets, toujours conservé de nos jours. Au centre trône un grand bassin et tout autour un canal avec les jets d'eau. Ces fontaines rappellent celles du château de La Rochefoucauld à Liancourt. On peut aussi rapprocher ce bassin des 24 jets du bassin de Neptune à Versailles. Ce dispositif servait aussi de grand réservoir d'eau pour obtenir assez de pression pour créer le Grand Jet (voir plus loin).

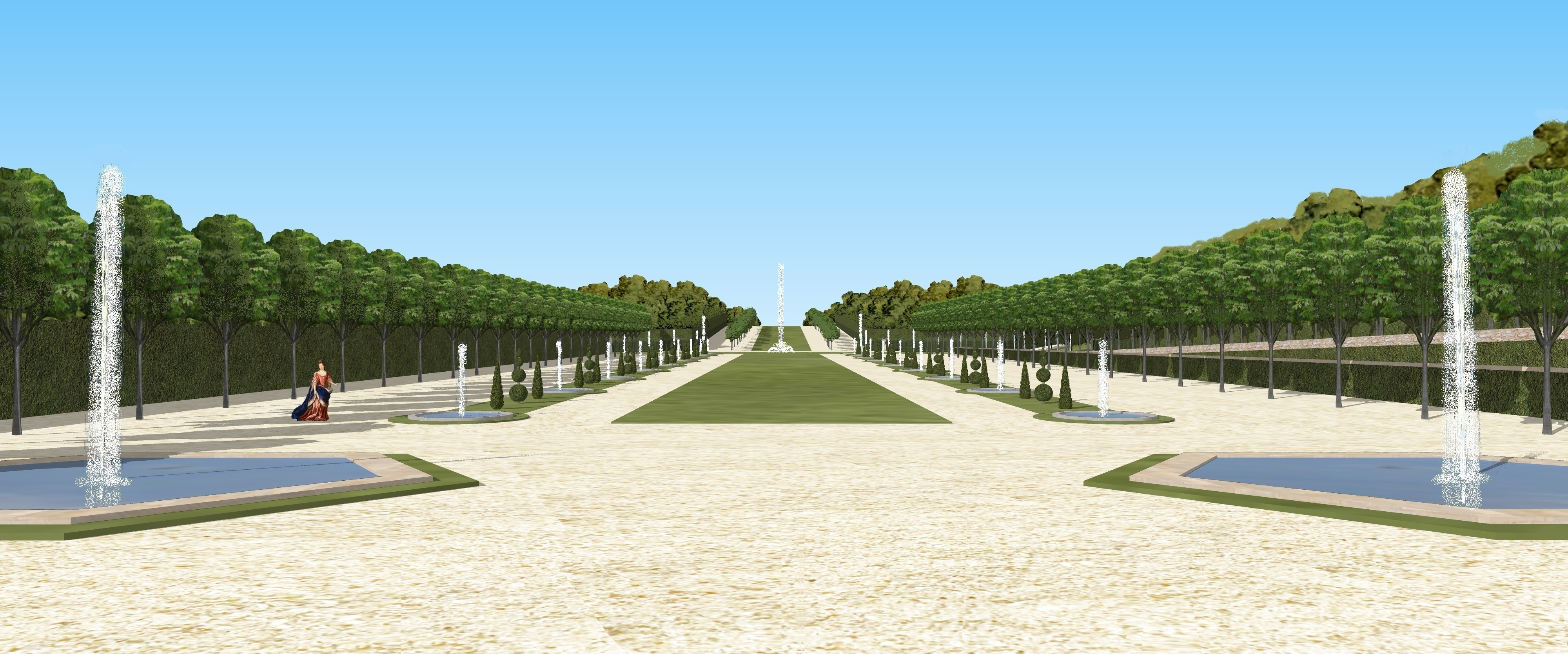
Restitution des bassins du milieu de la grande perspective haute de Saint-Cloud, au temps de Monsieur.
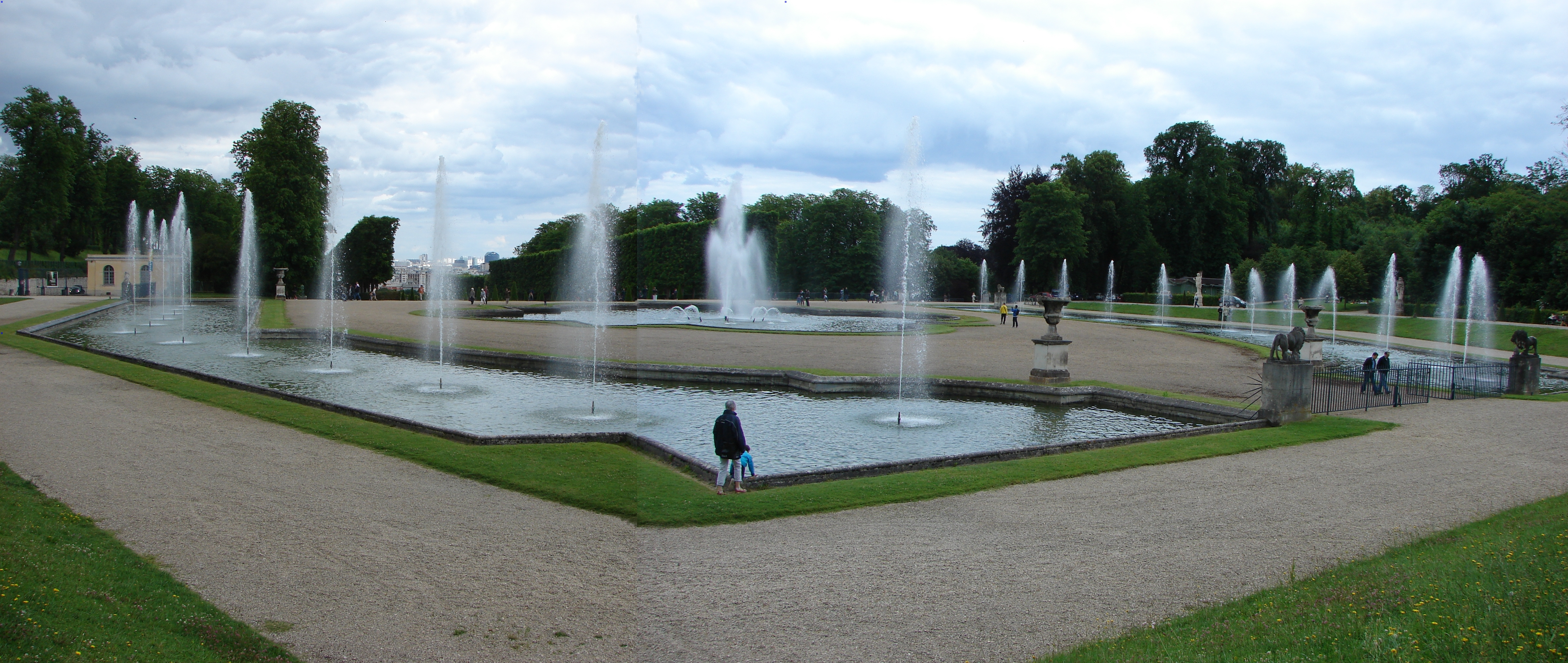
Bassin des 24 jets.
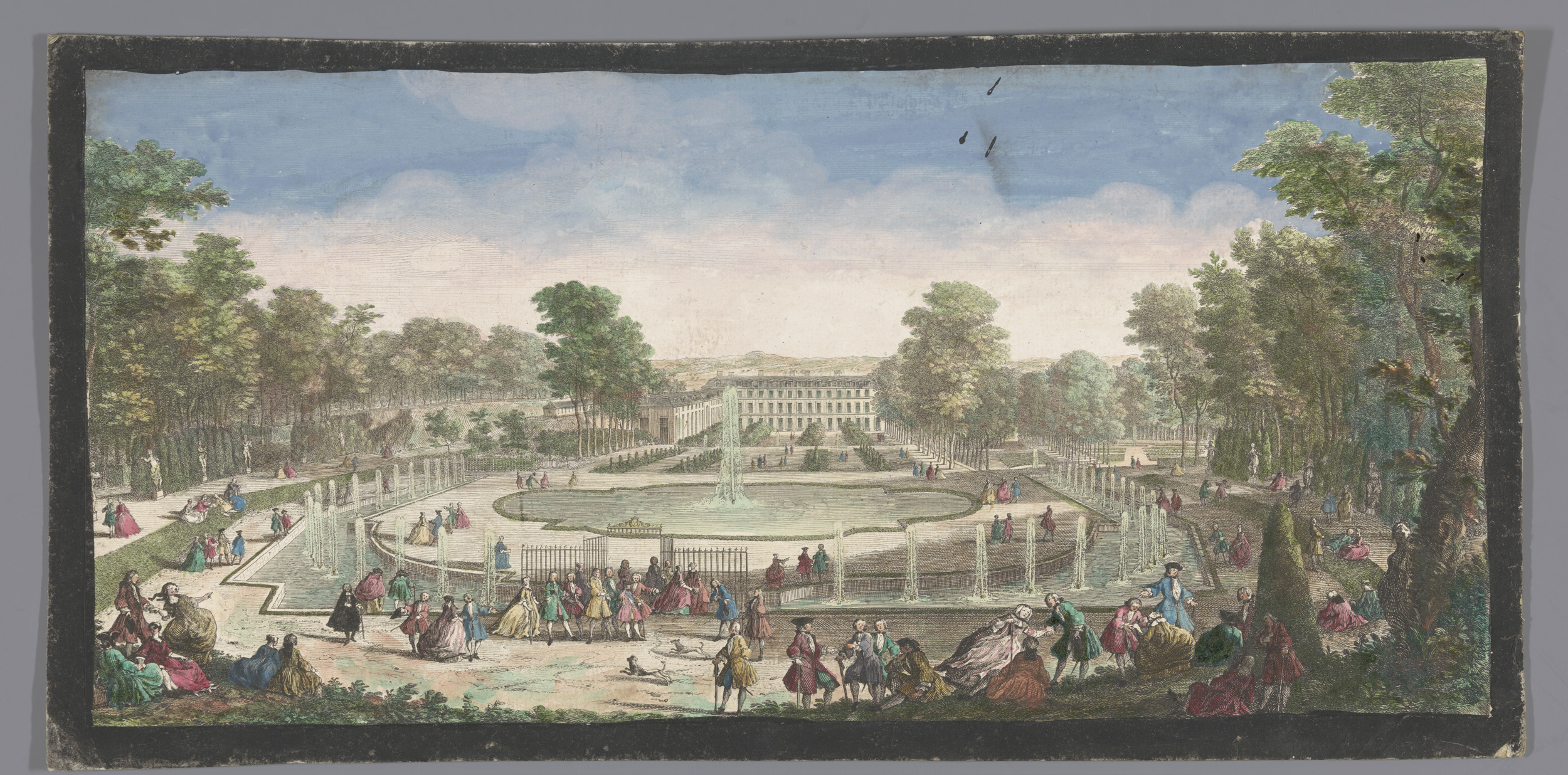
Le château de Saint-Cloud depuis le bassin des 24 jets, début du XVIIIe siècle.

#### Les petites Goulottes, voisines du château

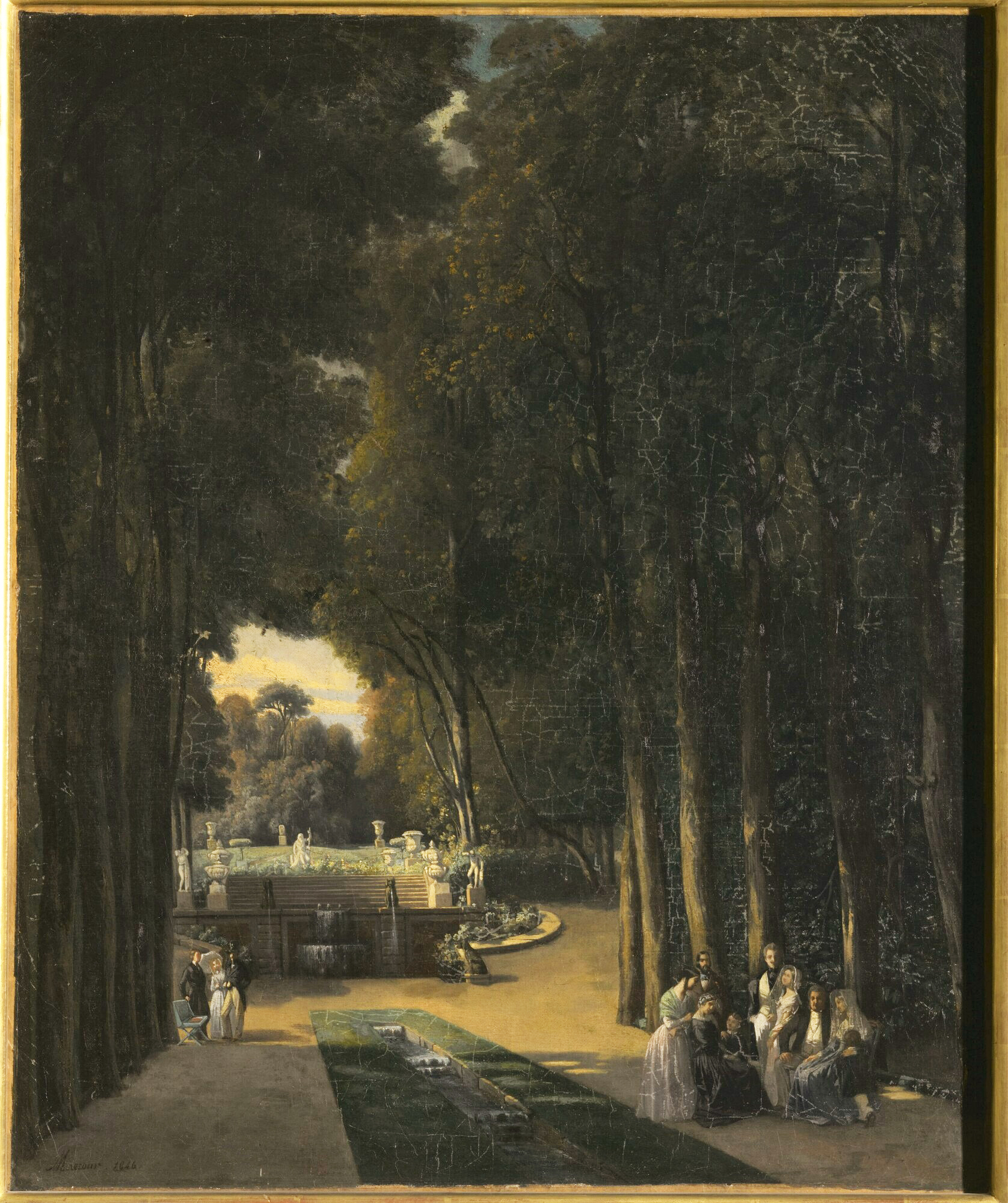
Les petits goulottes sous Louis-Philippe.

La partie située au sud-ouest du château était dédiée aux Goulottes. Il y avait des « petites goulottes », voisines immédiates du château, qui sont conservées. Il s'agit de petits bassins avec jet d'eau à hauteur d'homme, reliés entre eux par un petit canal où coule l'eau paisiblement. Le tout est aligné sur une longue distance, entouré par la verdure. L'effet de profusion est saisissant : les petits bassins sont nombreux, leur jet paraissent démultipliés à l'infini, et offre une sensation de profusion féerique, tout en restant un dispositif paysager naturel, sans ornements ni artifices superflus. D'autres nombreuses petites fontaines de ce genre étaient cachées dans le petit bois en contrebas du château, la démultiplication des jets, le frais et l'ombre, et l'effet de surprise constituaient les principales sources d'émerveillement de cette partie du jardin.

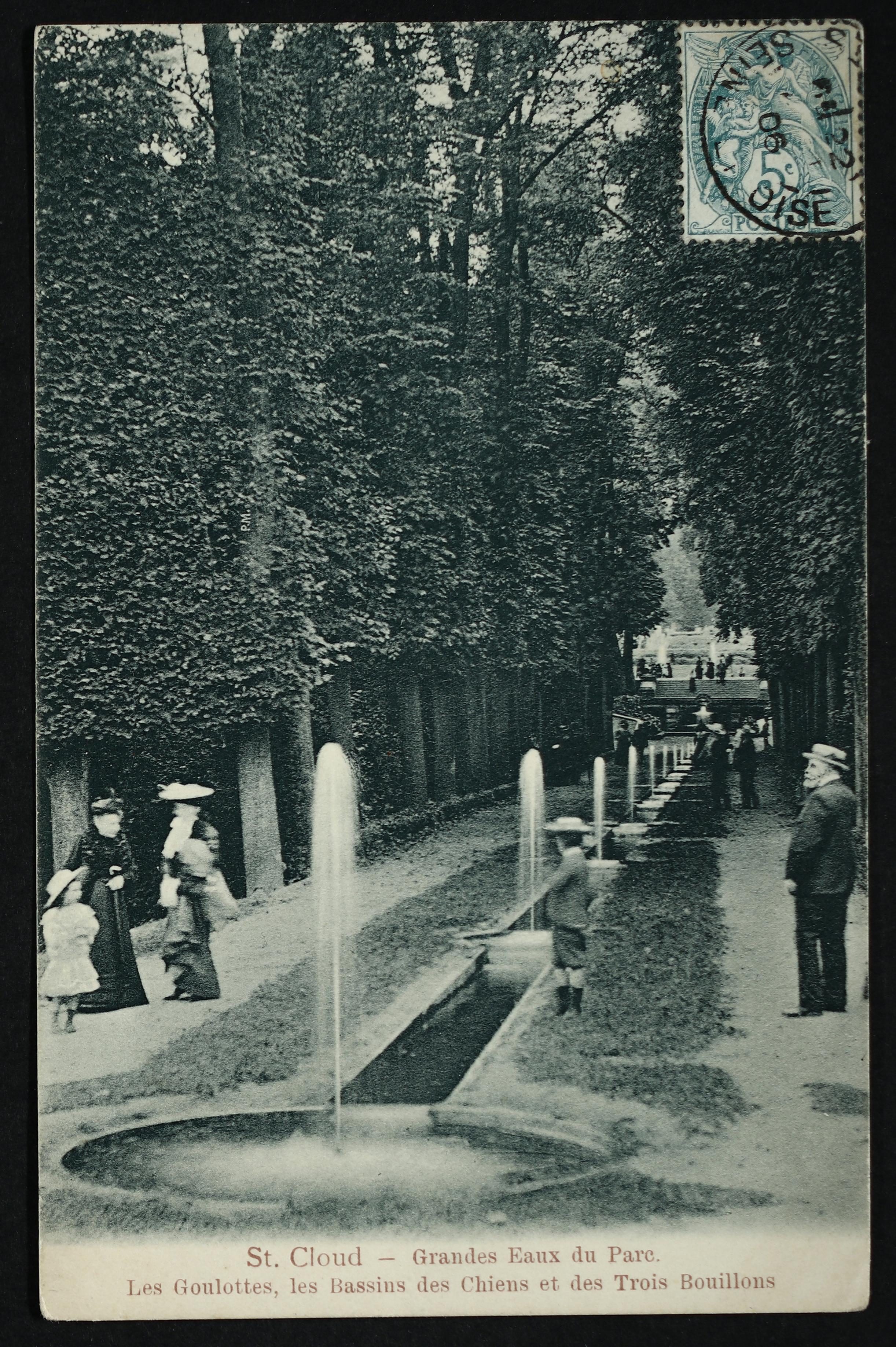
Les petites Goulottes.
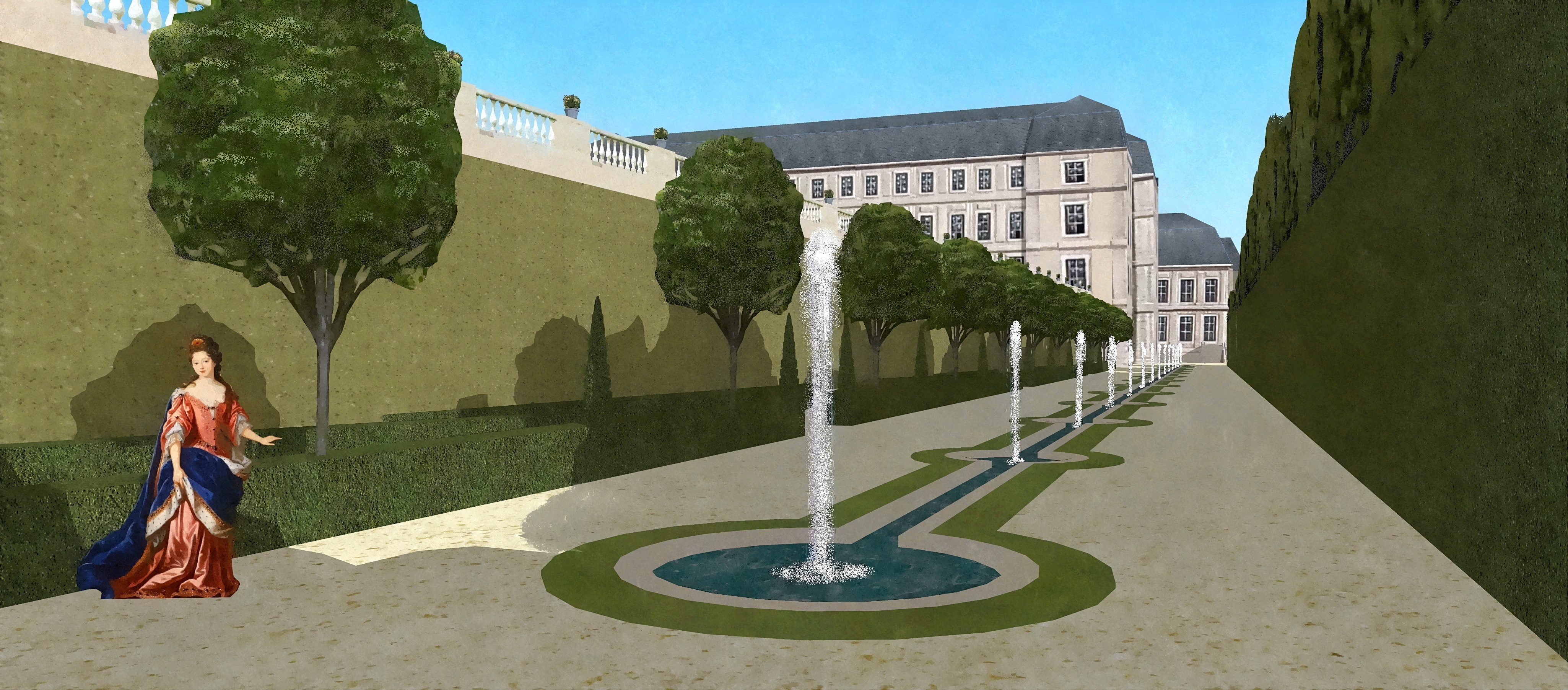
Restitution des petites goulottes du château de Saint-Cloud, au temps de Monsieur, vers 1685.
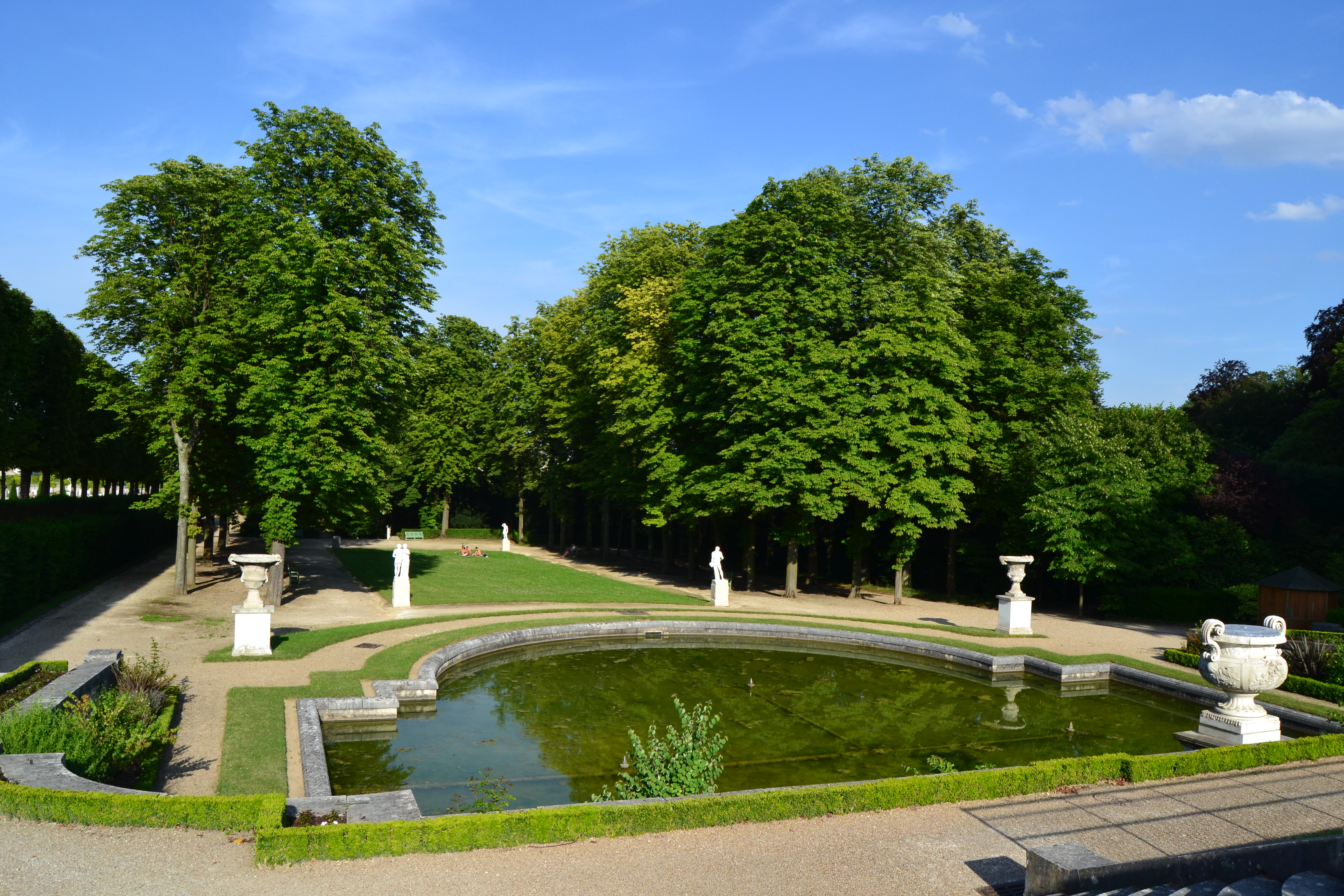
Le parc de Saint-Cloud.

#### Les grandes Goulottes
Monsieur fit également réaliser de « Grandes Goulottes », certainement sur un plan d'André Le Nôtre. Un bassin circulaire était situé juste au-dessus. Derrière se trouvaient deux rampes latérales. À ce niveau, le point de vue était spectaculaire : une patte d'oie avec deux allées de biais offrait au centre les cinq bassins des Grandes Goulottes, deux circulaires, deux autres rectangles avec les pans cintrés à oreille, et celui du milieu de tracé ovale. Tout en bas, on pouvait admirer la composition entière, tracée de manière pyramidale. La composition était couronnée par les deux rampes qui encadraient une grotte faisant aussi fonction de petite cascade.
Ce dispositif sera détruit par le fils de Monsieur, le futur Régent, puisque cet espace est simplifié en pelouse ensuite, ainsi qu'on le constate sur les plans postérieurs.

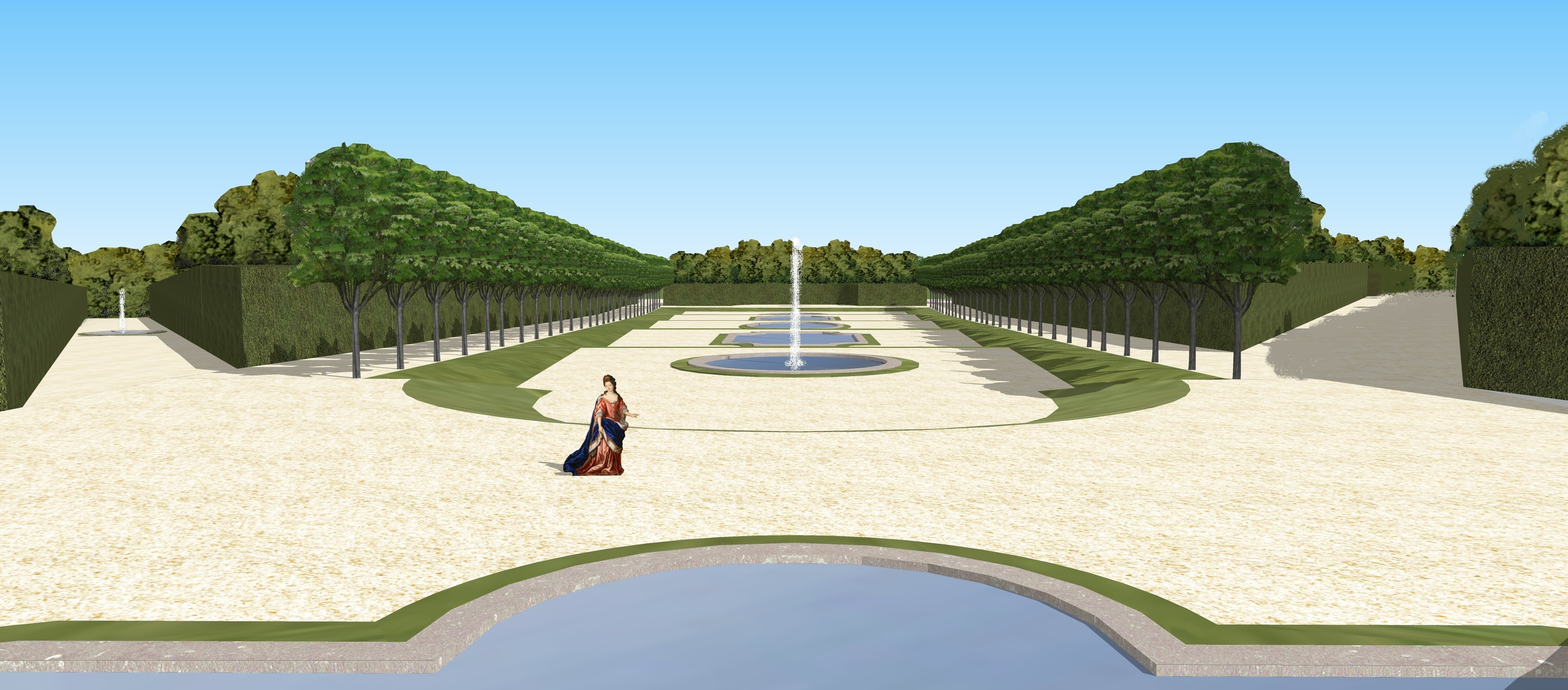
Vue restituée, depuis le haut des deux rampes, sur les grandes goulottes du château de Saint-Cloud, 1698.
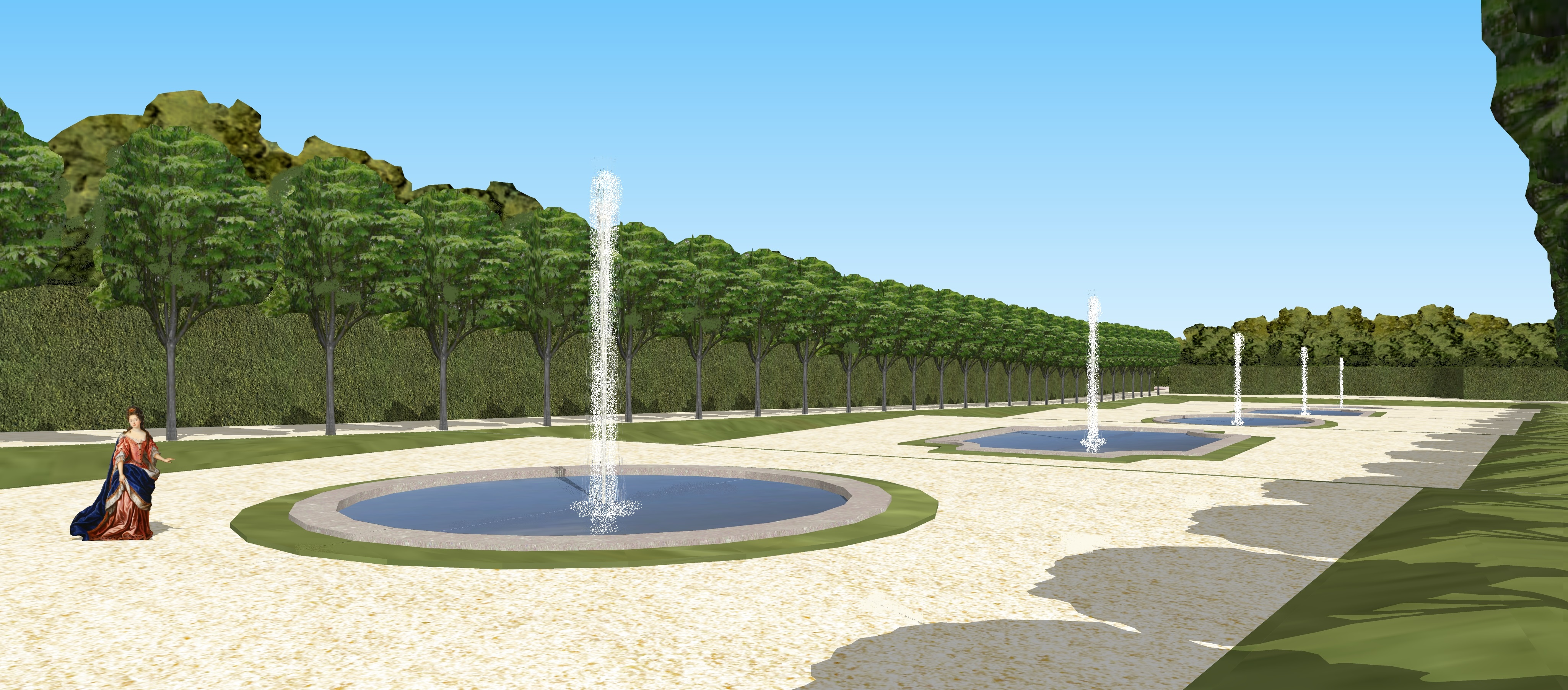
Vue restituée de biais des grandes goulottes du château de Saint-Cloud, 1698.
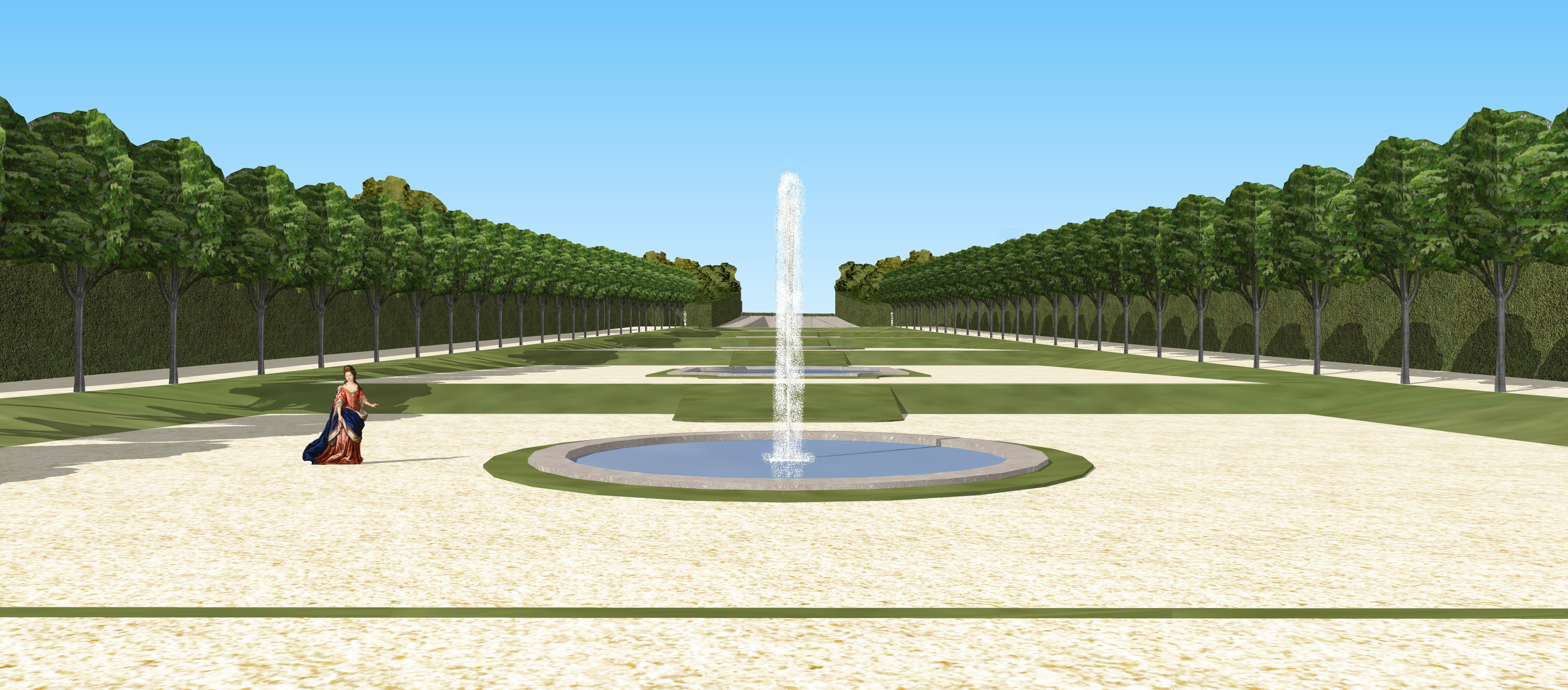
Vue restituée depuis le bas des grandes goulottes du château de Saint-Cloud, 1698.

#### La vue sur Paris, le bassin des cygnes et le canal

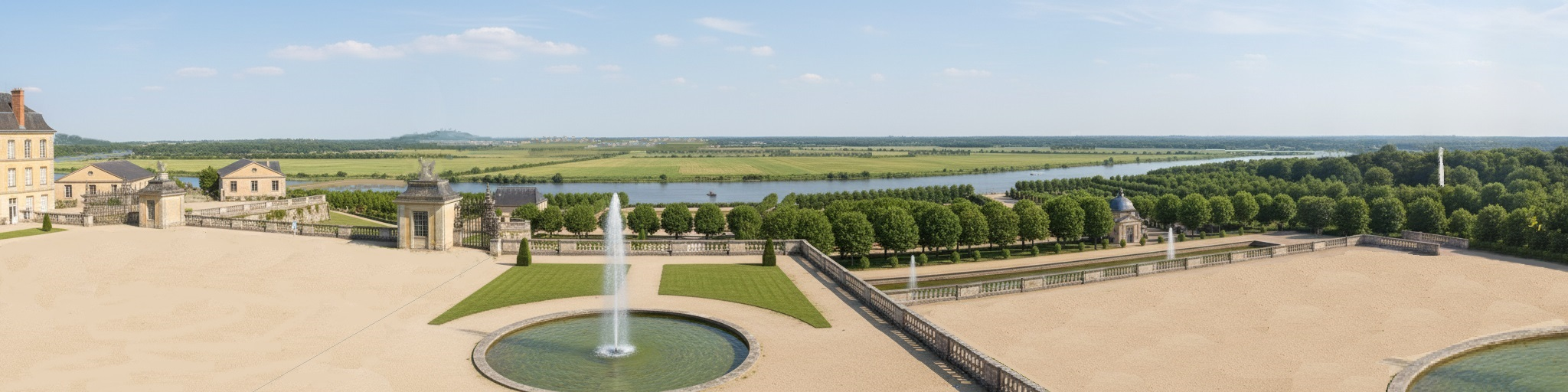
Restitution de la vue panoramique depuis le château de Saint-Cloud, au niveau du grand salon peint par Jean Nocret, fin du XVIIe siècle.

Depuis le château, la vue sur Paris était fort belle. La plus belle vue était perçue depuis l'appartement de Madame, au niveau du Salon peint par Jean Nocret. Et depuis le cabinet de Madame, au centre de l'aile sud, on découvrait la perspective vers le sud et le célèbre « bassin des cygnes ». Cette perspective était assez simple mais fort majestueuse.
Avant la création du bassin des Cygnes et de la terrasse située au-dessus du Grand Jet, qui permettait de prolonger l'axe face au château, le jardin était aménage avec un simple parterre de broderies et un petit bassin, le bois servant de simple décor de fond.

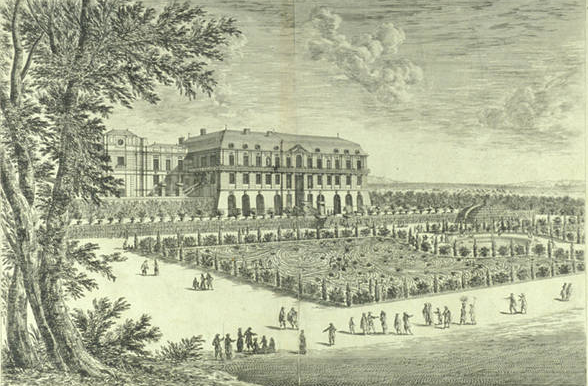
Vue de la Maison de St Cloud, c 1650, Israel Silvestre. Ce parterre de broderies sera remplacé par le bassin des cygnes.
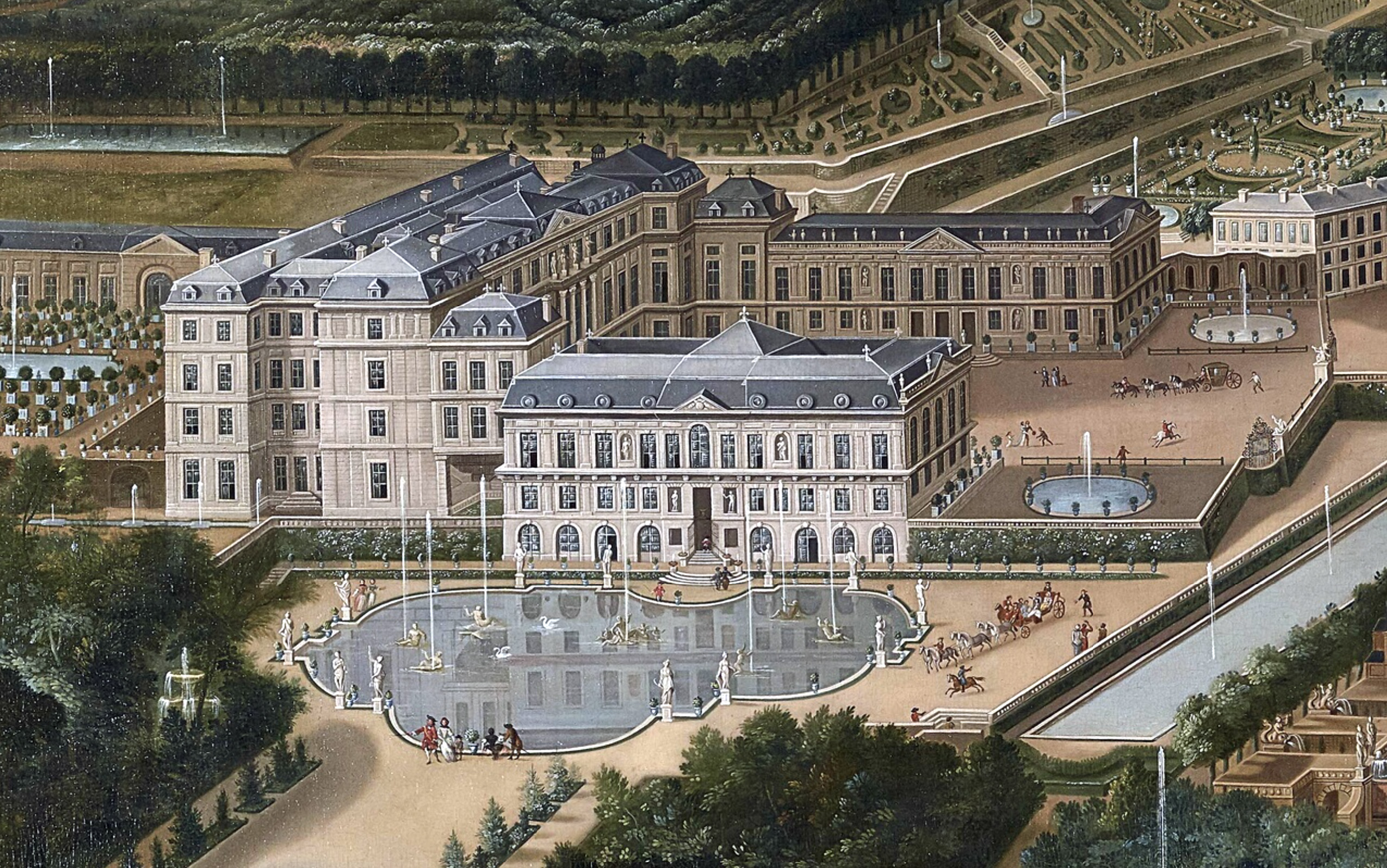
Saint-Cloud, vue générale, peinture d'Allegrain – château de Versailles (détail).
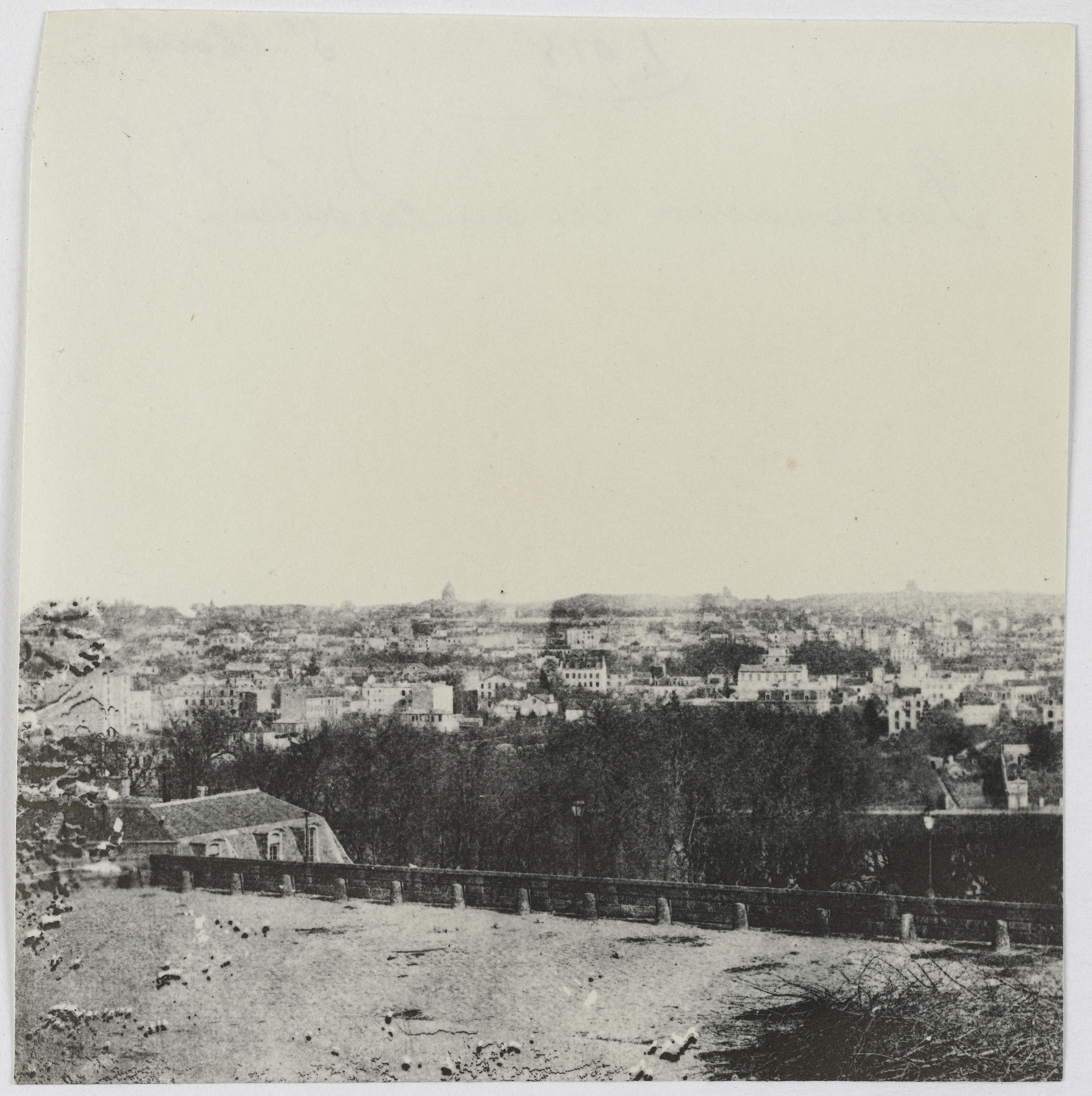
Panorama du château de Saint-Cloud.

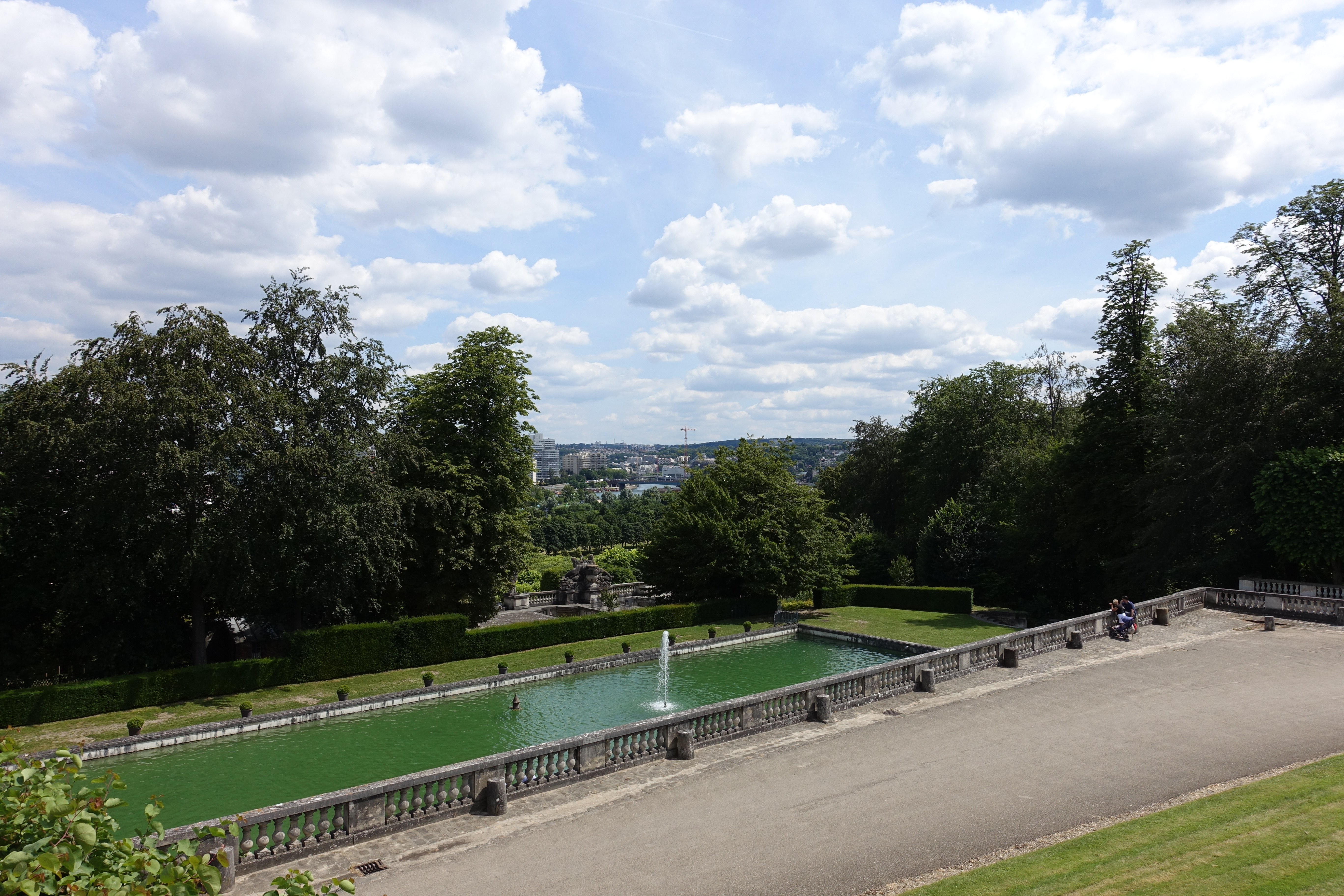
Le canal conservé de nos jours.
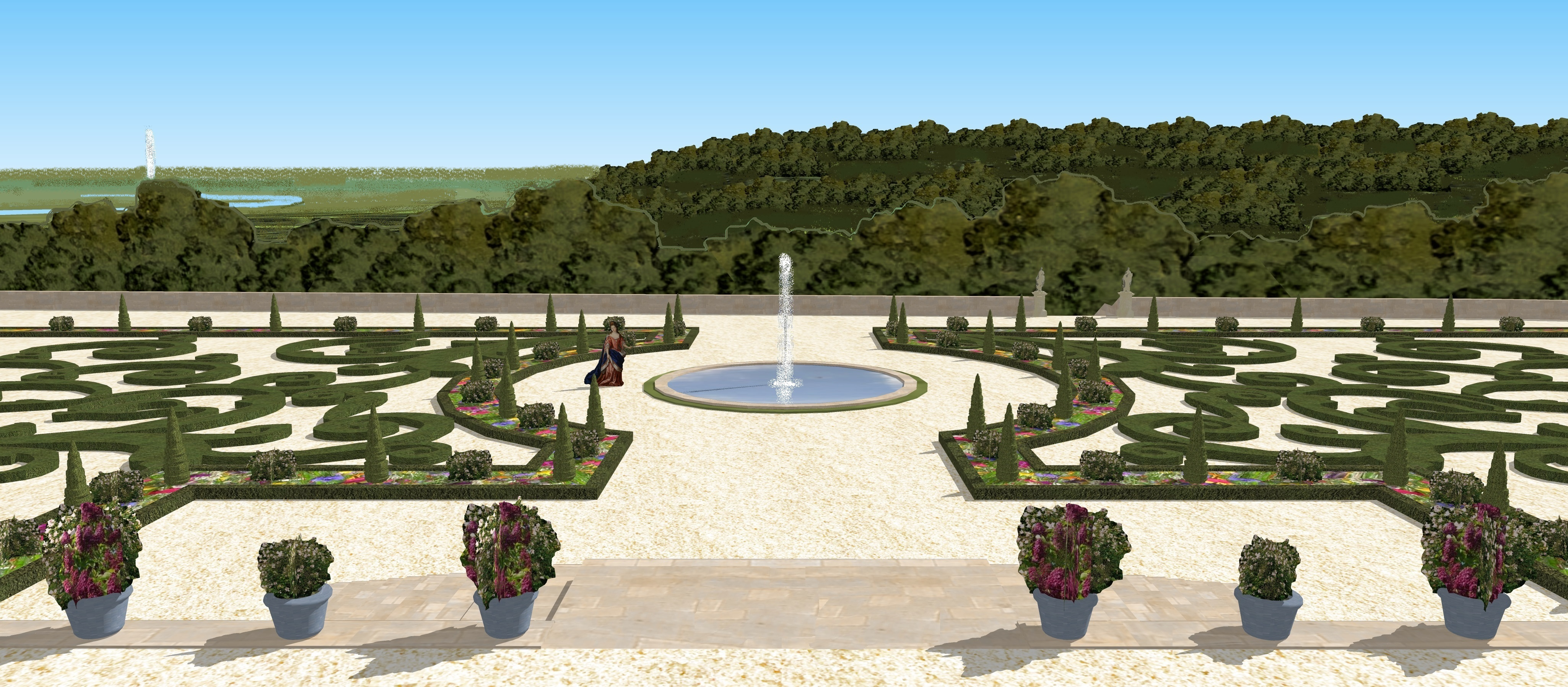
Restitution du parterre sud du château de Saint-Cloud vers 1669, avant la création du bassin des Cygnes.
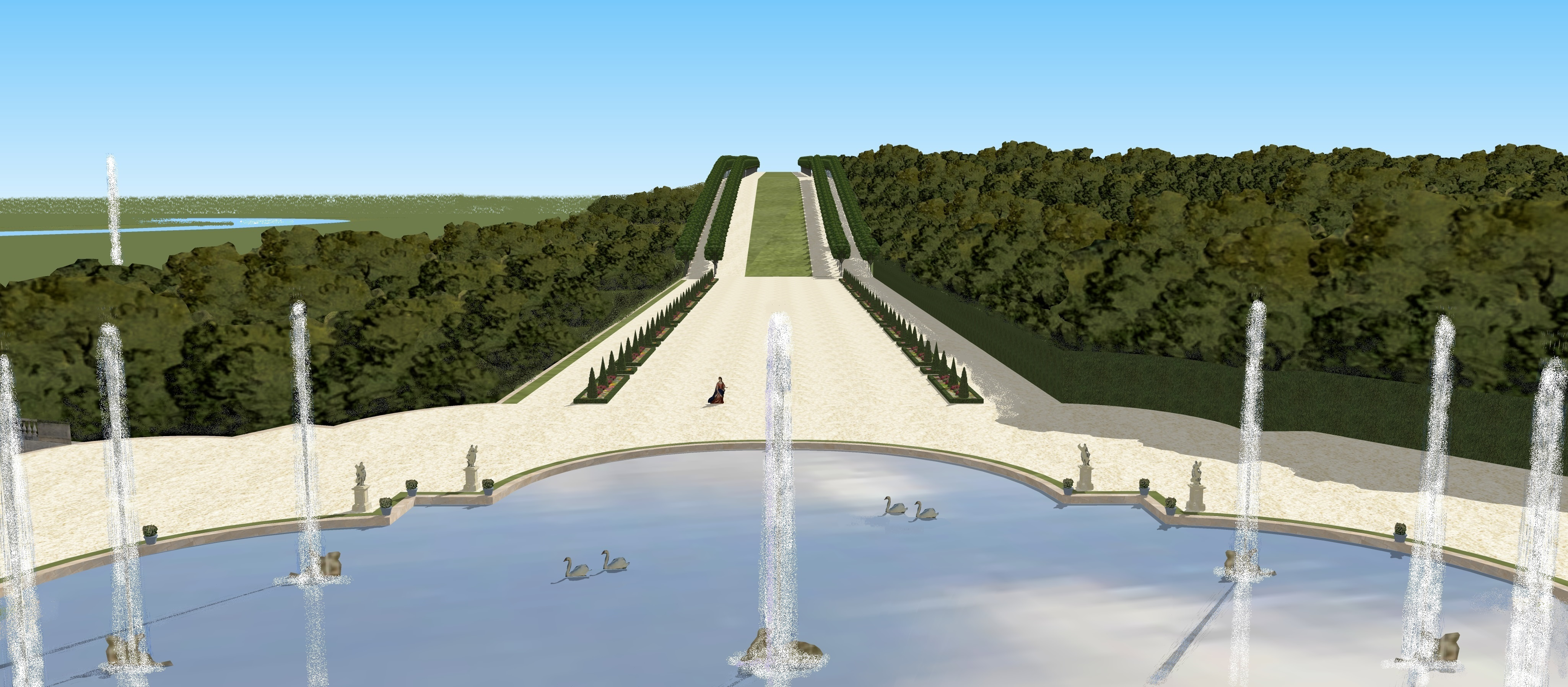
Vue depuis le cabinet de Madame sur la perspective haute, premier étage du château de Saint-Cloud.

#### Le parterre du Parnasse ou d'Apollon
En sortant du château au nord des constructions, on découvrait dans un espace encaissé un beau parterre, dit du Parnasse ou d'Apollon. Il avait été aménage par Le Nostre pour paraître plus petit qu'il n'était en y entrant. Au départ sans broderies, suivant le premier état dont témoigne le tableau d'Allegrain, ce parterre reçut ensuite un nouveau décor de broderies, sans doute au temps du Régent. 

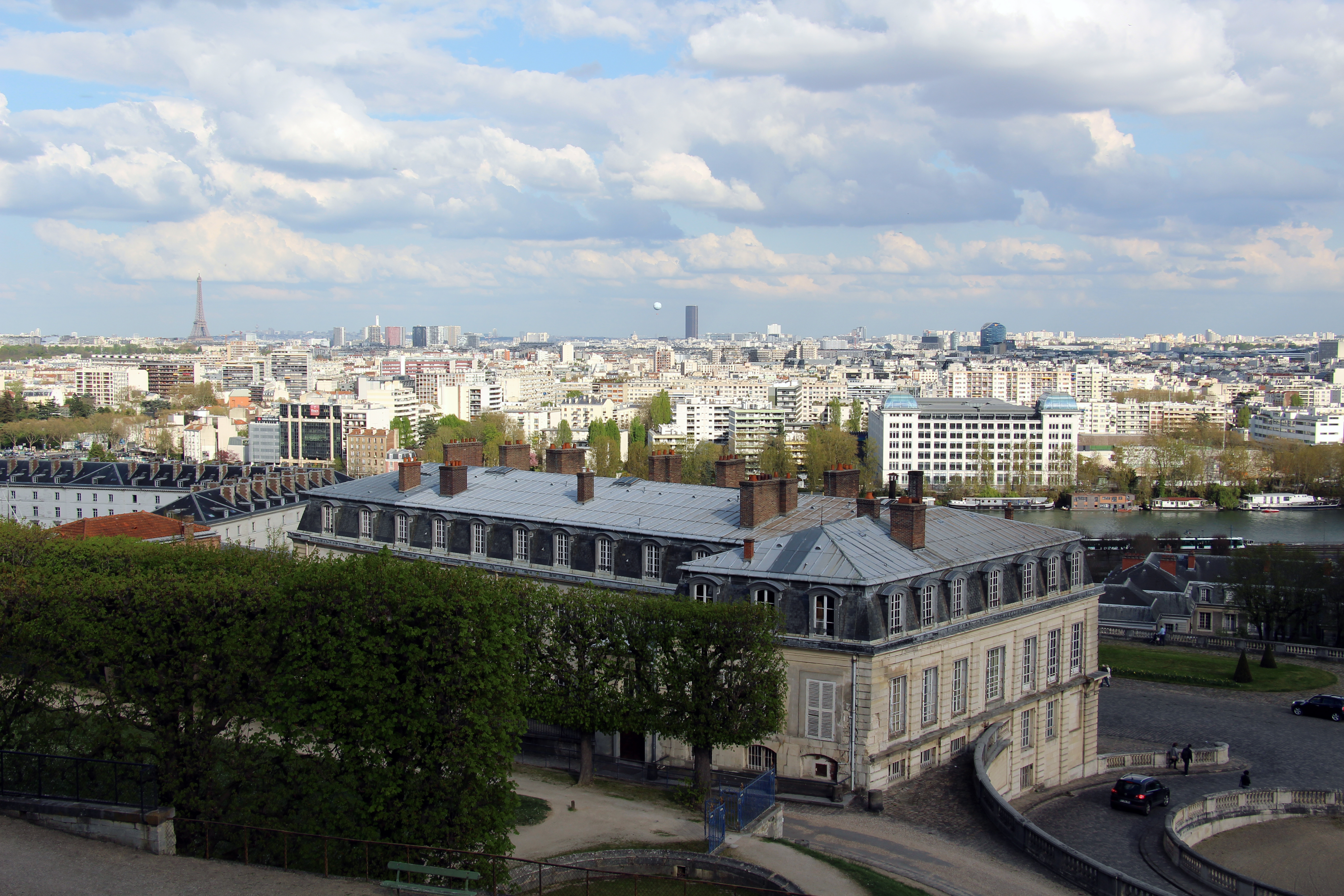
Parc de Saint-Cloud.
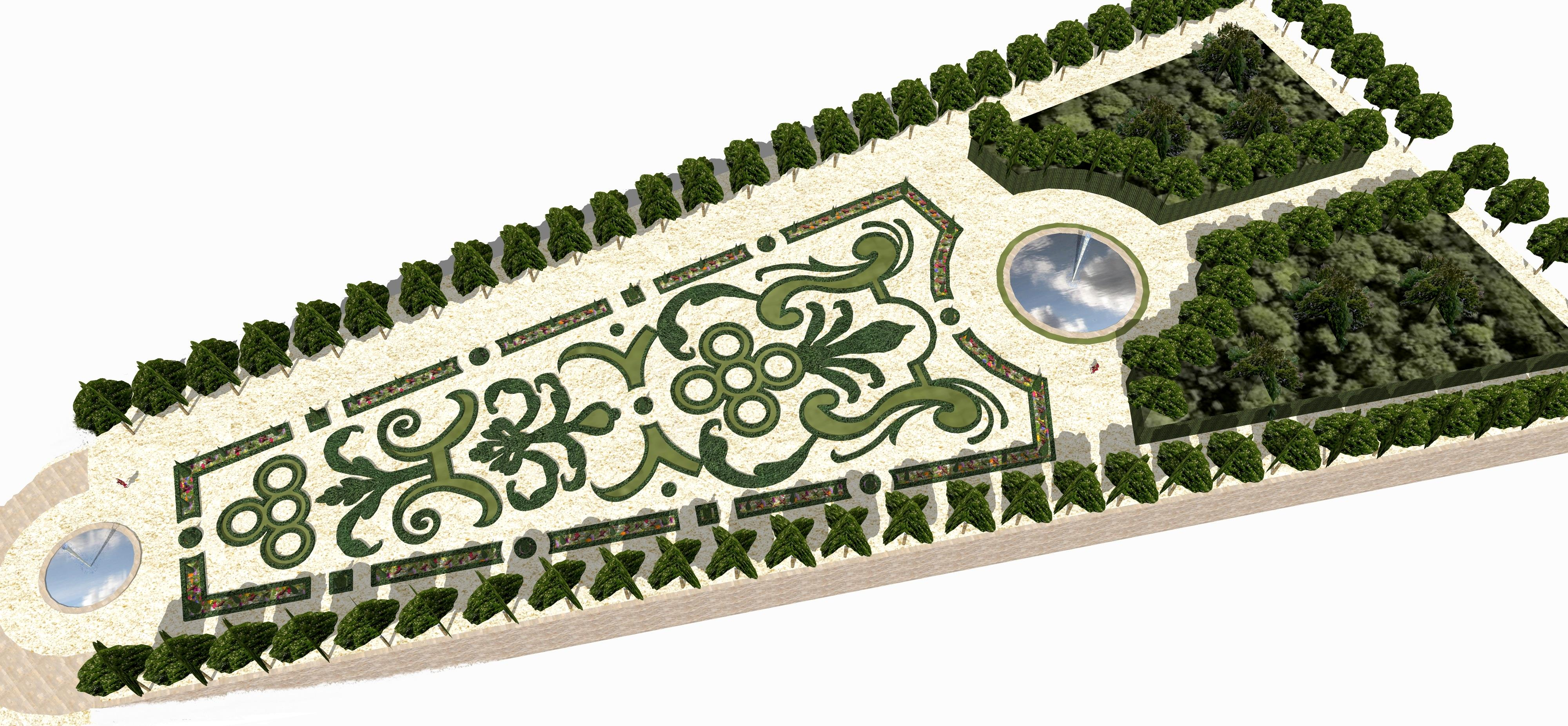
Parterre d'Apollon à Saint-Cloud, plutôt vers 1720.
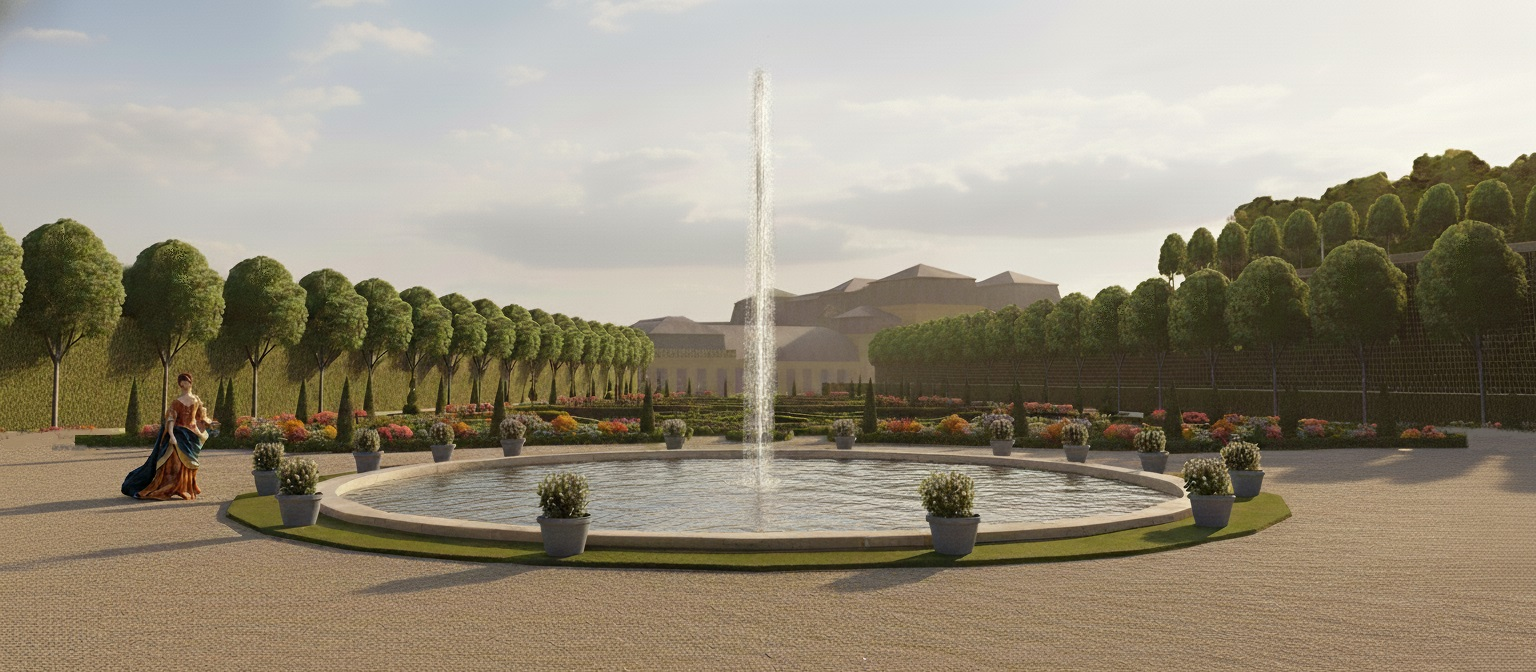
Le parterre du Parnasse, vu depuis le bassin circulaire, plutôt vers 1720.

#### Le labyrinthe au nord
Sur la hauteur, au nord du château était disposé un labyrinthe, dont le plan nous est conservé.
On ne connaît pas en revanche s'il existait des aménagements hydrauliques comme au labyrinthe de Versailles.

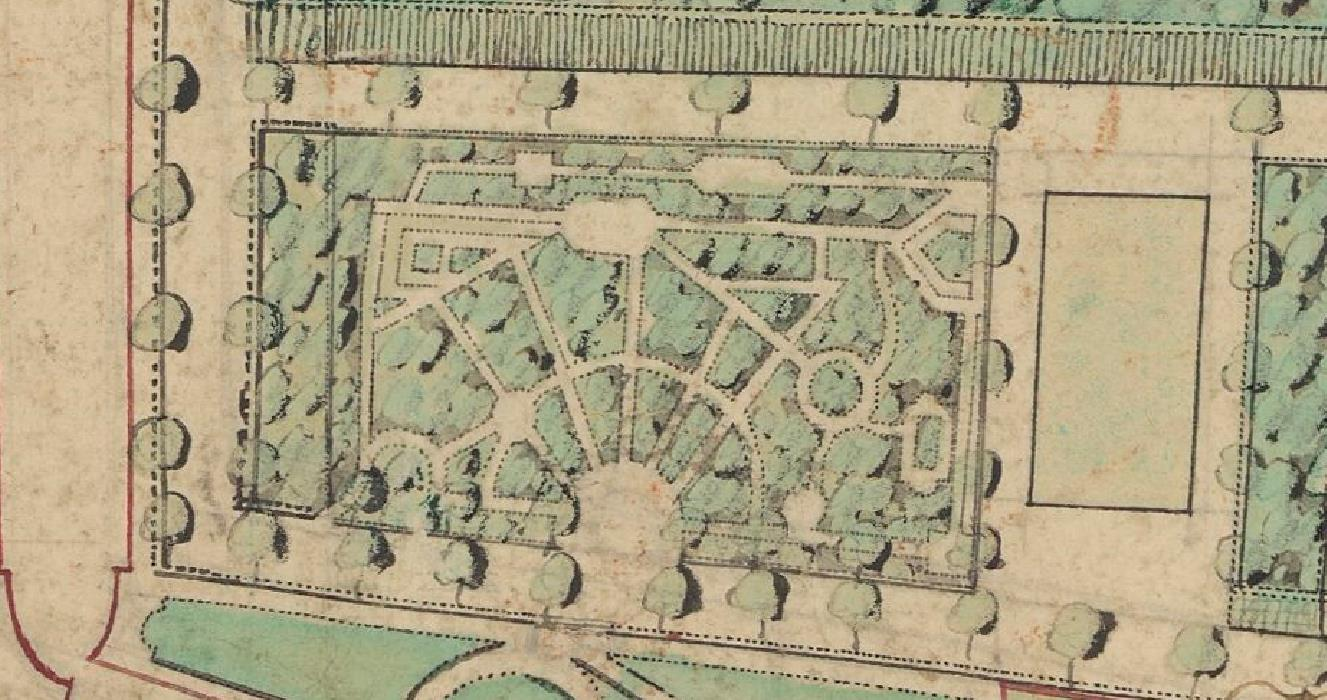
Plan du labyrinthe du château de Saint-Cloud, vers 1700.
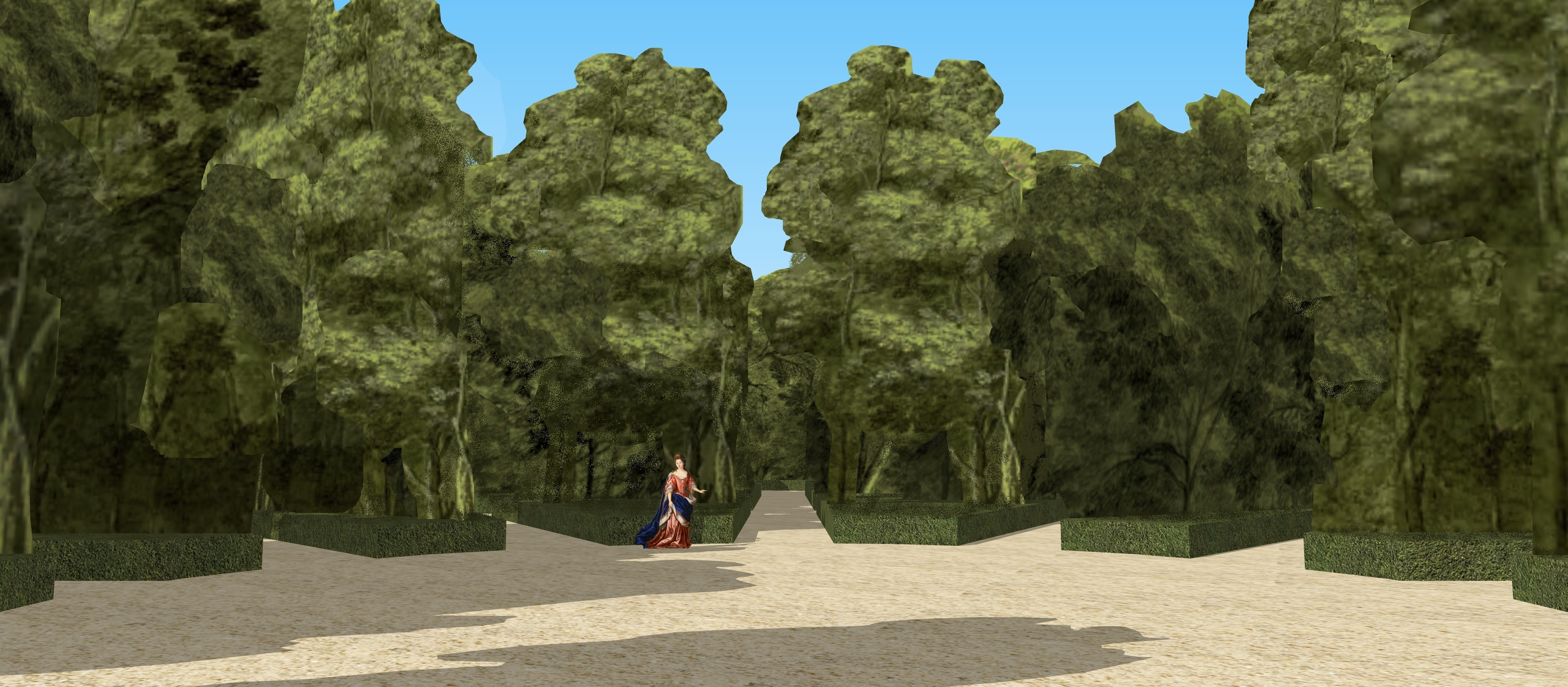
Entrée du Labyrinthe.

#### Le parterre de broderies au nord, du côté de l'entrée
Au nord du jardin bas, du côté de l'entrée vers le pont de Saint-Cloud se trouvait un Belvédère depuis lequel se découvrait un beau parterre de quatre carrés et un petit bassin au centre. Placé depuis le Belvédère, le visiteur pouvait découvrir avec surprise une composition en tracé de patte d'oie, où se découvrait plusieurs bassins.
Mais le fond était fermé par de la végétation, la Seine ne pouvant se découvrir qu'au travers des allées de la patte d'oie.
À côté, tout près de l'entrée, se trouvait un grand bassin circulaire orné d'un grand jet d'eau, entouré de verdure, que l'on découvre sur le tableau d'Allegrain, et qui est confirmé par les plans du XVIIe siècle. Il devait certainement être légèrement encaissé comme un boulingrin. Cet espace sera simplifié par une simple pelouse au temps du Régent, par économie d'entretien.
Ces espaces sont aujourd'hui occupés par la caserne Sully, affectée au musée du Grand Siècle.

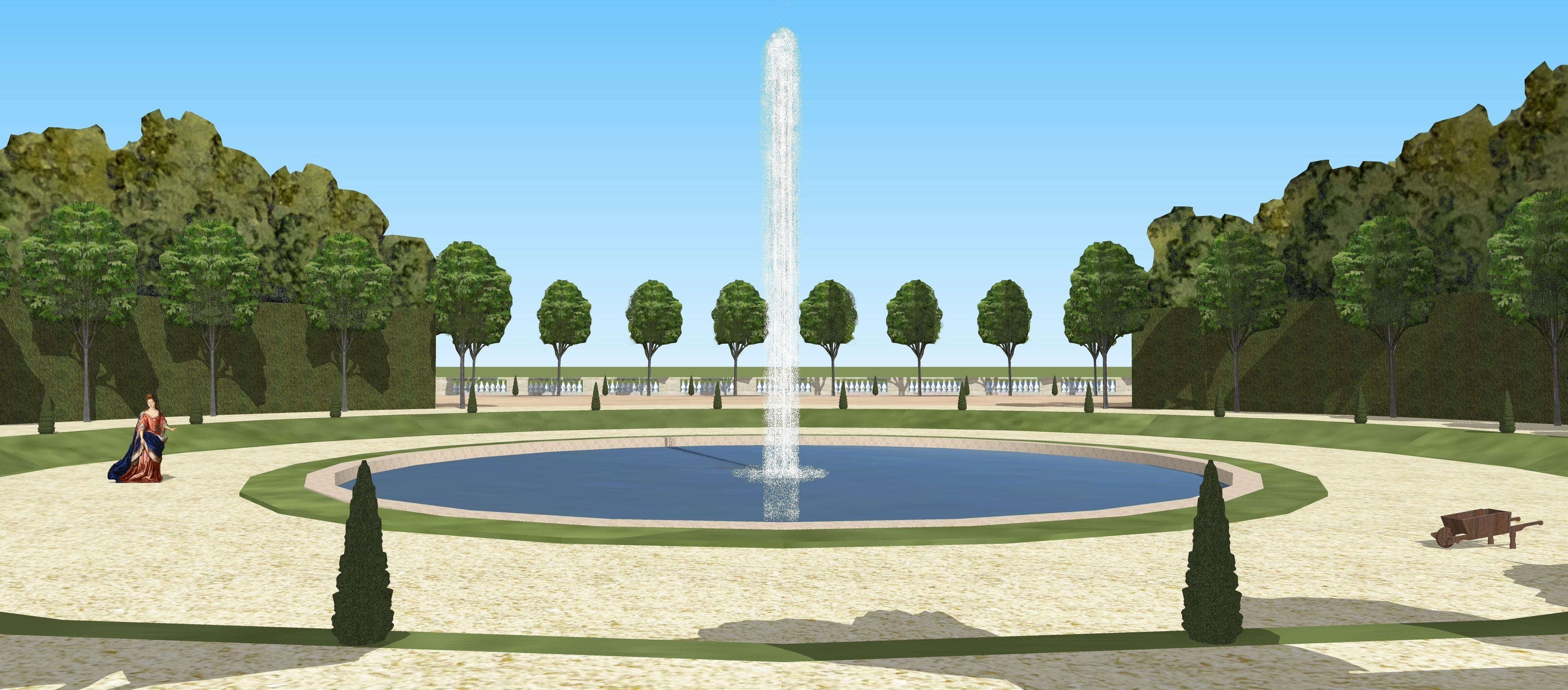
Restitution du bassin rond du côté de l'entrée, jardin bas du château de Saint-Cloud, vers 1690.
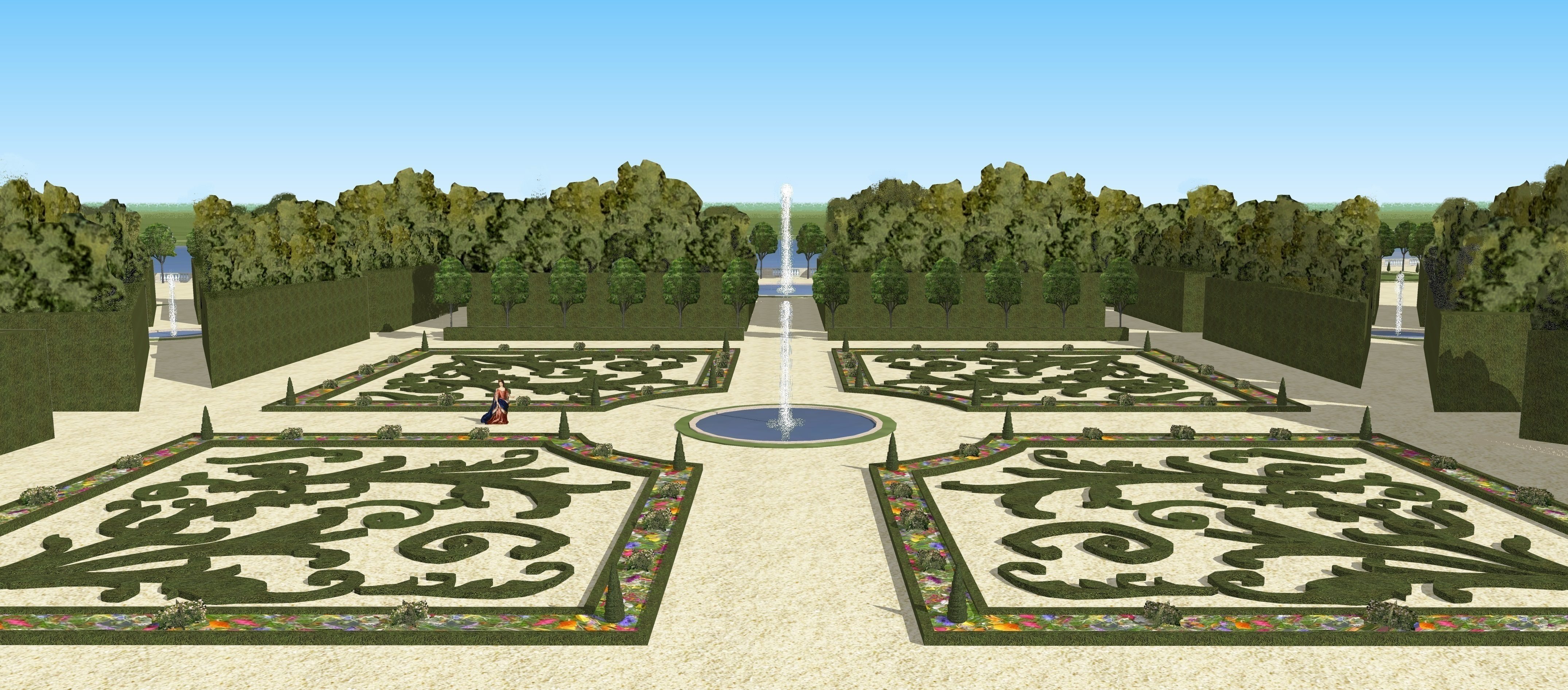
Restitution du parterre nord des jardins bas de Saint-Cloud, vers 1680.

#### Les parterres de la maison du Tillet
Au bas du château, entre la construction et la Seine se trouvaient des parterres aménagés le long du coteau. La maison du Tillet devait être une  maison de village, ajoutée au parc pour servir de « Petit château », comme l'hôtel Courtin pour le château de Meudon.
Monsieur fait d'abord établir un parterre avec plusieurs bassins, puis en fait supprimer deux petits ronds sur les côtés, pour enfin simplifier les broderies en pelouse et supprimer la fontaine rectangle. Dans le fond du paysage se découvrait la colline d'Issy avec les jardins de ce château aménagés sur le coteau.

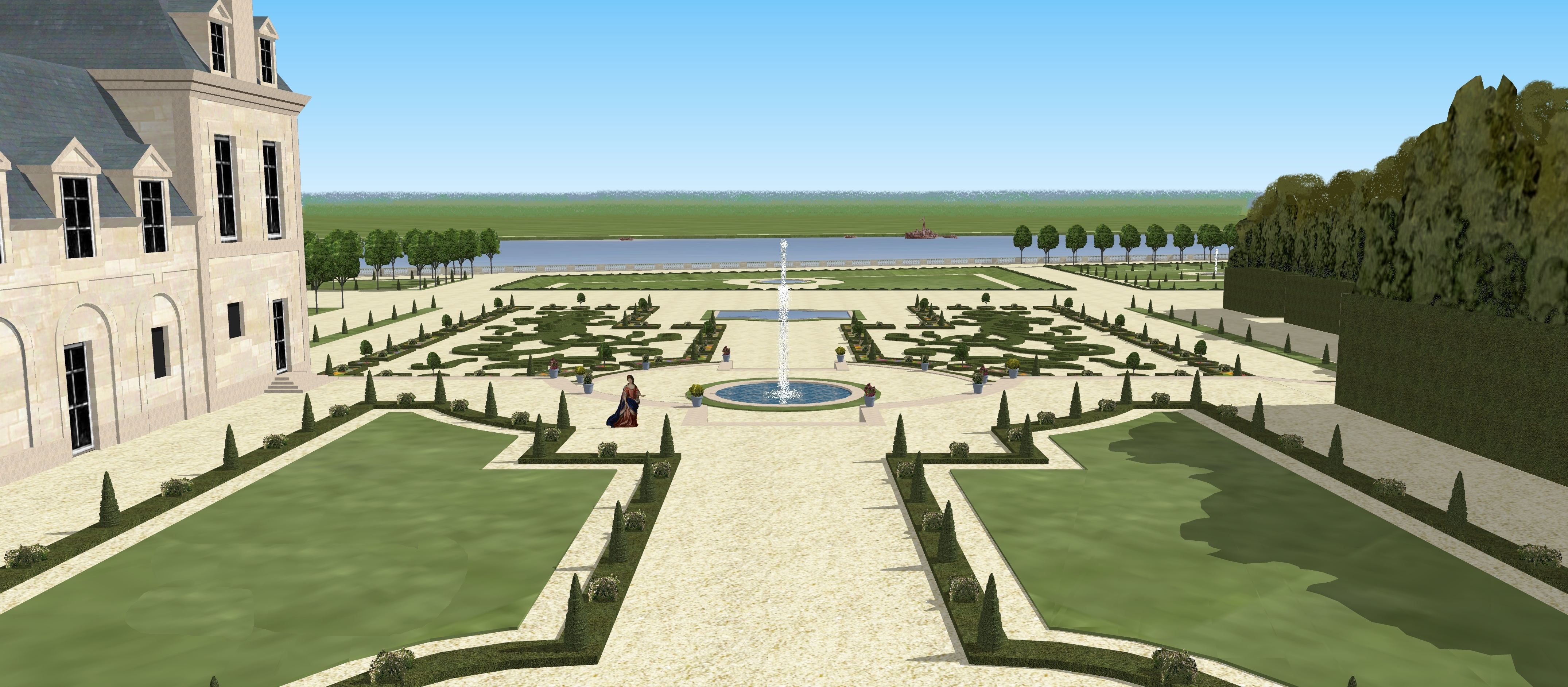
Restitution de la vue sur les parterres de la maison du Tillet, jardins bas du château de Saint-Cloud, vers 1685.
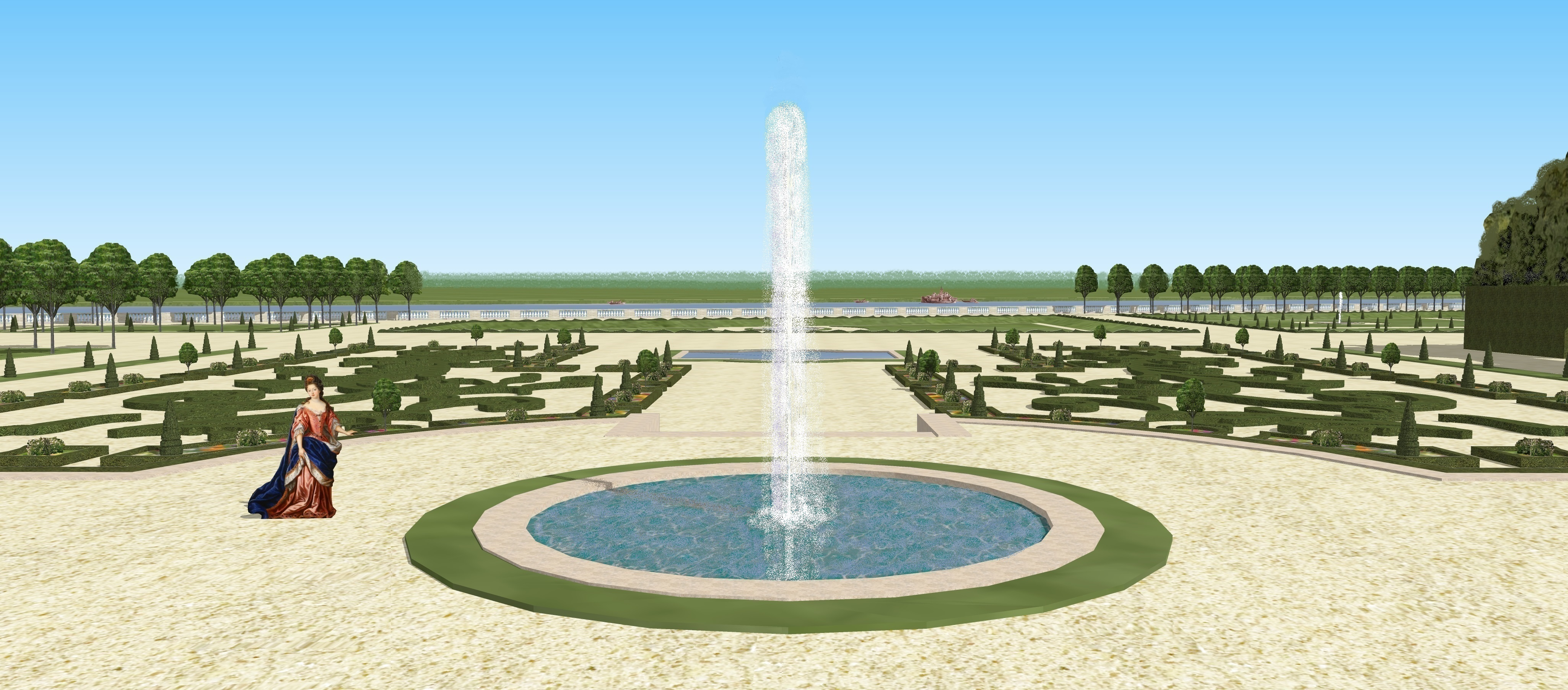
Restitution de la vue sur le parterre de la maison du Tillet, jardins bas du château de Saint-Cloud, vers 1680.

#### La petite Grotte de Saint-Cloud, voisine de la future grande cascade

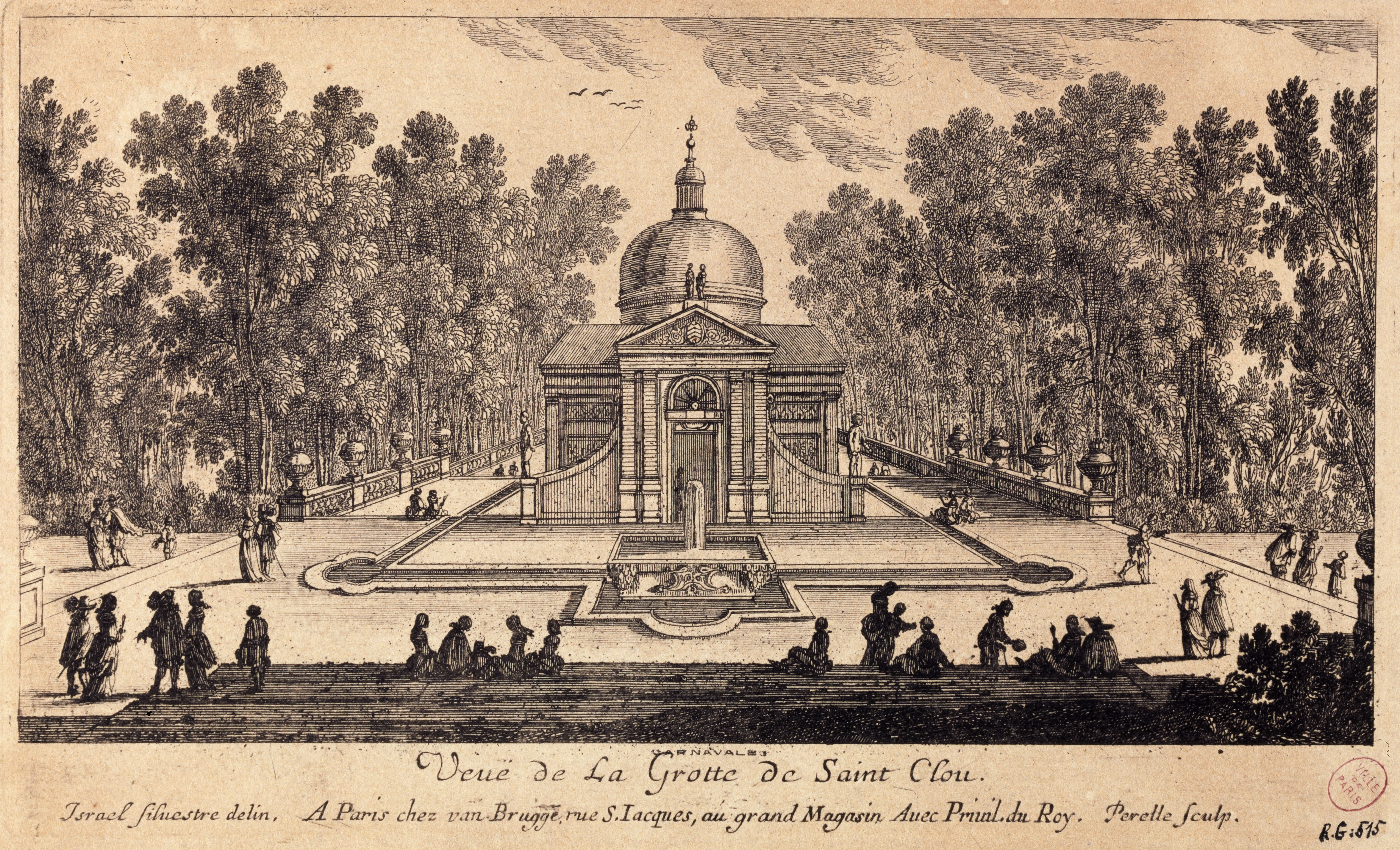
Vue de la grotte de Saint-Cloud.

Une belle grotte orné de coquillages et autres ornements marins avait été édifiée préalablement à la grande cascade, juste au nord de la future grande construction. La grotte était située derrière le canal. Mlle de Scudéry la décrit lors de l'une de ses visites. En contrebas de cette grotte, une petite cascade de goulottes avait été créée. 
L'intérieur de la Grotte est aménagé suivant un plan en croix grecque. Au centre, une coupole avait été réalisée, éclairée par un petit lanternon dans la hauteur. 28 petites niches étaient aménagées à l'intérieur des parois.

#### La Grande Cascade, emblème du domaine

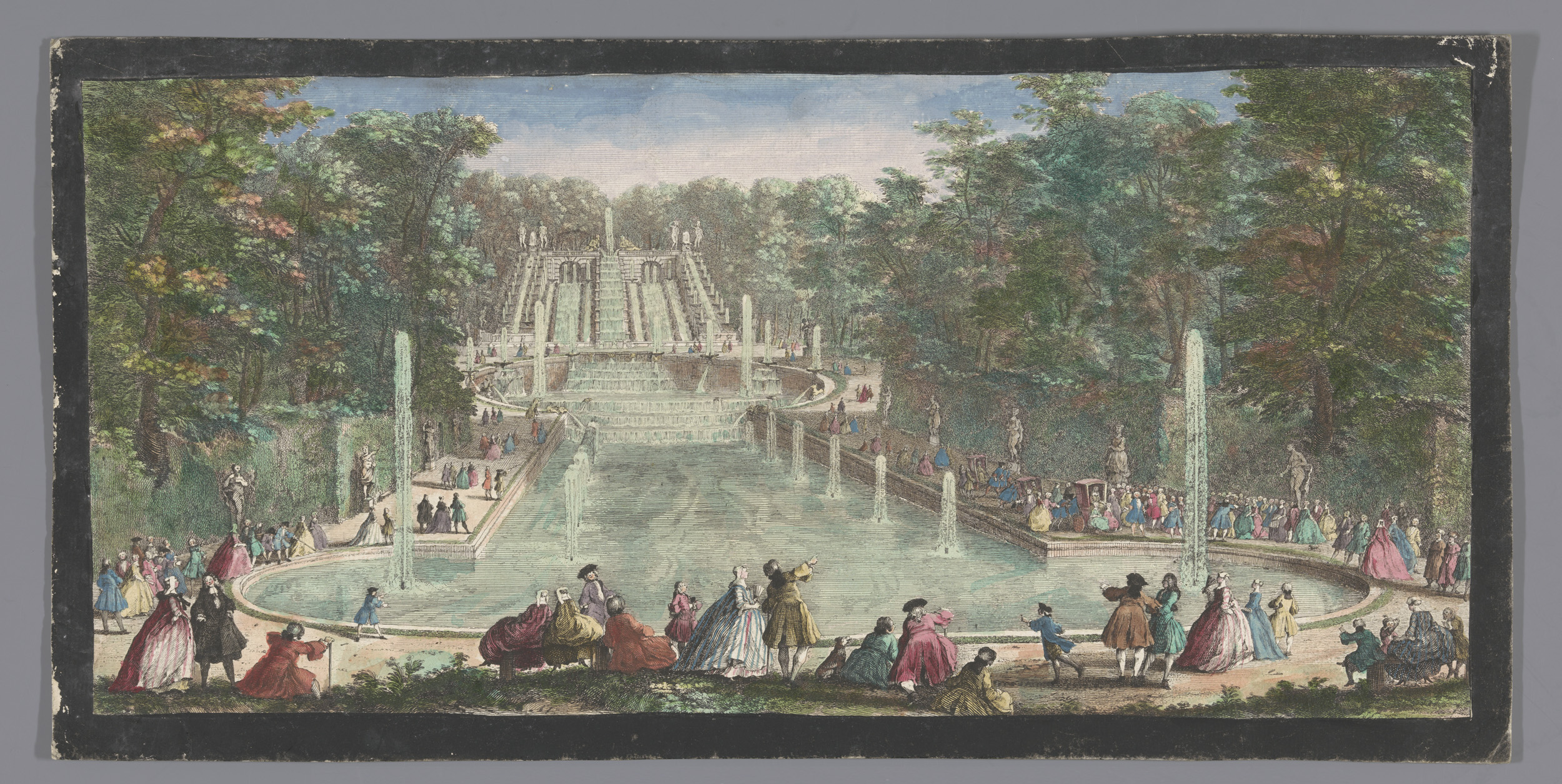
La Grande Cascade, XVIIIe siècle, gravure de Rigaud.

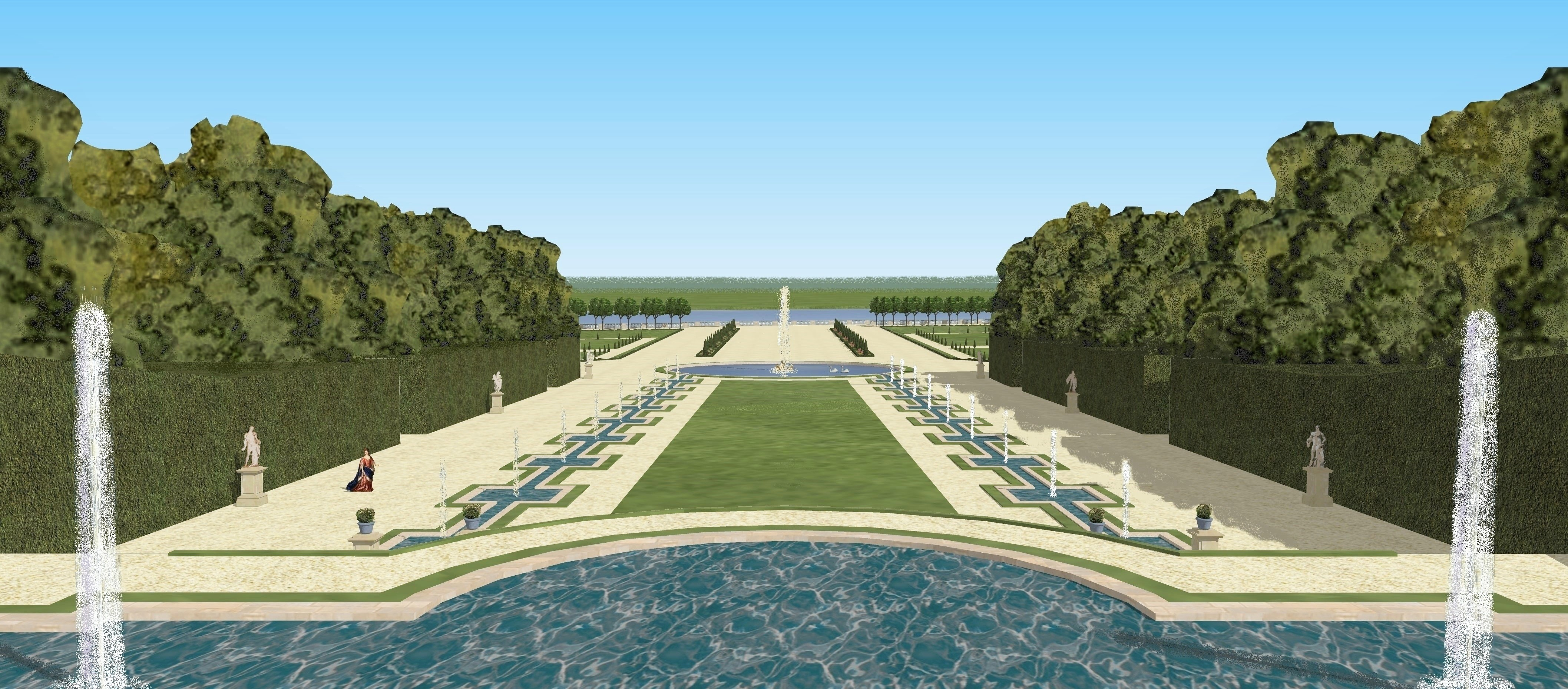
Restitution du bas de la Grande Cascade du château de Saint-Cloud, avant le canal. Vers 1670-1690.

La Grande Cascade, édifiée vers 1664-1665 par Antoine Le Pautre est une construction à mi-chemin entre une Grotte et une cascade. Cet édifice est plutôt massif et d'une mauvaise invention, comme la majeure partie des œuvres de Le Pautre, qui n'est pas un architecte brillant, mais sa célébrité est telle qu'elle devient l'emblème du domaine au cours du temps.
La cascade a été modifiée, enrichie puis simplifiée, ornée tantôt de sculptures et de petits jets d'eau en contrebas, puis plus tard d'un canal qui existe encore.
La construction servit à de nombreuses reprises à des illuminations spectaculaires, des lampions ornant chaque partie de l'édifice, et offrant un spectacle saisissant où l'eau et le feu fusionnaient avec fureur.
A côté de la cascade se trouvait un pavillon de type « Grotte » qui doit dater du temps des Gondi. Il était enrichi d'une petite cascade du type de Goulottes descendantes.

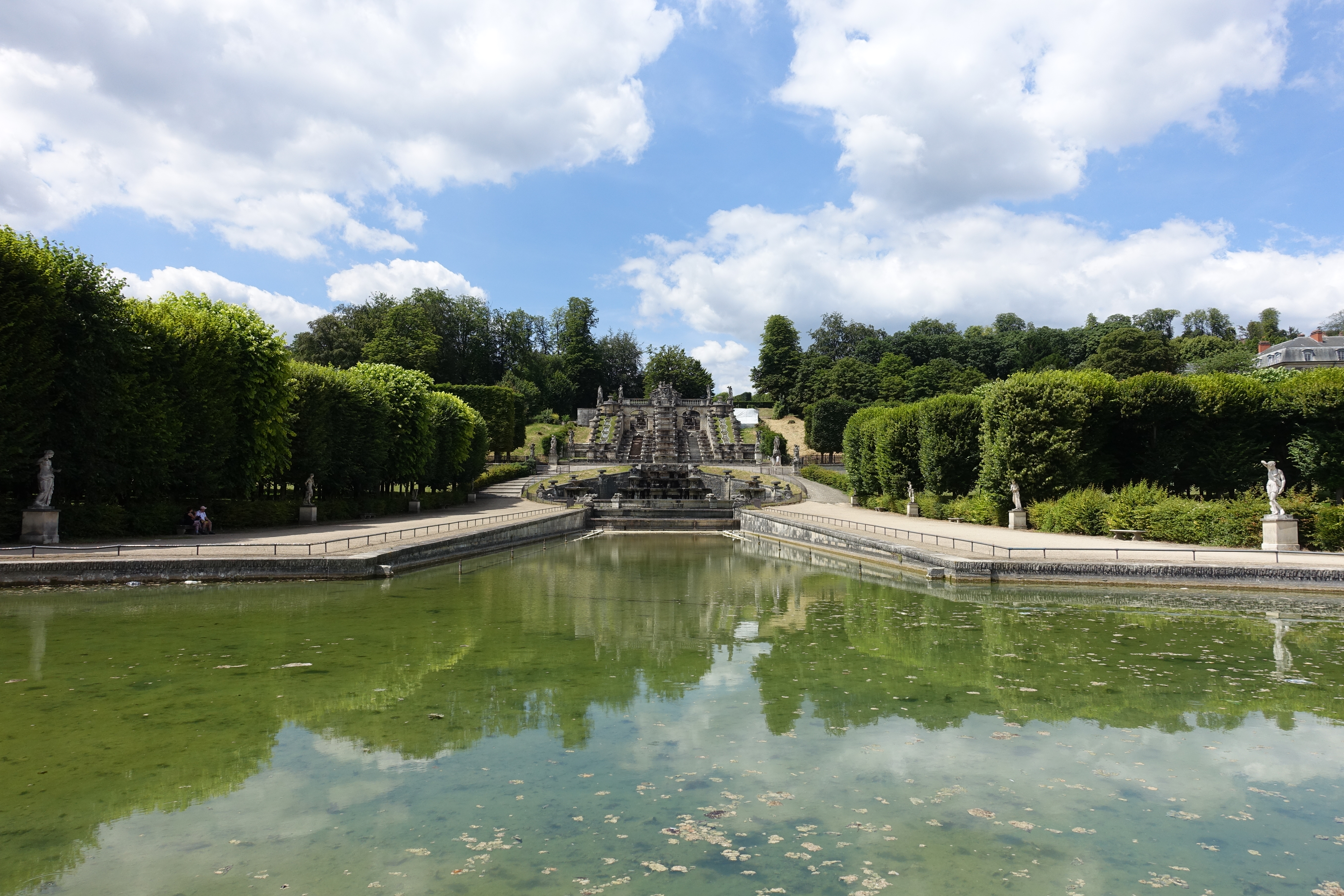
Grande Fontaine au domaine national de Saint-Cloud.
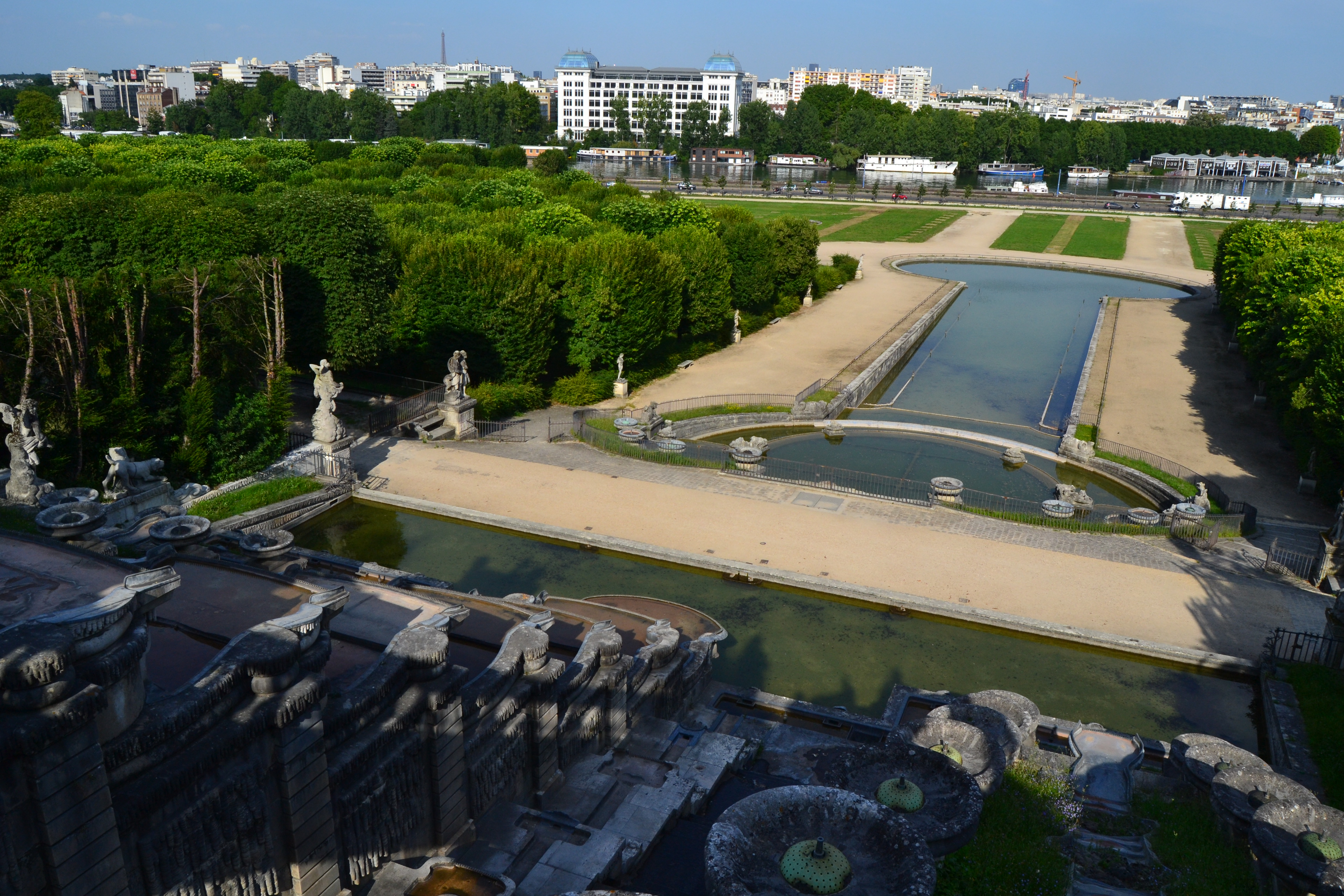
Le parc de Saint-Cloud.
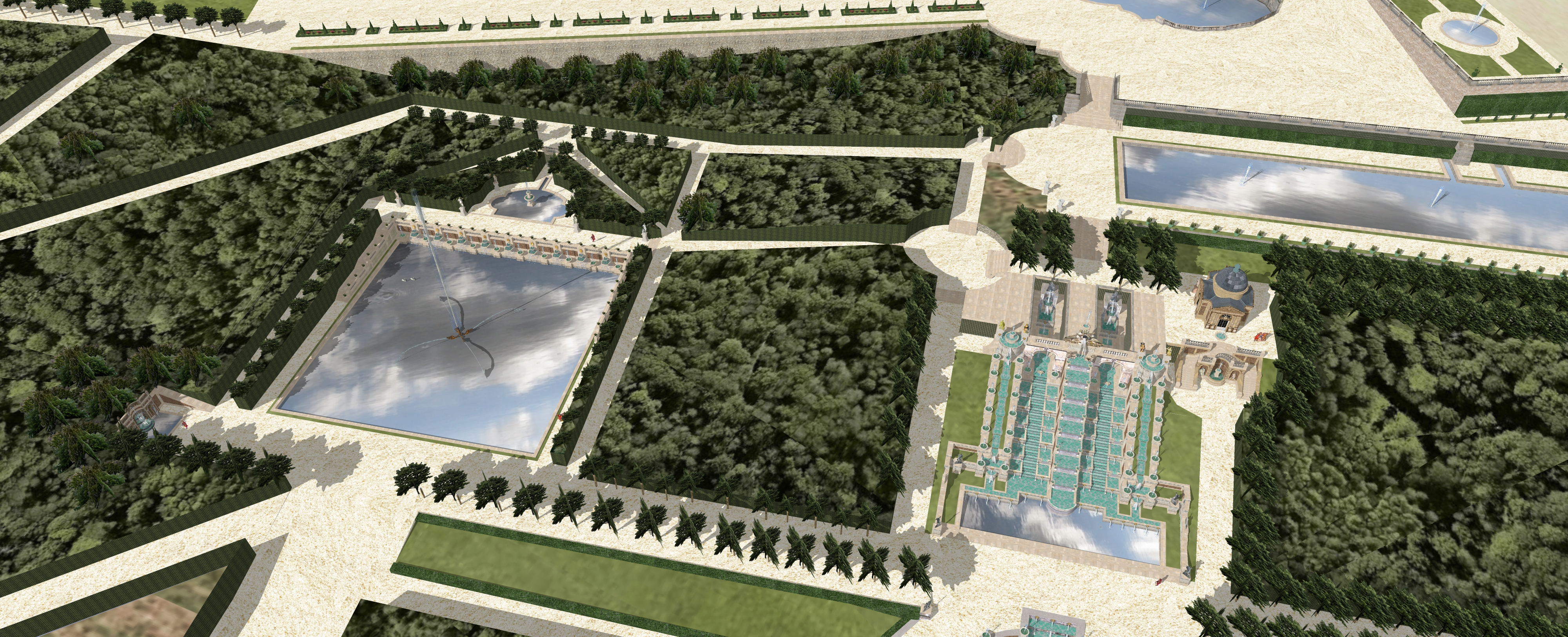
Restitution en vue cavalière de la grande cascade de Saint-Cloud et du Grand Jet, vers 1700.

#### Les cascades du "Grand Jet"

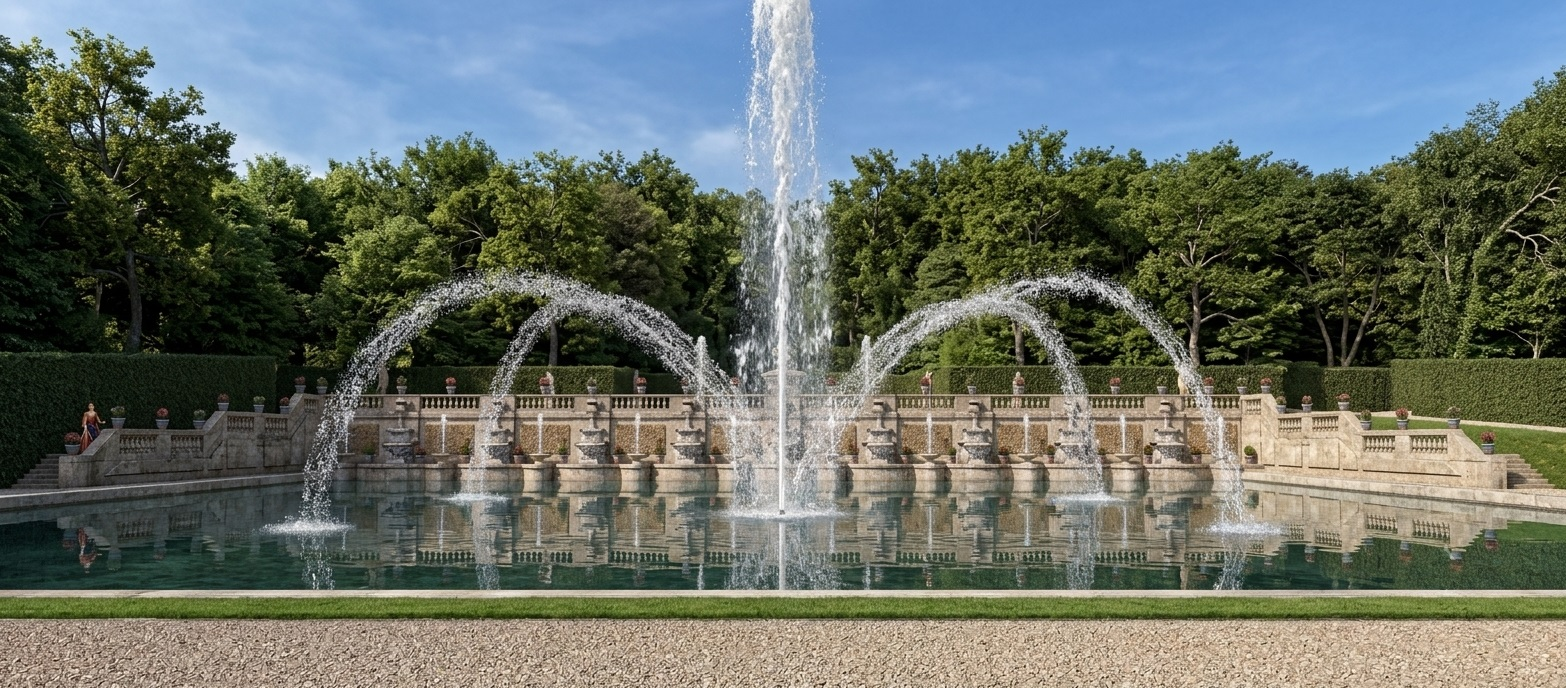
Restitution des cascades du bassin du Grand Jet, jardins bas du château de Saint-Cloud, au temps de Monsieur, vers 1680-1690.

Le grand jet existe toujours de nos jours, il est situé au sud de la grande cascade. Il s’inscrit dans une des parties déjà aménagée du temps des Gondi (pièce d'eau de Neptune). On disait au moment de sa création qu’il devait s’élancer à plus de 90 pieds, soit au moins 30 mètres actuels. Cette hauteur d’eau fut obtenue grâce au dénivelé important à Saint Cloud, entre le haut du domaine (les 24 jets) et ce bassin. En tout état de cause, 500 mètres de conduits sont nécessaires pour obtenir cette performance.
Il y avait de riches cascades tout autour du bassin rectangulaire, lesquelles ont disparu. On en connaît tous les dessins précisément, grâce à des plans établis par Alexandre Leblond, conservés à l'Albertina.
L'effet de profusion des petits jets d'eau contrastait avec la puissance et la hauteur du grand jet de Saint-Cloud, une véritable prouesse pour l'époque. Il était le plus grand jet d'eau de tout le jardin, et sans doute l'un des plus hauts jet d'eau des jardins réguliers français.
Le Grand Jet du Grand Condé au château de Chantilly est conçu sur le même modèle.
La Fête à Saint-Cloud de Fragonard représente sans aucun doute cet espace du bassin du Grand Jet, l'artiste étant placé juste au-dessus des cascades, au niveau de la petite terrasse centrale. On y découvre le grand jet, mais point les cascades qui sont en contrebas.

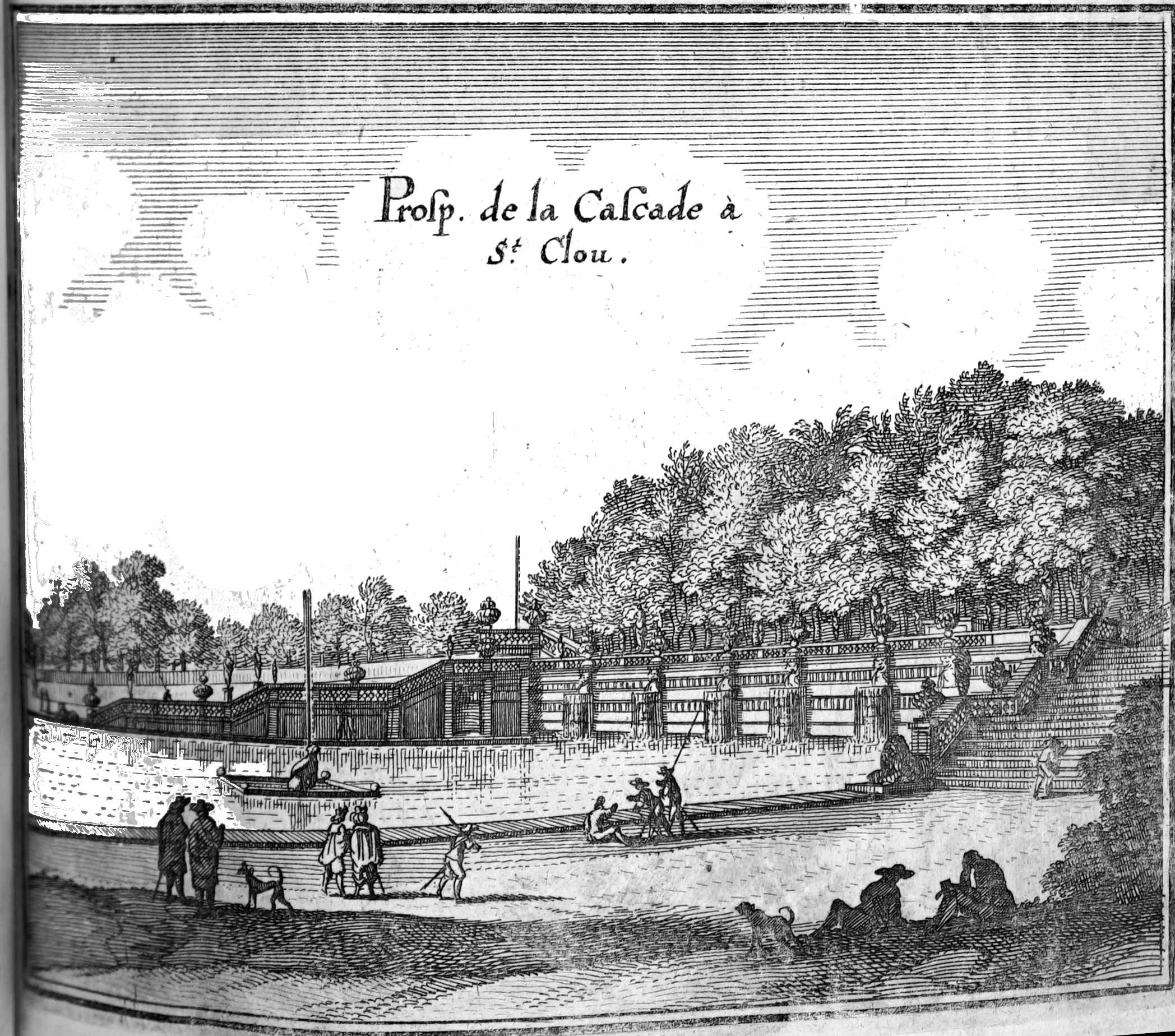
Chateau de Saint-Cloud, perspective.
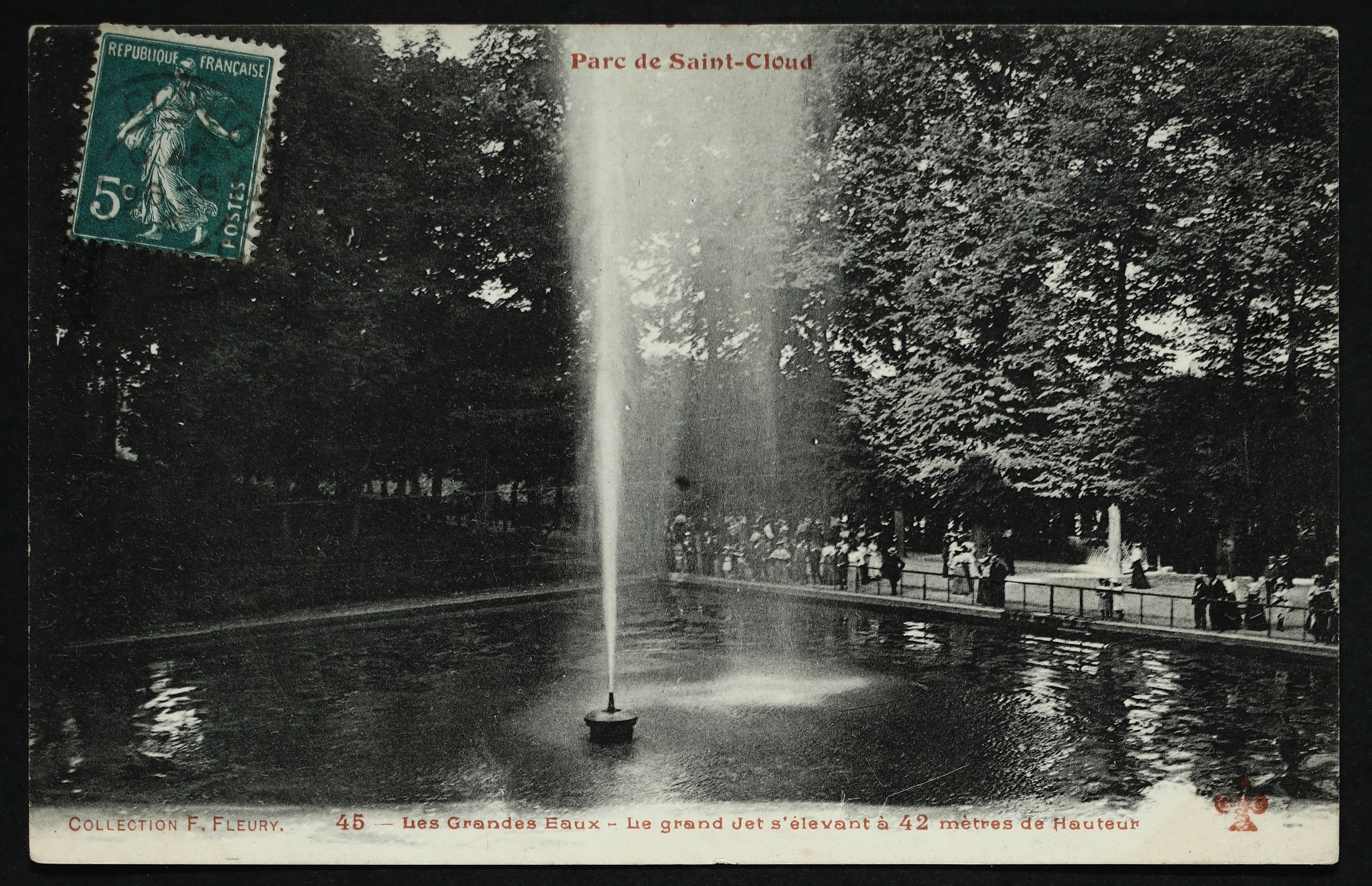
Carte postale - Saint-Cloud - Les Grandes Eaux - Le grand jet s'élevant à 42 mètres de Hauteur.
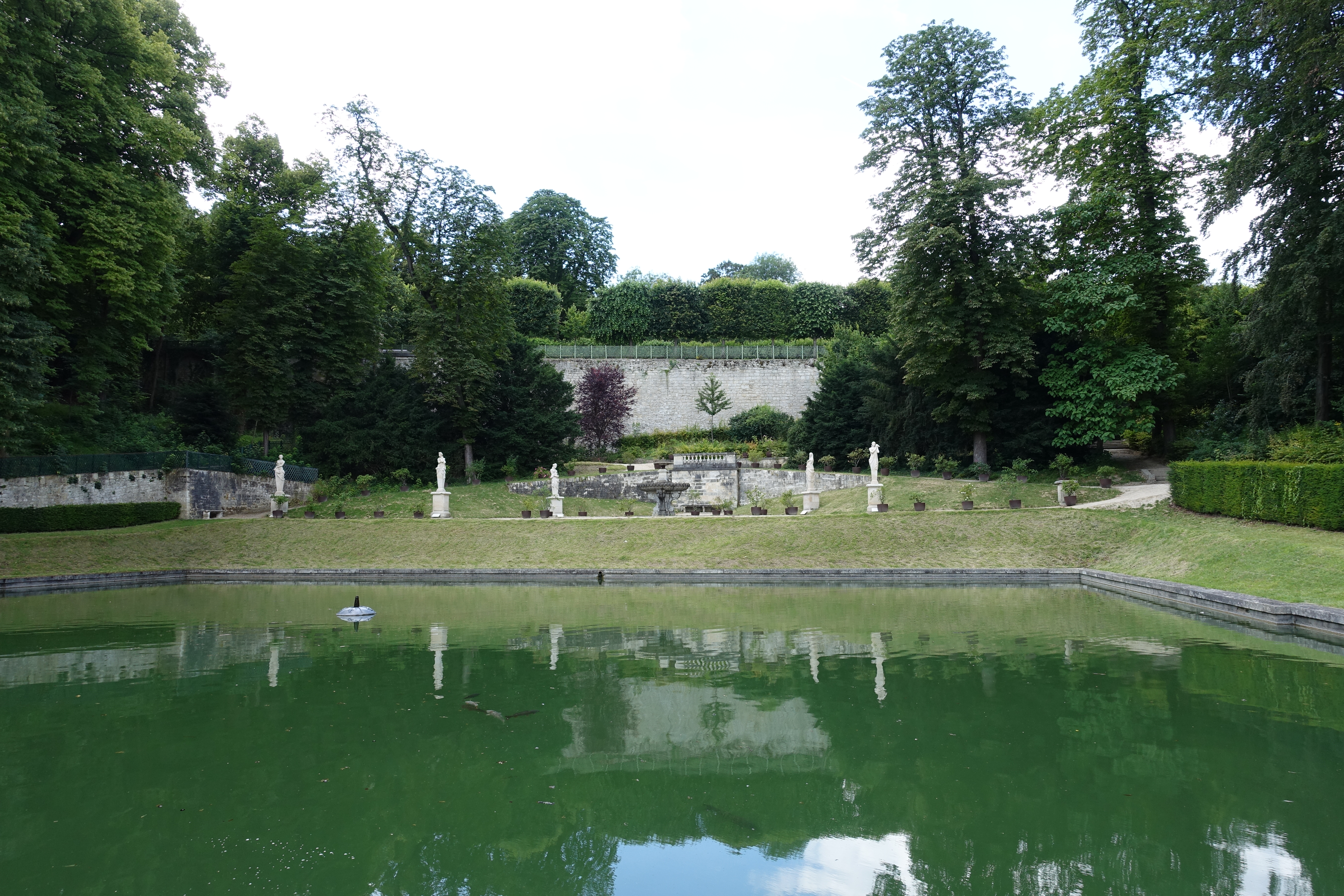
Le bassin du Grand jet de nos jours, avec la grande terrasse dans le fond.
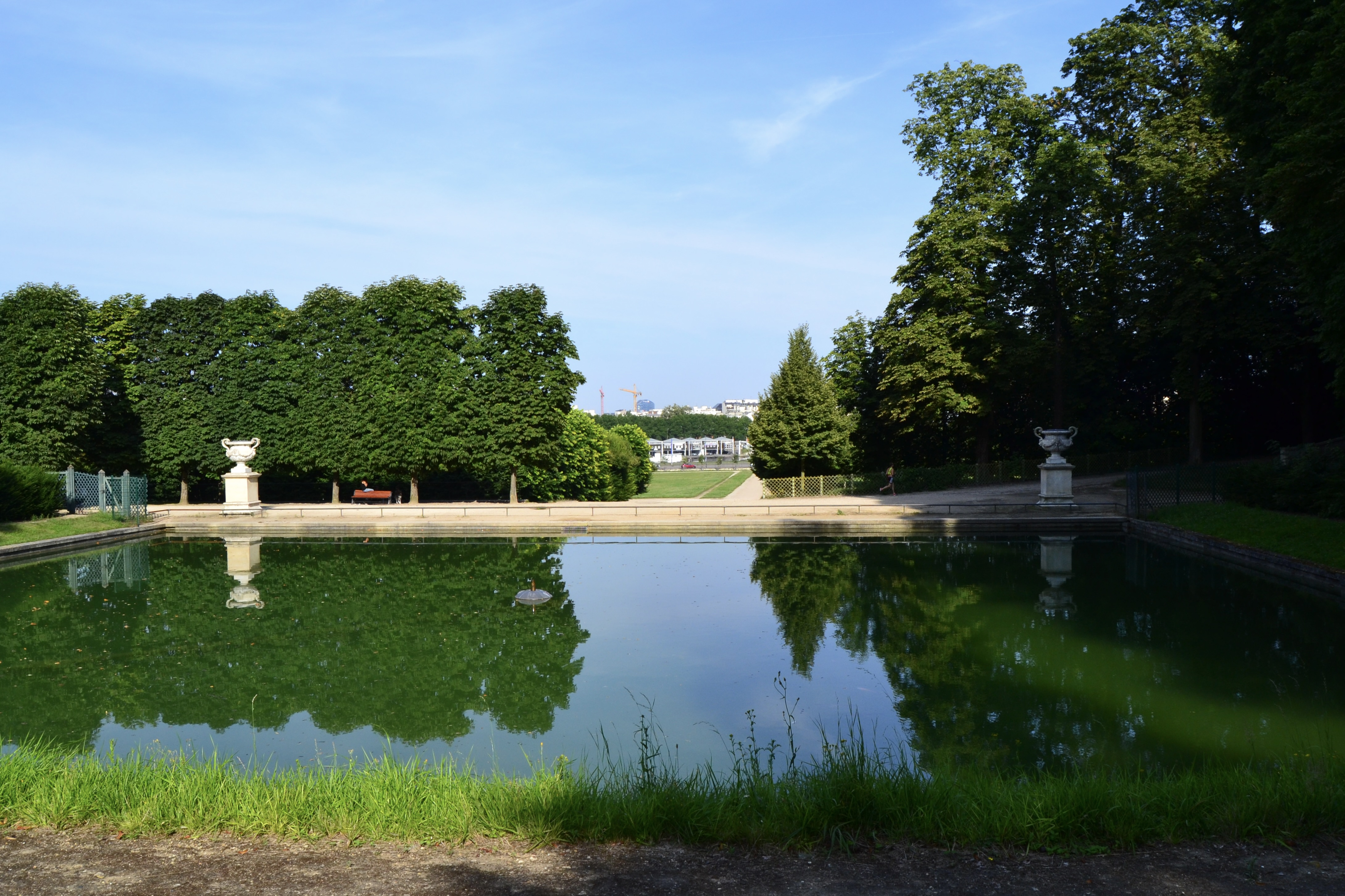
Le bassin du Grand Jet, vu depuis la hauteur.

#### Le bassin de la Gerbe et les Berceaux terminant l'allée basse
Les jardins bas étaient structurés autour d'une grande allée basse. Celle-ci se terminait au sud par un parterre entouré de berceaux de végétation et non pas de treillages, c'est uniquement dans le fond que se déployait un grand et magnifique treillage décoratif, avec trois pavillons reliés entre eux. On l'appelait la Perspective ; sans doute une perspective avait été peinte, peut-être par Jacques Rousseau, peintre qui avait réalisé les peintures de l'Orangerie de Saint-Cloud pour Monsieur. Ou alors s'agissait-il d'une perspective feinte en treillage ?  
Le tableau d'Allegrain présente sur le devant la description détaillée et fort fidèle du parterre des Berceaux.
Le bassin principal s'appelait la Gerbe, qui était un gros jet d'eau massif, constitué de plusieurs jets collés les uns aux autres. Il fallait en effet un jet d'eau important puisqu'il terminait la longue allée basse du jardin. On pouvait donc aussi appelé le parterre des Berceaux le parterre de la Gerbe. En outre, les arcades de verdure rappelaient celles qui décoraient les jardins du château de La Rochefoucauld à Liancourt.
Non loin des Berceaux, mais beaucoup plus haut sur la colline se situait le « Belvédère », ou « Balustrade », d'où la vue sur Paris était spectaculaire (voir ci-dessous).

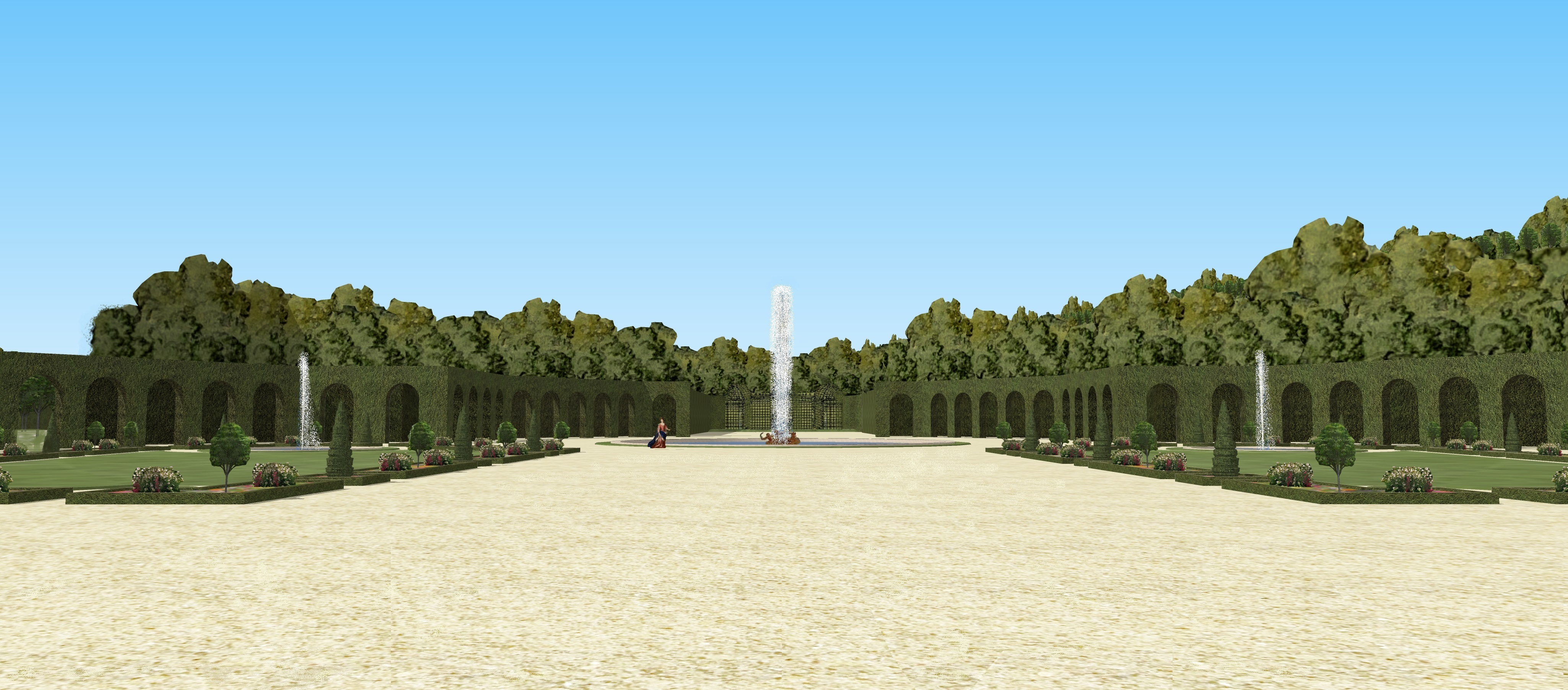
Restitution du parterre de la Gerbe et des Berceaux, jardins bas du château de Saint-Cloud, vers 1680.
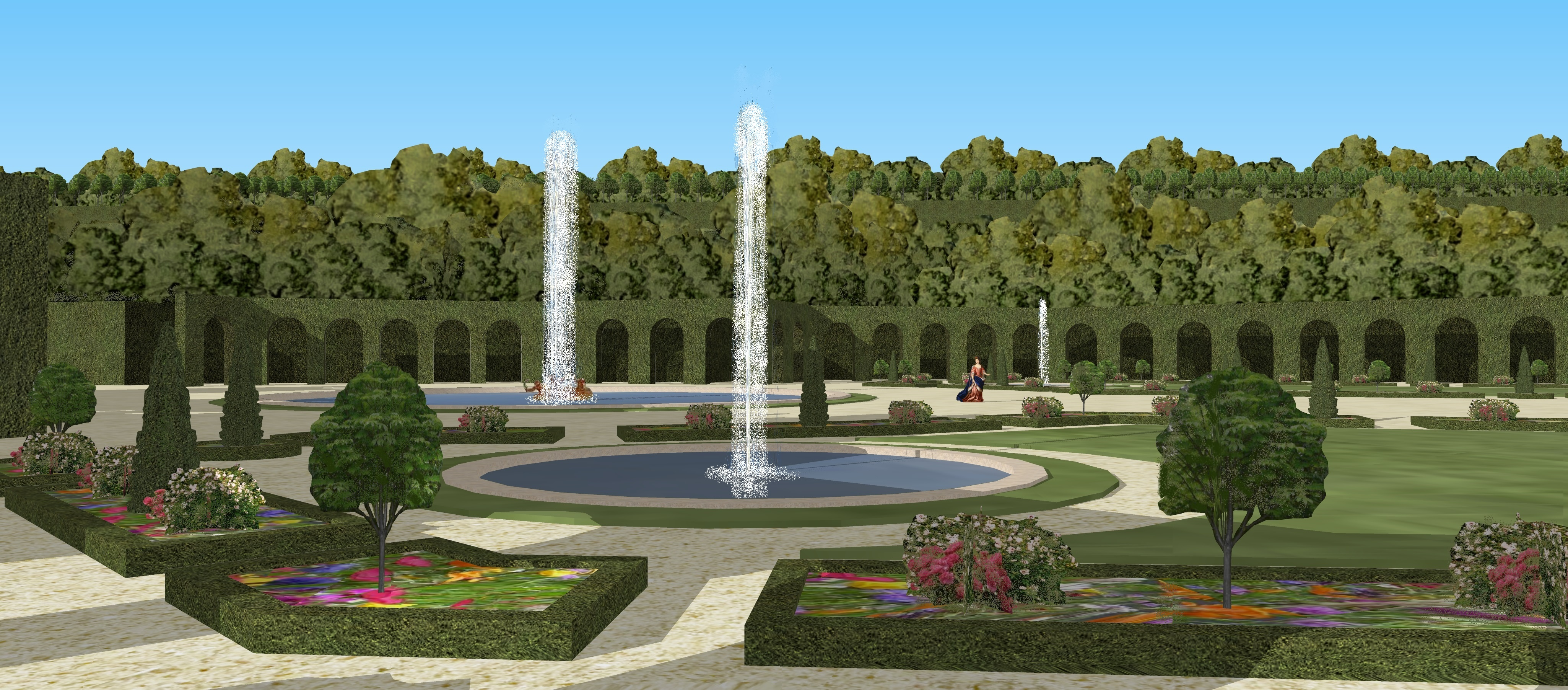
Restitution du parterre de la Gerbe et des Berceaux, vue de biais, jardins bas du château de Saint-Cloud, vers 1680.

#### Les deux parterres des mignardises

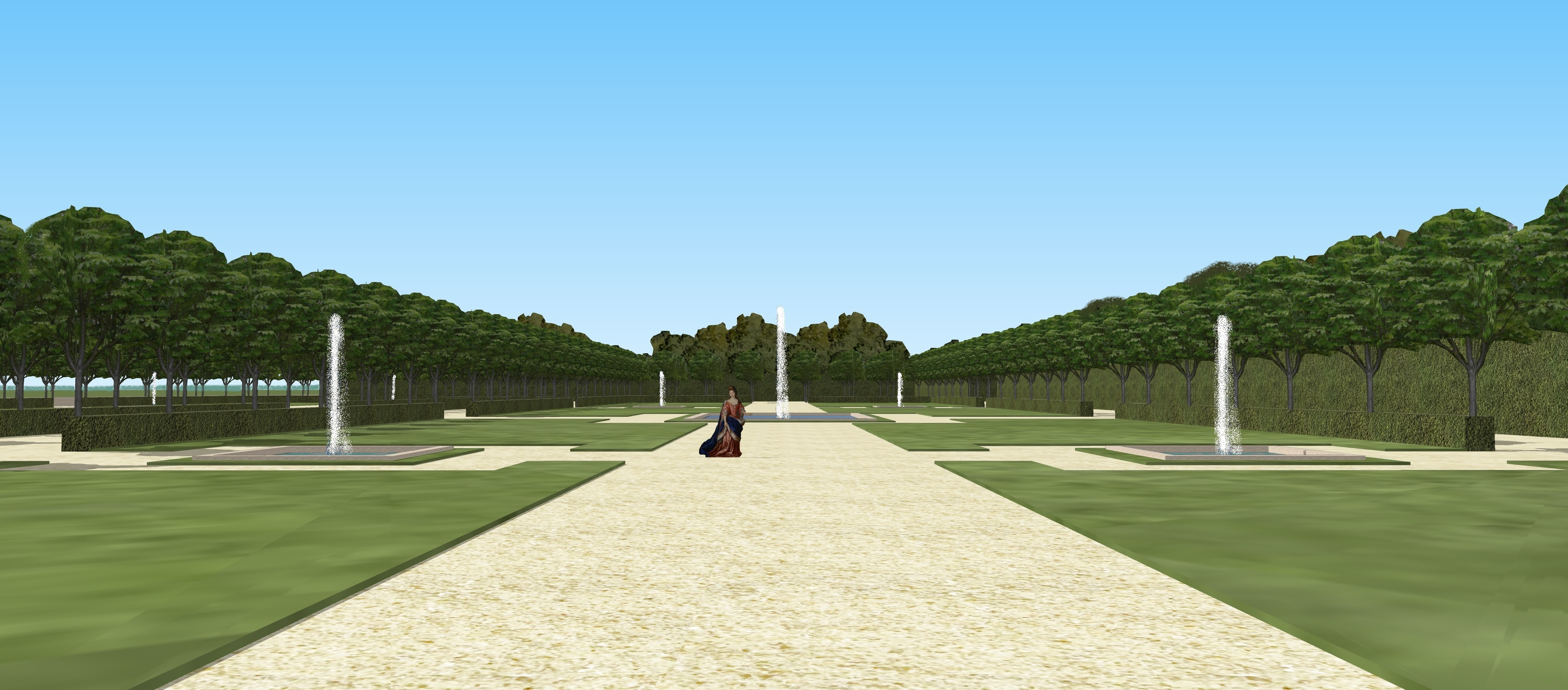
Restitution du parterre des mignardises, jardins bas du château de Saint-Cloud vers 1690.

À l'est du parterre des Berceaux, le visiteur découvrait ensuite les deux parterres des mignardises. Il s'agissait de deux espaces identiques, séparés entre eux par une allée d'arbres. Chacun de ces espaces disposait de 5 bassins : un grand bassin rectangle au centre et quatre petits carrés sur les côtés. L'ensemble était ceinturé d'une petite clôture végétale à hauteur d'appui. Tout cet espace était plat et menait à un bois qui séparait les jardins bas de la Grande Cascade d'avec le parterre de Vénus.

#### En allant vers l'«Isle Monsieur»: le bassin des 13 jets, et les vues sur le lointain

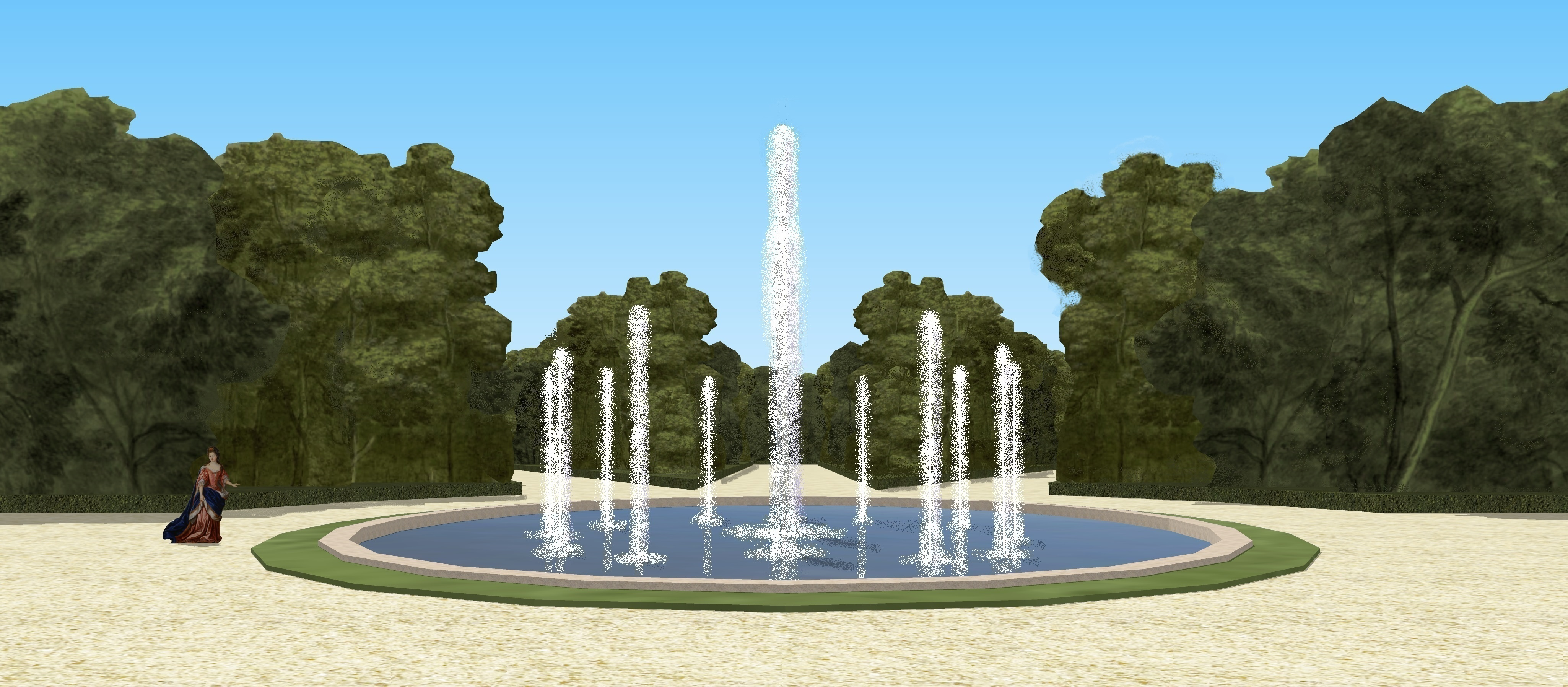
Restitution du bassin ovale des 13 jets, jardin bas du château de Saint-Cloud, vers 1700.

La première partie du jardin bas s'achevait avec les parterres des mignardises. Ensuite se trouvait un bois tracé en croix de Saint-André, avec une fontaine ovale possédant « treize jets » d'eau, ainsi que le mentionne expressément un plan datant du Régent. Ce choix de 13 jets d'eau s'explique en ce qu'il constitue un hommage flagrant de Monsieur à son père, le roi Louis XIII, en souvenir de ce chiffre 13.
Ce bois séparait les jardins bas d'une autre composition monumentale : les parterres du Trianon de Saint-Cloud. Ce nouvel espace voisinait avec l'« Isle Monsieur », une île située le long de la Seine et aménagée avec une allée d'arbres en ceinturant l'espace. On pouvait découvrir soudainement, en sortant du bois, cette deuxième partie du jardin, et l'effet de surprise devait être saisissant, puisque ce bois préalable cachait tout, servait de philtre, avant de découvrir le nouveau spectacle des jardins de Saint-Cloud.

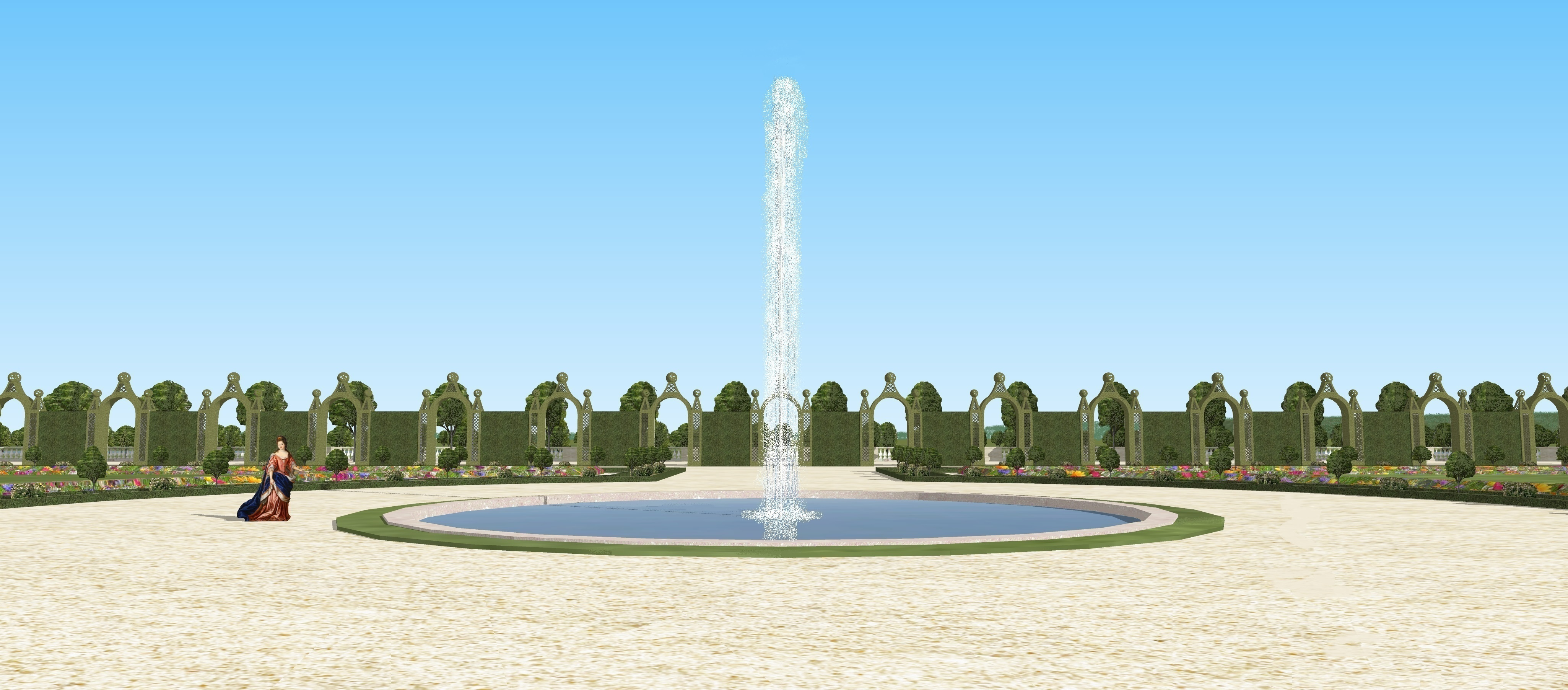
Restitution de la vue sur les berceaux de treillages du parterre nord du Trianon du château de Saint-Cloud, vers 1685.

Mais il était aussi possible de découvrir les parterres du Trianon depuis l'allée du mail ou la grande allée haute du Belvédère. Le mail était d'abord cerné par la végétation, quand il commençait, au-dessus des Berceaux. Mais ensuite, par surprise, le bois cessait, et le visiteur invité par Monsieur découvrait par surprise une vue depuis l'allée du mail, placée en hauteur par rapport aux parterres. C'est alors que la vue était dégagée sur un premier parterre, orné d'une fontaine en son centre. Derrière ce parterre qui ne possédait pas de broderies, contrairement à certaines représentations erronées, trônaient tout un ensemble de treillages entrecoupés de haies. Ces treillages avaient pour fonction de créer un mur de scène, un décor artificiel à ce premier parterre. Et depuis l'allée du mail, l'axe de symétrie sur ce parterre offrait une vision saisissante, sur la nature, la Seine, les coteaux de Meudon et d'Issy et Paris dans le fond. Saint-Cloud était considéré comme un jardin naturel, où l'Art n'était qu'au service de la Nature. Cette vision champêtre sur l'Isle Monsieur et la nature « à peine domestiquée » offrait un exemple parlant de jardins réguliers où la Nature surpassait l'Art. À Versailles tout au contraire, l'Art asservissait la Nature, et c'est pourquoi les jardins de Versailles et ceux de Saint-Cloud avaient une essence fort différente.

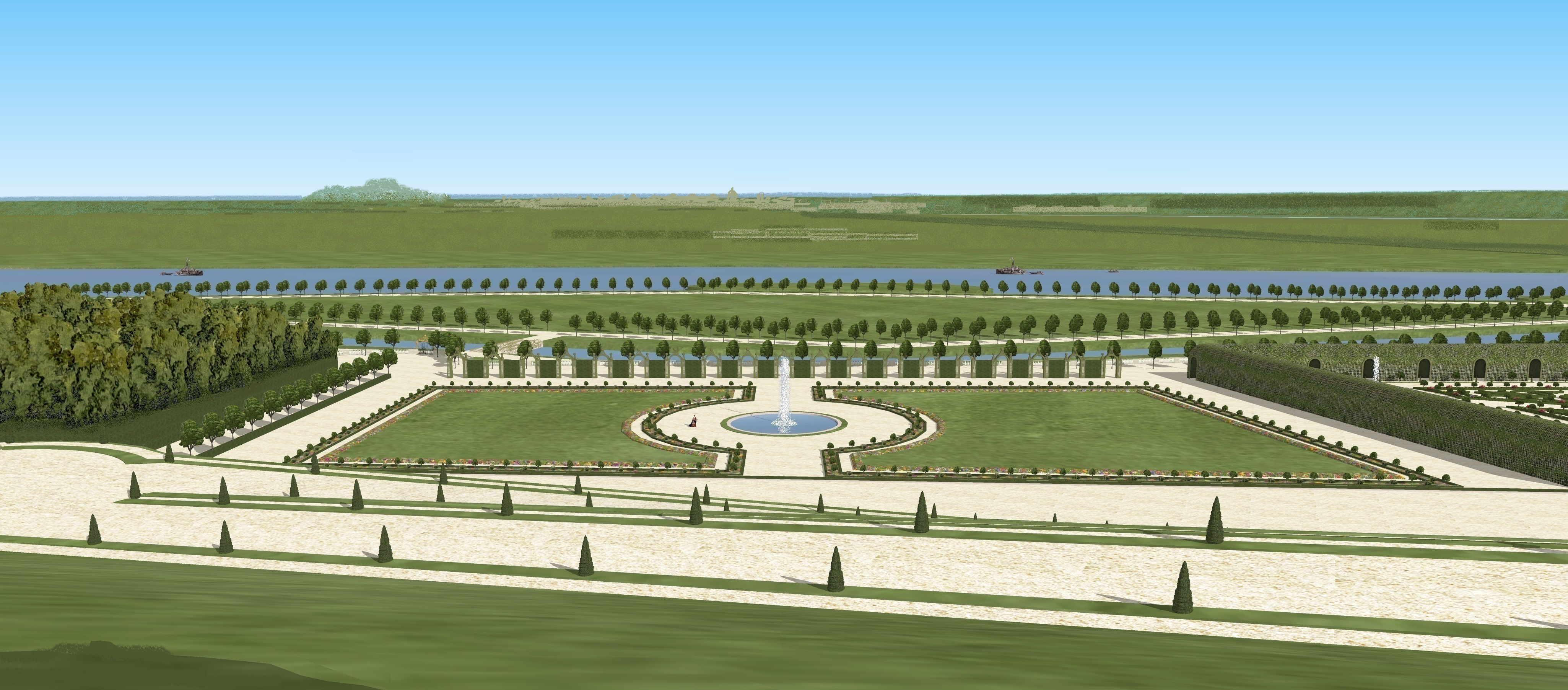
Restitution du parterre nord du Trianon du château de Saint-Cloud, vers 1700, depuis l'allée du jeu du mail.
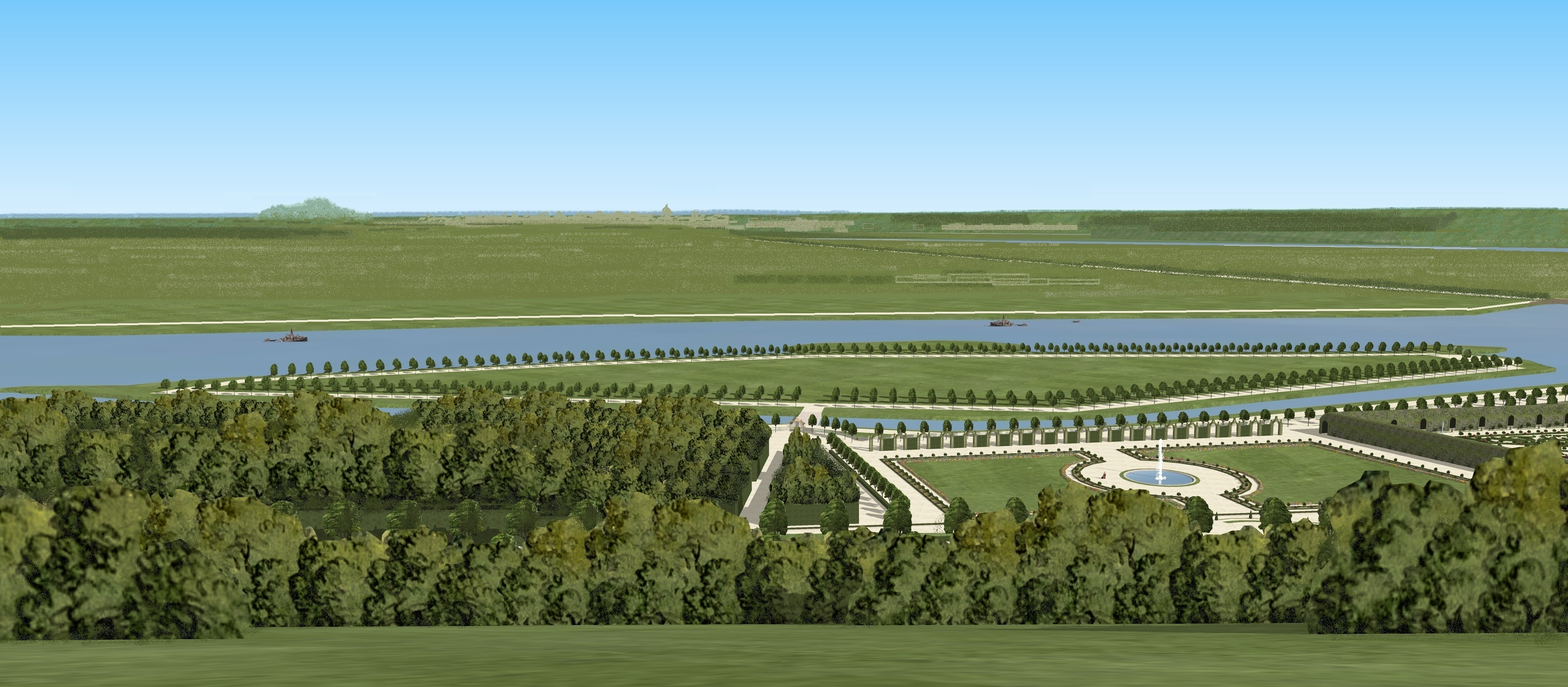
Restitution de la vue sur Paris depuis la Balustrade du château de Saint-Cloud, vers 1700.

#### Le parterre de Vénus et le Trianon de Saint-Cloud

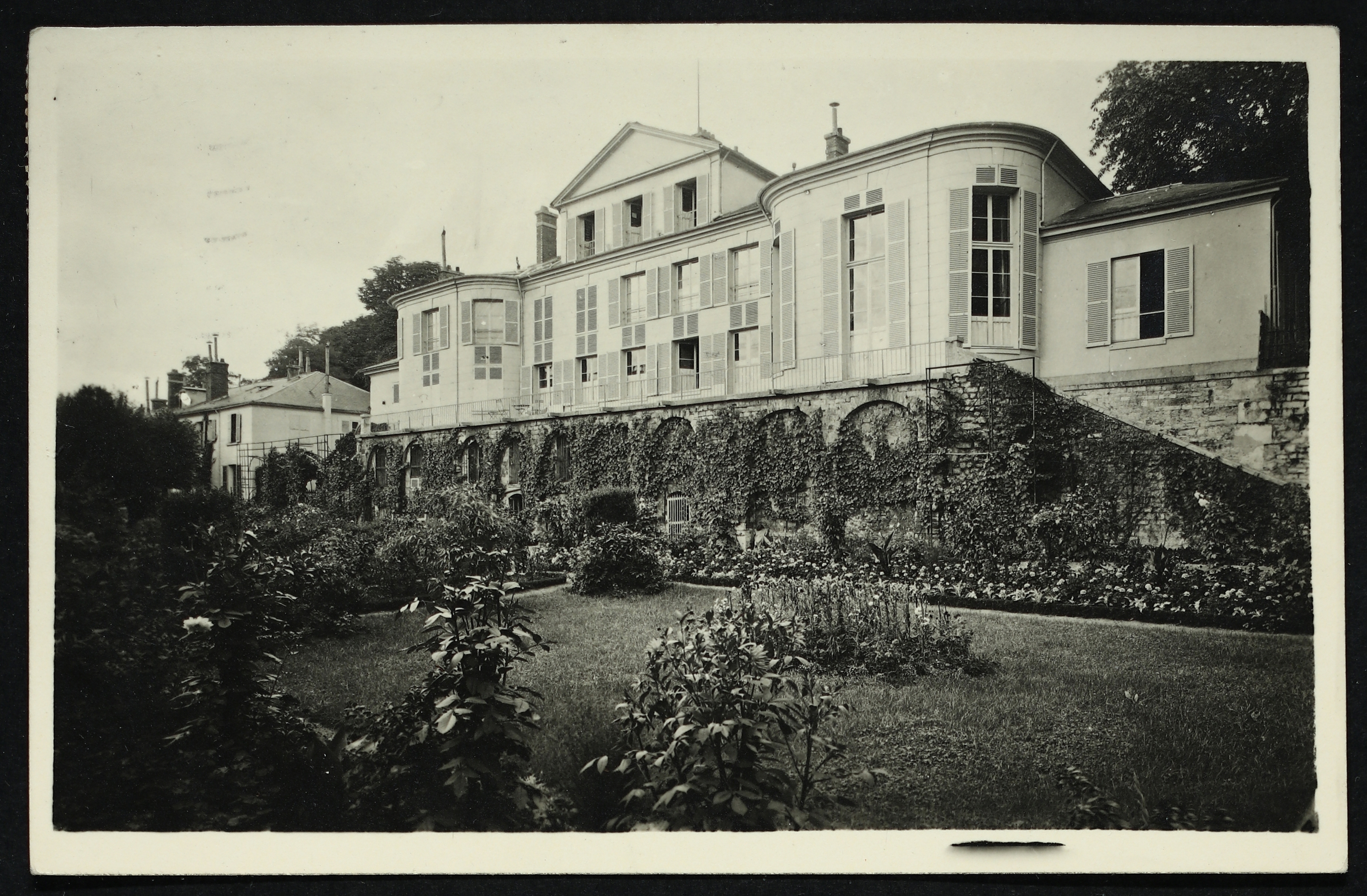
Le pavillon de Breteuil, Trianon de Saint-Cloud, début XXe siècle. Le Pavillon a été alors totalement reconstruit.

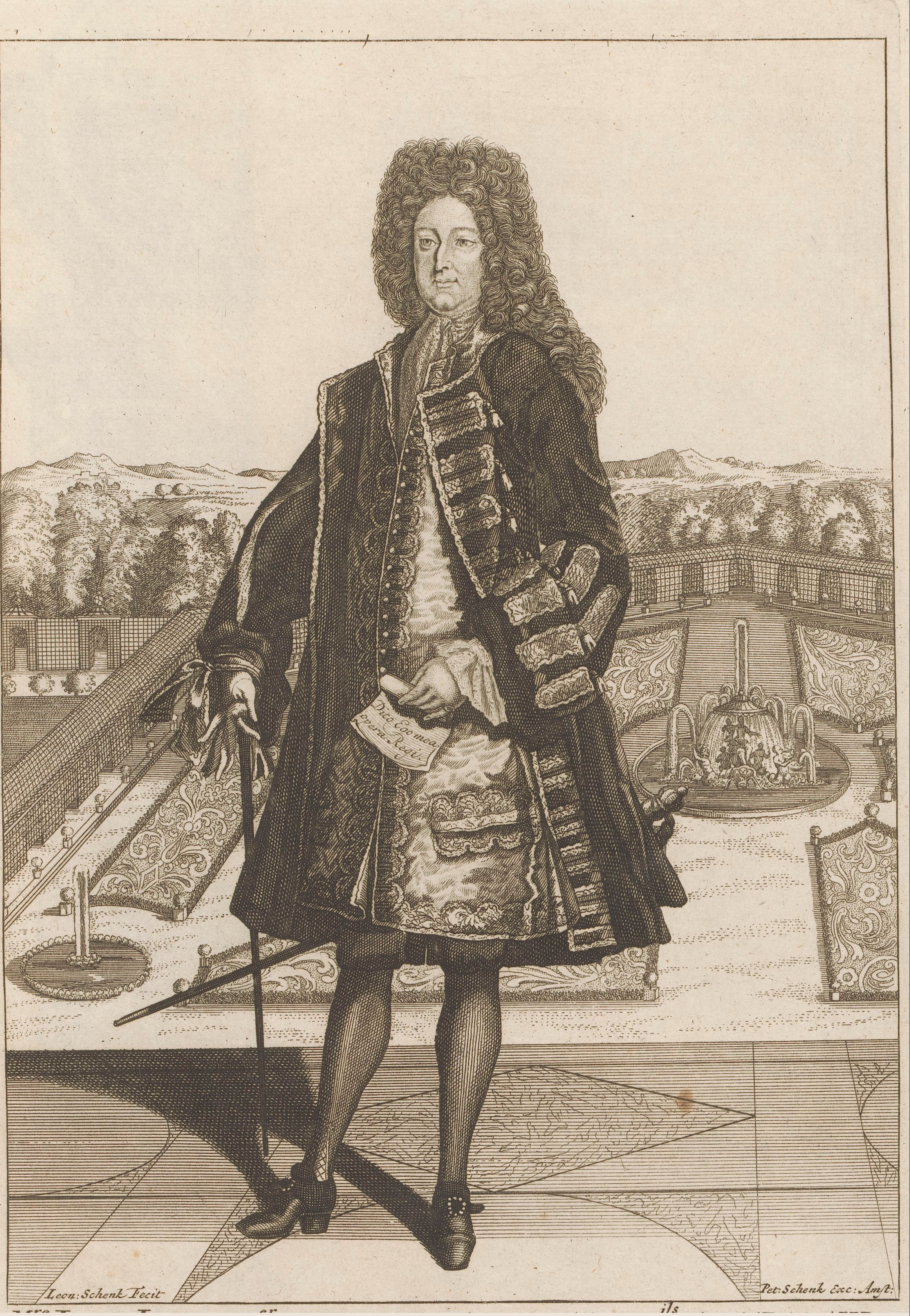
John Law, vers 1720 au Trianon.

Au sud du domaine, l'agrandissement du parc se fit par l'ajout d'un grand jardin, dit du Trianon. Un pavillon édifié sur la hauteur dominait le site avec une vue panoramique sur Paris. En contrebas, André Le Nostre fit réaménager la totalité de l'espace : il symétrise la vision de l'île Monsieur avec un autre espace à droite, planté, du côté de l'entrée vers Sèvres. Le Nôtre fait tracer un parterre de broderie tout en longueur et peu large (voir le plan conservé à Stockholm), créant une symétrie monumentale, avec l'ajout de part et d'autre de deux grands parterres latéraux. Le bassin central offrait une fontaine dédiée à la déesse Vénus, qui régnait sur l'Amour. Un grand berceau de treillages structurait l'ensemble, en forme de U, et d'autres treillages avec des ouvertures répétées se prolongeaient de part et d'autre. Toute la composition de ce nouvel espace du Trianon, avait été réalisé pour être vue depuis la terrasse du Trianon, où tout l'ensemble s'équilibrait à merveille, ce qui devait constituer l'une des surprises les plus spectaculaires des jardins de Saint-Cloud au temps de Monsieur. Ainsi, dans l'appartement de son pavillon du Trianon de Saint-Cloud, Monsieur s'abandonnait à tous les plaisirs, charnels et autres, sous la protection tutélaire de Vénus, déesse des amours, qui trônait en majesté au centre de la composition.
À l'intérieur du Trianon, un grand salon prenait place dans le pavillon nord. De nombreuses fenêtres permettaient d'admirer depuis le salon la superbe vue sur Paris. Huit pilastres scandaient les parois, tandis que le plafond voûté était encore éclairé par des petites fenêtres dans la hauteur. Au salon succédait une antichambre ou « salle », laquelle menait à la chambre de Trianon. La vue était sans doute l'une des plus belles sur Paris, avec celle depuis le château de Meudon voisin. 

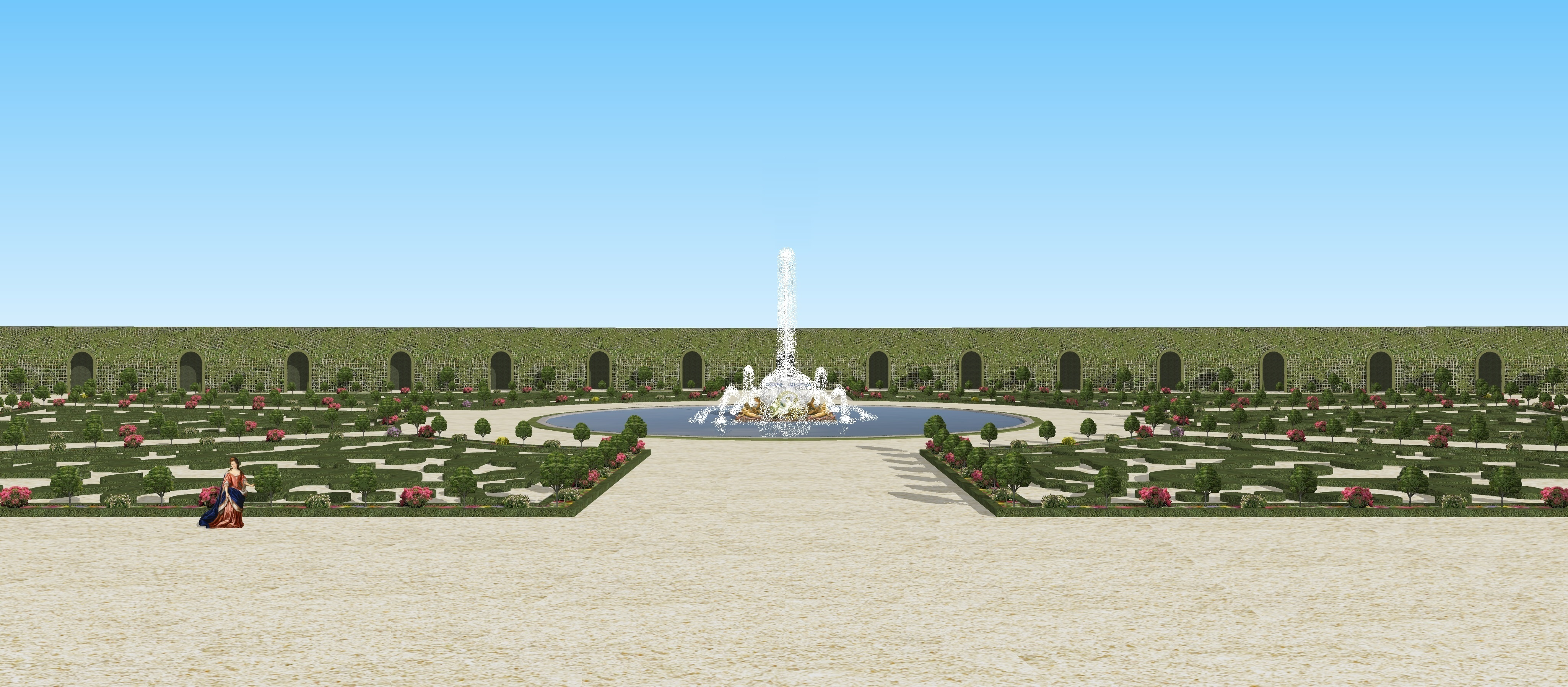
Restitution de la vue sur le bassin de Vénus, parterre du Trianon du château de Saint-Cloud, vers 1700.
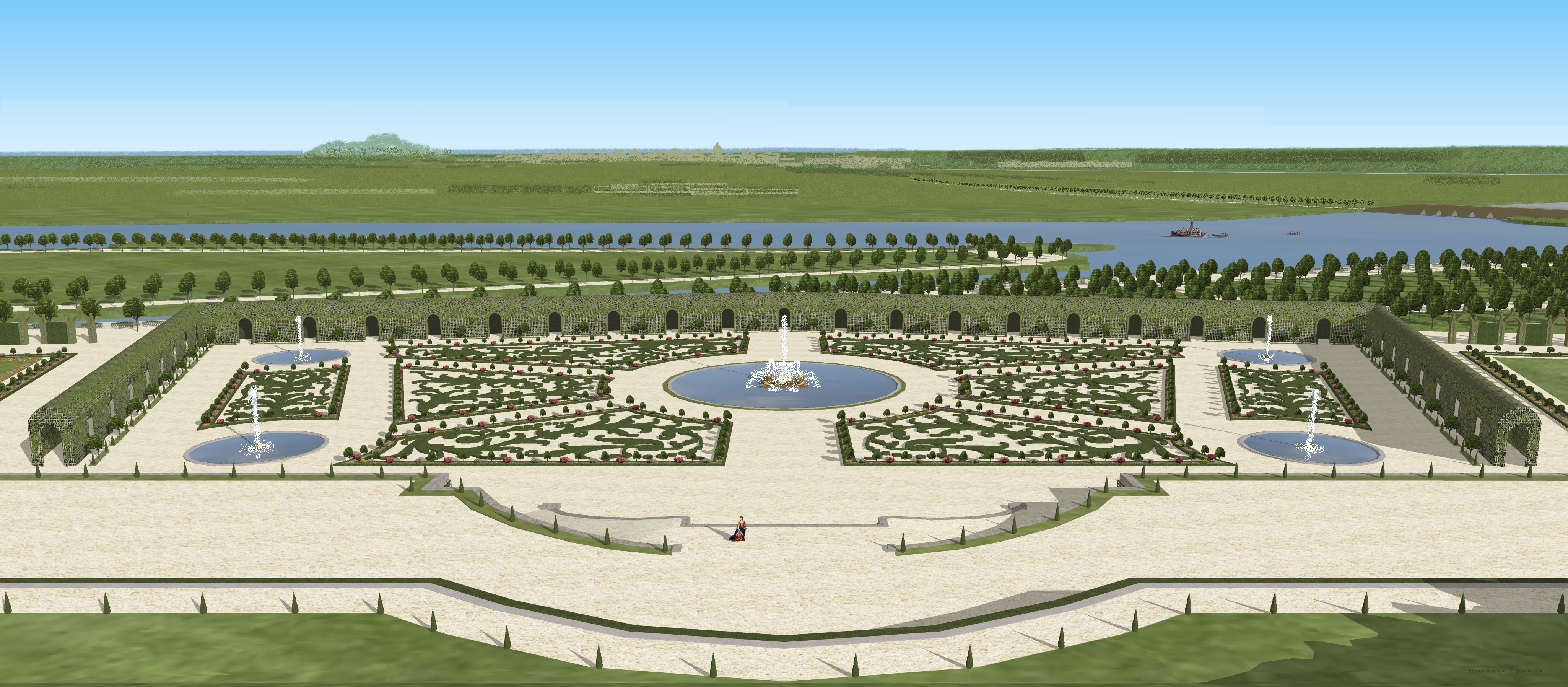
Restitution de la vue sur le parterre du Trianon du château de Saint-Cloud depuis la terrasse, vers 1700.
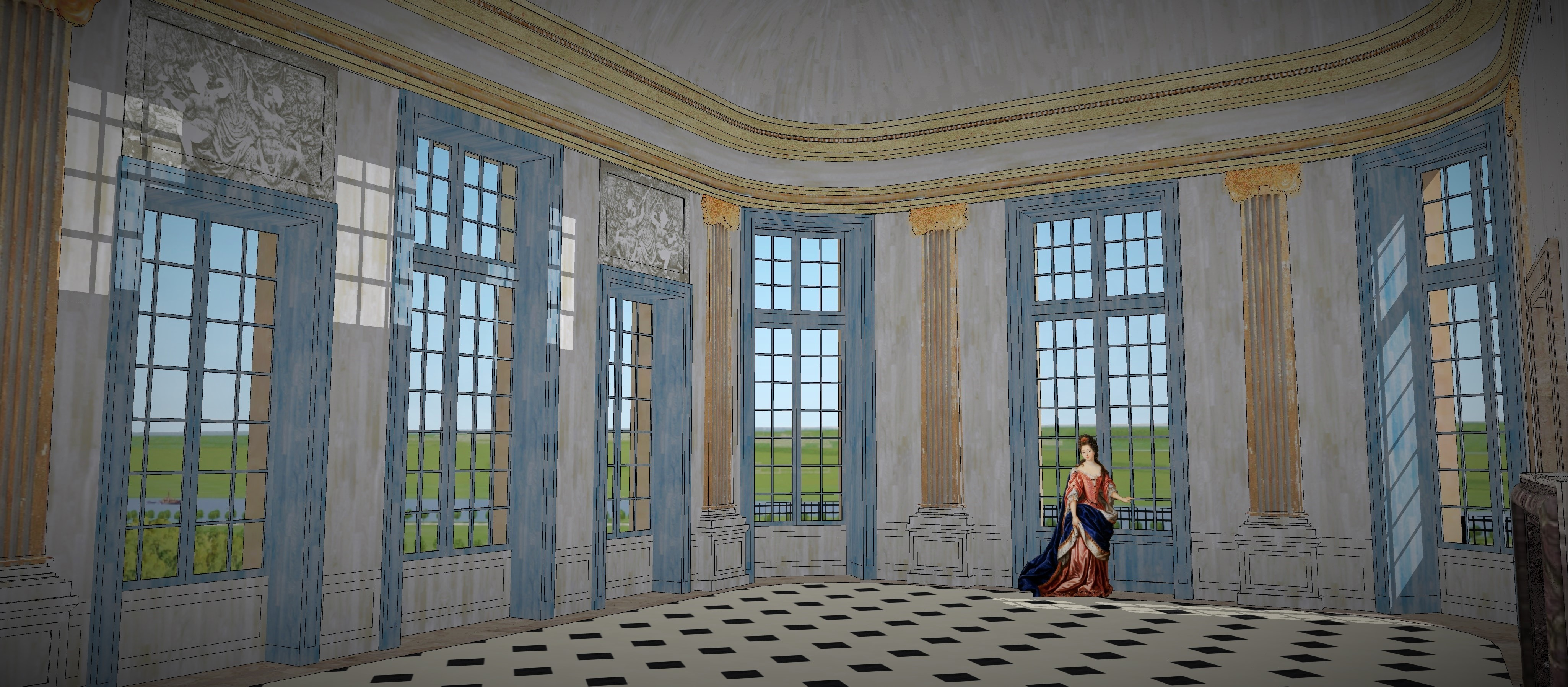
Restitution de l'intérieur du Salon du Trianon du château de Saint-Cloud, vers 1680.

#### Le bosquet planté en quinconce du côté du pont de Sèvres, et le Potager

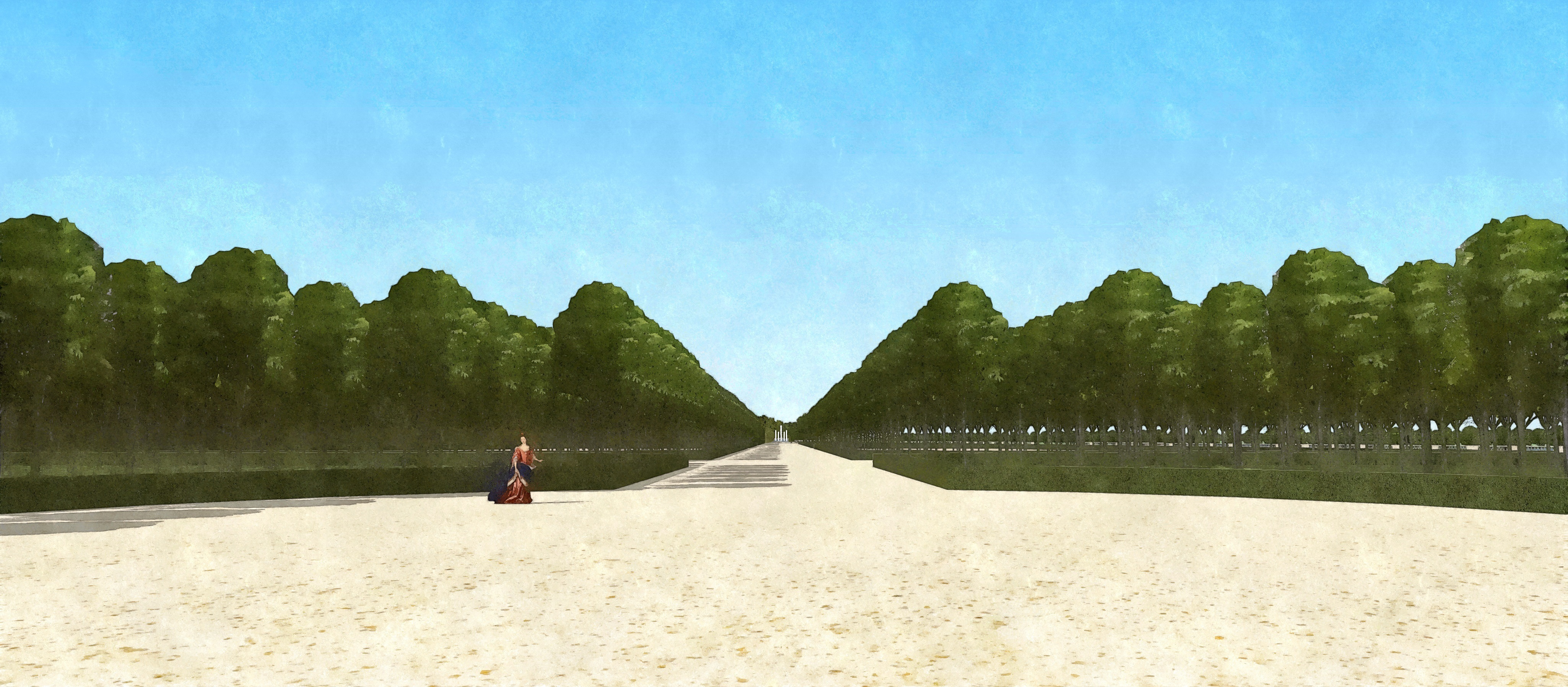
Restitution de l'entrée du bosquet planté en quinconce depuis l'entrée du jardin du château de Saint-Cloud, du côté du pont de Sèvres, fin du XVIIe siècle.

Au sud du parterre du Trianon se trouvait un bosquet planté en quinconce, avec des centaines d'arbres strictement alignés. C'est arrivant depuis le pont de Sèvres, sur la route royale de Paris à Versailles que les visiteurs pouvaient découvrir la grande allée basse de l'entrée sud du domaine. On y découvrait dans le fond de l'axe de symétrie le bassin des 13 jets. Initialement, cette entrée était enrichie d'un bassin circulaire mais il dût déjà supprimé assez rapidement, on ne le trouve plus sur plusieurs plans de la fin du XVIIe siècle. 

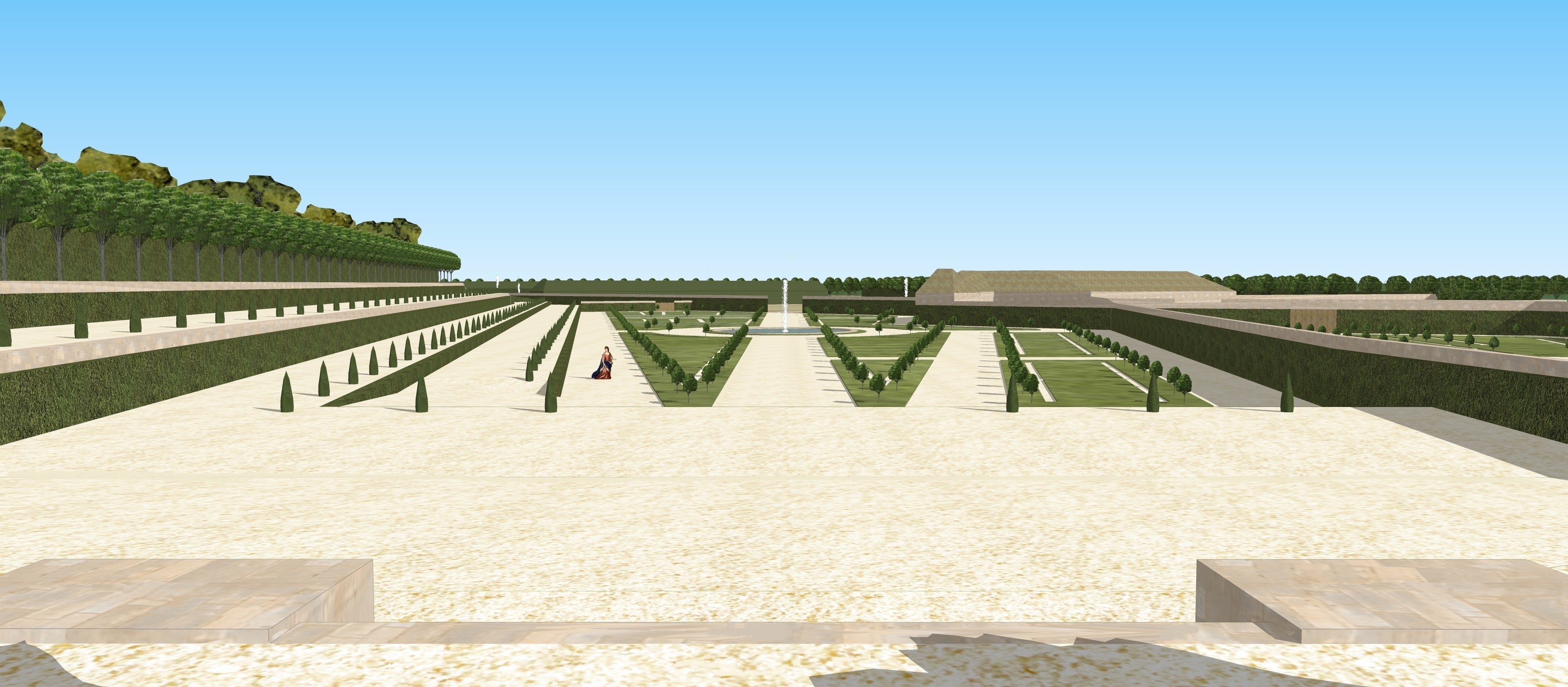
Restitution de la vue depuis l'escalier du Potager du château de Saint-Cloud, du côté de Sèvres, vers 1720 ?.

Au niveau de l'actuel « jardin fleuriste de Marie-Antoinette » se situait une partie du potager du château de Saint-Cloud. De grandes terrasses nivelaient le terrain qui montait du côté nord, au niveau de la colline de Saint-Cloud. Il semble qu'au temps du Régent, les allées ont été tracées pour obtenir un jeu visuel équilibré en se plaçant au niveau de l'escalier qui mène vers les jardins du côté de Sèvres. En se retournant, on découvrait une merveilleuse patte d'oie, qui structurait le potager de manière régulière et théâtrale. D'une parcelle encaissée et inégale, le lieu devint néanmoins « susceptible de quelque régularité ».

#### Les jardins en terrasse du côté de Sèvres et la deuxième cascade

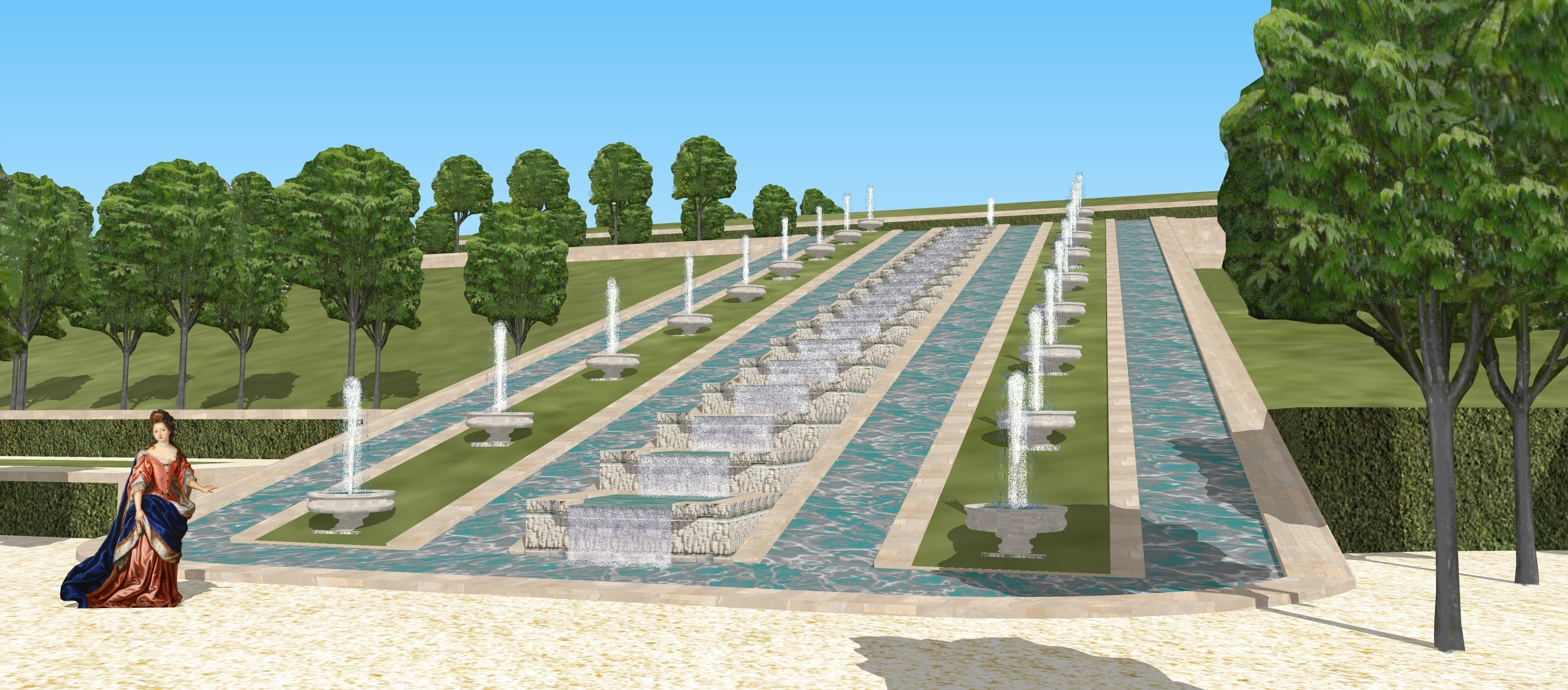
Restitution de la deuxième cascade de Saint-Cloud, dite « les petites cascades de Sèvres », vers 1700.

En allant du côté de Sèvres (que l'on appelait « Sève » au XVIIe siècle) et de la Ménagerie (actuelle mairie de Sèvres), le jardin se prolongeait dans la vallée de Sèvres, en parallèle de la route royale allant de Paris à Versailles. Dans ce lieu reculé, une nouvelle cascade fut édifiée par Monsieur juste avant sa mort. Une belle rivière fort naturelle, bien différente de la massive grande cascade, surprenait le visiteur qui se promenait jusqu'à la Ménagerie.
Monsieur aimait beaucoup se rendre dans sa Ménagerie, ainsi qu'en témoignent les mémoires du temps. L'intérieur (actuelle mairie de Sèvres) devait comporter un appartement pour le recevoir. Face à cette Ménagerie, de grandes terrasses étaient aménagées sur la colline. Des escaliers étaient ornées de fontaines, grottes et autres décors de ce type, tout le long de la montée jusqu'aux terrasses, d'où la vue était champêtre.
En outre, la ballade sur les terrasses hautes de Sèvres devait offrir une belle vue champêtre sur la petite vallée de Sèvres, où trônait le pavillon Renaissance dit « Pavillon Lully ».

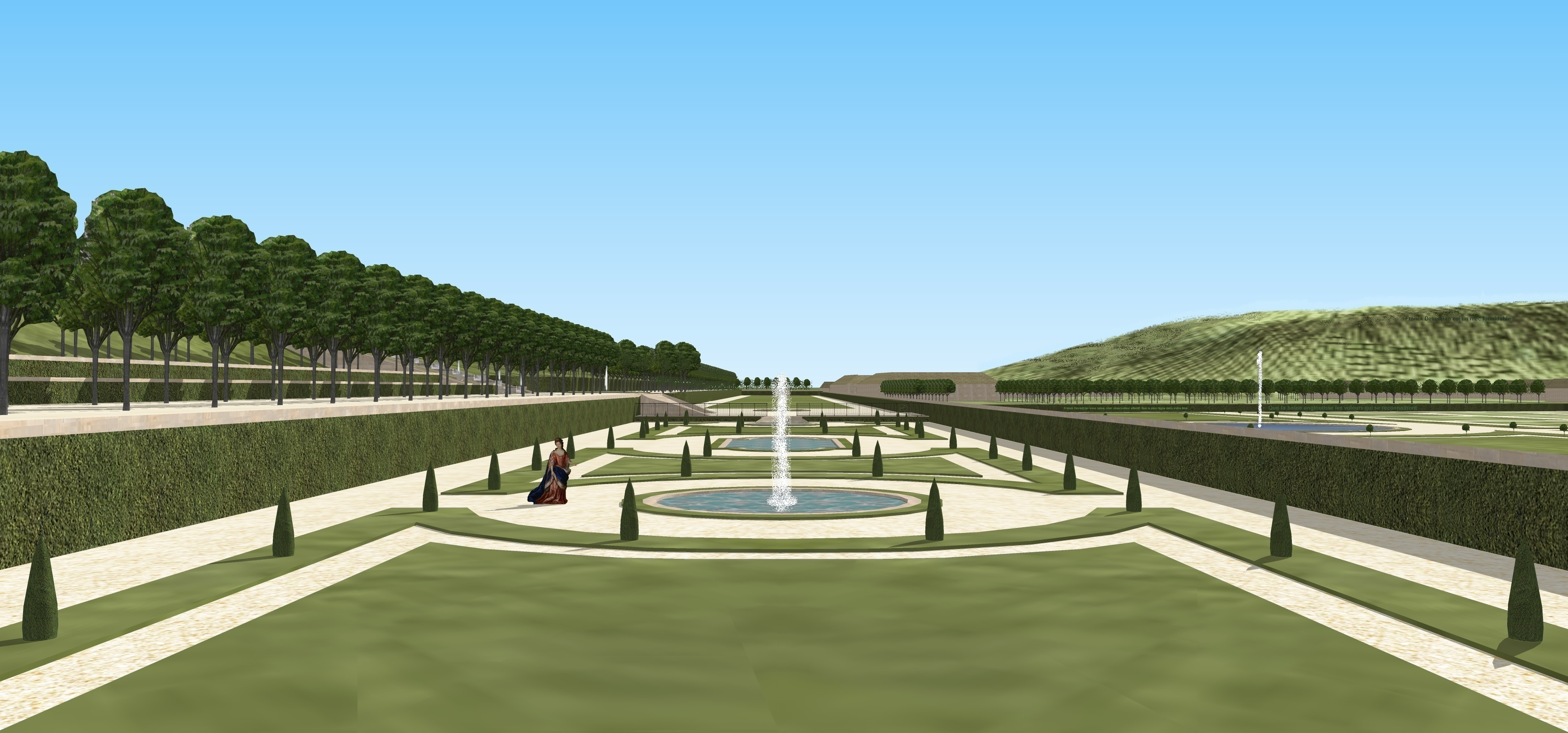
Restitution de la vue sur les parterres de Sèvres du côté de la Ménagerie, 1700.
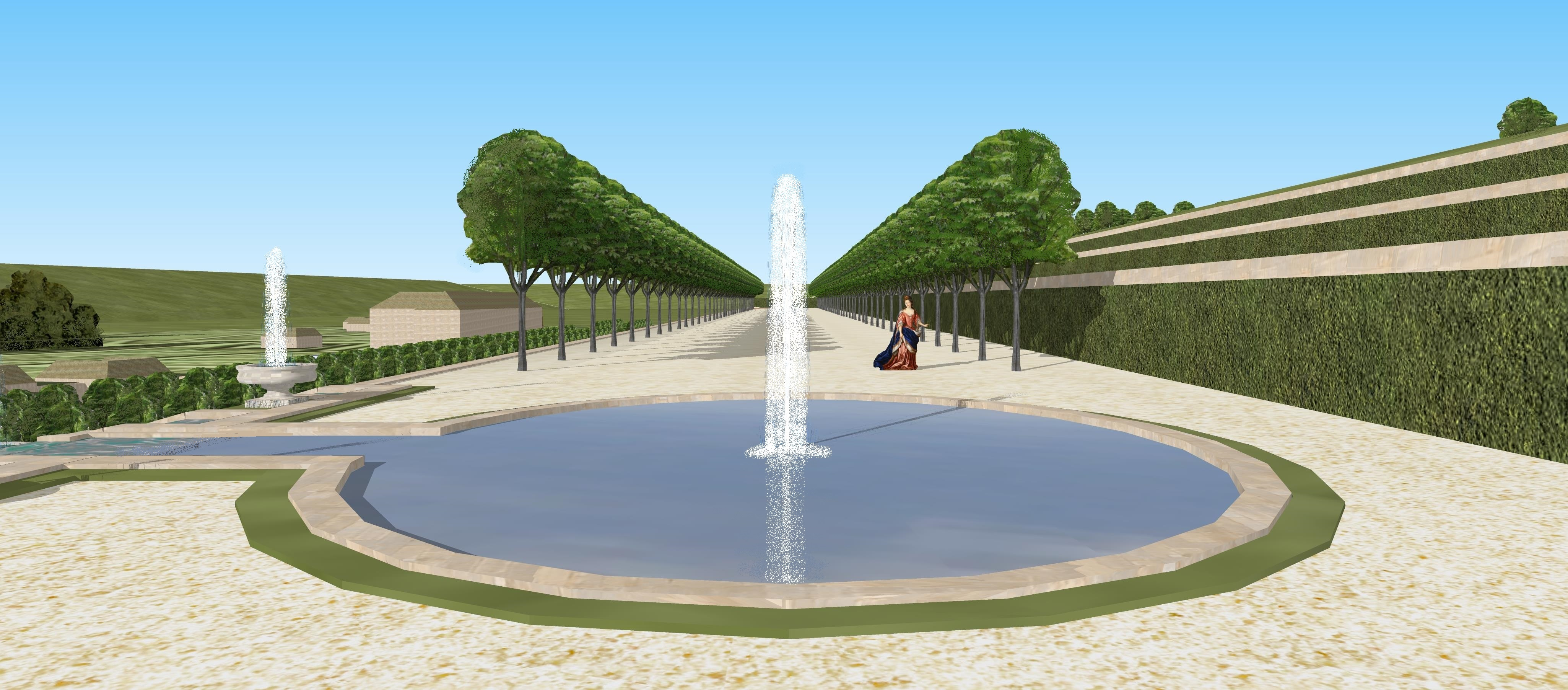
Restitution du bassin situé au dessus de la cascade de Sèvres, jardin du château de Saint-Cloud, vers 1700.
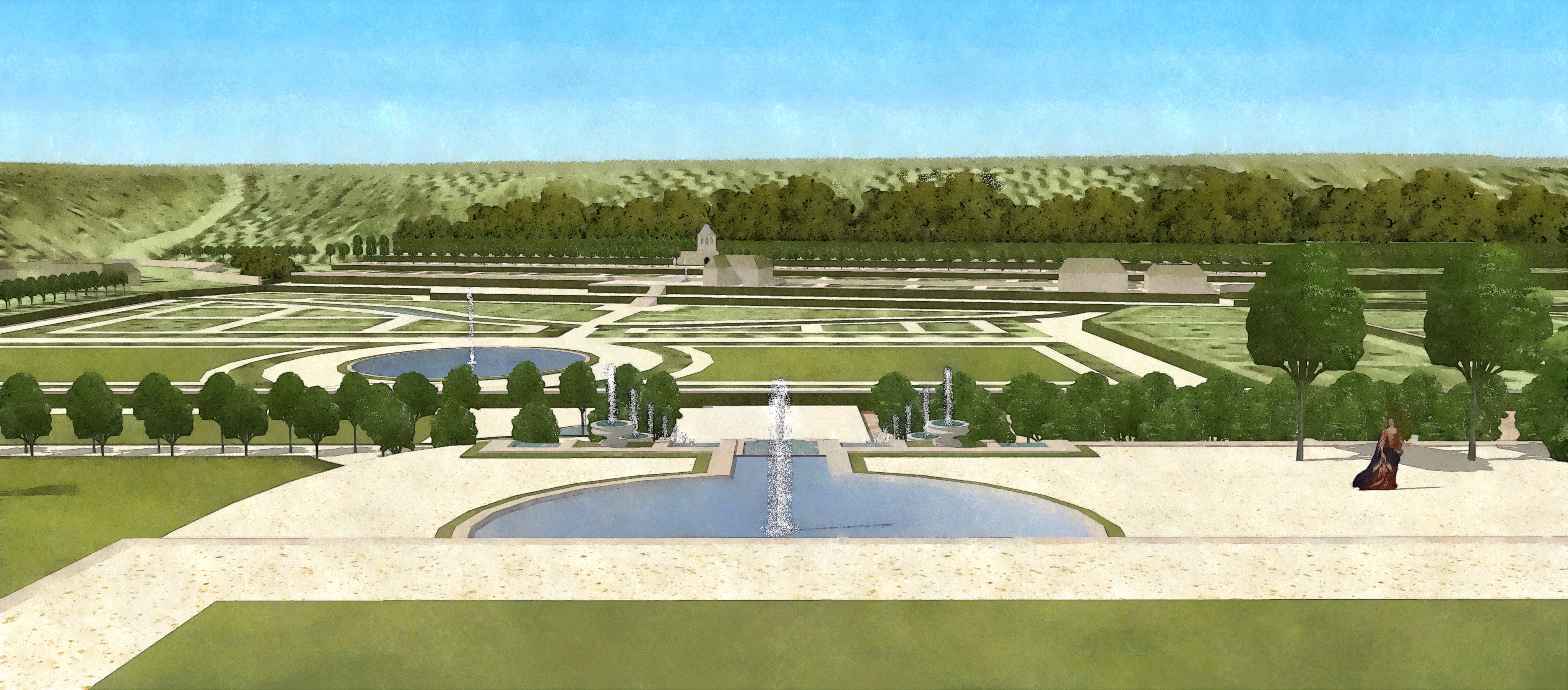
Restitution de la vue sur le vallon de Sèvres depuis les terrasses hautes des jardins du château de Saint-Cloud, vers 1700.

#### Le parc aménagé au temps de Monsieur
C'est Monsieur qui fit considérablement agrandir le parc du château de Saint-Cloud, en aménageant de grandes allées, où l'on pouvait se promener en calèche. Le parc rejoignait le domaine du château de l'Etang et de Marnes.

Plan de Saint-Cloud levé par les Srs Parent.
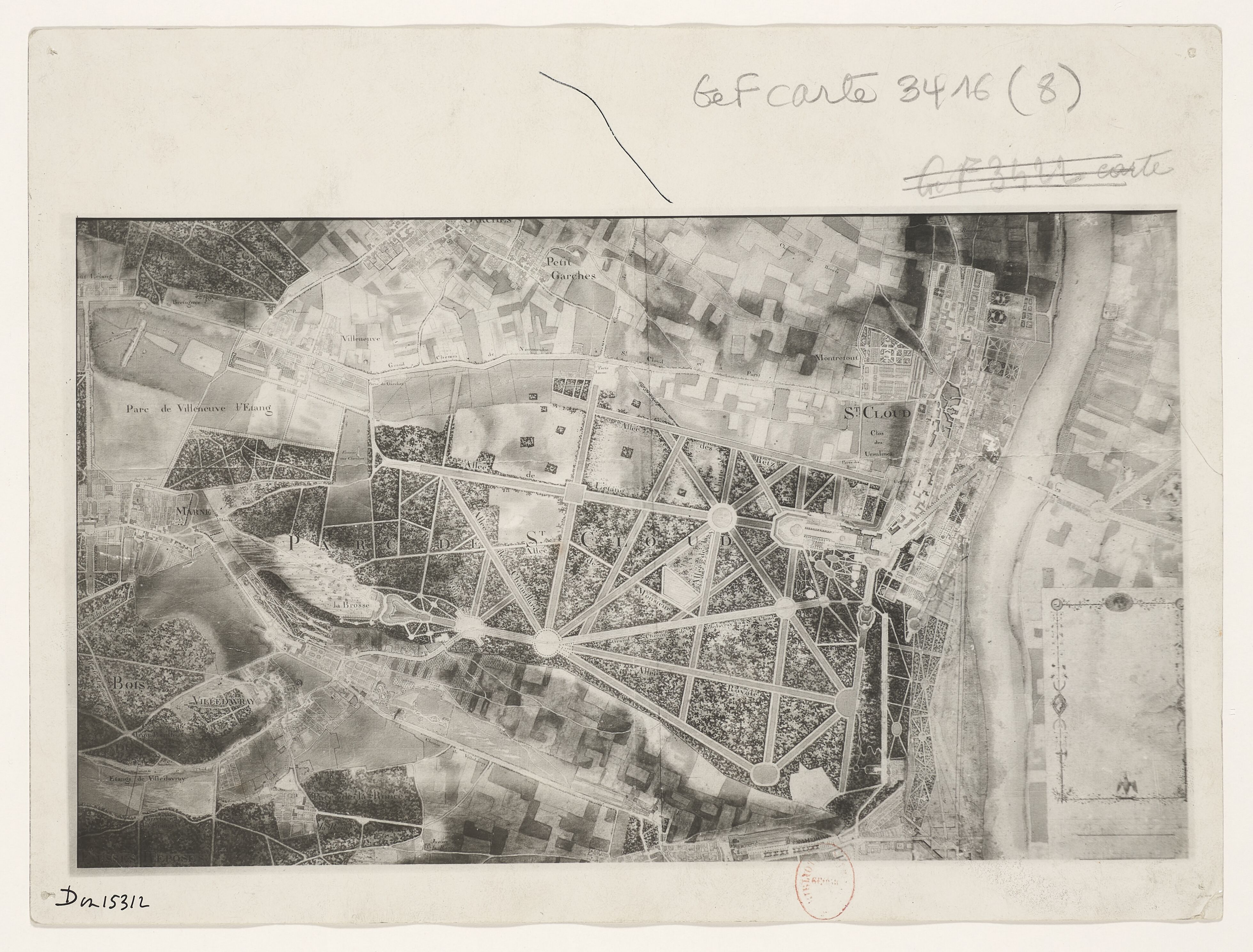
Parc de Saint-Cloud au XVIIIe siècle.
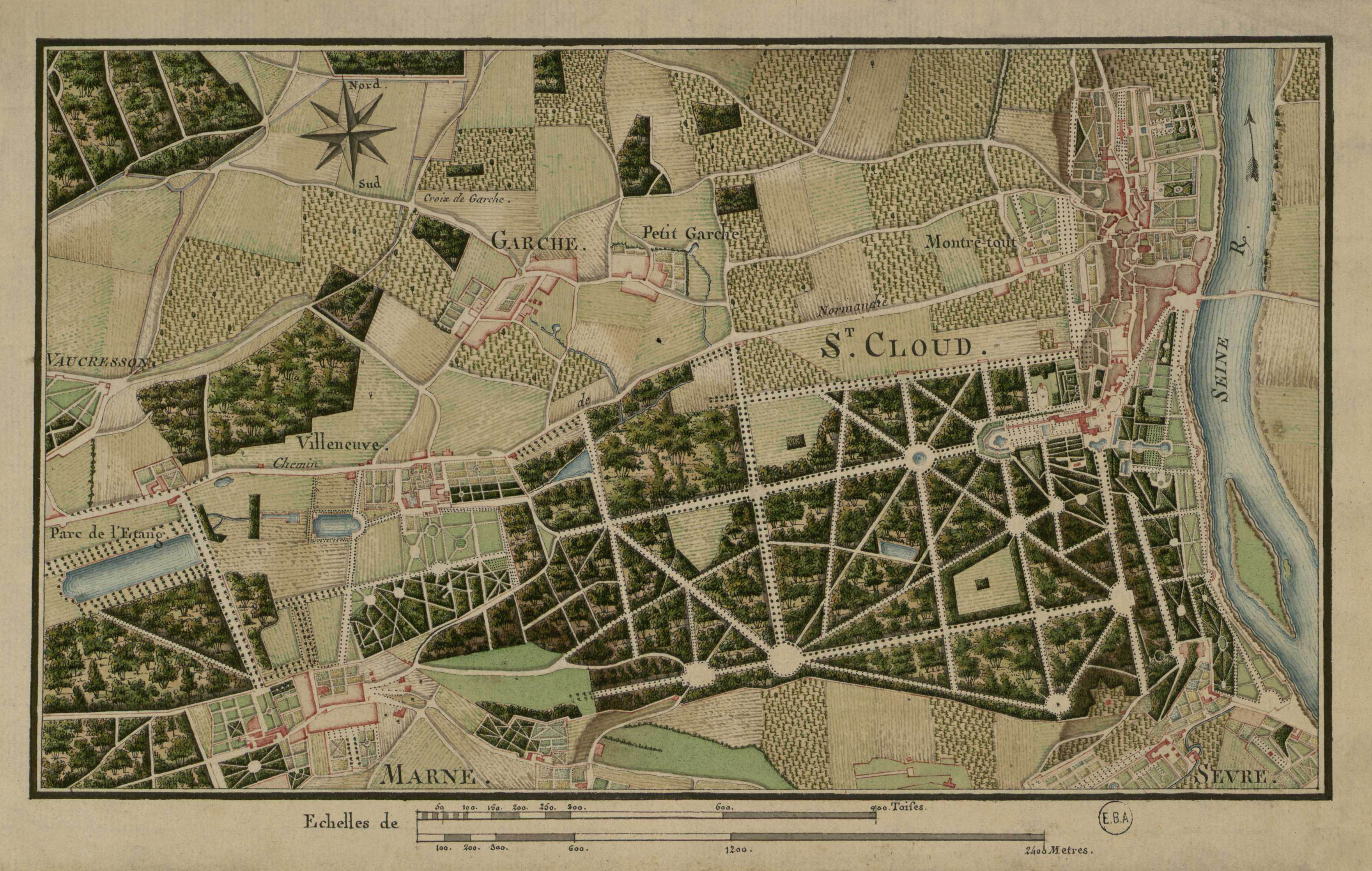
Plan du parc de Saint-Cloud au début du XVIIIe siècle.
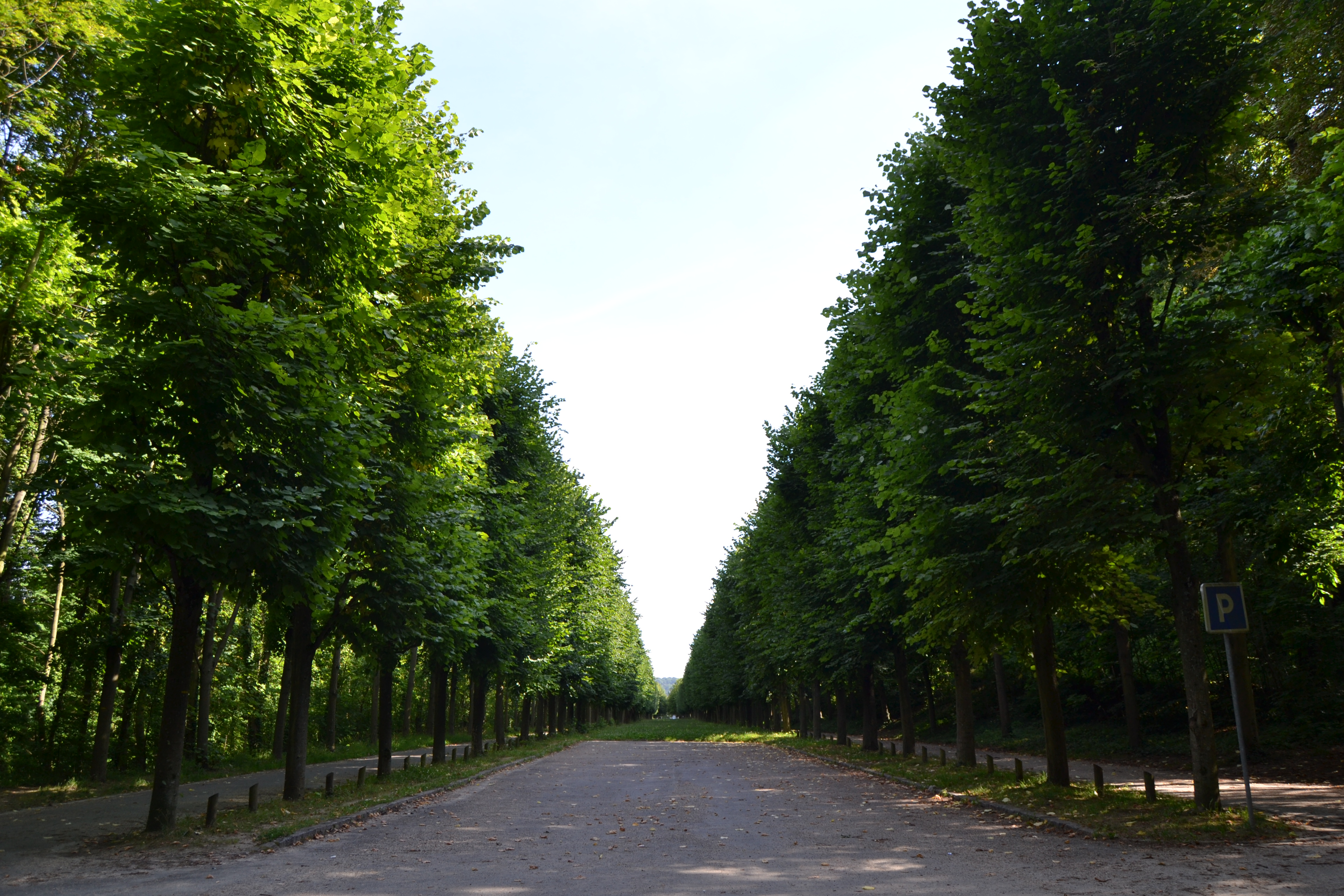
Le parc de Saint-Cloud.

## Saint-Cloud aujourd'hui

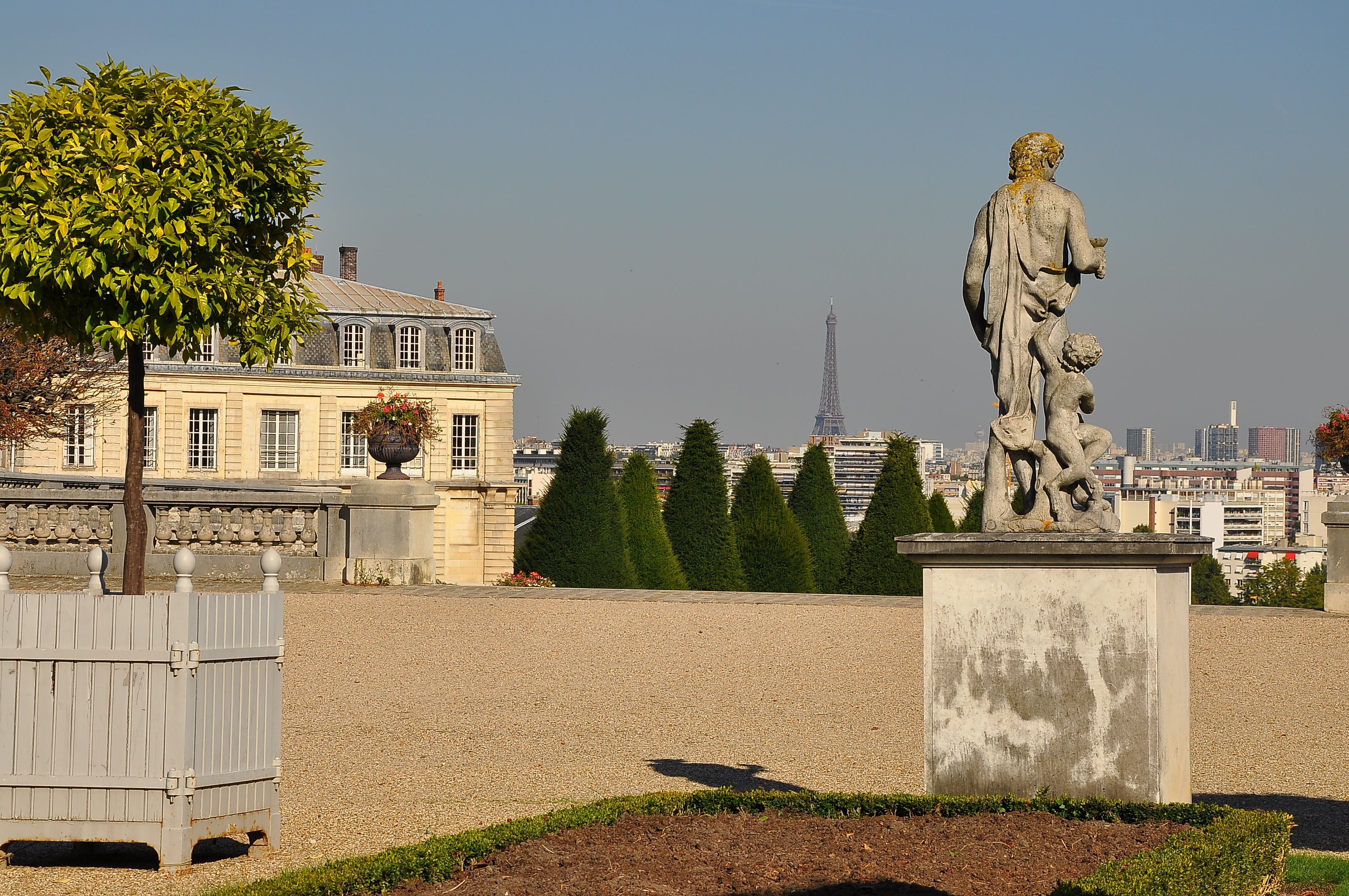
Parc de Saint-Cloud avec vue sur la tour Eiffel.

Le domaine national de Saint-Cloud est aujourd'hui la propriété de l'État et dépend du ministère de la Culture. Il a été donné en gestion au Centre des monuments nationaux. Il est ouvert au public et il est possible (option payante) d'y circuler en voiture.

## Décoration intérieure sous le Second Empire

### L'appartement de l'impératrice

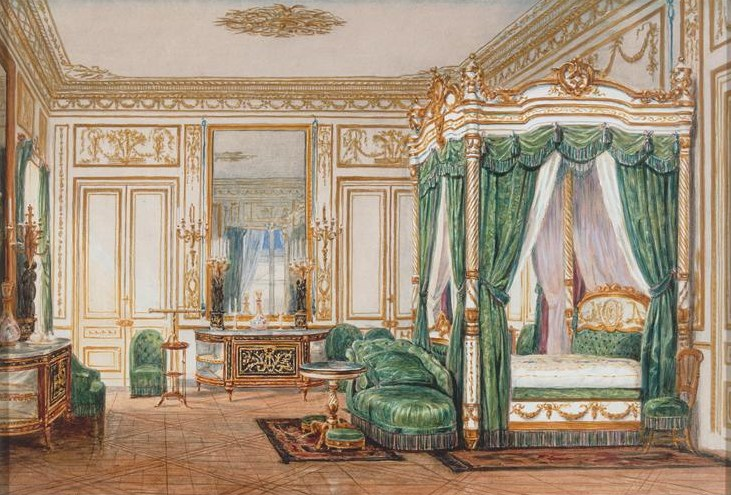

Chambre de l'impératrice par Jean Baptiste Fortuné de Fournier
Cette pièce d'angle, la seule boisée de l'appartement, constituait la chambre de l'impératrice. C'est sous Monsieur une chambre privée pour Madame, sous Marie Antoinette, cette pièce lui sert de grand cabinet. C'est une pièce assez vaste, qui s'éclaire par deux fenêtres sur la cour d'honneur et par deux fenêtre sur la Seine, et s'ouvre par deux portes du côté des fenêtres sur le cabinet de toilette et sur la salle de bain de l'appartement sous le Second Empire.

Le somptueux décor de boiseries sculptées et dorées à l'antique accompagné d'une cheminée (située entre les deux fenêtres qui donnent sur la cour d'honneur) est exécuté sur les indications de Mique pour la reine Marie Antoinette à la fin du XVIIIe siècle. Sous celle-ci, le mobilier très abondant comportait un canapé, deux bergères, deux fauteuils, quatre cabriolets, quatre chaises et deux tabourets de pied en bois sculpté et doré commandés à Sené. Sous le Second Empire la pièce est annexée à l'appartement de l'Impératrice par Eugénie. Elle devient sa chambre à coucher, dans laquelle elle place deux commodes au chiffre de Marie Antoinette venant de Compiègne. C'est dans cet état qu'elle est représentée sur cette aquarelle de Fortuné de Fournier (ci-contre). L'essentiel du mobilier a été sauvé et se partage entre le Louvre et le salon de Musique de l'Impératrice à Compiègne.
Cabinet de toilette de l'impératrice

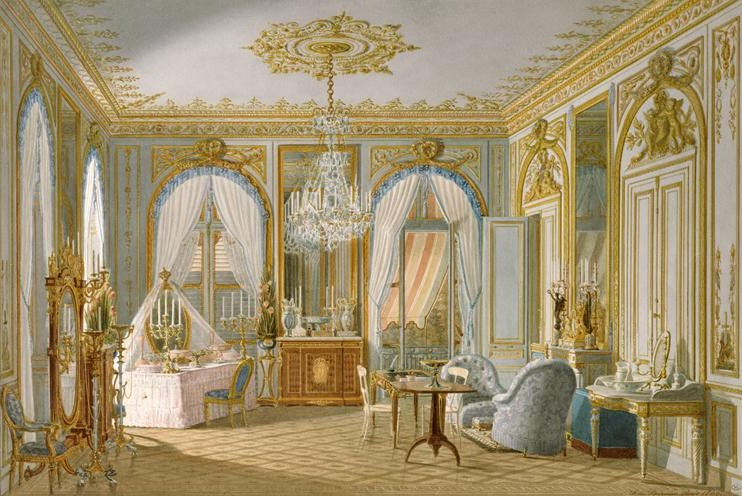

C'est une pièce très agréable, s'ouvrant sur quatre fenêtres cintrées et donc très lumineuse, qui donnent sur le bassin du fer à cheval et sur le parc. Des panneaux de boiseries au motif très raffiné alternent avec les glaces et les arcades des portes sont décorées de festons et guirlandes de fleurs tenus par des amours et ornant des médaillons. Le plafond s'orne d'une belle frise et d'une rosace à guirlandes de fleurs. Sous Marie Antoinette, c'est le cabinet intérieur du roi. Boulard a créé pour celui-ci un canapé où il puisse « s'étendre sur toute sa longueur ». On y trouve aussi un fauteuil avec un pupitre mécanique, recouvert de pékin, d'autres sièges, une commode d'acajou et un secrétaire de Riesener conçu pour la reine mais qui finira chez le roi. Un râtelier porte-montres est accroché au mur, montrant la passion de Louis XVI pour les arts mécaniques. Sous Eugénie, il devient le cabinet de toilette de l'impératrice, meublé de tout le nécessaire dont un psyché de style Louis XVI aujourd'hui à Compiègne. Ce salon s'ouvre sur une salle de bains qui le met en communication avec la chambre de l'Impératrice installée dans l'ancien Grand Cabinet de la Reine.
Cabinet de travail de l'impératrice

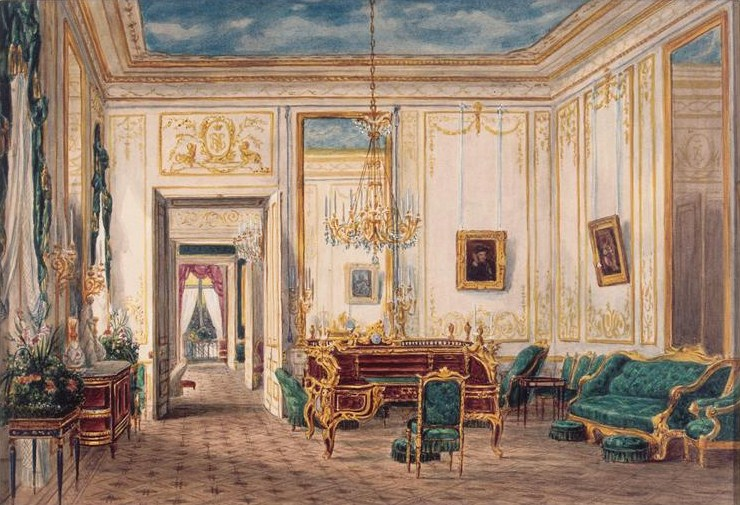

C'est l'ancien cabinet du Conseil du Roi. À la place des quatre grands panneaux de boiseries qui datent d'Eugénie, il y avait un lampas fond bleu de ciel à losanges gris, corbeilles et fleurs et oiseaux, qui alterne avec les miroirs et les petits panneaux de boiseries. Il était meublé d'une table du conseil en acajou en deux parties pliantes qui pouvaient se ranger sous une paire de consoles en bois doré que complétait une commode en laque noire et bronze doré. Les sièges étaient composés d'un grand fauteuil et de pliants tendus du même tissu que les murs. La cheminée de marbre blanc et bronze doré, était ornée d'une pendule du modèle de l'étude. Le Cabinet du Conseil devient sous le second Empire le cabinet de travail de l'impératrice. On ajoute alors les chiffres impériaux au-dessus de porte, les panneaux de boiserie sont posés, on repeint le plafond à la demande d'Eugénie « plafond à ciel bleu et nuages », et on y installe le Bureau du Roi Louis XV, qui sert à l'impératrice jusqu'en 1870. Ce meuble sera heureusement transféré au Louvre avant l'incendie du château de Saint-Cloud.
Grand salon de l'impératrice

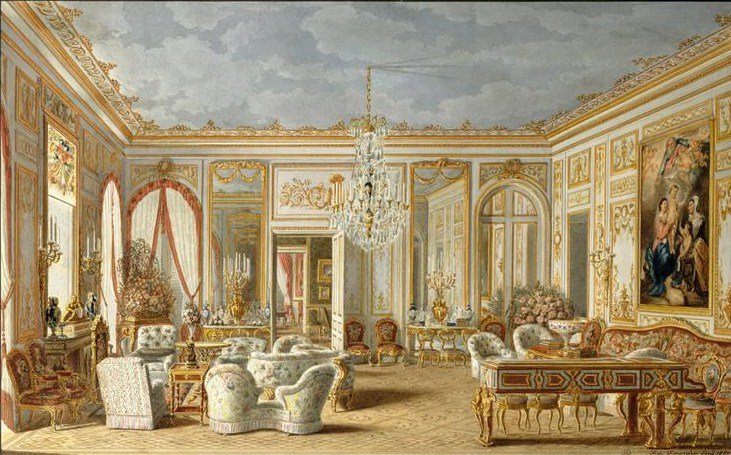

C'est l'ancienne chambre de Louis XVI. Celle-ci est tendue entre les panneaux de boiseries d'un gros de Naples broché dont le modèle a été conservé. Montrant le goût de Louis XVI pour la mécanique, quatre cadrans ont été installés dans les panneaux de boiserie de l'alcôve par l'horloger Robin : baromètre, thermomètre, deux pendules dont une indique les phases de la lune, qui ont disparu dans l'incendie. Deux garde-robes auxquelles donnent accès deux portes sous tenture sont aménagées pour le roi derrière l'alcôve. Sous l'Empire la chambre devient le Salon de Famille, rôle qu'il conserve ensuite jusqu'en 1870. C'est la plus grande pièce des appartements royaux et impériaux : 8 mètres sur 10, soit les dimensions du salon de Diane à Versailles pour donner un élément de comparaison. La pièce est en saillie par rapport aux autres : deux fenêtres latérales vraies auxquelles deux fausses en miroirs sont placées de part et d'autre des portes. Celles-ci sont doublées pour maintenir la symétrie. Une partie importante du décor de boiseries a été complété en 1855, notamment sans doute les panneaux de boiseries du mur du fond qui correspond à l'alcôve tendue de tissu sous Louis XVI. L'ornement majeur du salon est le tableau de Murillo, la Sainte Famille, que l'Impératrice avait obtenu de haute lutte du Louvre, lequel s'est empressé de le récupérer dès le 23 août 1870. Il était placé là où se trouvait le lit royal. L'autre curiosité de la pièce était une glace mouvante qui se trouvait au-dessus de la cheminée, entre les fenêtres face à ce tableau.
Salon des officiers

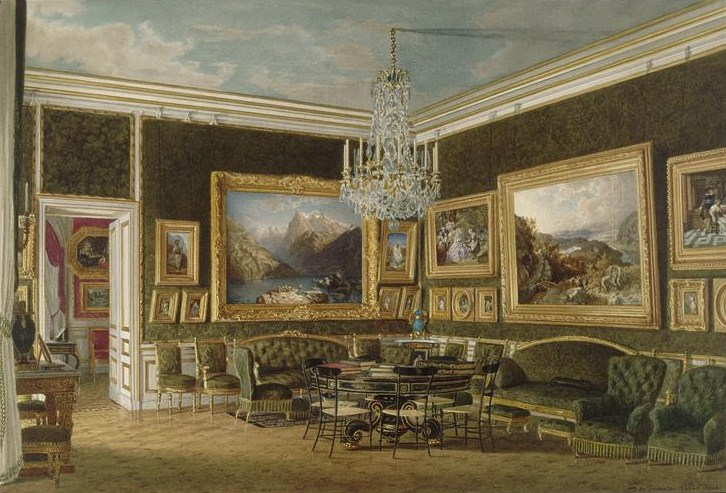

Le Salon des officiers est l'ancien salon des Nobles du Roi. Elle était alors tendue d'un damas jaune bordé de baguettes dorées. Une grande carte collée sur toile avec les plans de Versailles et de ses environs orne l'un des murs, sans doute celui du fond. Comme la précédente, elle a été réduite en profondeur sous Louis Philippe pour créer le couloir entre les deux appartements. Il porte le nom de Salon Vert, du fait de la soie verte qui recouvre ses murs et le dessus des portes et qui sert de fond à des tableaux modernes, ou de Salon des Dames, car c'est là que se tiennent les dames du premier cercle de l'impératrice. Une cheminée de marbre bleu turquin surmonté d'une glace est la seule rupture dans ce décor vert avec le plafond peint de nuages sur fond de ciel bleu.
Salon des dames

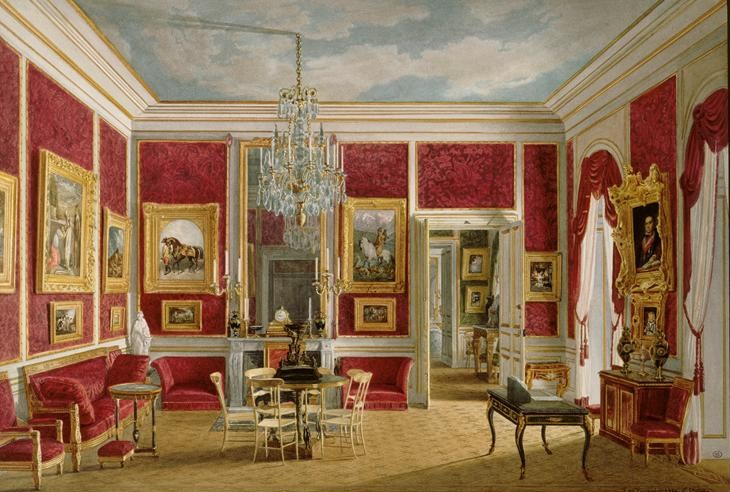

Le Salon des Huissiers, ancienne seconde antichambre du roi. C'est une pièce oblongue, qui a été raccourcie en profondeur sous Louis Philippe d'environ 1,30 m pour créer le couloir évoqué quand nous étions dans le salon du Conseil. Sous Louis XVI, elle est tendue d'un taffetas vert sur lequel sont tendus des tableaux de scènes mythologiques et des portraits, avec des dessus de porte en grisaille de Sauvage. Cette pièce est dans l'angle du premier château de Saint Cloud, donc en saillie par rapport au bâtiment qui abrite l'antichambre, l'escalier et la salle à manger, ce qui fait qu'une fenêtre occupe le mur latéral. La porte donne sur l'antichambre que nous venons de traverser. Une cheminée de marbre blanc chauffe la pièce. Les murs du salon sont tendus d'un damas cramoisi du même modèle que celui de l'appartement de l'empereur, et qui lui vaut aussi le nom de « Salon rouge ».

## Devenir des ruines

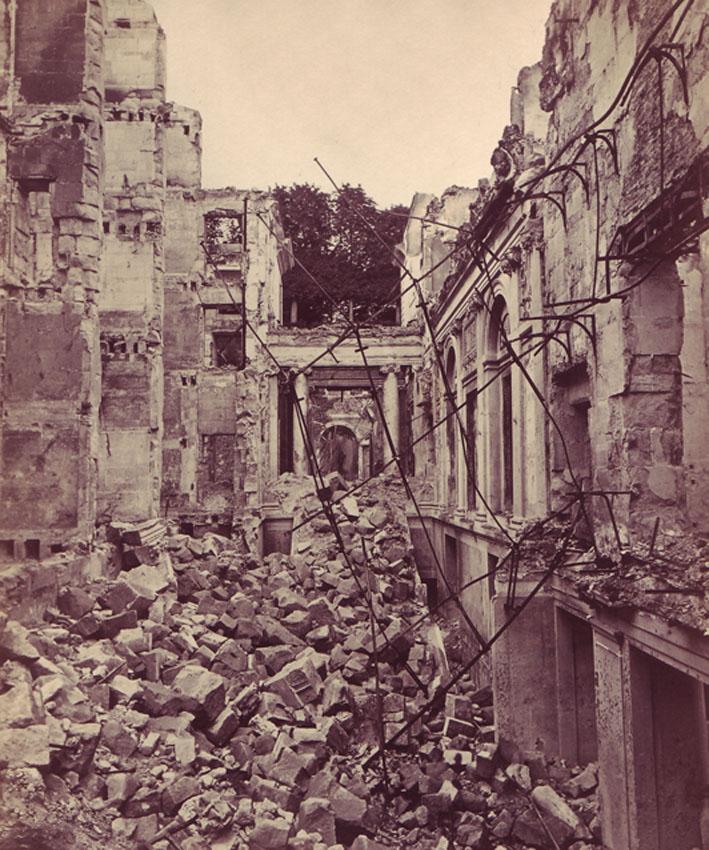
Ruines de l'intérieur du château de Saint-Cloud, avec dans le fond à droite, le décor de l'ancienne chapelle de Monsieur, repris pour réaliser l'escalier droit.

L'historienne Séverine Drigeard, chargée de documentation au domaine de Saint-Cloud, rappelle que les ruines furent démolies vingt ans après l'incendie de 1870 : « Les pierres furent vendues à l'encan, écartant ainsi à jamais le projet d'une reconstruction ». Il ne reste rien sur place du château, mis à part huit statues abritées dans le musée de Saint-Cloud.
La grille du parc du château de la Punta (Corse) provient des ruines du château de Saint-Cloud.
Les bas reliefs exécutés par Joseph Deschamps pour la cage d'escalier : La course d'Hippomène et d'Atalante et Le triomphe de Flore, ont été remontés au palais royal de Laeken, à Bruxelles, pour un petit-fils de Louis Philippe, Léopold II, roi des Belges.
Des pierres provenant de l'aile droite du château de Saint-Cloud, notamment le fronton triangulaire à son extrémité, sont achetées pour être réemployées à la construction, en Bulgarie, du château d'Euxinograd, résidence d'un autre petit-fils de Louis-Philippe, Ferdinand Ier, roi des Bulgares.
Le fronton, à l'extrémité de l'aile gauche, est remonté en région parisienne, dans le parc de Jeurre.
Le fronton sur le « fer à cheval » est remonté à l'entrée du domaine royal de Dreux et celui au centre de l'aile nord sur le château Nagelmackers de Villepreux.

## Reconstruction du château de Saint-Cloud

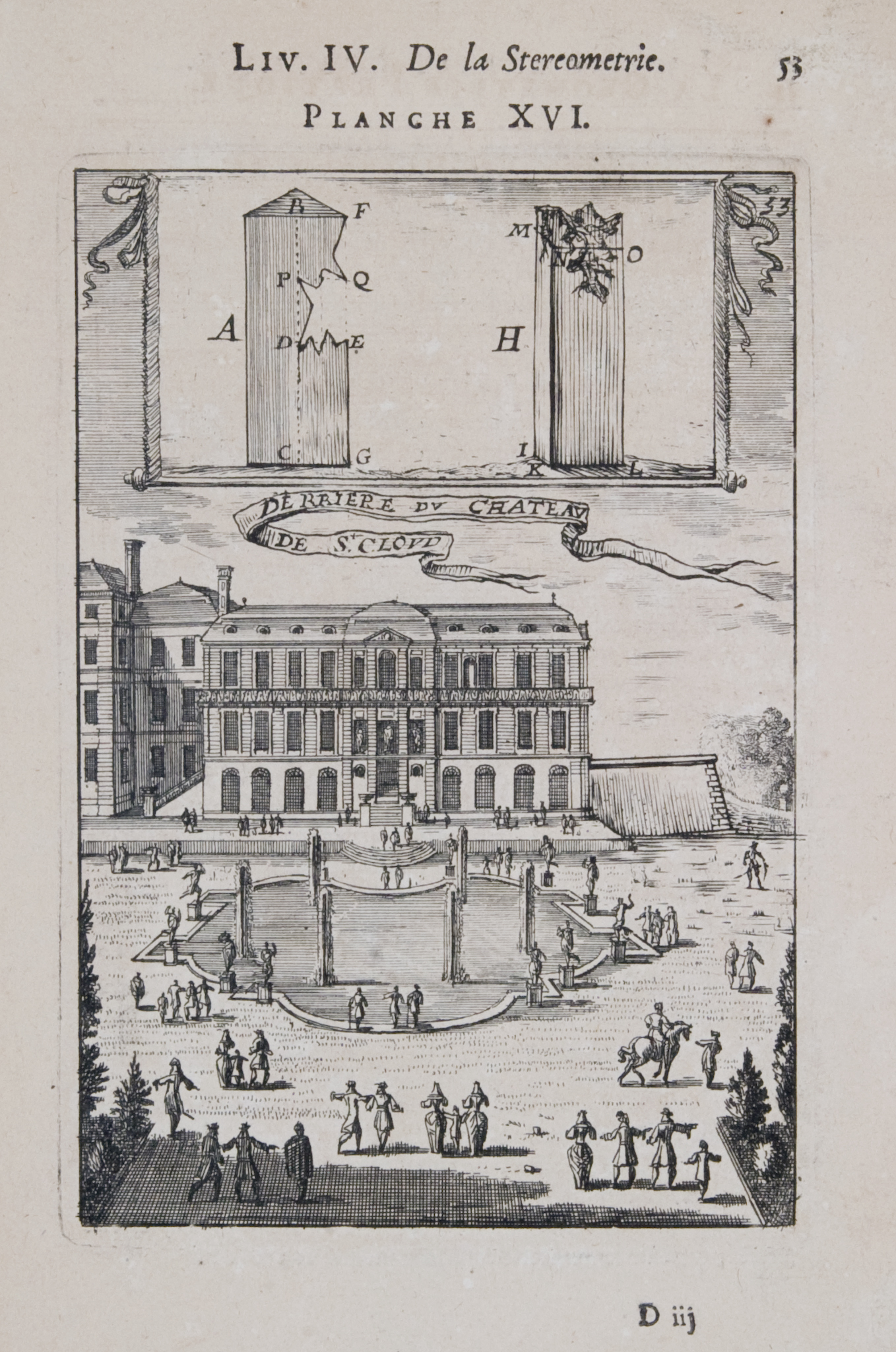
Alain Manesson Mallet, aile gauche du château de Saint-Cloud.

Depuis 2006, l'Association Reconstruisons Saint-Cloud ! milite en faveur de la reconstruction du château dont subsiste, selon l'architecte en chef des monuments historiques, Pierre-André Lablaude, l'ensemble des fondations, soit 25 % de l'édifice, que ce soit en termes de volume ou de coût financier.[réf. nécessaire]
S'inspirant de l'actuelle construction du château fort de Guédelon dans l'Yonne, et de la reconstruction du château de Berlin, de 2013 à 2020, cette association propose que la reconstruction du château de Saint-Cloud soit également effectuée dans le cadre d'un chantier ouvert au public dont les entrées payantes serviraient au financement des travaux, permettant ainsi la création d'un musée vivant des métiers d'art.
Afin de montrer les différentes opportunités économiques que présenterait cette renaissance, l'Atelier Cos a réalisé en 2014 une étude architecturale. À partir de cette étude, la société d'économie de la construction « Gleeds » a chiffré le coût total de cette opération entre 162 et 207 millions d'euros.

## Dans les arts
- Étienne Allegrain, peinture Vue cavalière du château et du parc de Saint-Cloud, vers 1675, château de Versailles.
- Isidore Laurent Deroy, Palais de Saint-Cloud et son parc, 1866[25].

## Lieu de tournage
En 2016, une équipe de l'émission Secrets d'Histoire a tourné plusieurs séquences sur le site du château, dans le cadre d'un numéro consacré à Philippe d'Orléans, intitulé Le Régent, un libertin sur le trône de France, diffusé le 11 août 2017 sur France 2.